# Suse (Iran)
Pour les articles homonymes, voir Suse.
Suse (en persan : شوش / Šuš) est une ancienne cité de l'Iran située dans le sud-ouest de ce pays, dans une plaine à environ 140 km à l'est du fleuve Tigre. Habitée dès la fin du Ve millénaire av. J.-C., elle fut durant la haute Antiquité une des principales villes de la civilisation élamite, puis aux Ve et IVe siècles av. J.-C. la capitale de l'Empire perse achéménide, et resta peuplée jusqu'au XVe siècle de notre ère au moins. La ville iranienne de Shush (en persan : شوش), qui se trouve à proximité, en a pris la suite depuis le milieu du XXe siècle.
Suse est fondée vers 4000 av. J.-C., sur un point de passage qui relie la vallée du Tigre au plateau iranien, dans une région qui participe alors à l'émergence de l'État et des premières villes, phénomène majeur dans l'histoire humaine, dont Suse est l'un des principaux témoignages. Elle devient vite un centre important, situé à la rencontre des influences de la Mésopotamie et des cultures du plateau iranien. Mais les phases d'expansion alternent avec celles de déclin, ce qui reflète manifestement des changements culturels et politiques entre les civilisations de la plaine et celles du plateau. À partir du IIIe millénaire av. J.-C., le sud-ouest iranien voit l'émergence d'une entité culturelle et politique, l'Élam, dont Suse devient une des principales cités, passant de manière définitive sous son contrôle à partir des environs de 2000 av. J.-C. Elle est durant les siècles suivants une des capitales élamites, connaissant une forte croissance, et embellie par les souverains de cet État. Lorsque celui-ci disparaît au VIe siècle av. J.-C., elle est intégrée par l'Empire achéménide, dont elle devient rapidement une des résidences royales, avec la construction de l'imposant palais de Darius Ier, où se rencontrent les influences artistiques et architecturales venues des diverses régions dominées par le « Roi des Rois ». Après l'effondrement de l'Empire achéménide, dans la seconde moitié du IVe siècle av. J.-C., Suse est reléguée au rang de ville provinciale des empires qui la dominent (séleucide, parthe, sassanide), restant une ville importante, avant de connaître un déclin durant l'Antiquité tardive. Après la conquête musulmane dans les années 640, Suse connaît un renouveau et atteint probablement sa phase d'extension maximale sous les Abbassides, aux IXe et Xe siècles. Elle décline à nouveau à partir du XIVe siècle, pour être sans doute désertée au siècle suivant. Le site n'est repeuplé qu'à partir du milieu du XXe siècle.
Dès les premières découvertes effectuées lors des fouilles archéologiques, dans les années 1880 et surtout à partir de 1897, sous la direction d'équipes archéologiques françaises, Suse est devenu un site de première importance pour la connaissance des civilisations du Proche-Orient ancien. Cela est d'abord dû à la qualité des découvertes d'objets d'art provenant de Mésopotamie, en premier lieu le Code de Hammurabi, mais aussi de diverses œuvres de la dynastie d'Akkad, qui sont des sources essentielles pour la connaissance de cette période. Les autres trouvailles artistiques, couvrant près de 6 000 ans, sont d'une importance cruciale pour connaître l'histoire de l'art et des cultures de l'Iran, en particulier pour les hautes époques, avec l'important corpus de céramiques de Suse I, datant d'une période protohistorique en général peu explorée sur les sites archéologiques du Moyen-Orient, et la documentation artistique et épigraphique des périodes élamites, qui est de loin la principale source permettant de reconstituer l'histoire de ce pays antique. Pour les périodes plus tardives, Suse constitue par exemple un intéressant cas d'étude pour connaître l'évolution de la céramique islamique médiévale. Les collections d'objets exhumés à Suse sont en grande partie conservées au musée du Louvre, en raison d'un accord de répartition des découvertes favorable à la France lors des premières campagnes de fouilles, qui furent les plus fructueuses. En revanche, en dehors du secteur du palais royal achéménide, la plupart des monuments antiques de Suse ne sont pas bien connus, car ils ont été détruits dès l'Antiquité ou bien lors des premières fouilles, sans avoir fait l'objet de relevés archéologiques satisfaisants.

## Le site

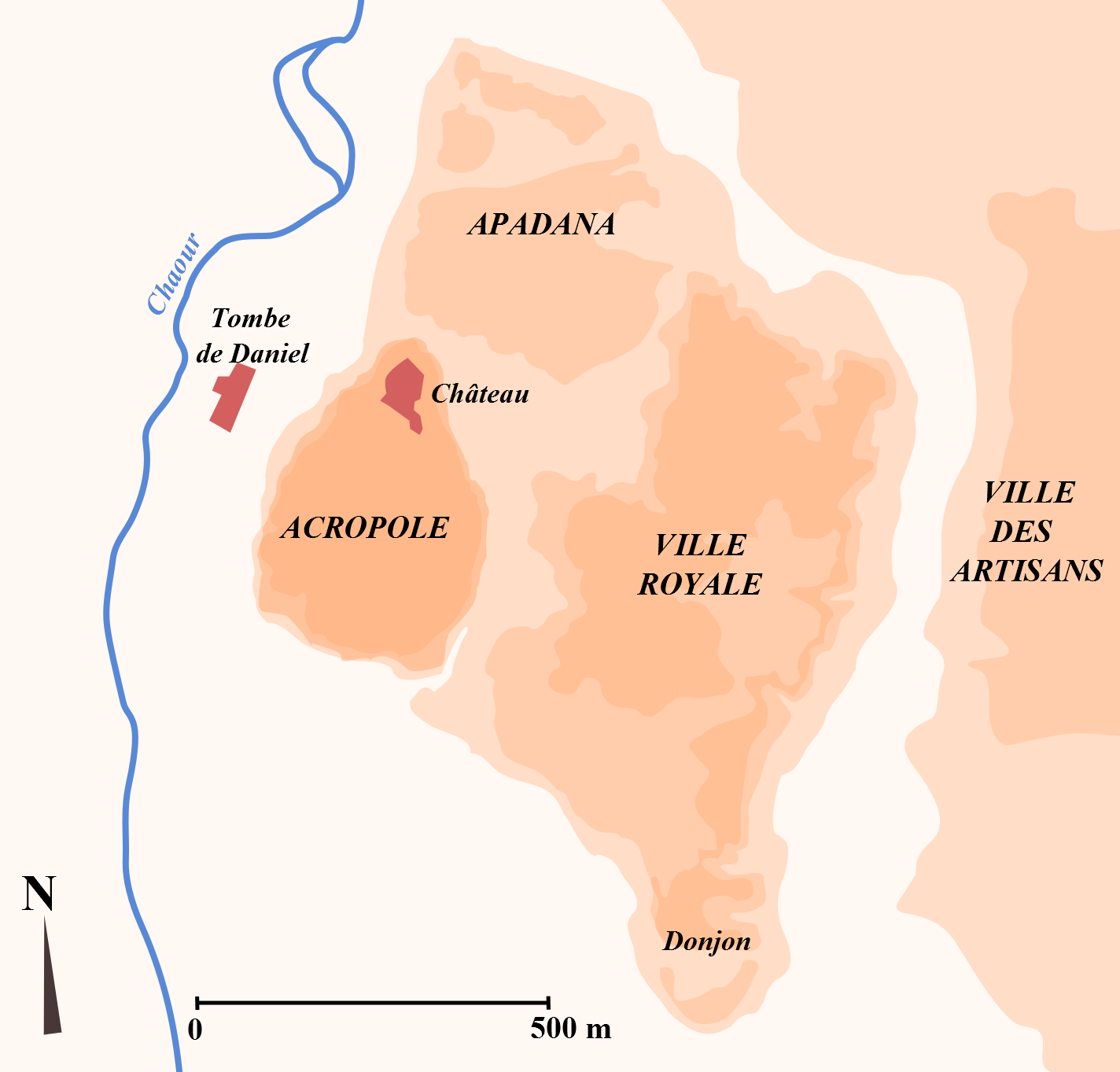
Éléments principaux de la topographie du site de Suse.

La partie la plus importante de la Suse antique est une zone d'environ 70 hectares (0,7 km2) divisée en trois tells (tepe dans la terminologie iranienne), qui surplombe une petite rivière, la Chaour. Chacun de ces tells a reçu sa dénomination lors des premières fouilles françaises, qui sera conservée par la suite, même si ces choix ne sont pas forcément pertinents. Le premier tell est l'« Acropole » (« Citadelle » chez Loftus et Dieulafoy), la partie la plus élevée du site, qui culminait à 38 mètres (ou 35) au début des fouilles. Le second est l'« Apadana », du nom du grand palais que Darius Ier a construit à cet endroit après d'importants travaux de terrassement, sur les ruines de constructions élamites. Ce sont ces deux zones qui ont livré les plus anciennes traces d'occupation du site à la fin du Ve millénaire av. J.-C. (époque Suse I). La « Ville Royale » est la troisième zone, constituant le cœur de la Suse antique, peuplée au moins dès la période proto-élamite, à la fin du IVe millénaire av. J.-C. si ce n'est avant. La « Ville des Artisans » est le plus vaste tell situé à l'est du site, occupé au moins à partir de l'époque néo-élamite au VIIIe siècle av. J.-C., et qui constitue la principale zone d'occupation aux époques récentes de l'Antiquité et au Moyen Âge, mais l'extension maximale de l'habitat sur cet espace durant ces périodes n'a pas pu être déterminée. Un cinquième tell à l'ouest du Chaour est occupé à partir de la période achéménide au IVe siècle av. J.-C. En tout, le site couvre entre 250 et 300 hectares, mais tout cet espace n'est occupé simultanément que durant l'époque islamique.

## Historique des fouilles
L'emplacement du site de Suse n'a jamais été oublié après que la ville ait été désertée au XVe siècle, puisque le tombeau du prophète Daniel en marquait clairement la trace, et en faisait un lieu de pèlerinage, et du reste son nom antique avait été conservé. Pour les voyageurs européens qui se rendent en Perse au début du XIXe siècle, le nom de Suse évoque la grande capitale de l'Empire perse des auteurs grecs antiques, en premier lieu Hérodote, mais aussi les livres bibliques de Daniel et d'Esther.

### Premières explorations du site
Les voyageurs britanniques se rendant dans la région de Suse dans la première moitié du XIXe siècle peuvent aisément repérer le site de Suse. Henry Creswicke Rawlinson (en 1836) et Austen Henry Layard (en 1840 et 1842), deux des plus grands pionniers de la redécouverte des sites de Mésopotamie et de l'Iran antiques, s'y rendent donc, sans entreprendre d'exploration poussée, cherchant des éléments des palais achéménides, et relevant des inscriptions cunéiformes. En 1850, le colonel William Fenwick Williams, chargé de la mission du tracé des frontières entre les Empires ottoman et perse dans la région, confie au géologue William Kennett Loftus des repérages plus poussés sur le site. Des fouilles sont même entamées en 1851, une seconde campagne étant conduite l'année suivante. Un premier plan du site est dressé, des tranchées creusées dans le tell de l'Acropole permettent de retrouver des objets élamites, et le secteur du palais perse est également exploré, un plan de l'édifice étant également dessiné.

### Fouilles des époux Dieulafoy
Marcel Dieulafoy (1844-1920), ingénieur versé dans l'étude de l'art antique de l'Iran (notamment Persépolis), et son épouse Jane (1851-1916) conduisent de 1884 à 1886 deux campagnes de fouilles, avec un financement français des Musées Nationaux. L'exploration concerne surtout le palais perse, où la « frise des lions » puis la « frise des archers » sont dégagées, puis rapportées en France, avec également un chapiteau de l'Apadana quasiment intact. Ils seront restaurés et exposés au Louvre.

### Les débuts de la délégation archéologique française
En 1895, l'ambassadeur français à Téhéran obtient du Shah Naser al-Din le droit exclusif pour la France de conduire des fouilles archéologiques en Iran. Un des instigateurs de cet accord, Jacques de Morgan, prend ensuite la tête de la Délégation française en Perse, créée en 1897 sous l'autorité du ministère de l'Instruction Publique, et dotée d'un financement important par le Parlement.

#### Fouilles de J. de Morgan

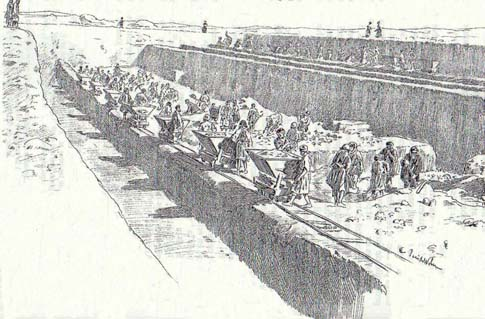
Fouilles de Morgan : ouvriers déblayant une tranchée dans le tell avec des chariots posés sur des rails, décembre 1898. Dessin d'après une photographie.

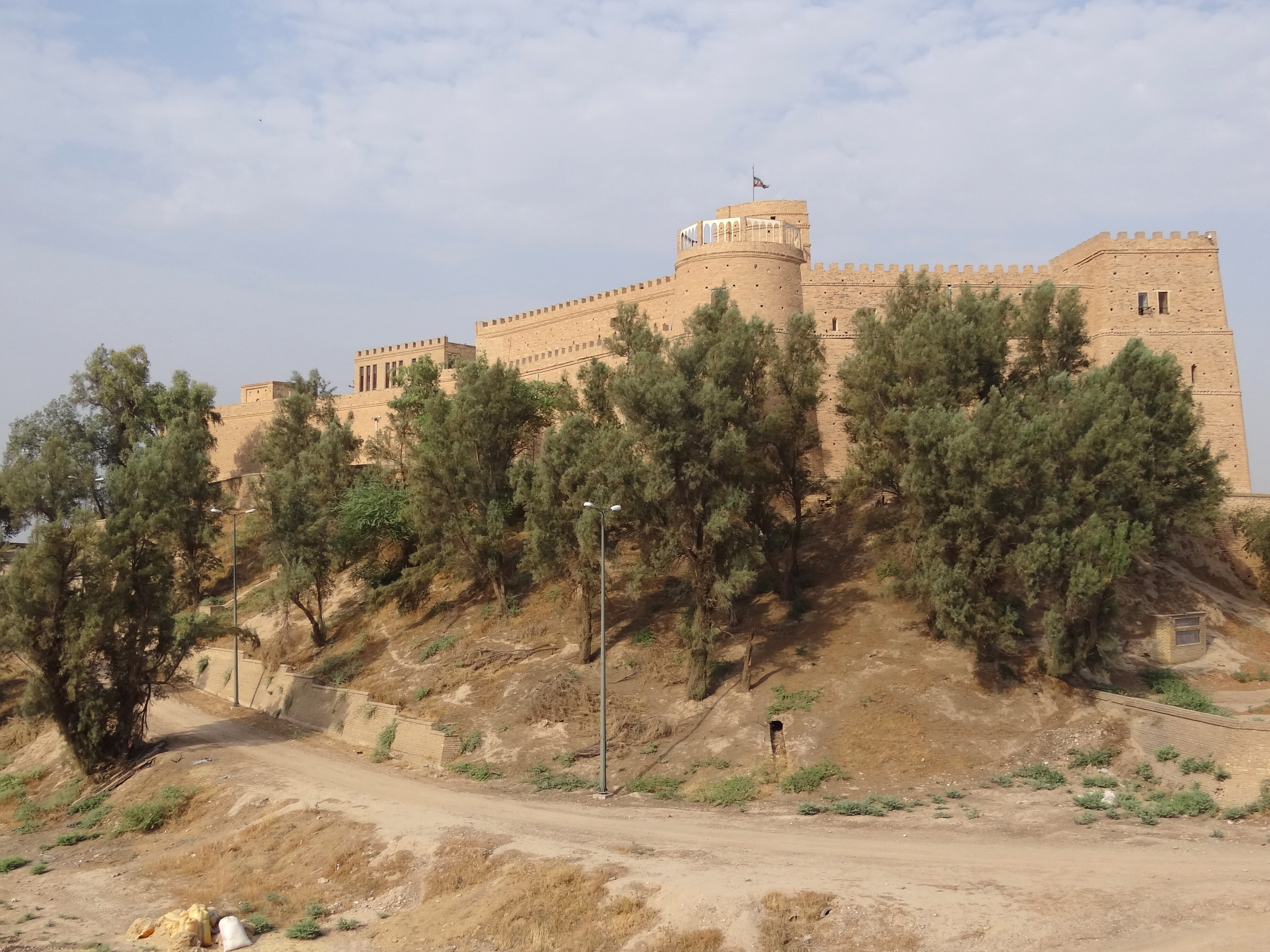
Le château de Morgan.

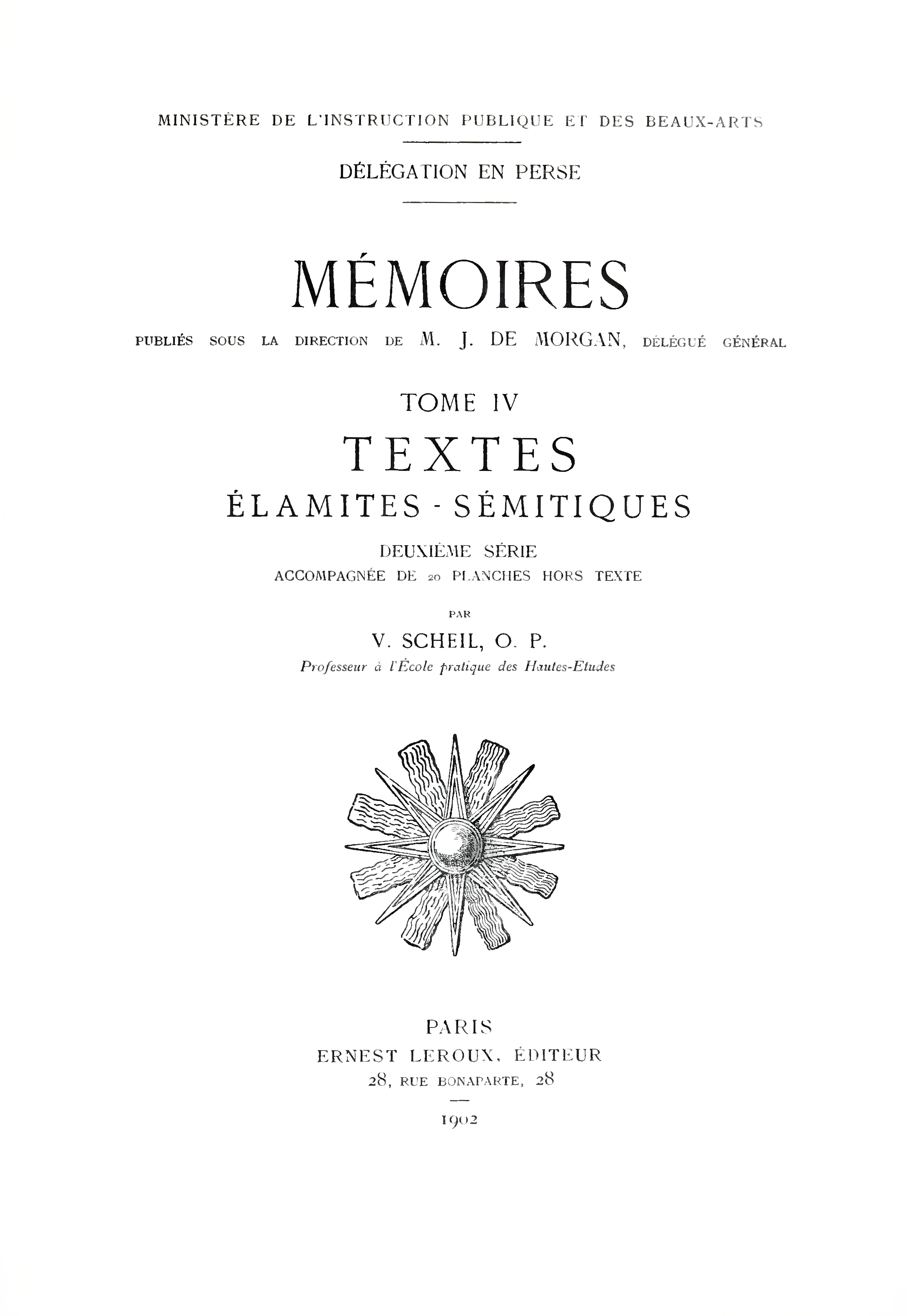
Page de titre du volume IV des Mémoires de la Délégation en Perse, contenant notamment la première traduction du Code de Hammurabi (1902).

Jacques de Morgan (1857-1924) était un ingénieur des Mines, géologue de formation, mais également intéressé dans l'étude de la préhistoire, la linguistique, la numismatique et bien d'autres disciplines, qui avait déjà entrepris des fouilles en Égypte et exploré une première fois l'Iran en 1891 avant de convaincre le corps diplomatique de l'intérêt des fouilles à Suse. Il espérait trouver sur le tell de l'Acropole les origines de « la » civilisation, et accessoirement approfondir la connaissance de la civilisation élamite, dont on commençait alors à deviner l'importance, grâce aux textes mésopotamiens,.
La méthode de recherche mise en place par de Morgan, qu'il qualifie lui-même d'« industrielle », ne se préoccupe que très peu des bâtiments qu'il rencontre (et ce d'autant plus qu'il ne connaît pas la méthode pour reconnaître les briques crues, qui constituent le matériau de base des constructions qu'il rencontre), et se concentre avant tout sur la découverte d'œuvres d'art destinées à être rapportées en France, et donc sur le dégagement des niveaux les plus récents, afin d'atteindre rapidement les niveaux des « origines » (avec au départ le projet d'araser complètement le tell de l'Acropole). Doté de grands moyens, il fait ériger un « château » sur le nord du tell, afin de se protéger des brigands, qui l'attaquent régulièrement durant les premières campagnes. Il emploie des centaines de travailleurs pour déblayer le site, creusant d'abord des tunnels sur le rebord sud-est du tell, lui permettant d'établir une chronologie du site grâce aux objets trouvés, puis d'imposantes tranchées en gradins de 5 mètres de profondeur et autant de large, ne prenant pas bien en compte les niveaux stratigraphiques. Il enlève d'abord les premiers niveaux, prenant des relevés approximatifs des bâtiments en pierre rencontrés, et atteint rapidement les niveaux élamites, où il découvre en 1900-1901 plusieurs objets majeurs de la civilisation mésopotamienne, emportés à Suse par les souverains élamites après leur conquête (la stèle du Code de Hammurabi rapidement traduite par le père Jean-Vincent Scheil, et celle de Naram-Sîn d'Akkad). L'entreprise de déblaiement total du tell s'avère impossible, aussi de Morgan concentre-t-il les fouilles sur un secteur précis, la « grande tranchée » de 100 mètres de long, afin d'atteindre le plus rapidement possible les niveaux les plus anciens. Ceux-ci sont rejoints dès 1906-1907, dégageant une importante nécropole, avec un matériel céramique inconnu par ailleurs. Néanmoins, à son grand dépit, les sépultures livrent également des objets en cuivre : il y voit la preuve que Suse ne remonte pas aux « origines ». Épuisé par le travail, et soupçonné à tort de mauvaise utilisation des fonds alloués à la Délégation, il ne retourne plus à Suse après 1907, puis démissionne de son poste en 1912.
Les résultats des fouilles et des méthodes « minières » de Morgan laissent une impression contrastée, et ont fait l'objet de nombreuses critiques a posteriori. Les monuments des époques postérieures à la période protohistorique n'ont pas fait l'objet de relevés, ou alors ils sont concis et peu précis, et sur ce point les fouilles conduites par de Morgan souffrent de la comparaison avec celles conduites par les fouilleurs allemands à Babylone, qui avaient débuté en même temps. Les publications sont très difficiles à exploiter, et empêchent par exemple de se faire une idée autre que sommaire des monuments de l'Acropole à l'époque élamite. La plupart du temps le contexte archéologique des objets d'art qu'il a découverts, notamment dans les nécropoles, est impossible à reconstituer. Néanmoins, les découvertes d'objets d'art sont fructueuses et ont été des apports inestimables pour la connaissance de l'histoire de la Susiane et de la Mésopotamie, notamment la stèle du Code de Hammurabi et les différents objets de la dynastie d'Akkad, qui sont essentiels pour reconstituer l'histoire de cette dernière, ainsi que les nombreux objets de la période protohistorique (dont les tablettes proto-élamites et le matériel de la nécropole de Suse I), qui est une période en général mal documentée sur les principaux sites proche-orientaux, où les fouilleurs se sont en fait concentrés sur les périodes historiques. Un autre des mérites des fouilles de Morgan est la volonté de mobiliser d'autres disciplines scientifiques associées à l'archéologie pour son projet de redécouverte des origines de la civilisation.

#### Fouilles de R. de Mecquenem
Depuis 1903, de Morgan est assisté par Roland de Mecquenem (1877-1957), également ingénieur, qu'il avait notamment chargé de fouilles sur l'Apadana. De Mecquenem reprend la direction des fouilles après le départ de Morgan, avec le concours du père Scheil, poursuivant les fouilles selon les mêmes méthodes que son mentor. Ses fouilles sont rapidement interrompues par le conflit de 1914-1918, durant lequel le château est occupé par une garnison britannique, et reprennent en 1920. Il effectue quelques sondages sur le secteur de l'Acropole, mais travaille surtout sur l'Apadana, où il atteint notamment des niveaux élamites, et dans la Ville Royale (notamment le secteur du Donjon). Son assistant L. Le Breton procède à la première tentative de périodisation du site. Dans les années 1920, il commence également à explorer des tells voisins de Suse (Djaffarabad, Djowi, Djendjebal), puis après 1935, sur le site de Chogha Zanbil.

### Fouilles de R. Ghirshman
Après la Seconde Guerre mondiale, c'est Roman Ghirshman (1895-1979), un archéologue français d'origine russe qui avait auparavant travaillé sur d'autres sites iraniens antiques (Tepe Sialk, Tepe Giyan), qui fouille le site de Suse, avec la volonté d'en découvrir plus sur la période élamite, avec des méthodes plus modernes et jugées plus conventionnelles. Il entreprend dès 1946 un important chantier au nord du tell de la Ville Royale, le « chantier A », où il dégage plusieurs niveaux d'un quartier résidentiel, peuplé depuis le début du IIe millénaire av. J.-C. Il explore également par la suite une résidence du tell de la Ville des Artisans, le « Village perse achéménide » (dont la fondation remonte en fait à la fin de l'époque néo-élamite), et fait faire (notamment par ses assistants, le père Marie-Joseph Stève et Hermann Gasche) des sondages sur deux autres tells, qui permettent notamment de révéler la présence de la « haute terrasse » protohistorique sur l'Acropole, ainsi qu'un autre quartier de la Ville Royale, le « chantier B », présentant des niveaux antérieurs au chantier A. Cependant, les fouilles de Suse sont ralenties entre 1951 et 1962, période durant laquelle les équipes françaises s'attellent essentiellement à la fouille du site de Chogha Zanbil que de Mecquenem n'avait que peu exploré, et où est mis au jour un important centre religieux élamite, ce qui écourte les périodes de fouilles à Suse. R. Ghirshman s'est du reste surtout concentré sur la publication des fouilles de Chogha Zanbil, beaucoup moins sur celles de Suse, qui n'ont fait l'objet que de rapports préliminaires et articles isolés, en dehors du chantier du Village achéménide. Après le départ de R. Ghirshman en 1966, le père Stève dirige une campagne de fouilles durant laquelle il se concentre sur le secteur de l'Acropole, avant tout la « haute terrasse ».

### Fouilles de J. Perrot
En 1967, Jean Perrot (1920-2012) reprend la direction des fouilles françaises en Susiane, avec pour objectif d'y mettre en œuvre les méthodes modernes de stratigraphie, afin de reconstituer précisément l'histoire des séquences archéologiques du site. Pour cela, il dispose d'une équipe pluridisciplinaire et internationale (avec notamment une volonté de coopération accrue avec les archéologues Iraniens), et délègue à des chefs de chantiers la conduite de sondages en divers points du site : sur l'Acropole, A. Le Brun conduit une étude stratigraphique des niveaux protohistoriques de l'Acropole, et D. Canal et lui-même travaillent sur la haute terrasse de la même époque ; E. Carter et P. de Miroschedji, dans la Ville Royale, explorent respectivement les niveaux élamites anciens et récents ; Geneviève Dollfus conduit de son côté l'exploration des sites voisins de Suse, présentant des niveaux antérieurs à la fondation de ce centre (notamment Djaffarabad). Dans le secteur de l'Apadana, de nouvelles parties du palais sont dégagées, afin d'en préciser le plan, et dans la partie est, la porte du palais est dégagée, ainsi que des niveaux d'époque islamique (dont la stratigraphie est analysée par M. Kervran), période qui fait également l'objet de travaux sur le tell de la Ville des Artisans. À l'extérieur des tells principaux, le palais achéménide, situé sur la rive occidentale de la Chaour, est fouillé, ainsi que les niveaux postérieurs. Les fouilles s'arrêtent en 1979, à cause de la Révolution iranienne, puis de la guerre Iran-Irak,Une grande partie des archives scientifiques des fouilles archéologiques de Suse sont déposées au Pôle archives de la Maison des Sciences de l’homme Mondes.

### Répartition et étude des découvertes

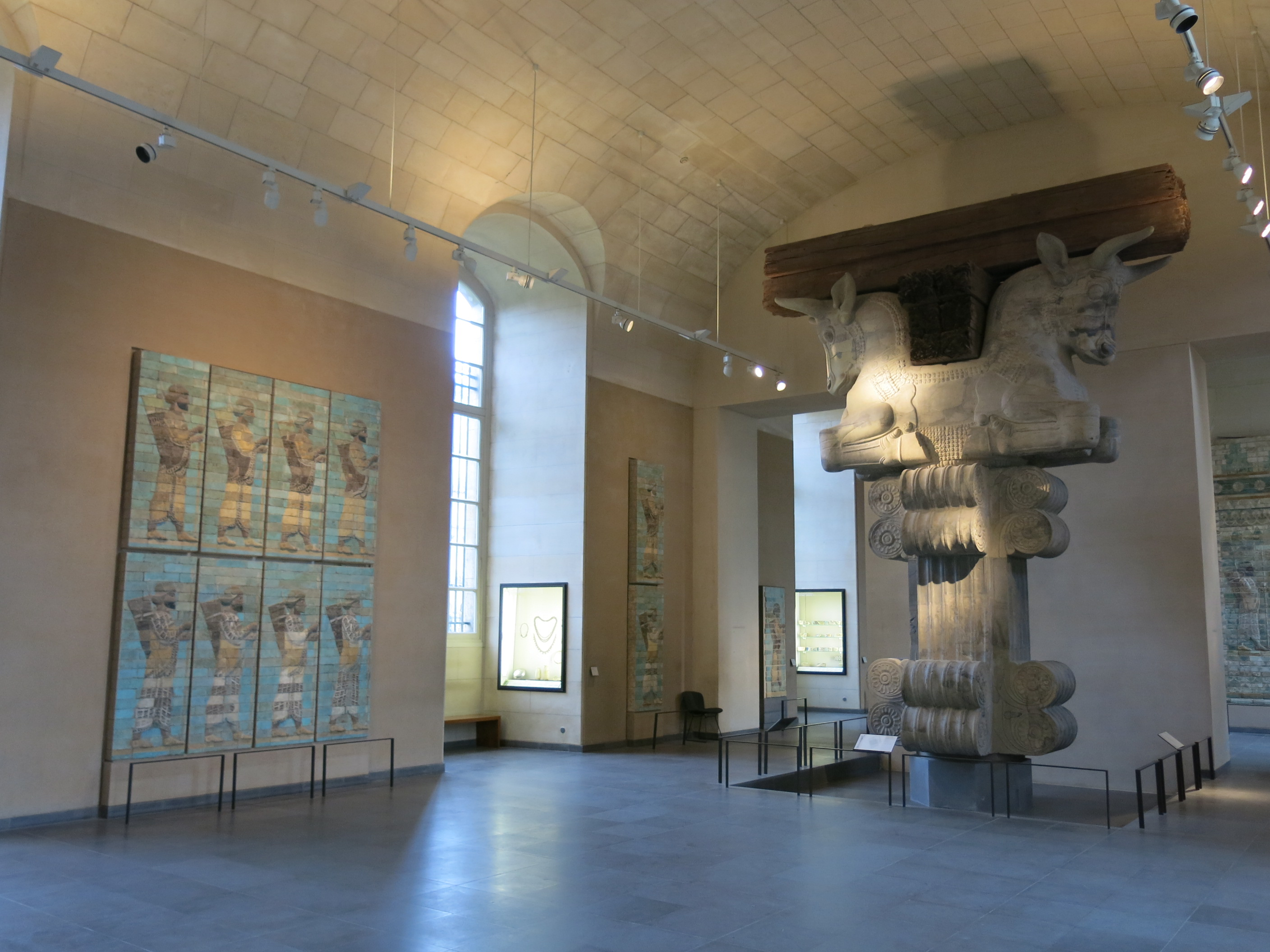
Les éléments architecturaux du palais de Darius Ier à Suse exposés au musée du Louvre.

Les campagnes de la Délégation archéologique française se sont ouvertes en profitant de l'accord de 1895 dans lequel le Shah Naser al-Din accorde aux Français l'exclusivité des fouilles en Perse. Son successeur Mozaffaredin renouvelle ce privilège en 1900, et permet aux Français de conserver les objets mis au jour sur les sites perses, le gouvernement perse ne demandant qu'à être compensé pour les trouvailles en or et en argent. De ce fait, les découvertes majeures des premières campagnes de la Délégation à Suse sont expédiées en totalité en France, et les plus importantes sont exposées au musée du Louvre. Cet accord dure jusqu'en 1929, quand le gouvernement perse le dénonce, prévoyant alors une répartition à parts égales des trouvailles entre la France et la Perse, mais à l'exception des tablettes, des éléments architecturaux et des objets les plus significatifs, considérés comme faisant partie du patrimoine perse. Cette situation perdure jusqu'au début de la mission Perrot en 1969, à partir de laquelle tous les objets sont conservés par l'Iran. Les objets restant dans ce pays sont exposés au musée archéologique de Suse, ou au musée national d'Iran pour les pièces les plus importantes.
Afin de publier ses découvertes, J. de Morgan avait créé en 1900 la collection des Mémoires de la Délégation en Perse (MDP) en 1900, série qui continue depuis, changeant de nom lors des modifications des noms de la délégation/mission archéologique, dernièrement Mémoires de la Délégation archéologique en Iran, dans laquelle sont parues la plupart des publications des objets trouvés à Suse (y compris l'édition des tablettes cunéiformes). Les publications et les études relatives aux découvertes sont en grande partie le fait des chercheurs des équipes françaises, à partir des collections conservées au musée du Louvre, qui comprennent environ 30 000 objets inventoriés, soit le tiers des collections du Département des Antiquités orientales du musée,. Elles ont fait l'objet de nombreuses études, qui ont enrichi progressivement la connaissance des différentes périodes et de leurs formes d'art : les travaux de P. Amiet, à partir des années 1960, sont jugés essentiels pour la redécouverte de l'art et la culture de l'Élam ; ils ont été suivis par d'autres synthèses sur l'art de cette période,,,, tandis que progressait par ailleurs la connaissance sur l'histoire de ce très ancien pays, grâce à l'étude de la documentation susienne et d'autres sites mis au jour dans le sud-ouest iranien, mais la documentation épigraphique cunéiforme susienne a longtemps été délaissée, et les périodes de l'histoire de Suse postérieures à l'Empire perse ont également été moins étudiées.

## Les premières phases: les débuts de l'urbanisation

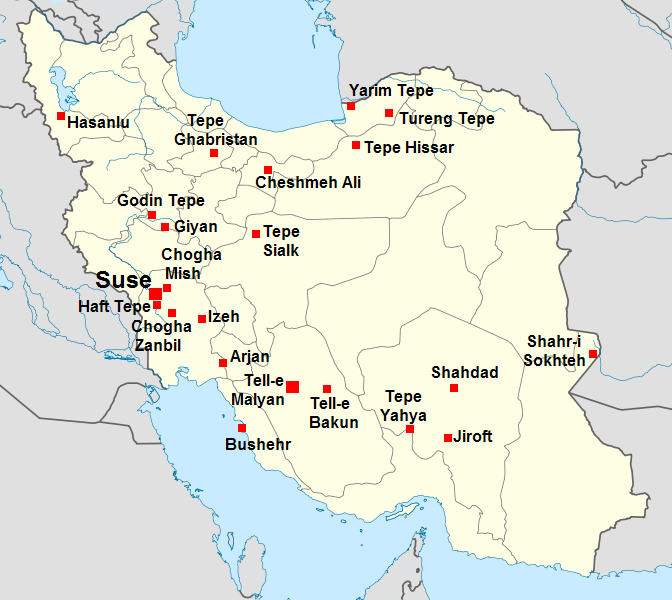
Localisation de Suse et des principaux sites archéologiques de la protohistoire et la haute Antiquité de l'Iran.

La Susiane d'avant Suse connaît déjà quelques agglomérations fondées au Néolithique : le plus ancien village fouillé dans la région est Chogha Bonut, habité vers la fin du VIIIe millénaire av. J.-C., puis d'autres sites plus importants émergent vers la fin du VIe ou au début du Ve millénaire av. J.-C. (chalcolithique) : chronologiquement Djafarrabad, Djowi et Bendebal, puis Chogha Mish. Suse naît donc dans une région déjà avancée dans le processus des débuts de l'urbanisation, et ce site illustre un nouveau stade dans l'affirmation du fait urbain, et la marche vers l'apparition de l’État. Elle balance entre les influences de la Basse Mésopotamie voisine, qui est alors une région motrice dans le développement des institutions étatiques, de l'urbanisation, de l'écriture, et celles des cultures du plateau Iranien qui connaissent des évolutions similaires. La culture matérielle susienne présente de ce fait un profil diversifié, reflétant les contacts de ses habitants avec les régions voisinant la Susiane et même parfois d'autres, plus lointaines.
La période protohistorique de Suse, correspondant plus précisément à des périodes pré-historiques (sans écriture) et proto-littéraires (avec les premiers systèmes d'écriture), a été divisée en trois périodes (les datations sont approximatives) :
- Suse I de la fin du Ve millénaire jusqu'à environ 3700 ;
- Suse II, de c. 3700 à c. 3100, correspondant à la période d'Uruk en Mésopotamie ;
- Suse III, correspondant à la période dite « proto-élamite » jusqu'à c. 2800 (au plus tard).

### SuseI
La période de Suse I, qui débute à la fin du Ve millénaire av. J.-C., présente deux lieux d'occupation du site : un sur le tell de l'Acropole (environ 7 hectares), et un autre sur le tell de l'Apadana (un peu plus de 6 hectares). Sur le second ont été identifiés des restes d'un mur en pisé, qui devait enserrer l'espace habité. L'architecture monumentale se développe dès cette époque, avec d'abord la construction sur l'Acropole du « massif funéraire », édifice rectangulaire qui a pu avoir une base de 7 × 14 mètres, sous et dans lequel se trouvaient de nombreuses sépultures (peut-être jusqu'à 2 000), sans que l'on sache s'il s'agissait d'une nécropole utilisée sur plusieurs générations, ou bien résultant d'un événement particulièrement meurtrier. Lui succède la « haute terrasse » sur l'Acropole, édifice dont un seul côté a été dégagé, qui s'élevait peut-être à 10 mètres de hauteur, son côté sud (le seul dégagé) se prolongeait sur environ 80 mètres. Des constructions avaient été érigées sur la terrasse, peut-être un sanctuaire. Ce bâtiment illustre un développement de l'architecture monumentale. Sur l'Apadana, le « Bâtiment de Suse I », également dégagé seulement sur une petite portion, semble avoir été un autre édifice monumental, aux murs en pisé épais (plus de 2 mètres de largeur), recouverts d'un plâtre rosacé. Le développement rapide d'une agglomération d'une taille excédant largement celle des autres villages voisins, avec une telle architecture monumentale, a été mis en parallèle avec le déclin concomitant du site de Chogha Mish (27 km à l'ouest de Suse), qui était jusqu'alors le plus important dans la région, et est en partie détruit dans un incendie à la même époque, ainsi qu'avec l'abandon de plusieurs autres villages de Susiane. Il a été proposé que Suse soit une fondation délibérée peuplée par la venue des habitants des sites désertés (un synœcisme). Quoi qu'il en soit, elle fonctionne manifestement alors comme une capitale, politique et/ou rituelle, pour la région. Dans la glyptique de la période apparaît une figure que P. Amiet a qualifiée de « proto-royale », ce qui, en plus de l'apparition de l'architecture monumentale, semblerait refléter une plus forte hiérarchisation sociale, et une concentration du pouvoir entre les mains d'une élite, témoignant d'une forme politique de « chefferie », prélude à l'apparition de l'État.
La cité possède de nombreux points communs avec celles du sud mésopotamien, des cultures dites d'El Obeïd (du moins jusqu'à la fin du Ve millénaire) et de l’Uruk ancien, qui s'épanouissent à la même époque, mais elle présente également des éléments qui la rattachent au monde du plateau iranien, notamment par sa céramique et sa glyptique.
Les tombes de la nécropole de l'Acropole ont livré de nombreux objets permettant de connaître l'art de la Susiane de cette période. Cette époque est avant tout caractérisée par sa céramique peinte fine, connue par des centaines d'exemplaires (au moins 2 000, complets ou fragmentaires, répertoriés au Louvre et dans les musées iraniens, selon l'estimation de F. Hole). Elle est en général réalisée sans tour, en argile blanche et fine, avec un décor peint et un engobe foncé (brun, noir). Sont représentées des formes géométriques (lignes simples, chevrons, triangles, carrés) ainsi que quelques figures d'animaux stylisées (bouquetins aux cornes démesurément longues, oiseaux aux ailes allongées, sloughis en pleine course). Les formes les plus courantes sont les coupes, les jarres (souvent carénées), les gobelets, et les boisseaux, grands vases à fond conique, souvent associés dans les tombes. La production de qualité est marquée par une individualisation des décors (certes à partir de motifs récurrents), excluant une production de masse, ce qui témoigne de la présence d'une élite sociale dans la société susienne de la période, qui se distingue par la possession d'objets jugés luxueux. D’autres céramiques sont plus frustes, et proviennent de tombes plus pauvres. Les tombes les plus riches se caractérisaient par ailleurs par la présence d'objets en cuivre (dont le minerai est alors importé depuis les mines de l'Iran central), notamment des haches plates, ainsi que des disques plats (des miroirs, ou bien des ornements de prêtres),.

Vases de la période Suse I de la nécropole du tell de l'Acropole.
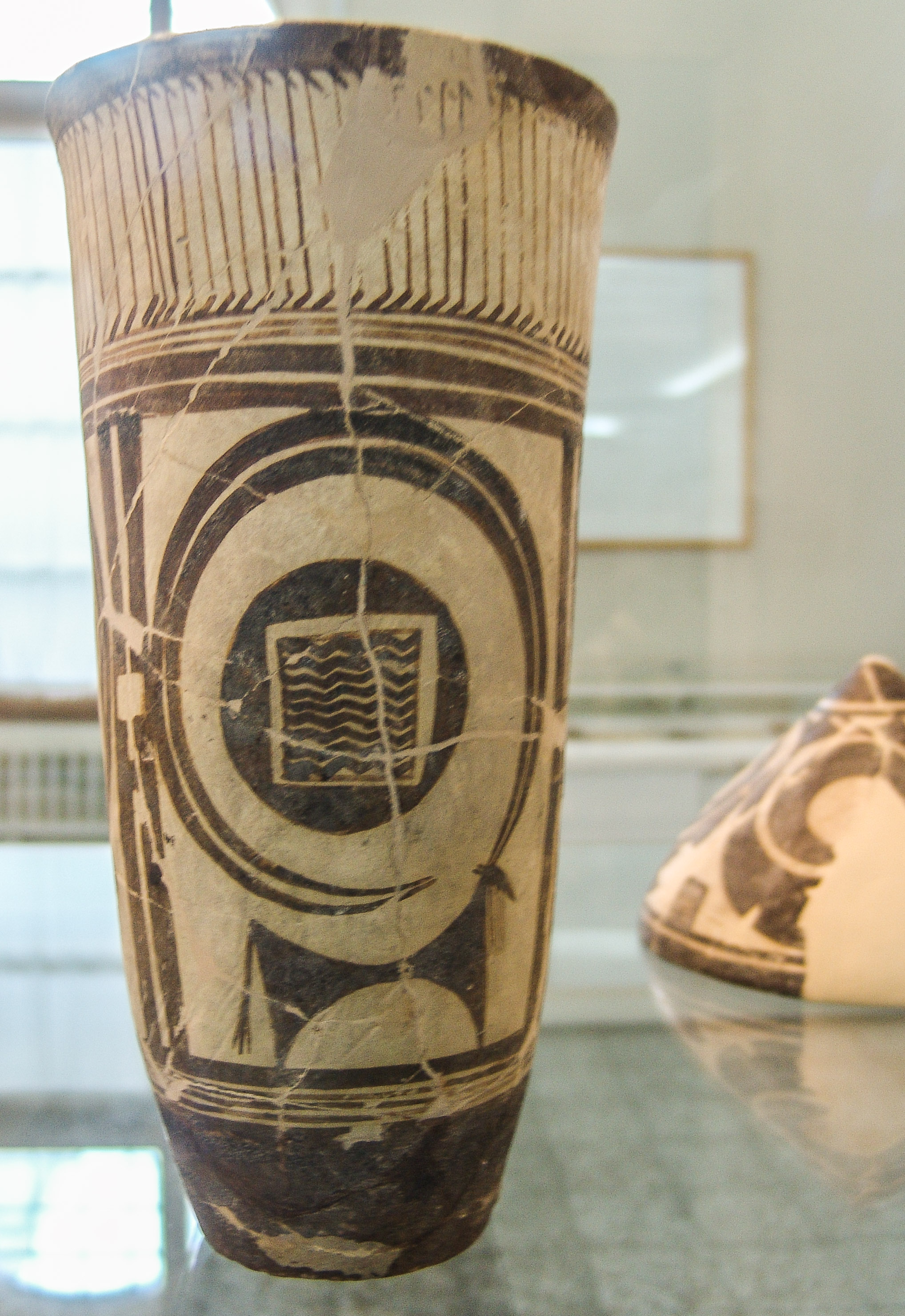
Boisseau décoré d'une frise d'échassiers et de panneaux au bouquetin, musée national d'Iran.
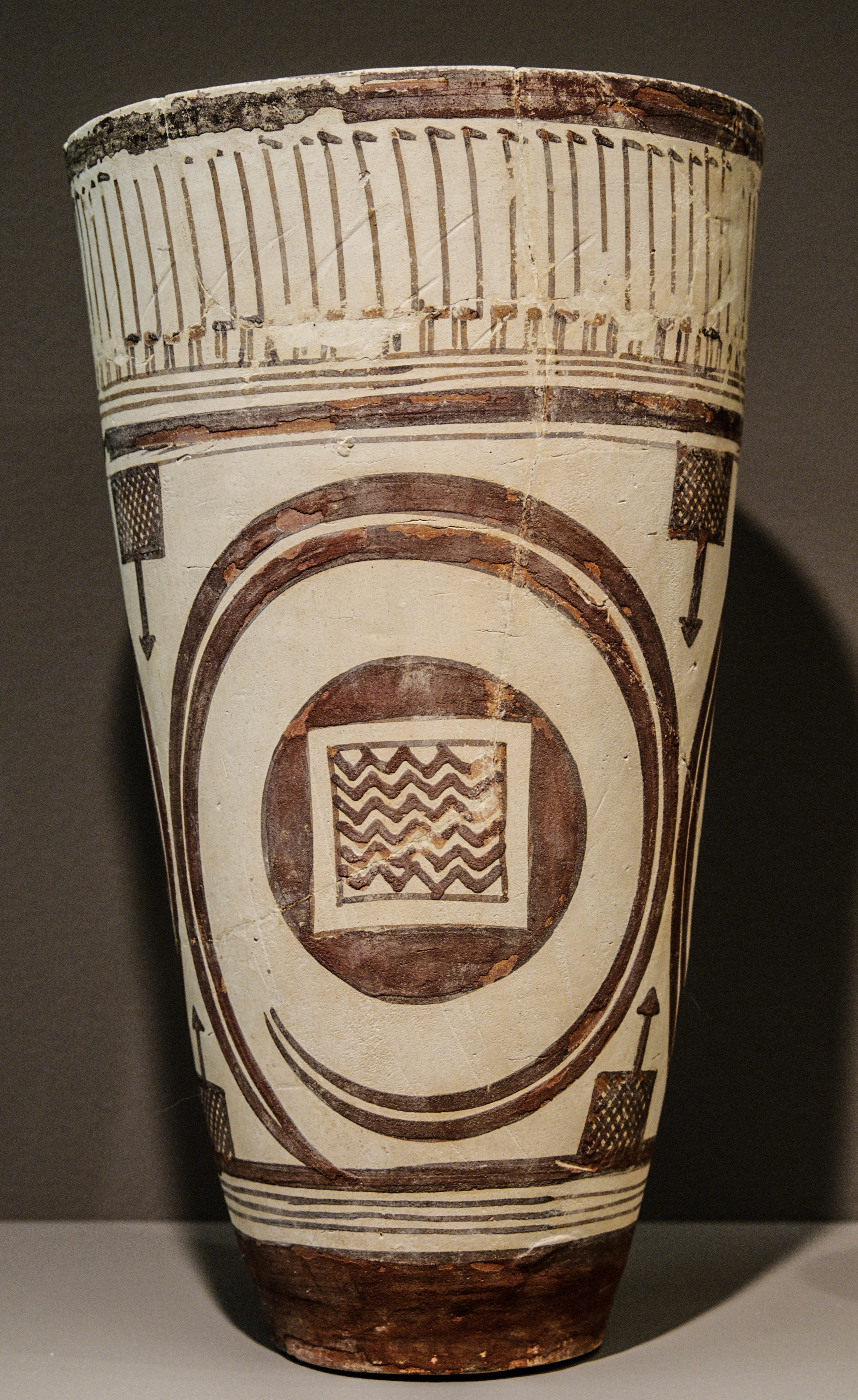
Boisseau décoré d'une frise d'échassiers et de panneaux au bouquetin, musée du Louvre.
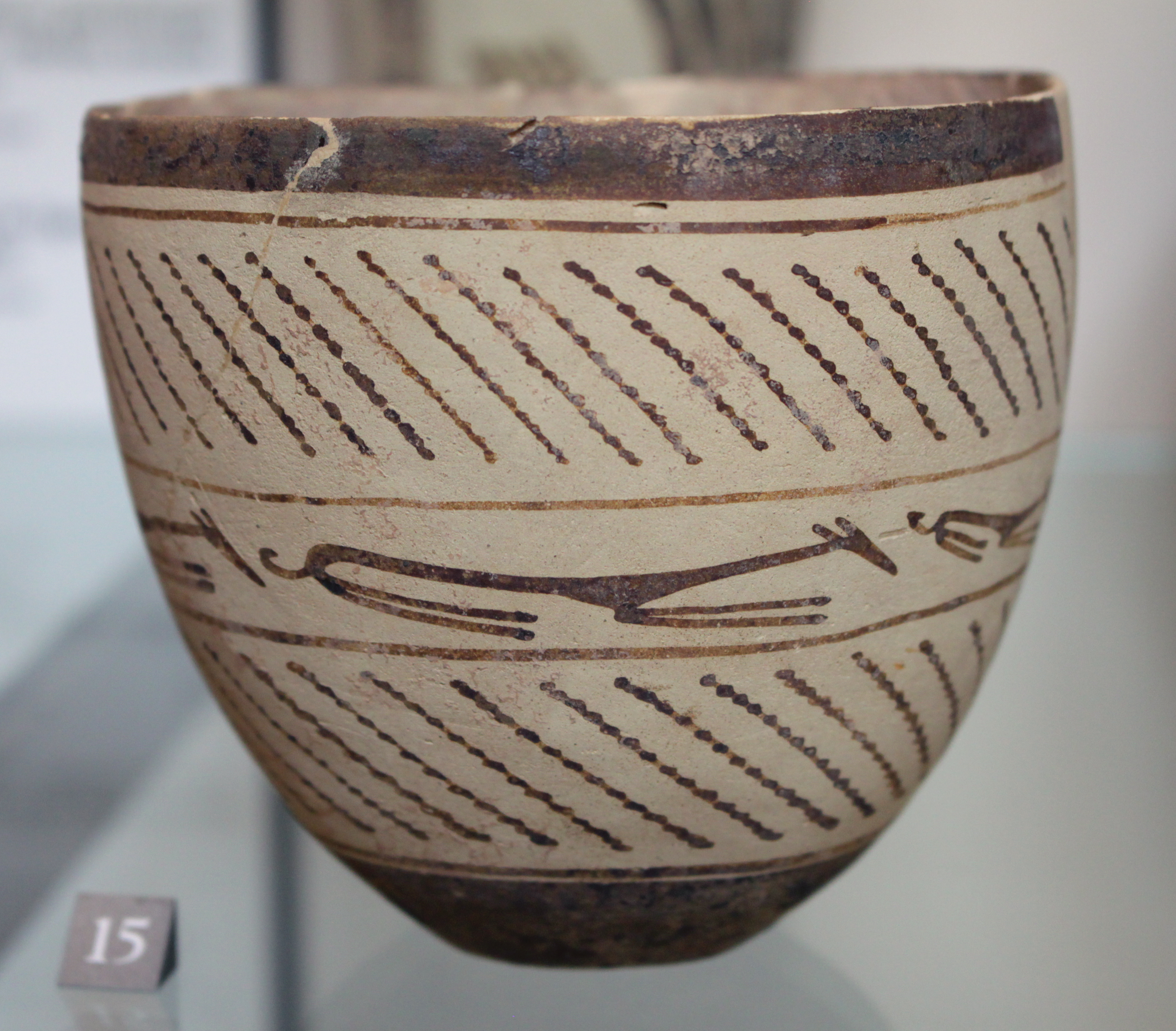
Bol décoré de sloughis et de lignes ondulées, musée du Louvre.
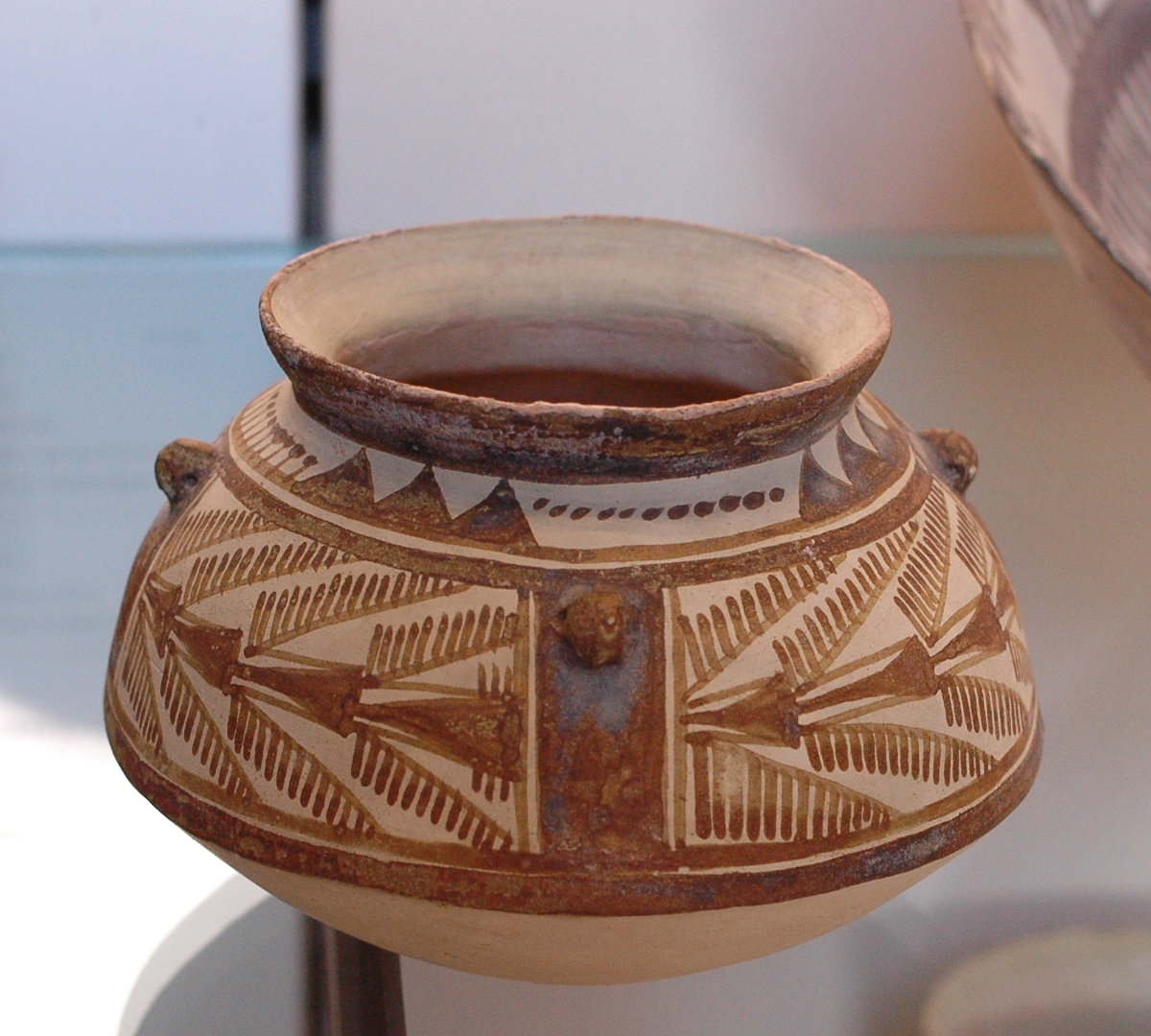
Jarre carénée aux échassiers et aux oiseaux aux ailes déployées, musée du Louvre.
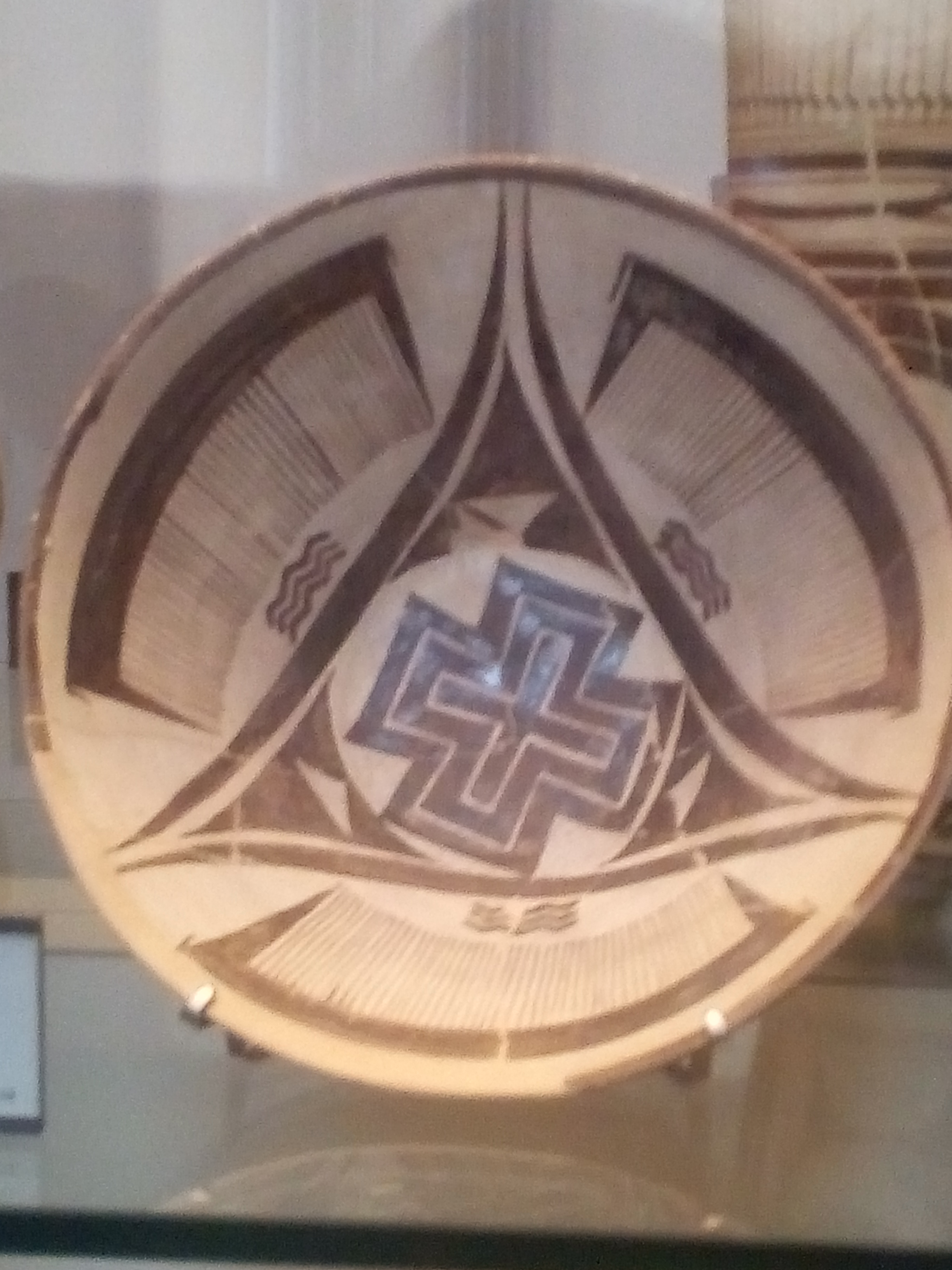
Vase avec croix, musée du Louvre.
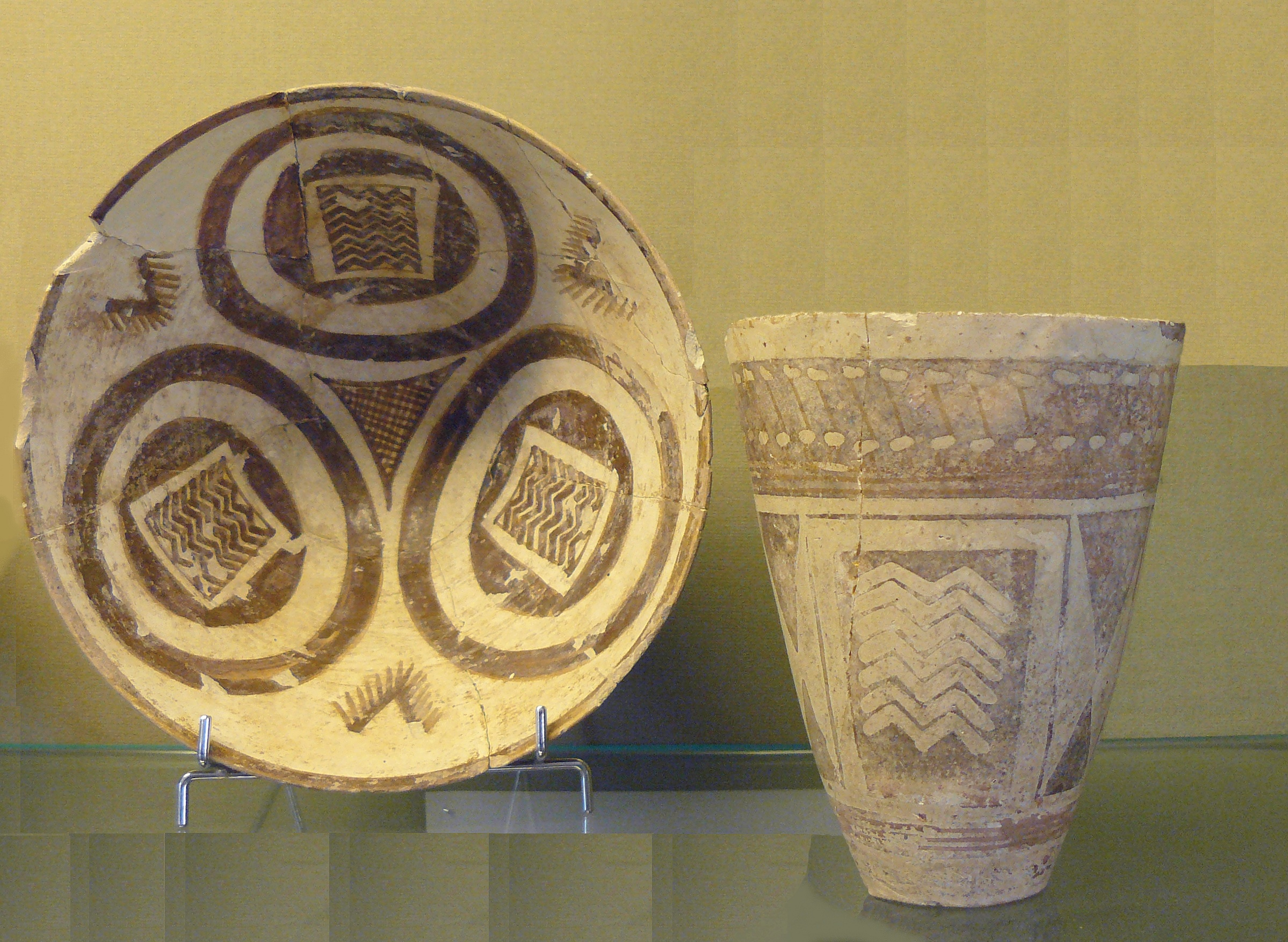
Gobelet et coupe, Musée national de Céramique (Sèvres).
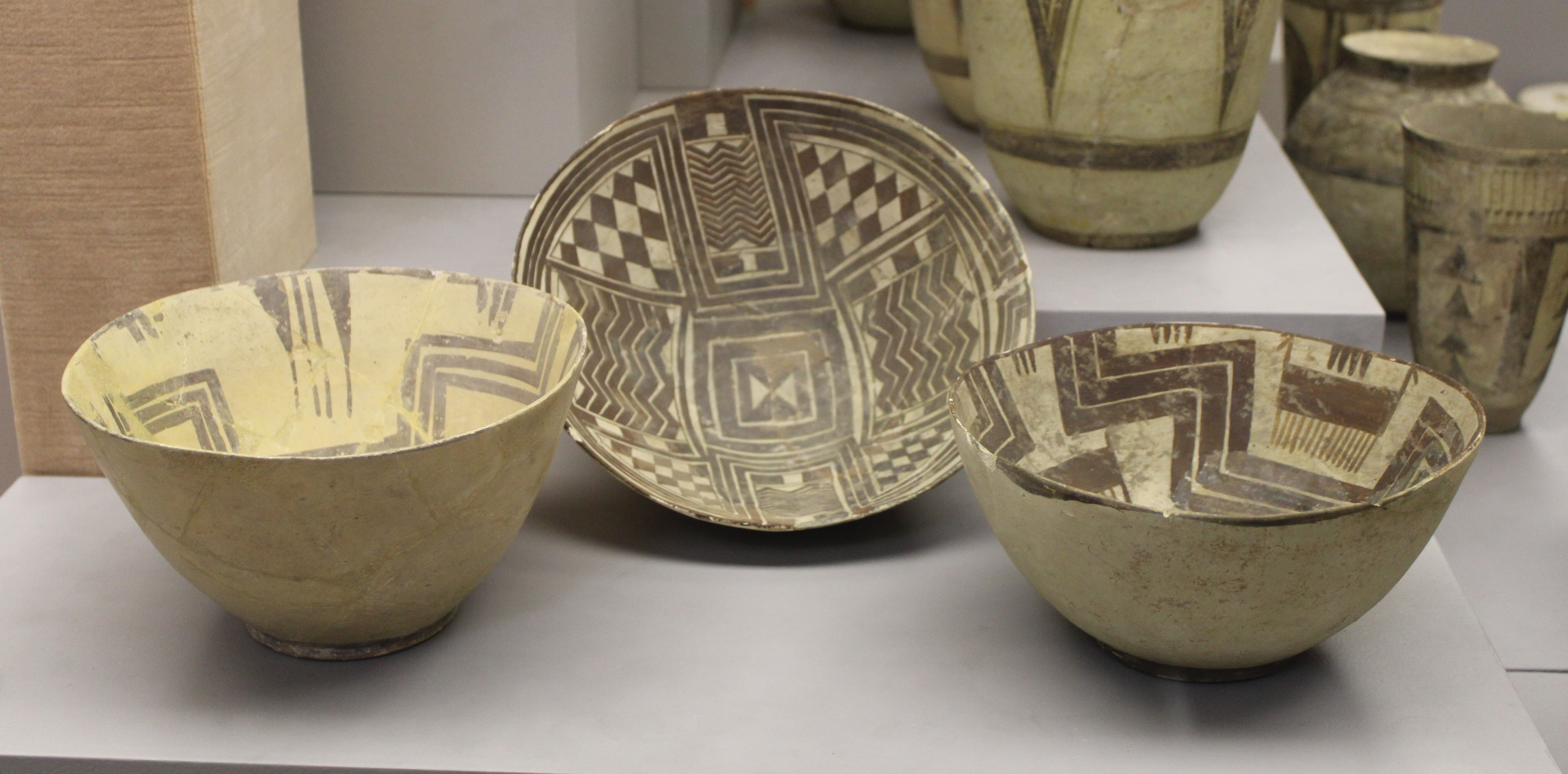
Vases peints, décors géométriques et animaliers, musée d'Archéologie nationale.
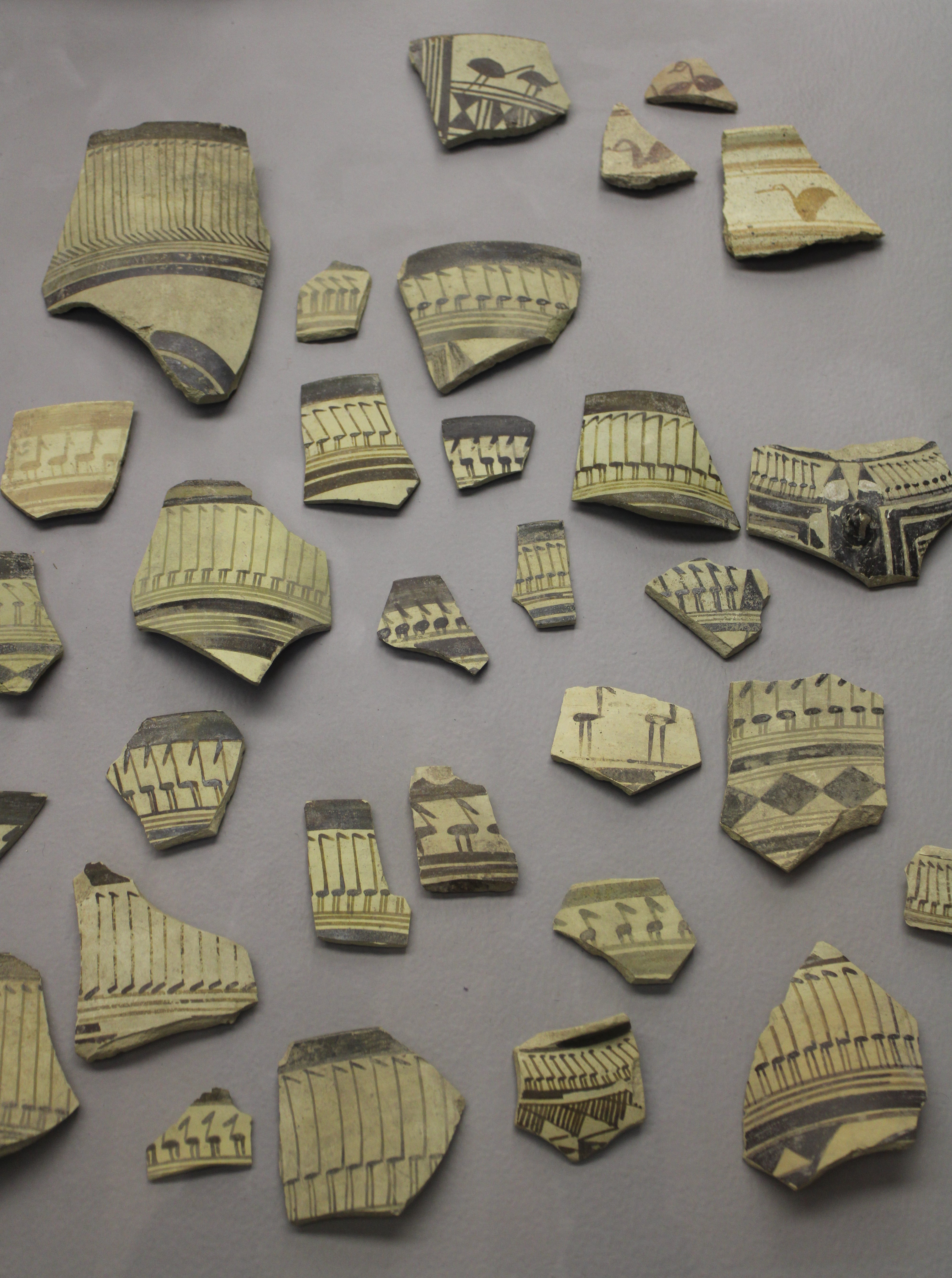
Fragments de poteries représentant des oiseaux, musée d'Archéologie nationale.

Les fouilles ont par ailleurs fourni un assez grand nombre de sceaux ou d’empreintes de sceaux-cachets de forme circulaire, servant notamment à sceller des jarres et des portes, afin d'assurer le contrôle de la circulation des biens. Du point de vue artistique, ils représentent des scènes souvent complexes, reflétant un arrière-plan mythologique ou rituel qui nous échappe en grande partie ; on y rencontre notamment la figure du « Maître des animaux », personnage anthropoïde avec des attributs animaux (parfois une tête avec des cornes de bouquetins, peut-être un masque) tenant dans ses deux bras des animaux, courante dans l'Iran du IVe millénaire.

### Période d'Uruk (SuseII)

Suse dans l'« expansion urukéenne » au Moyen-Orient.

La période de Suse I semble s'achever par une destruction, attestée par des traces d'incendie sur la haute terrasse et les constructions contemporaines de l'Apadana. La seconde moitié du IVe millénaire av. J.-C., correspondant à la phase de Suse II, contemporaine des périodes d'Uruk moyen et récent de Basse Mésopotamie, voit une évolution s'amorcer dans la culture locale : Suse et les autres grand centres de la région (Chogha Mish qui est redevenue importante, Abu Fanduweh, Deh-e Now) semblent prendre leurs distances avec l’univers culturel iranien, et adoptent les marqueurs matériels de la civilisation « urukéenne ». Cela se voit dans le changement des types de céramiques et l'abandon de la céramique peinte, avec l’adoption de formes très proches de celles de Basse Mésopotamie. Cette phase correspond à celle d'un phénomène reconnu sur d'autres sites du Moyen-Orient, celui de l'expansion de la culture « urukéenne » originaire de Basse Mésopotamie. Les modalités de celle-ci sont discutées, en particulier pour le cas de Suse : G. Algaze a proposé que se serait alors produite une conquête/colonisation depuis la Basse Mésopotamie, dans un modèle d'analyse globale ; tandis que l'analyse de P. Amiet, reposant sur une observation sur le long terme de la Susiane seule, qu'il considère comme mixte culturellement et ethniquement, marquée par la dualité entre les gens de la plaine liés à ceux de Basse Mésopotamie et les gens des montagnes, liés au monde iranien, postule que la période voit le premier élément prendre le dessus sur le second, sans apport extérieur. D. Potts propose plutôt que la situation culturelle résulte d'une migration importante depuis la Basse Mésopotamie, mais sans contrôle politique, étant donné qu'aucune tablette administrative avec des pictogrammes similaires à celles que l'on trouve dans cette région n'est attestée en Susiane. La chronologie de la période est de toute façon mal comprise, aussi bien à Suse qu'en Basse Mésopotamie, rendant complexe l'analyse des relations entre les deux, et de l'évolution de l'influence mésopotamienne. En tout état de cause, le développement des instruments de gestion, ainsi que la présence dans la glyptique de l'époque de la figure monarchique, que P. Amiet a qualifiée de « roi-prêtre », indiquent un renforcement du pouvoir politique, qui atteint alors un stade de développement qui peut se voir qualifié d'« État » ou « proto-État ». Cela pourrait faire de Suse la capitale d'un des premiers États du Moyen-Orient, à moins qu'elle ne soit alors dominée par une entité politique extérieure.
L'occupation du site a apparemment connu dans un premier temps une phase de repli autour de l'Acropole, pour s'accroitre ensuite. Les secteurs de la Ville Royale et le Donjon commencent à être peuplés à la fin de la période, et la surface habitée du site pourrait s'être étendue jusqu'à 25 hectares. Peu de bâtiments sont connus pour cette époque.
Dans le domaine de l'artisanat, le style de la céramique devient plus minimaliste, avec le développement massif de la production de céramique non peinte. L'art de cette période est notamment connu grâce à la découverte, sur le tell de l'Acropole, de deux dépôts cultuels, sans doute constitués à l'époque proto-élamite, mais contenant essentiellement des objets datables de la période d'Uruk finale, notamment une série de statuettes d'orants, et des représentations d'animaux. La glyptique connaît par ailleurs une évolution radicale, avec l'apparition du sceau-cylindre, qui remplace complètement le sceau-cachet : ce nouveau type de sceau s'applique par déroulement sur une tablette, ce qui offre de nouvelles opportunités artistiques. Les scènes les plus courantes de la glyptique susienne sont des activités de la vie courante (ensilement de blé, activités artisanales), tandis que la figure du roi-prêtre et les scènes rituelles sont moins courantes qu'à Uruk pour la même époque ; les représentations d'animaux réels ou imaginaires sont également récurrentes.

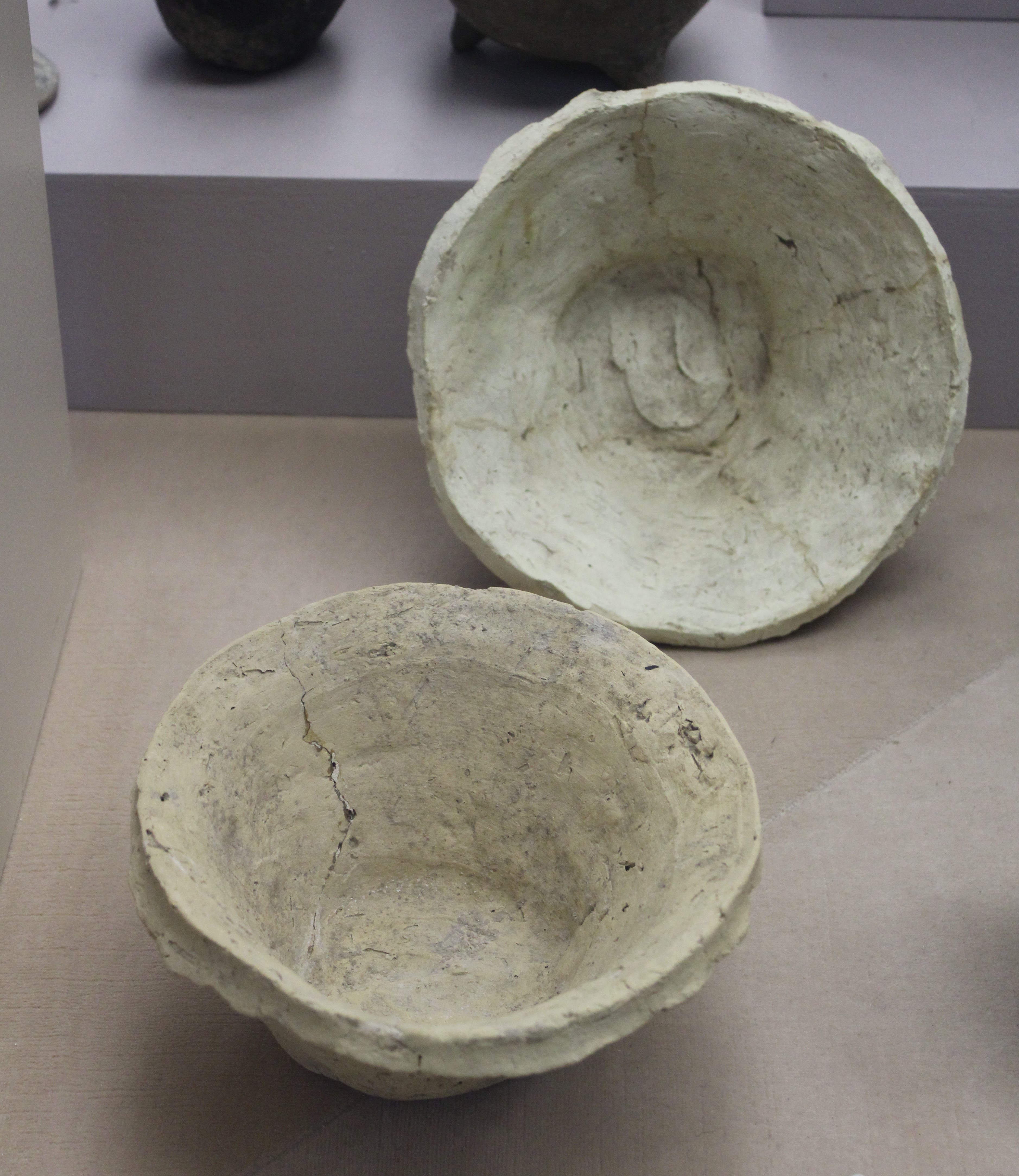
Écuelles à bords biseautés provenant de Suse, période d'Uruk. Musée d'archéologie nationale.
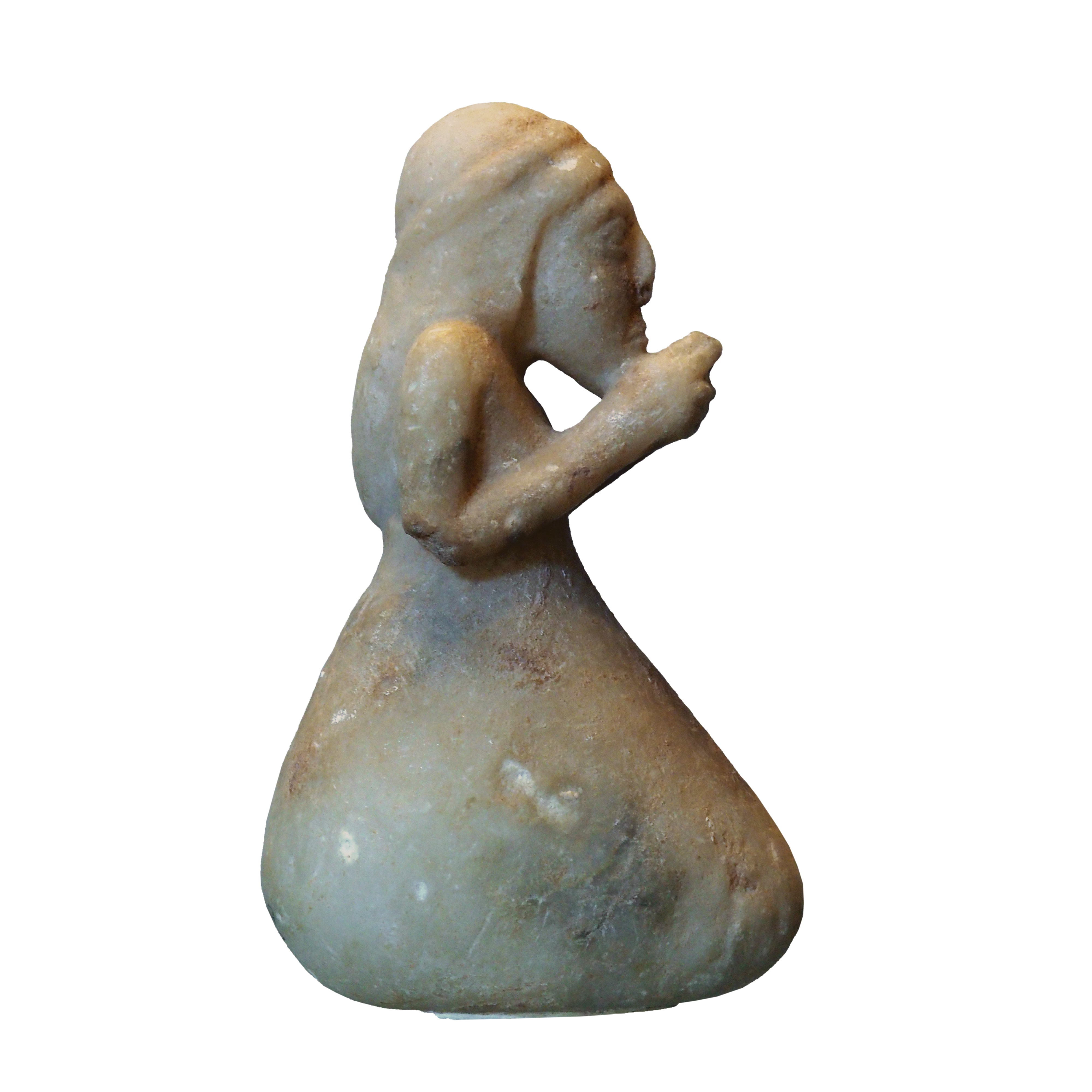
Statuette d'orante en albâtre, période d'Uruk finale, « second dépôt » de l'Acropole[41]. Musée du Louvre.
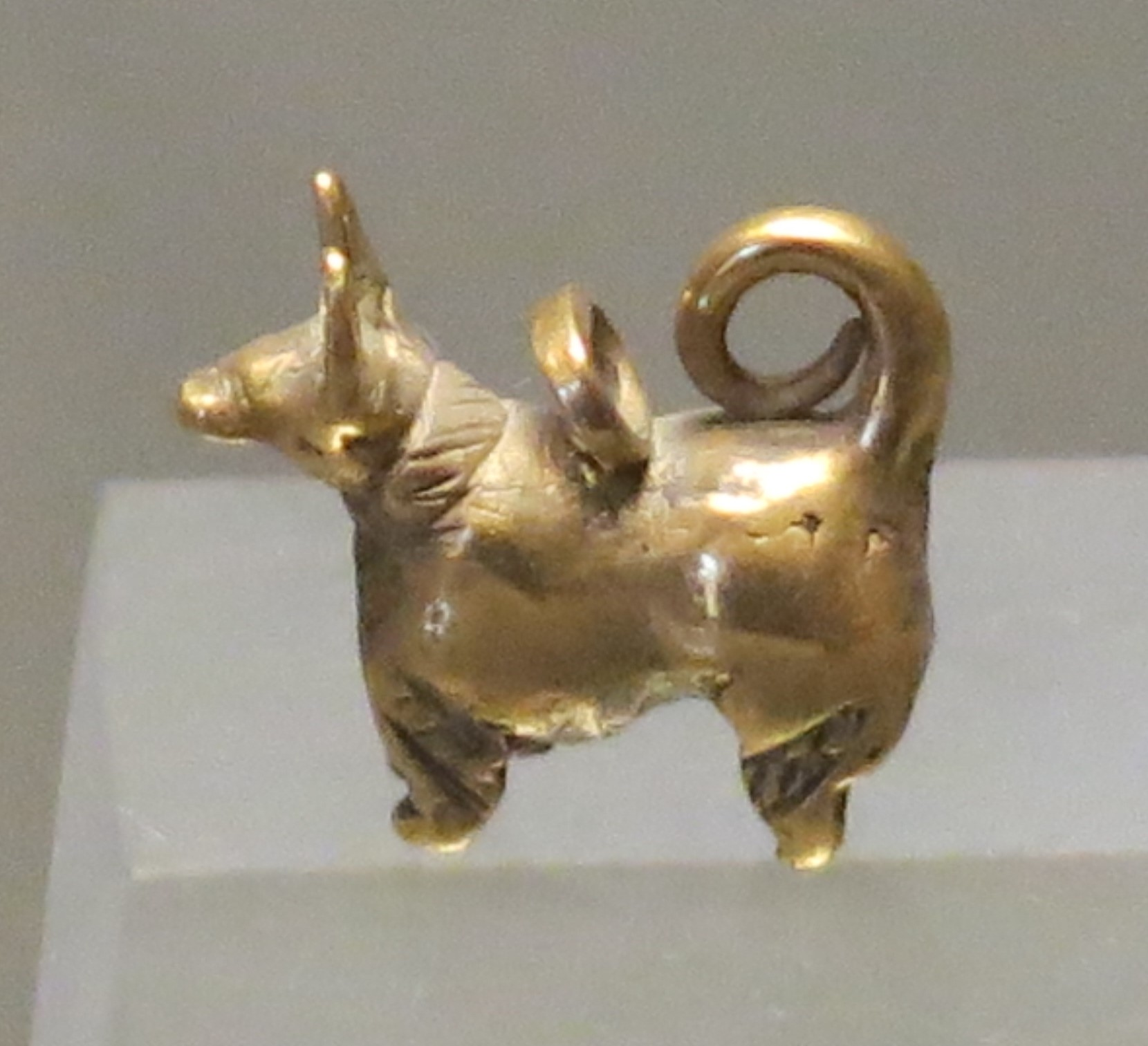
Pendeloque en forme de chien, en or, période d'Uruk finale[42]. Musée du Louvre.
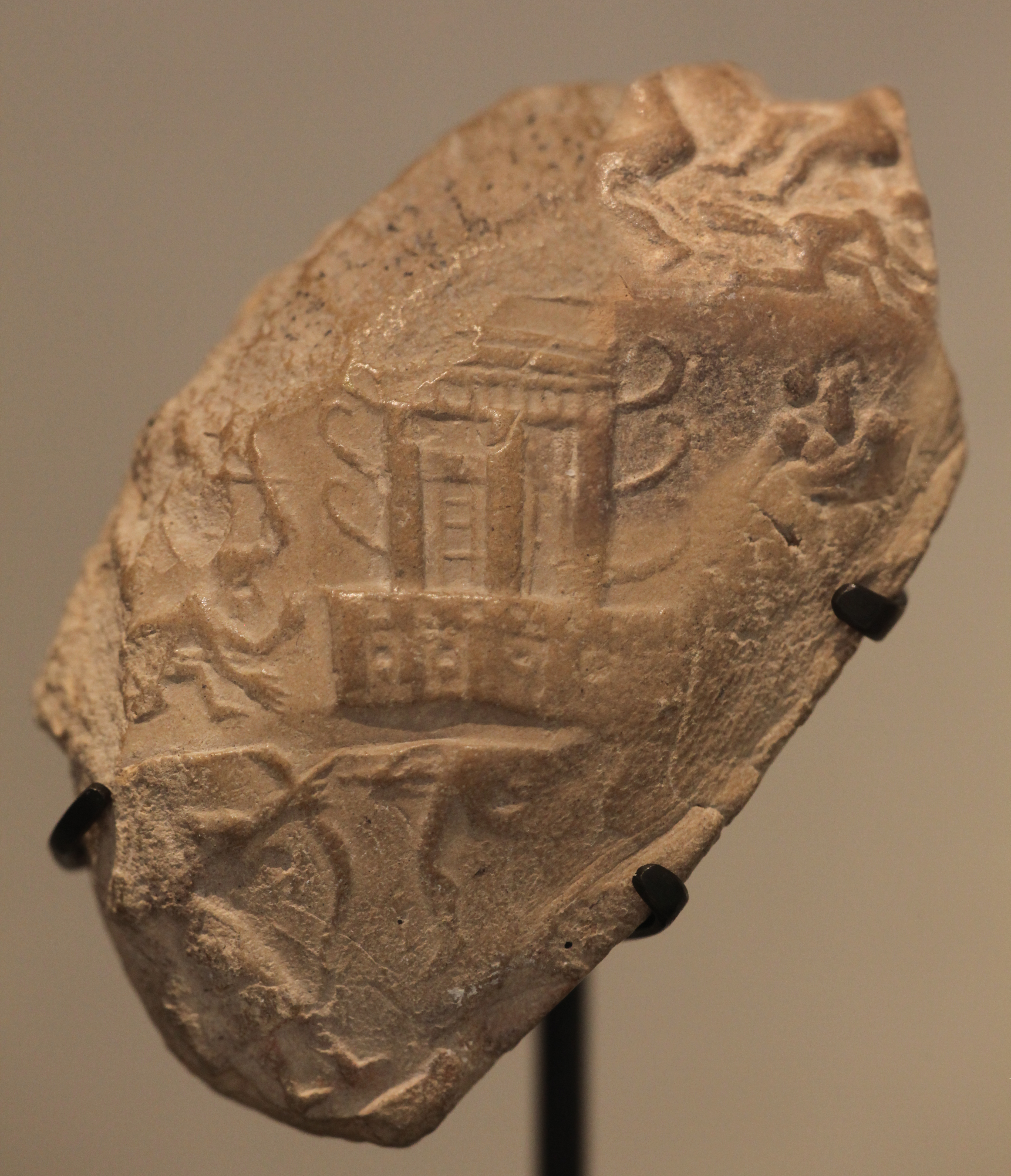
Empreinte de sceau-cylindre : temple orné de cornes, roi-prêtre armé d'un arc combattant des ennemis. Musée du Louvre.
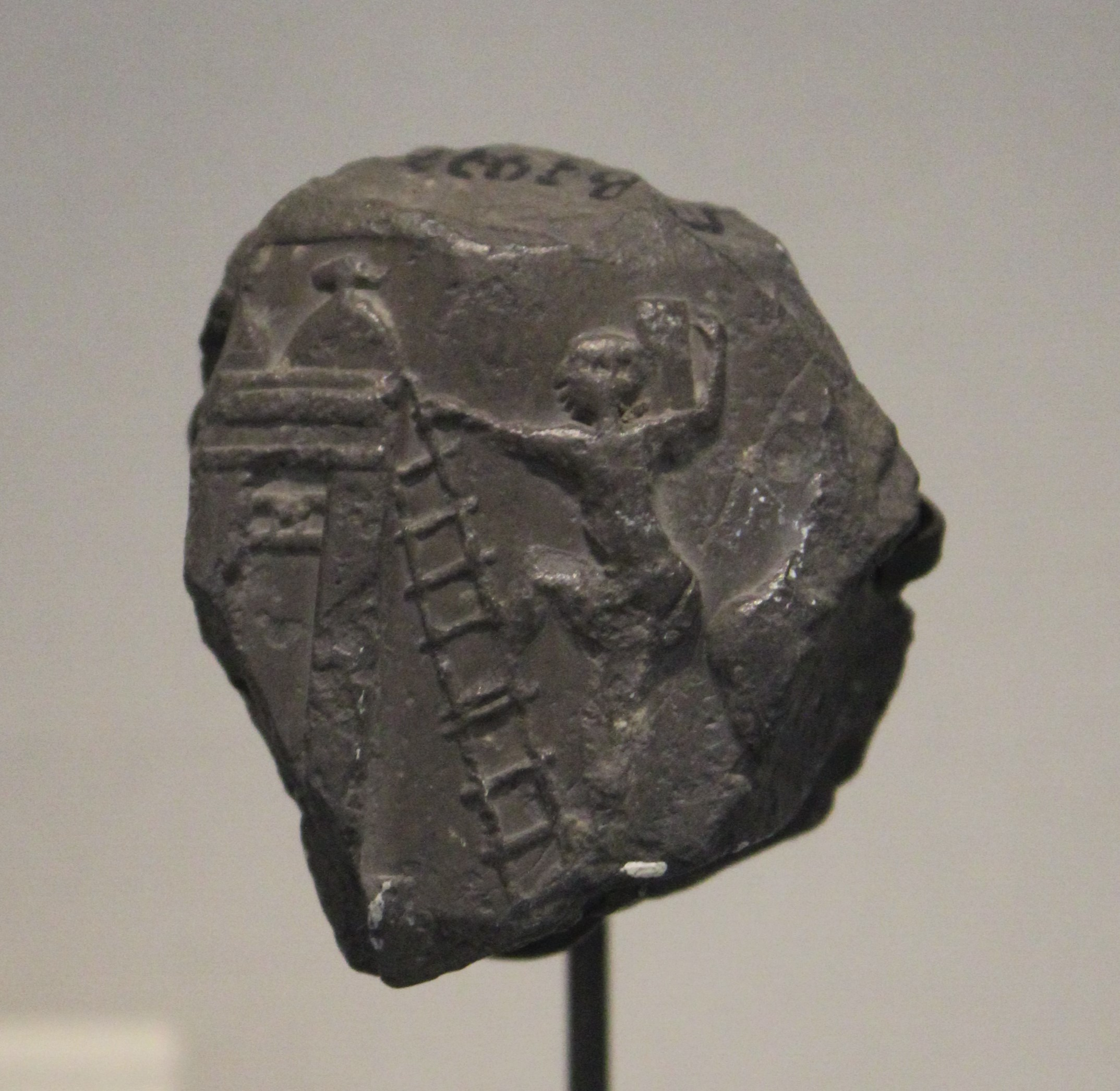
Bulle d'argile avec empreinte de scellement représentant une scène d'engrangement du grain. Musée du Louvre.
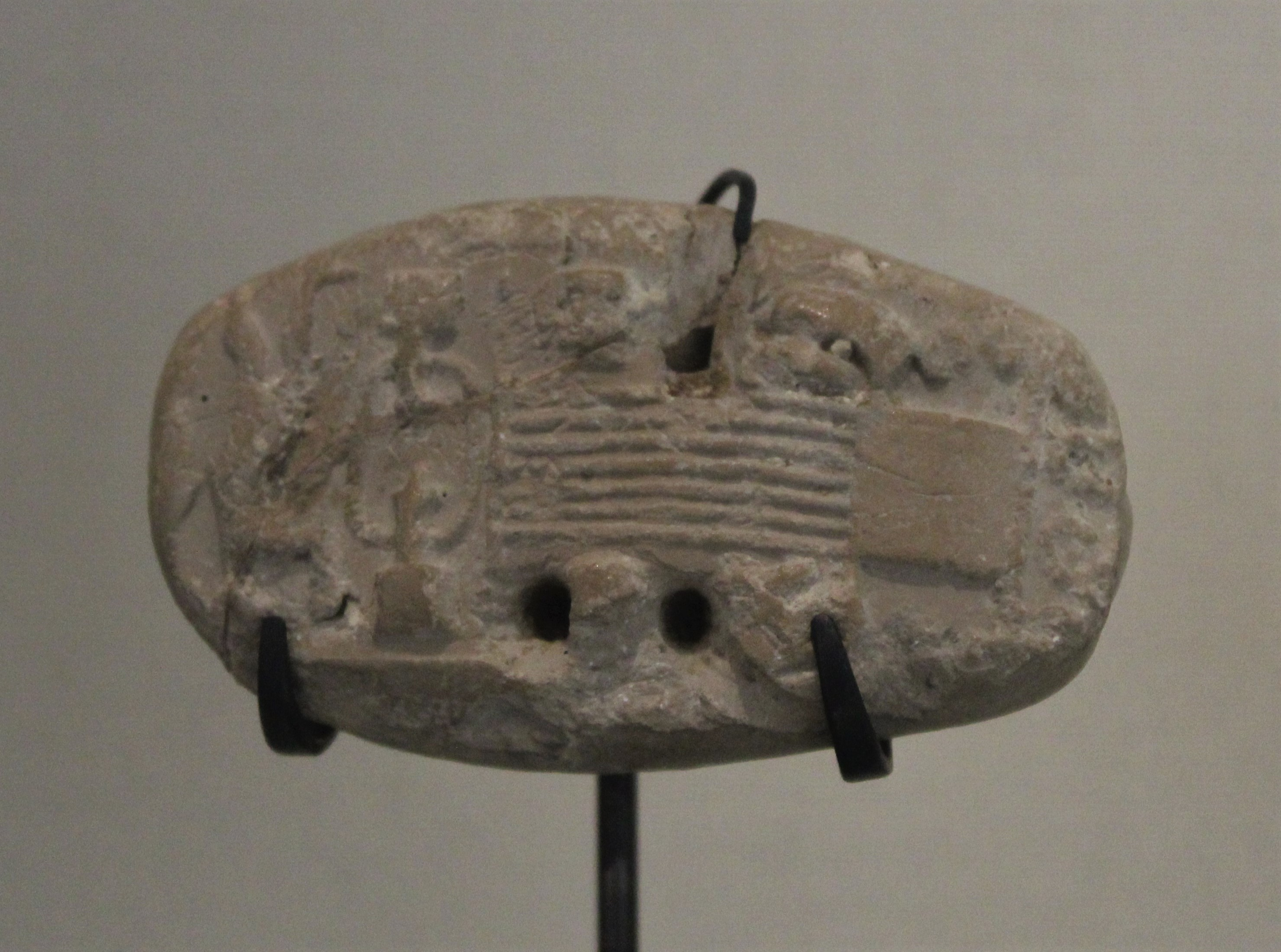
Tablette de comptabilité avec empreinte de sceau représentant une scène de tissage. Musée du Louvre.

Les niveaux de la seconde moitié du IVe millénaire av. J.-C. de l'Acropole ont par ailleurs livré des traces des premiers développements des systèmes de comptabilité et de l'écriture à cette période. La résidence du niveau 18 du sondage de l'Acropole a livré des bulles d'argile, destinées à contenir des calculi, jetons de différentes formes qui servaient manifestement à comptabiliser divers types de marchandises, dont on enregistrait ainsi les mouvements ; sur certaines de ces bulles sont déroulés des sceaux-cylindres, tandis que d'autres portent des encoches, interprétées comme des signes correspondant aux jetons qu'elles contiennent, la bulle pouvant être cassée en cas de litige relatif à ce dont témoigne ce qui est inscrit à sa surface. Des tablettes numériques sont également attestées pour ce niveau. Suivant la reconstitution proposée par A. Le Brun et F. Vallat, les bulles simples sont le type le plus ancien, les bulles portant des inscriptions apparaissant ensuite, et marqueraient une transition vers l'apparition des tablettes numériques, qui sont également attestées : on se débarrasse alors des jetons, pour simplement noter les signes, il n'est plus nécessaire d'avoir une bulle, le support d'argile peut donc devenir plat (les tablettes ayant en fait plutôt une forme un peu bombée). Au niveau 17, il n'y a plus qu'une seule bulle et plusieurs tablettes numériques. La phase suivante, avec l'apparition de l'écriture pictographique, n'est pas attestée à Suse, étant donné que le niveau suivant, le 16, est celui des tablettes en écriture proto-élamite : cela pourrait indiquer qu'il nous manque une étape antérieure, correspondant à la période d'apparition des premières tablettes avec des pictogrammes sur les sites de Basse Mésopotamie (l'écriture « proto-cunéiforme »), en particulier à Uruk, puisqu'il est généralement admis que l'écriture proto-élamite correspond à une phase postérieure à ces dernières ; ou alors que se produit une séparation entre les traditions de proto-écriture d'Uruk et Suse, et que les deux systèmes poursuivent leur évolution séparément mais simultanément. Cette séquence reste difficile à établir avec certitude, en raison de lacunes, concernant les phases antérieures (les niveaux 21 à 19 n'ont pas livré d'informations sur ce point) et postérieures (le possible hiatus, mentionné plus loin) à celles étudiées. De plus, les premiers signes pictographiques ne correspondent pas forcément à la forme des jetons, faisant douter du lien entre les deux.

Instruments de comptabilité d'époque d'Uruk mis au jour à Suse (musée du Louvre).
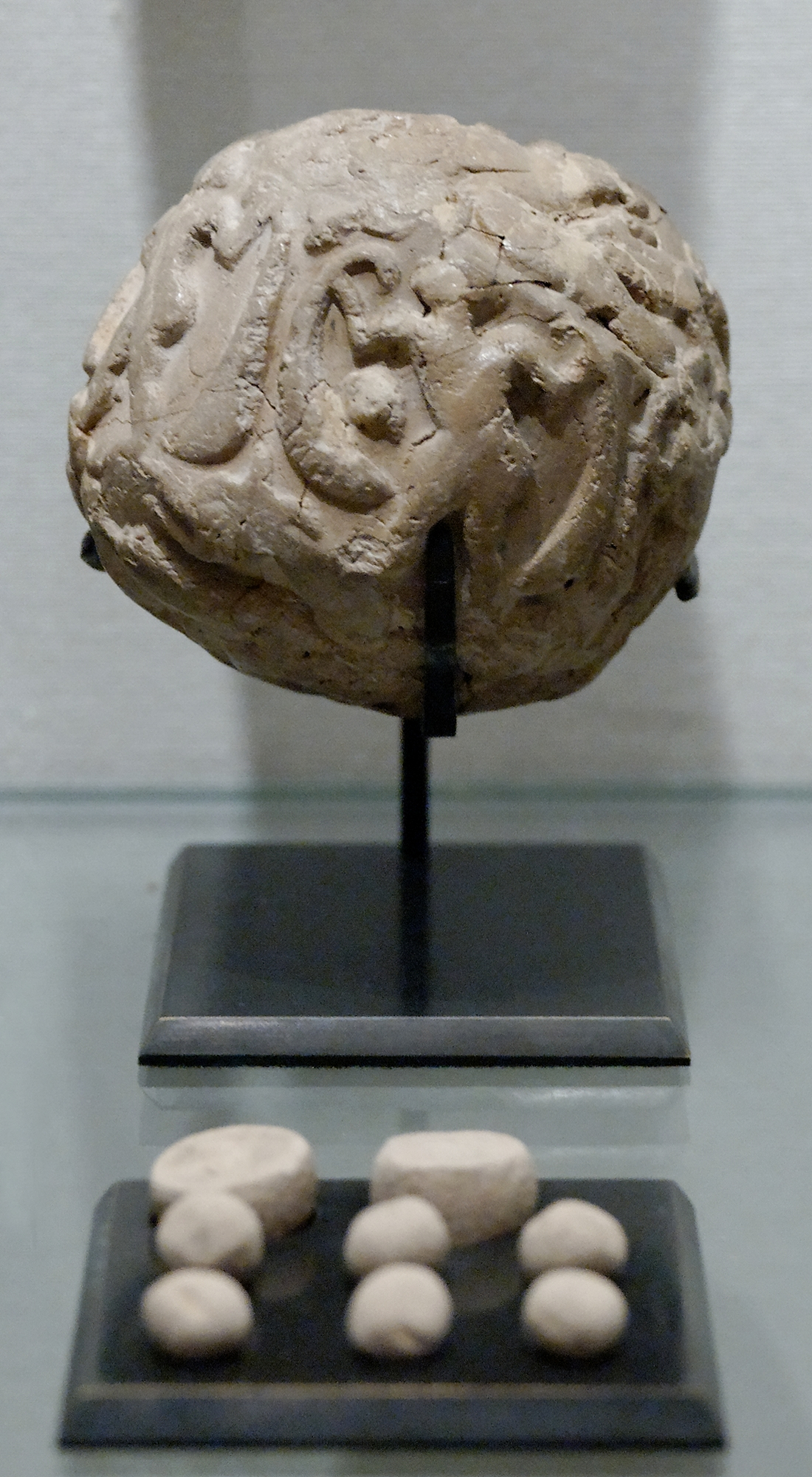
Bulle-enveloppe et ses jetons de comptabilité.
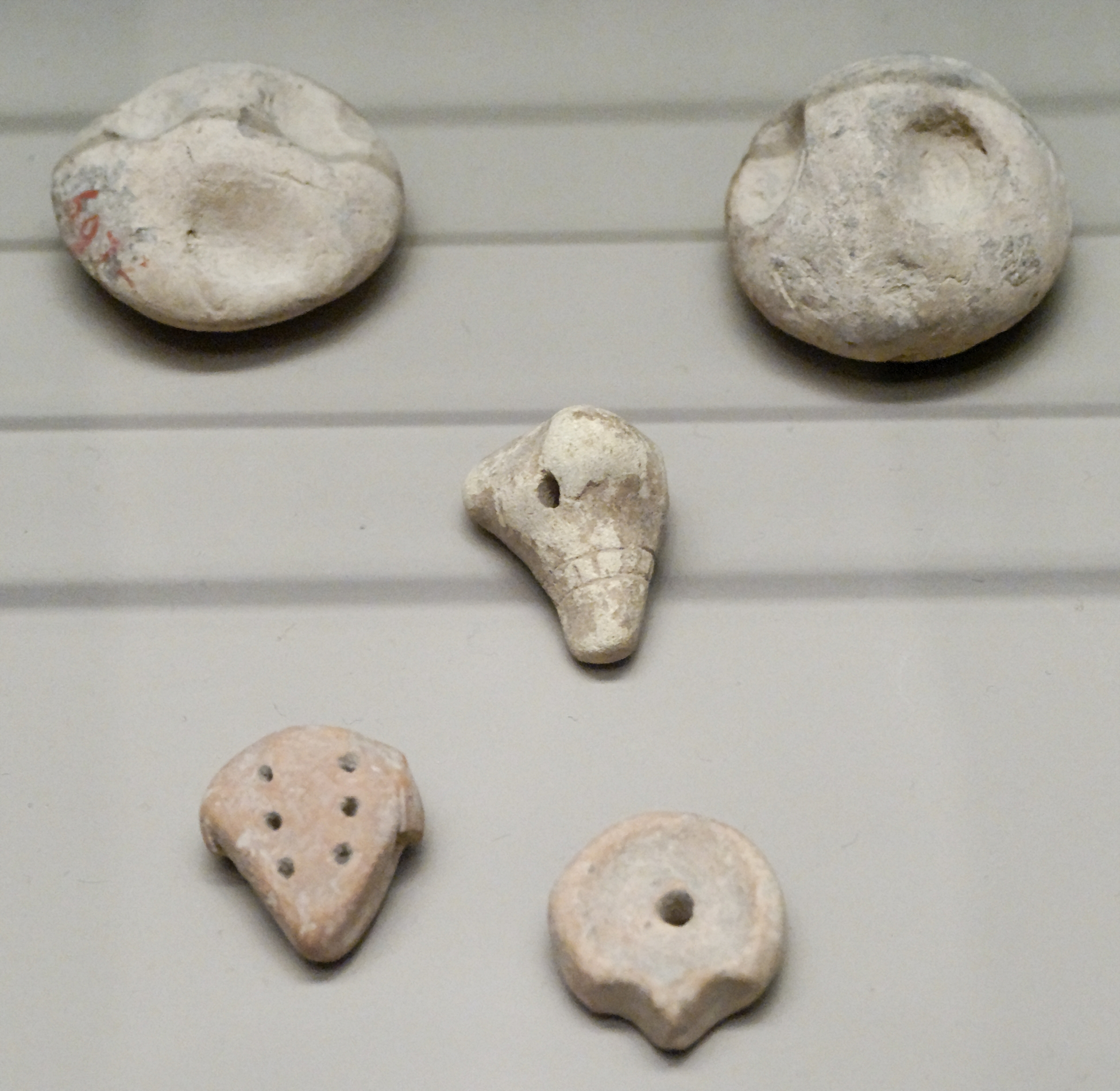
Jetons de comptabilité.
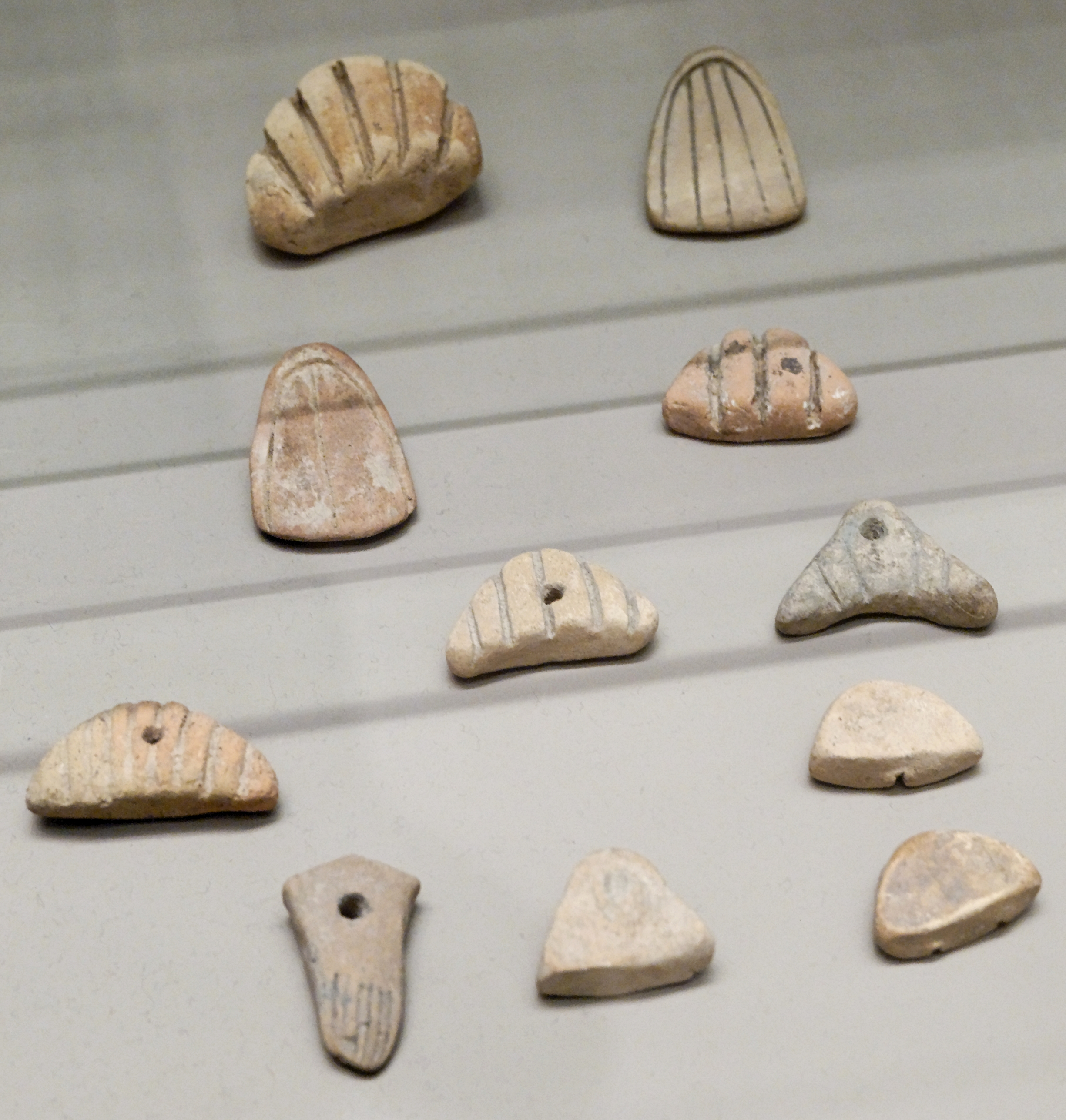
Jetons de comptabilité.

### Période proto-élamite (SuseIII)
La phase suivante, Suse III, voit l'apparition d'une culture matérielle très différente de celle de la période précédente. Elle débute dans un contexte de rupture : pour ses premières périodes elle est uniquement attestée sur l'Acropole (niveau 16 à 14), ce qui semble refléter un recul de l'occupation du site par rapport à la phase précédente, et un hiatus dans la stratigraphie de ce tell indique une période d'abandon entre les phases Suse II et III, mais le laps de temps entre les deux est impossible à déterminer. Cette période correspondrait à un reflux de l'influence urukéenne en Susiane ; dans le contexte plus large du Moyen-Orient, elle coïncide avec la phase de retrait de l'influence de la Basse-Mésopotamie urukéenne sur les régions voisines (période de Djemdet-Nasr), et avec la régionalisation culturelle qui s'ensuit. Au regard de la culture matérielle, ce recul se fait au profit de la culture, dite « proto-élamite » (quoi qu'il n'y ait aucune preuve décisive qu'elle soit effectivement « élamite »), qui serait venue des hauts pays du Sud-Ouest iranien, autour d'une cité émergeant à cette période, sur le site de Tell-e Malyan (connue aux époques historiques sous le nom d'Anshan/Anzan), couvrant 45 hectares, là où Suse dépasse à peine la dizaine. Mais à l'inverse, D. Potts considère que les traces d'une domination de Suse par la région de Malyan sont limitées, le premier site ayant produit de loin le plus de sources épigraphiques et lui semblant du reste plus dynamique économiquement. Quoi qu'il en soit, la ville de Suse connaîtra un renouveau dans la seconde partie de la période, et s'étend alors vers l'est. Du point de vue commercial et culturel, la ville conserve son statut de relais entre la Mésopotamie et l'Iran, et profite même de l'intensification des échanges sur le plateau iranien.
Cette période est connue en particulier par les plus de 1 600 tablettes et fragments de tablettes rédigées dans une écriture désignée comme « proto-élamite » (c'est du nom de cette écriture que dérive le nom attribué à cette période), mises au jour à Suse, qui est de loin le site qui a fourni le plus de documentation sur cette forme d’écriture, spécifique à cette période, et qui ne ressemble pas à celle de Mésopotamie et semble plus simple. Cette écriture n'est pas complètement déchiffrée, mais le sens de certains signes et les principes des textes sont compris : il s’agit de tablettes administratives comptables, ayant une fonction similaire aux tablettes de même type mises au jour sur les sites mésopotamiens contemporains, associant des signes numériques et des signes logographiques désignant des produits et des personnes, afin d'enregistrer des opérations de déplacement ou de stockage de ces biens, effectuées par des maisonnées ou institutions. Ces textes témoignent donc d'un essor de l'administration à Suse, similaire à celui observé à Uruk en Mésopotamie, et de l'existence d'activités productives de culture et d'élevage, parfois à grande échelle, puisqu'un texte enregistrerait pas moins de 23 600 animaux. Cette forme d'écriture n'a cas de postérité (à moins qu'elle soit à l'origine de l'élamite linéaire, ce qui est discuté), disparaissant au début du IIIe millénaire av. J.-C..

Tablettes proto-élamites de Suse.
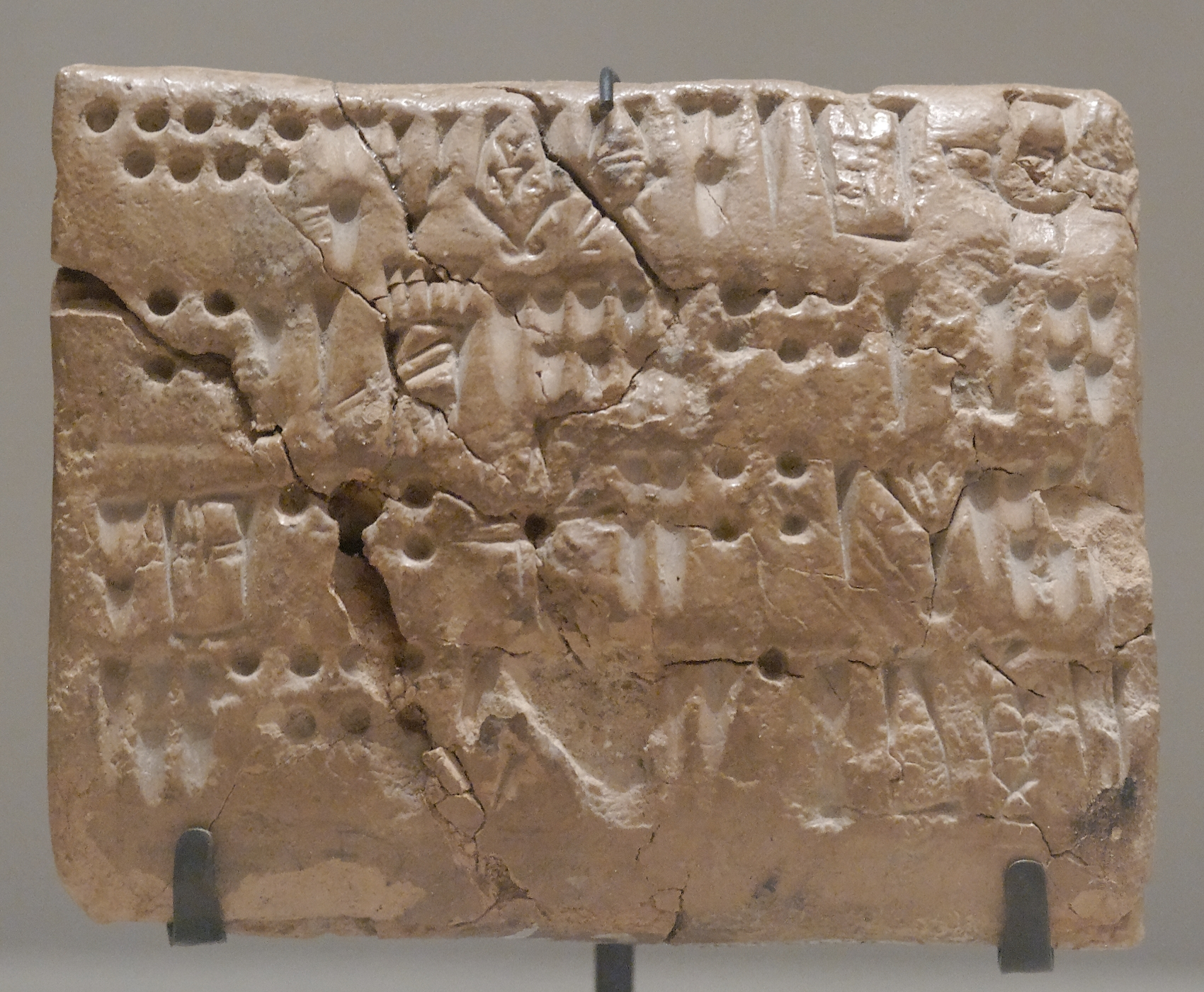
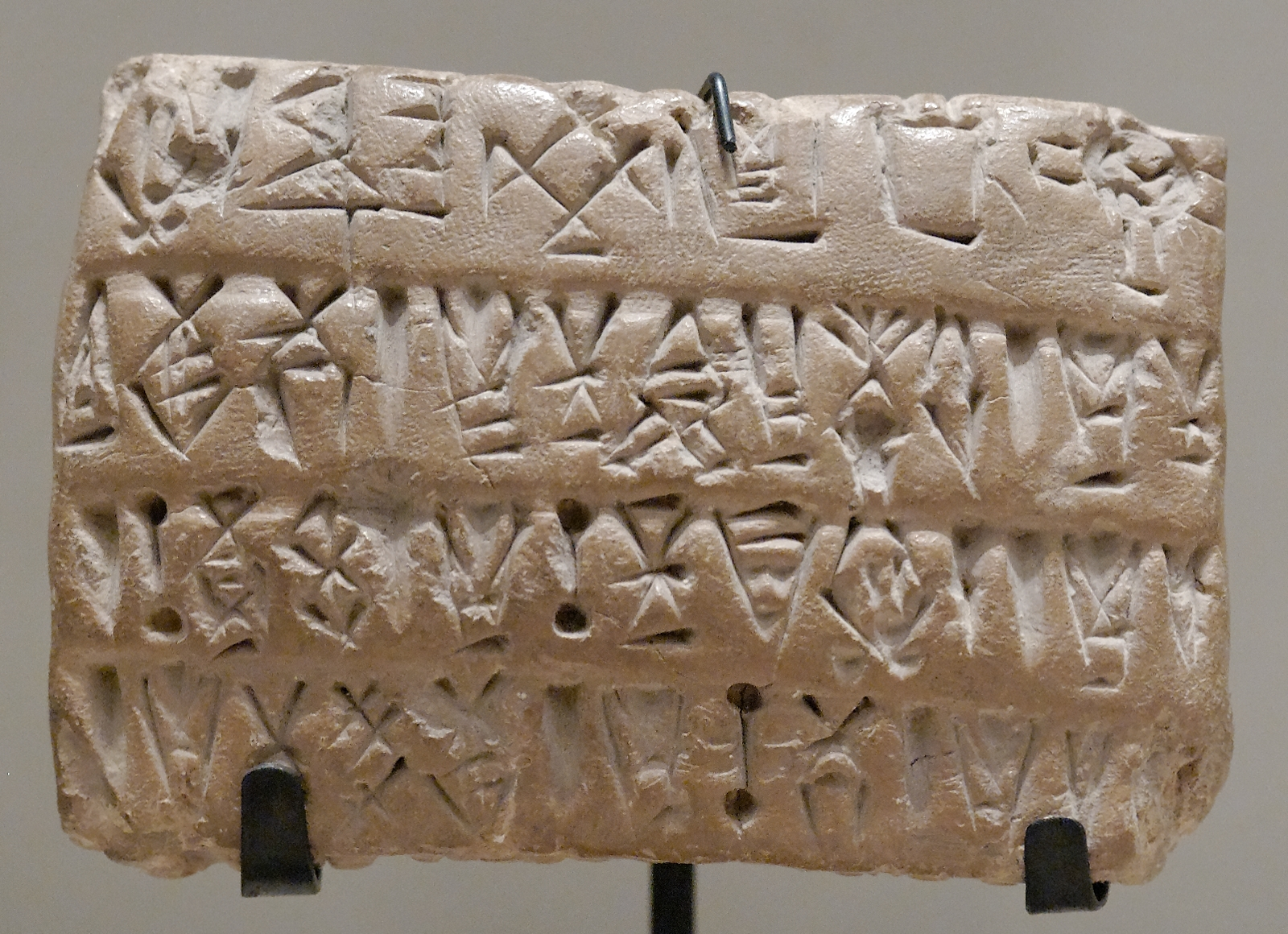
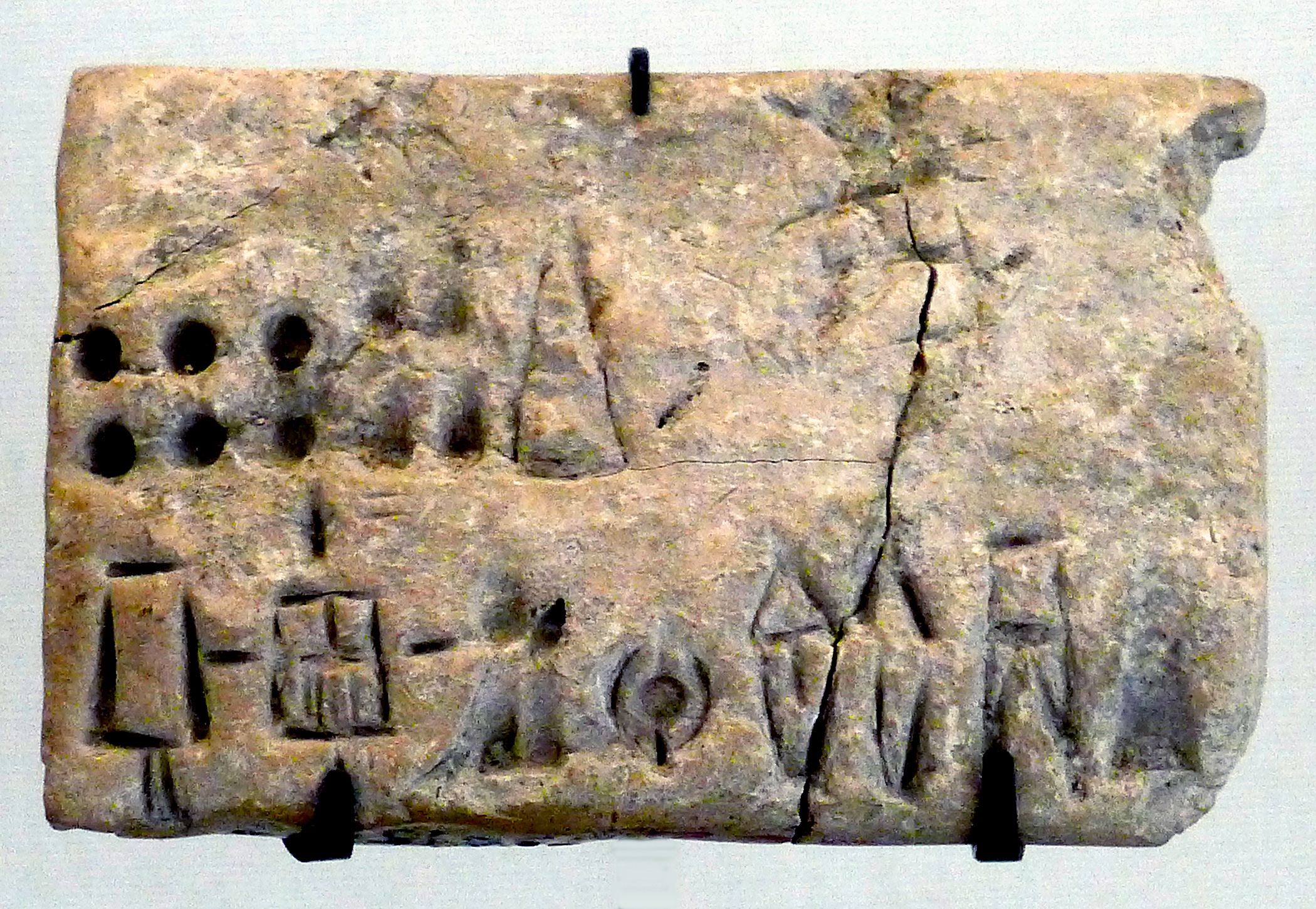
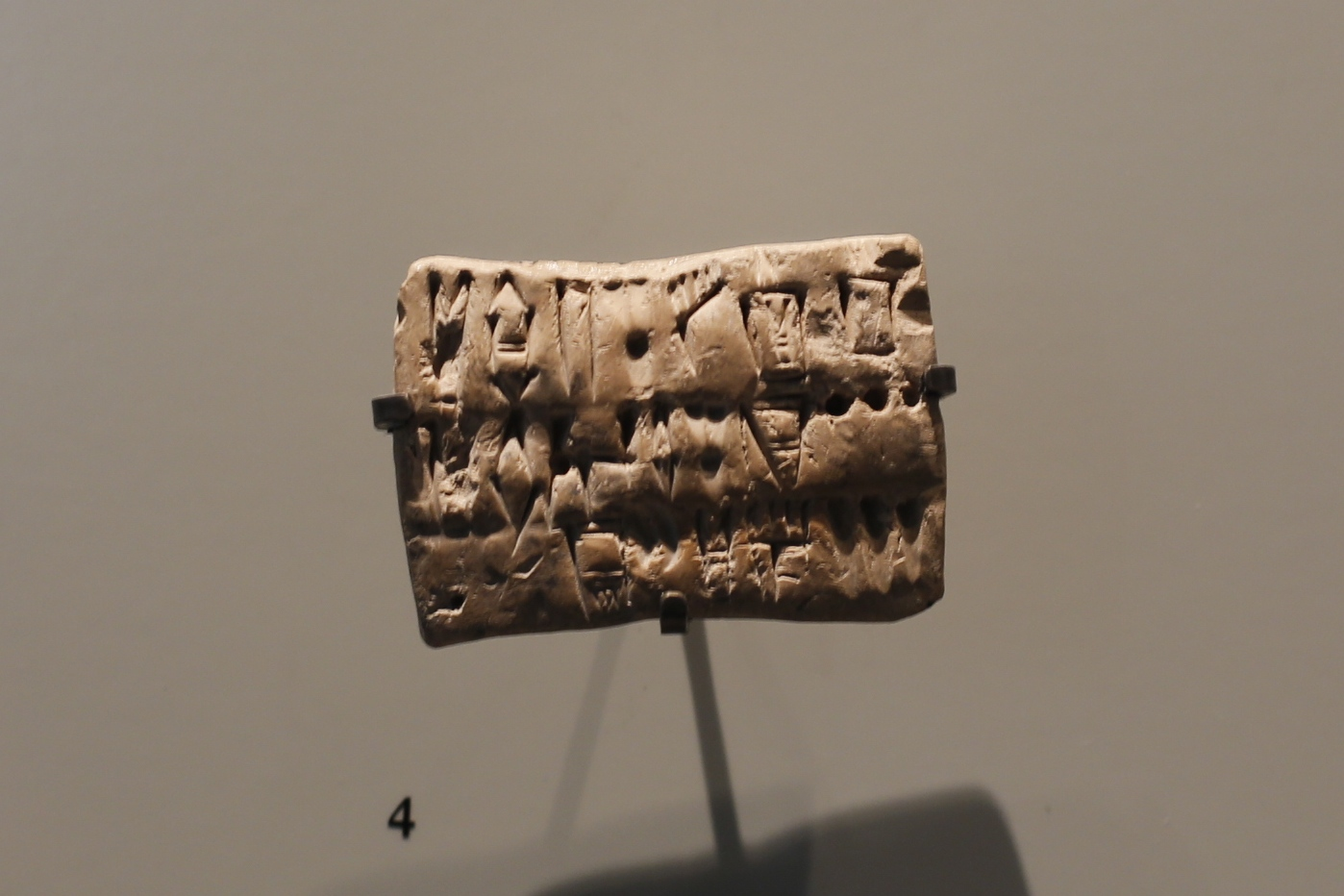
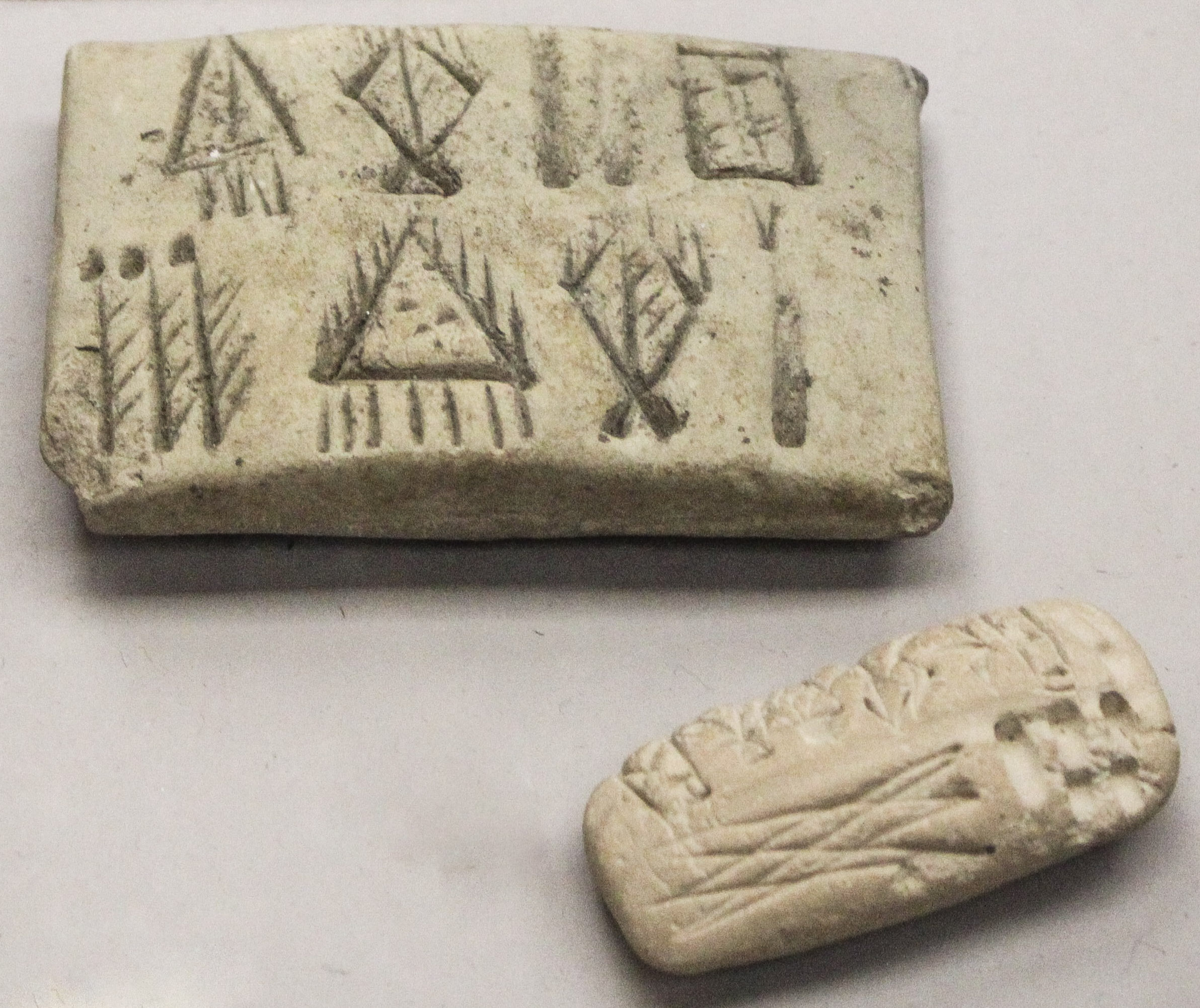

La phase proto-élamite a vu le développement d'un artisanat assez avancé, très créatif artistiquement, réalisant notamment de remarquables armes en bronze, et des statuettes en métal d'une grande qualité d'exécution ; elles proviennent de fouilles clandestines sur des sites non déterminés. L'art de cette période est surtout connu par les impressions de sceaux-cylindres des tablettes proto-élamites, qui ont permis d'en définir les traits, et de dater les statuettes de la même époque, au regard de leurs similarités. Dans cet art, les animaux (lions, taureaux, capridés, etc.) remplacent les humains comme sujets principaux des représentations, parfois dans des postures humaines qui font qu'ils peuvent être identifiés comme des sortes de génies ou de démons. Plusieurs sceaux témoignent d'un souci prononcé de représentation du contexte dans lequel ils évoluent, ou bien représentent des « rondes », des files d'animaux sur des registres horizontaux.

## Les époques élamites

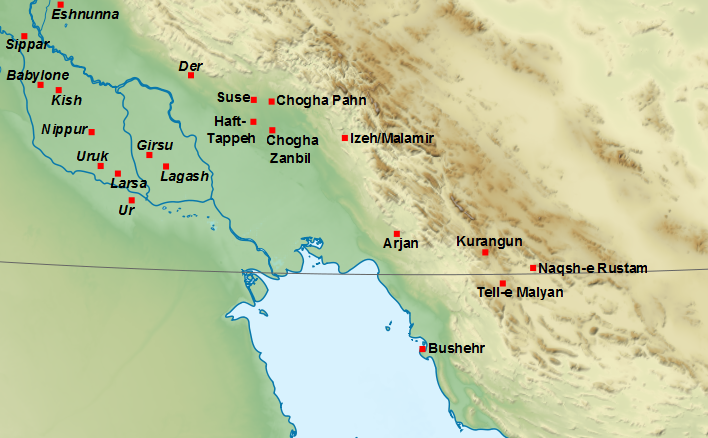
Localisation de Suse et des principaux sites archéologiques élamites, et de la Basse Mésopotamie.

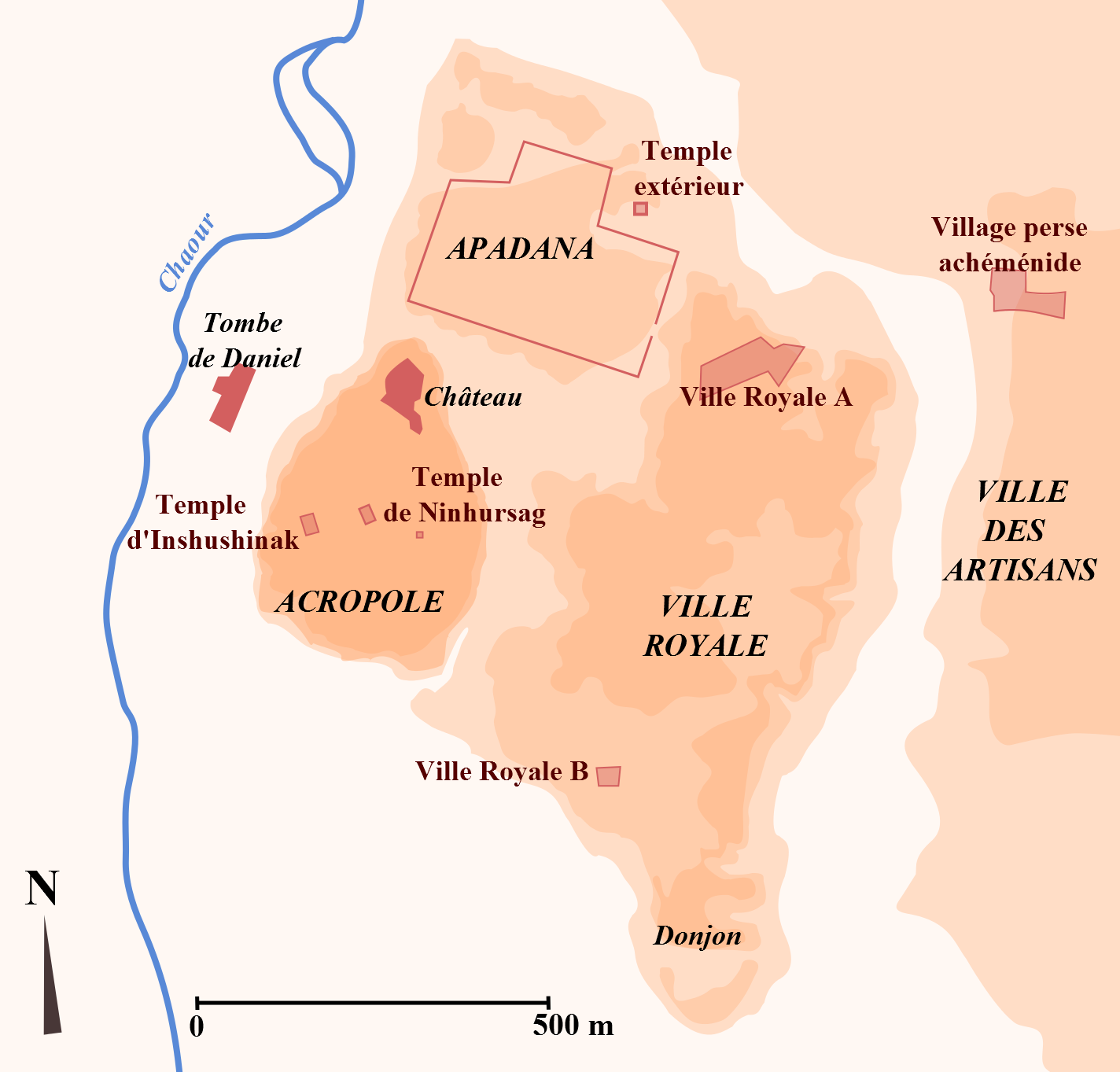
Localisation des principales zones de fouilles de Suse pour la période élamite mentionnées dans l'article.

L'entrée de Suse dans la période historique à proprement parler, avec des textes permettant d'approcher de mieux en mieux sa situation politique et culturelle, indique qu'elle est à partir du IIIe millénaire av. J.-C. au moins (le début de la période dite « paléo-élamite ») incluse dans un ensemble politico-culturel que les cités mésopotamiennes, d'où nous vient l'essentiel de la documentation écrite, désignent sous le nom d'Élam, et dont Suse sera une des composantes les plus importantes, tout au long de son histoire.
En fait, aux hautes époques, l'Élam n'est pas un royaume à proprement parler, puisqu'il s'agirait plutôt d'une sorte de confédération aux contours flous; d'entités politiques dominées épisodiquement par un pays en particulier (Awan et Simashki). La Susiane est néanmoins constamment tiraillée durant ce millénaire comme pendant le précédent entre les influences du plateau iranien et celles de la Basse Mésopotamie voisine, notamment parce qu'elle passe à deux reprises sous la coupe d'empires mésopotamiens (Akkad et Ur III). À partir du début du IIe millénaire av. J.-C. (la dernière phase de la période paléo-élamite), elle est cependant en permanence dans l'ensemble politique élamite, dont elle est une des capitales. L'Élam devient alors plus cohérent politiquement, et s'affirme comme une des grandes puissances politiques du Moyen-Orient, sous la dynastie des Sukkalmah, même si sa culture reste toujours fortement marquée par l'influence mésopotamienne.
Dans la seconde moitié du IIe millénaire av. J.-C. (la période médio-élamite), qui marque l'apogée de la puissance élamite, elle devient de plus en plus élamite culturellement, comme l'indique la forte croissance du nombre des textes écrits en langue élamite. Cela résulte en partie de l'action des souverains d'Elam, qui se présentent alors souvent comme les « rois d'Anshan et de Suse », unissant les traditions du haut pays élamite, organisé autour de la ville d'Anshan/Anzan (le site de Tell-e Malyan dans le Fars), et un bas-pays organisé autour de Suse, consécration officielle de la dualité culturelle du sud-ouest iranien de la Haute Antiquité entre les influences de la plaine et de la montagne, dans laquelle Suse a toujours eu une place éminente, attachée à sa position, son importance et son prestige.
La dernière phase de l'époque élamite, la période « néo-élamite » (première moitié du Ier millénaire av. J.-C.), voit le haut pays d'Anshan passer sous la coupe des Perses, l'ensemble élamite se confondant alors progressivement avec la Susiane. La conquête de Suse par les Perses marque la fin de l'existence des royaumes élamites, sans pour autant mettre fin à la culture élamite.

### La période paléo-élamite

#### Entre l'Élam et la Mésopotamie auIIIemillénaire

Localisation des principaux sites de la Mésopotamie et du plateau Iranien durant la seconde moitié du

La période Suse IVA, couvrant le laps de temps allant de la fin de la période proto-élamite vers 2700 jusqu'au milieu du IIIe millénaire av. J.-C., est très mal connue et semble conserver les traits des phases proto-littéraires, bien qu'il y ait très peu de traces de pratique de l'écriture à Suse. Le secteur du Donjon a été le lieu des découvertes les plus intéressantes pour cette époque, notamment plusieurs tombes dégagées par de Mecquenem, dont une dans laquelle le défunt, d'un statut social manifestement élevé, était accompagné d'un char à quatre roues, mais la piètre qualité des relevés archéologiques rend une nouvelle fois leur analyse difficile.
Du point de vue artistique, se remarque un retour de l'influence mésopotamienne, comme l'attestent la plaque perforée portant un bas-relief, objet votif typique de la Mésopotamie archaïque, ou les statuettes d'orants. Quelques sceaux portant des signes cunéiformes semblent par ailleurs montrer que l'écriture mésopotamienne a été adoptée à Suse. La céramique polychrome et monochrome qui se répand à cette période, dite du « IIe style », décorée de motifs géométriques, végétaux, ou par des oiseaux stylisés, semble en revanche plutôt liée aux traditions montagnardes. Elle se retrouve aussi au Lorestan, et ne présente pas de parallèles avec la production mésopotamienne de la même époque. De la période Suse IVA date la trouvaille du « vase à la cachette » (Acropole), jarre du IIe style fermée par un bol caréné, comprenant notamment : plusieurs sceaux, le plus récent, d'origine mésopotamienne et datable des alentours de 2450 av. J.-C., permettant de dater approximativement l'enfouissement ; des vases en albâtre blanc et jaune rubané, probablement venus de l'Iran oriental ; des vases, armes et outils en cuivre (métal désormais importé d'Oman) ; des perles et anneaux en or. L'origine diverse des objets atteste de l'intégration de Suse dans des réseaux d'échanges avec la Mésopotamie, le Golfe et le plateau Iranien. Cela est confirmé par la présence dans les tombes contemporaines de vases en chlorite gravés (style « interculturel »), provenant du Kerman et très populaires dans le Moyen-Orient à cette période. Les Susiens semblent avoir voulu imiter le style de ces objets en sculptant dans de la pierre bitumeuse (ou « mastic de bitume ») des vases, statuettes et supports d'offrandes avec des bas-reliefs similaires.

Art de la période Suse IVA (musée du Louvre).
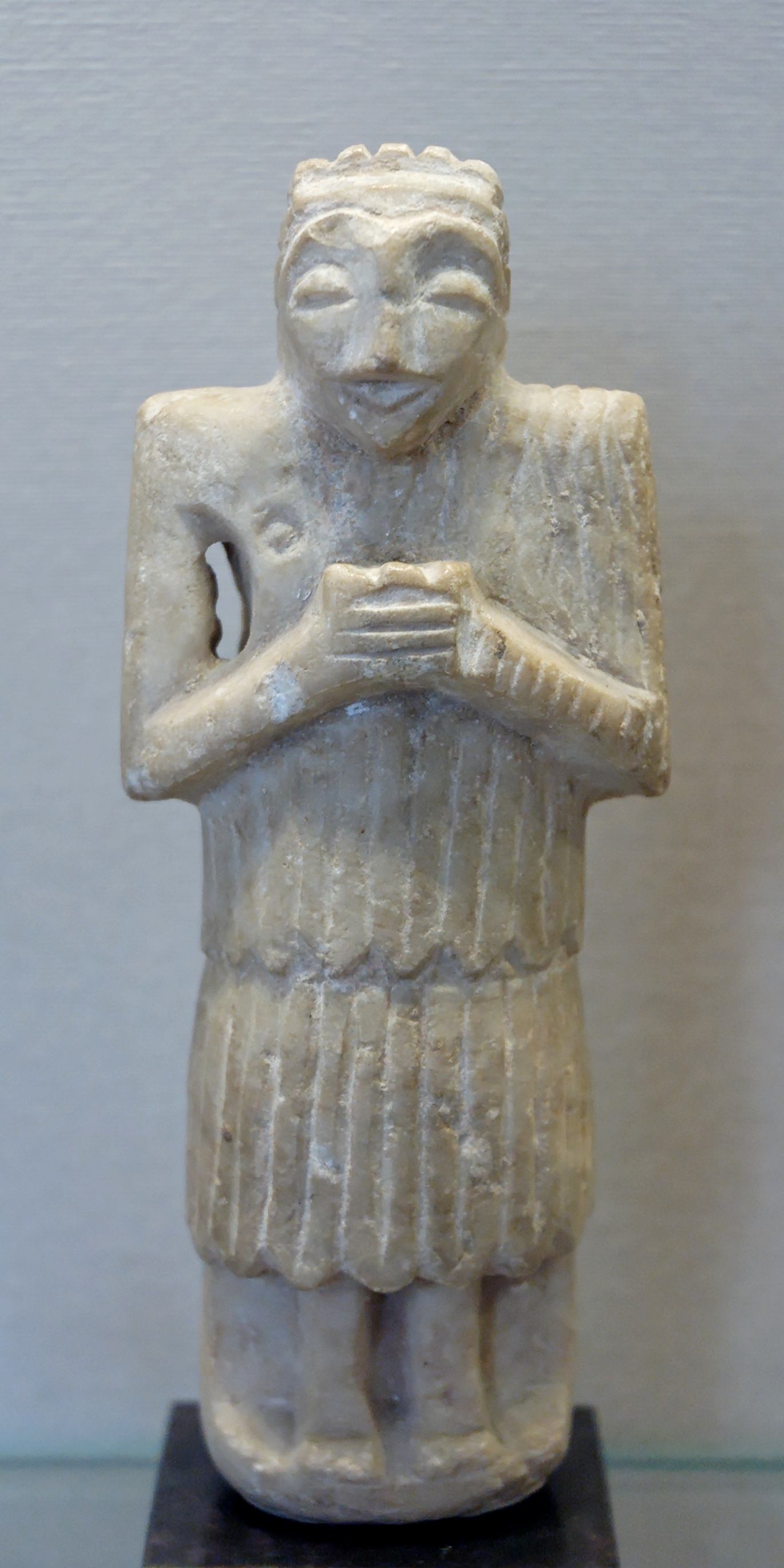
Statue d'un orant, retrouvée dans le secteur de l'Acropole[57].
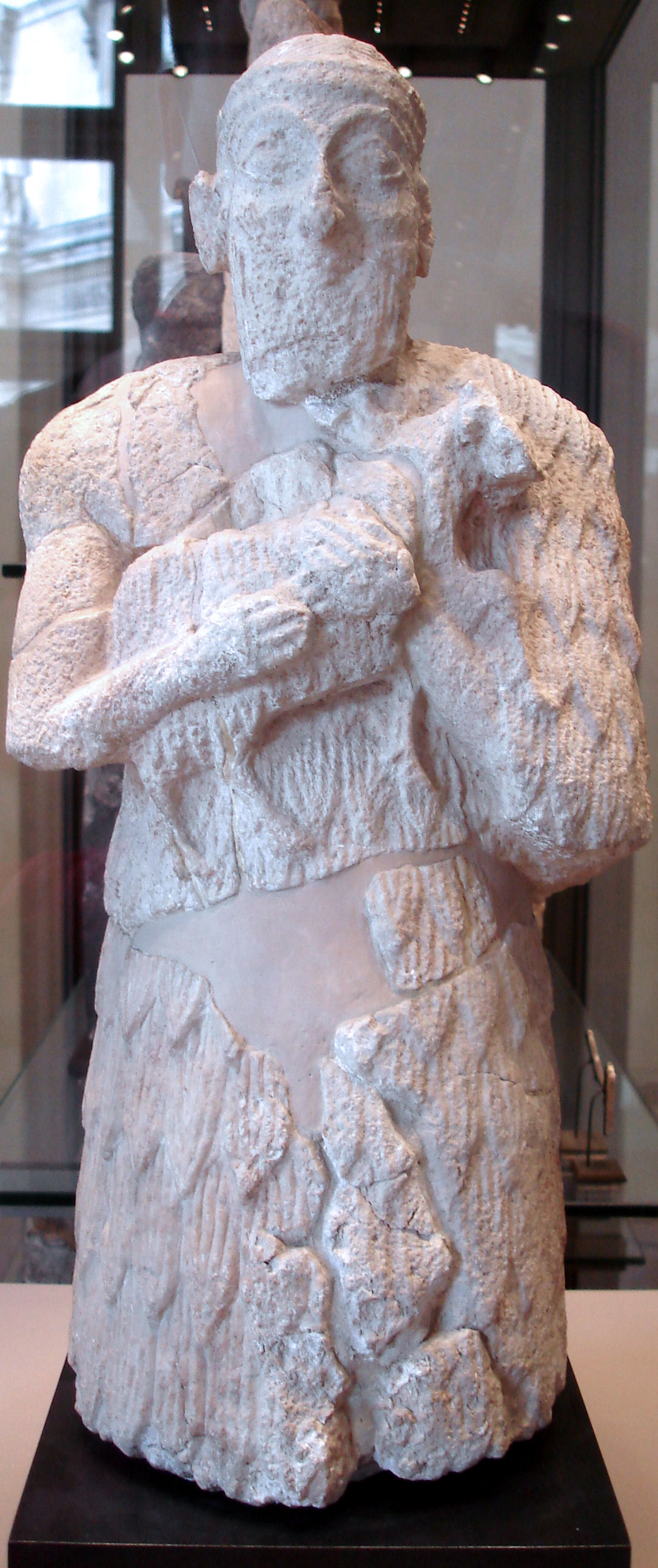
Statue d'un orant princier portant un chevreau en offrande.
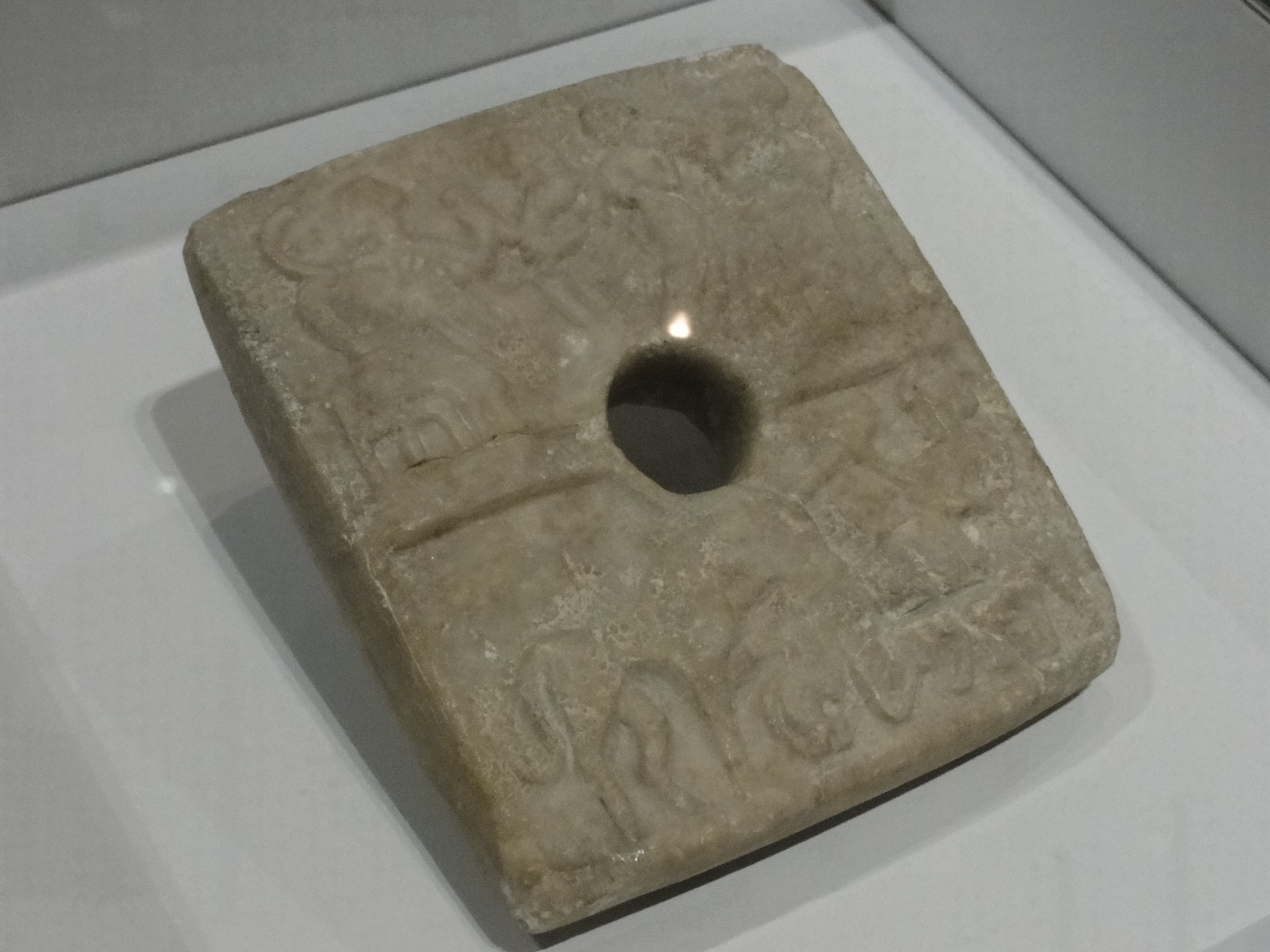
Bas-relief perforé représentant une scène de banquet et une scène de combat contre un animal[58].

Sculptures sur pierre bitumeuse de la période Suse IVA (musée du Louvre).
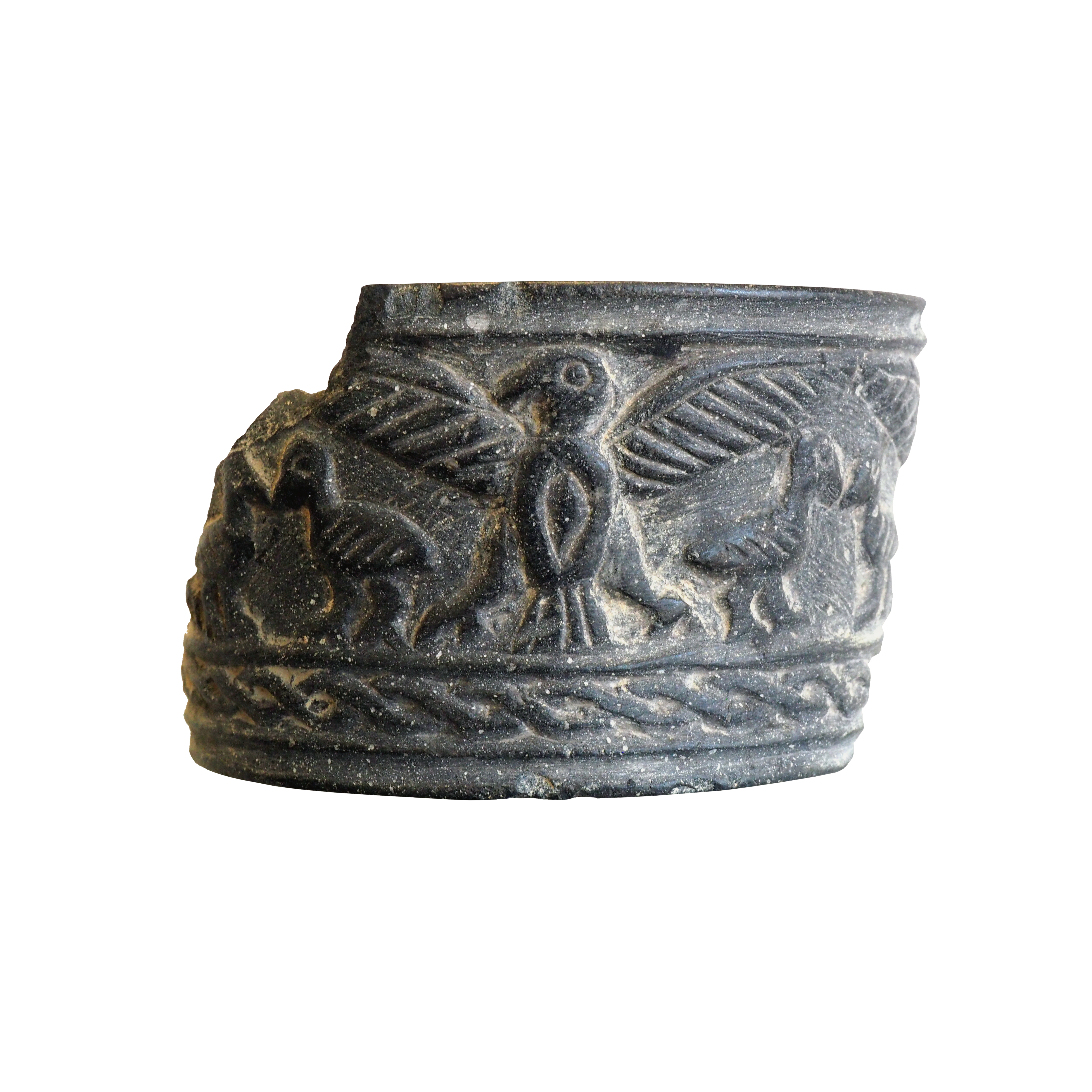
Fragment de coupelle avec aigle aux ailes éployées protégeant sa nichée.
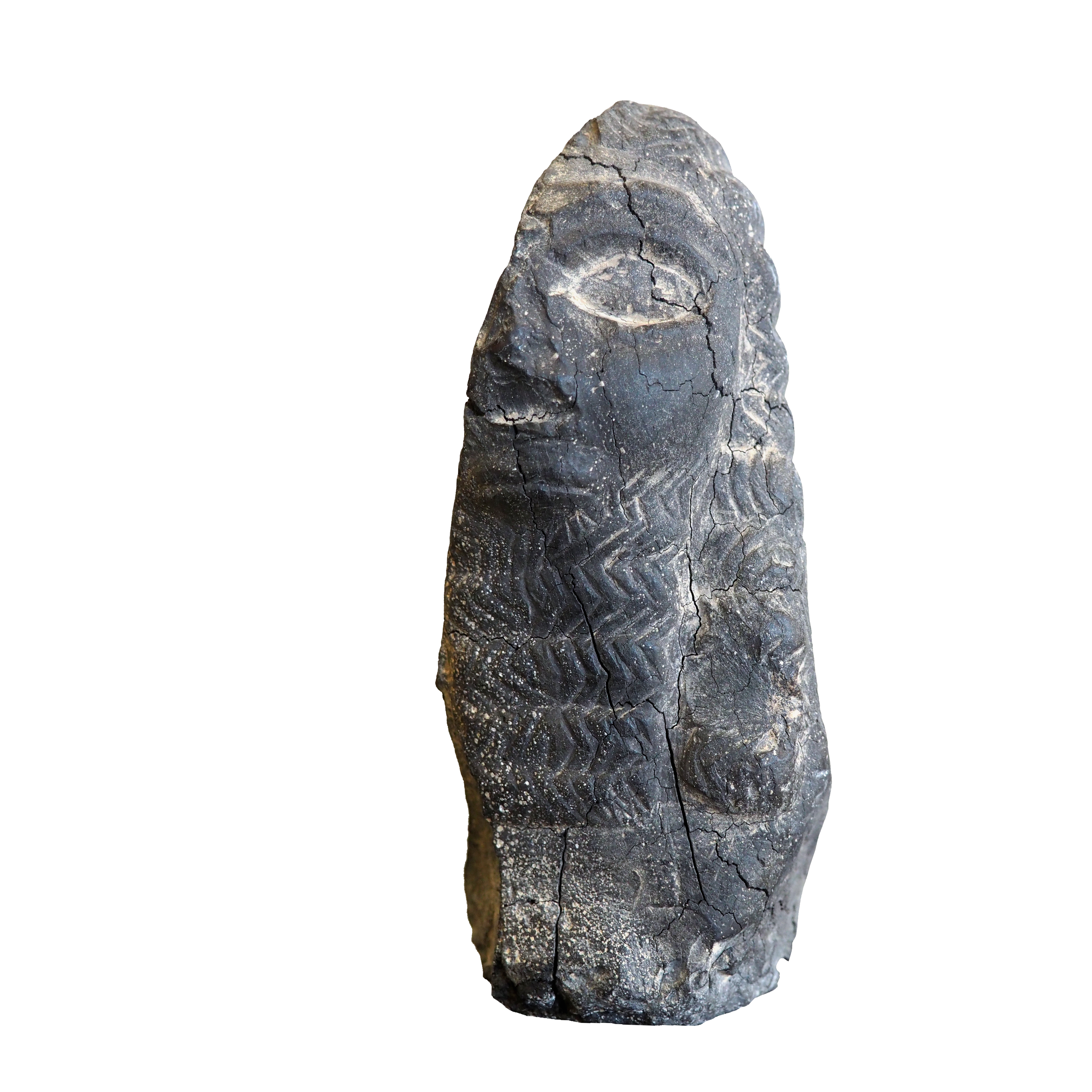
Tête d'orant barbu.

Pour la seconde moitié du IIIe millénaire av. J.-C. (Suse IVB), les sources écrites plus développées permettent de mieux connaître la situation politique de Suse, essentiellement vis-à-vis des royaumes mésopotamiens, d'où provient l'essentiel de la documentation textuelle. La ville n'apparaît néanmoins quasiment pas dans les premières mentions de conflits entre cités mésopotamiennes et royaumes du sud-ouest iranien (elle fait cependant partie des villes qu'E-anatum de Lagash proclame avoir vaincues), qui impliquent d'autres entités politiques, notamment Awan, située quelque part au nord de Suse. Peut-être dominée par les rois élamites d’Awan au début du XXVe siècle av. J.-C., Suse est conquise après 2340 par le roi Sargon d'Akkad, qui l’incorpore dans son Empire. S'y installe alors une administration mésopotamienne, introduisant les pratiques gestionnaires de cette région, comme en témoignent les tablettes de la période, montrant l’activité du gouverneur de la cité, ainsi que celles de marchands agissant pour le compte de l’État. Les personnes mentionnées dans les textes portent principalement des noms akkadiens. La culture matérielle de la ville est en tout cas similaire à celle de la Basse Mésopotamie contemporaine. Elle a alors repris une phase de croissance, son étendue étant d'approximativement 46 hectares vers la fin de la domination akkadienne et les décennies suivantes.

Tablettes susiennes de l'époque d'Akkad (musée du Louvre).
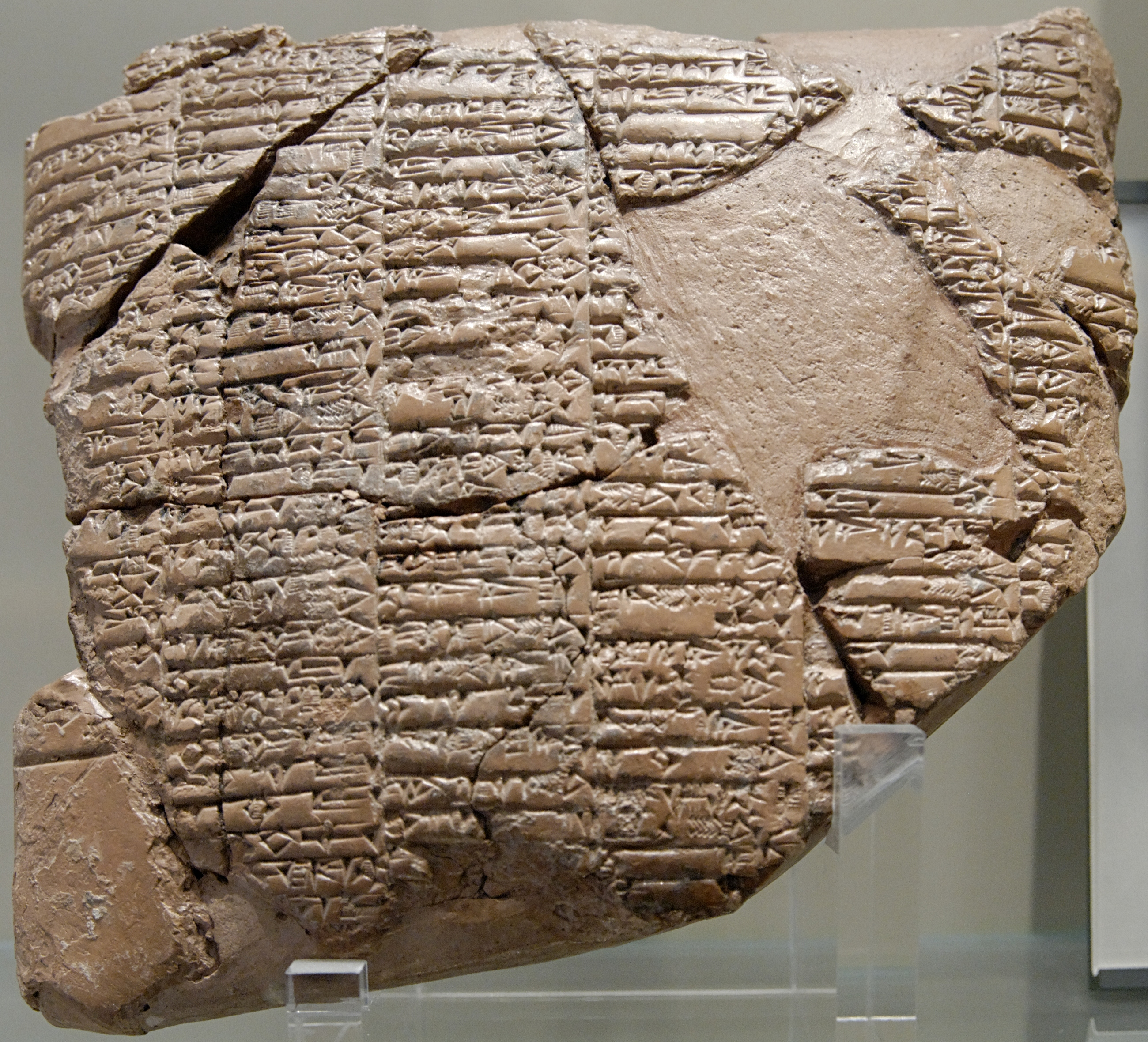
Traité d'alliance entre Naram-Sin d'Akkad et un roi d'Awan, c. 2250.
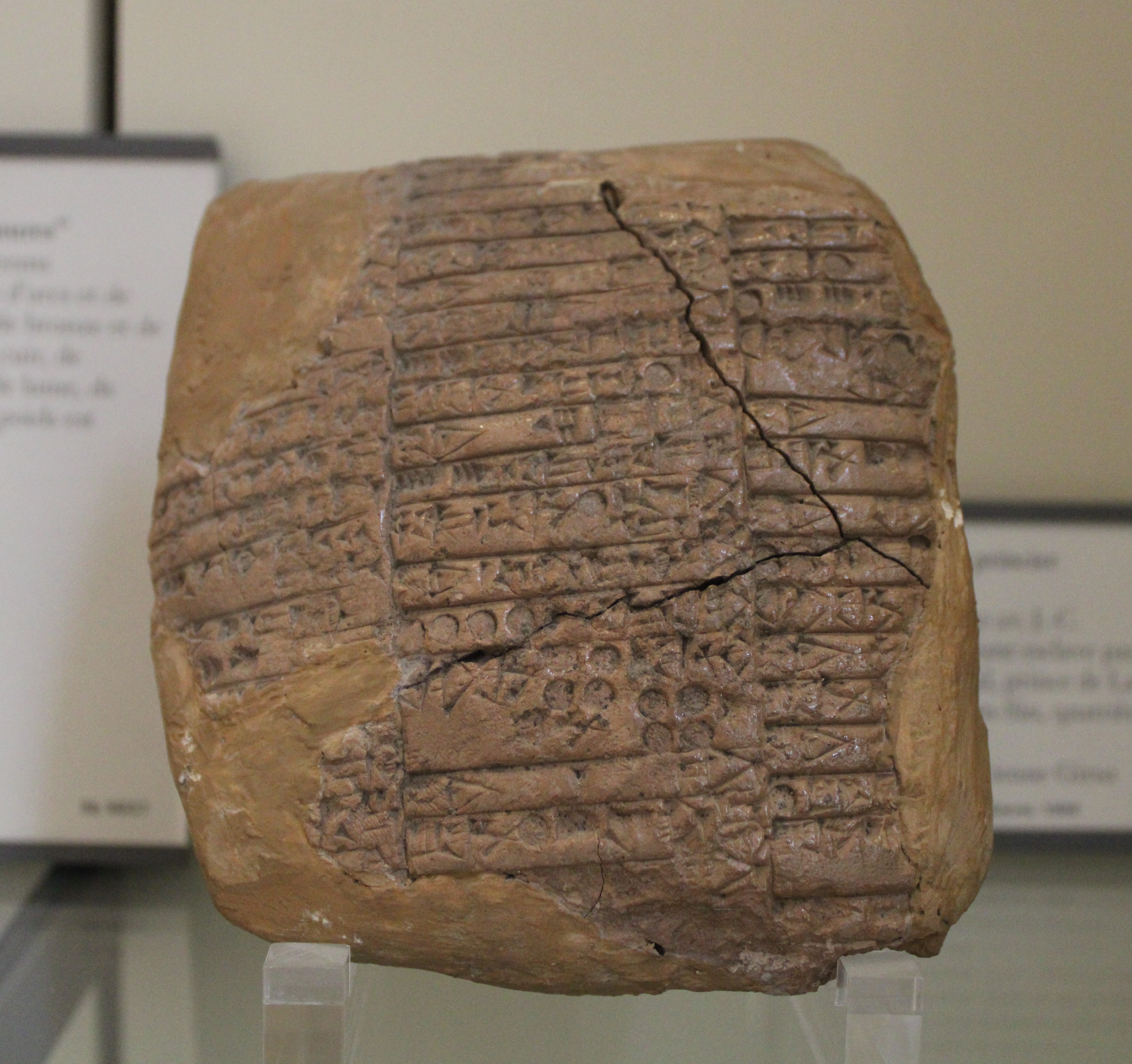
Tablette administrative enregistrant des livraisons d'équipement militaire (arcs, flèches, carquois, lances, casques) à des intendants.

Au moment de la disparition de la dynastie d'Akkad, vers la fin du XXIIIe siècle, Suse est dominée par un souverain qui est peut-être d'origine locale, Puzur-Inshushinak. Il se proclame par ailleurs roi d'Elam et d’Awan. Le souverain patronne un art élamite spécifique, qui va notamment produire la première statuaire monumentale attestée à Suse, représentée en particulier par une statue de la déesse Narundi assise. Ses inscriptions officielles sont rédigées en akkadien, ainsi que dans une écriture appelée élamite linéaire, non traduite à ce jour. Ces textes indiquent que le souverain a fait restaurer et décorer plusieurs temples.

Art du règne de Puzur-Inshushinak (musée du Louvre).
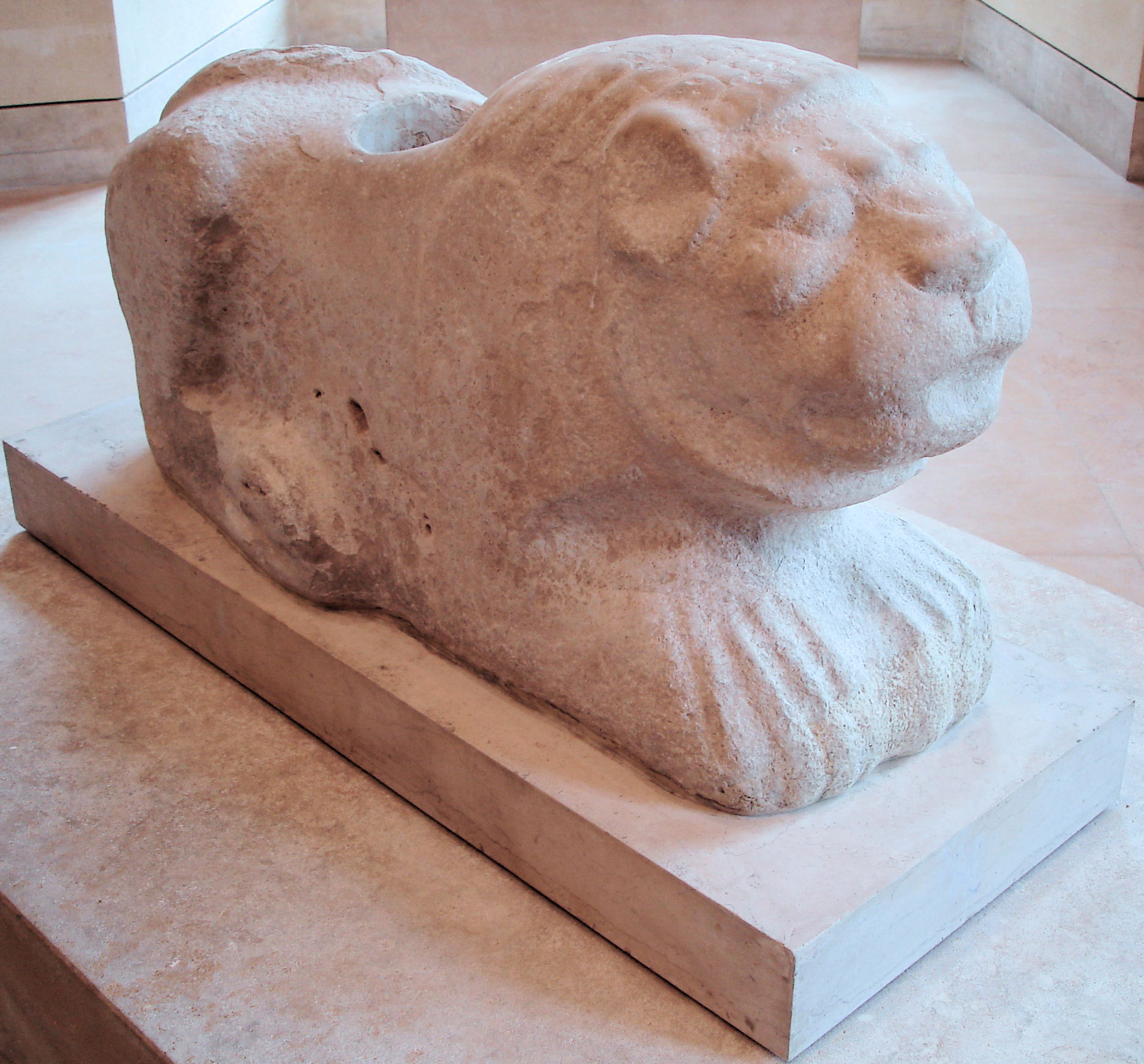
Statue de lion-gardien, règne de Puzur-Inshushinak, calcaire.
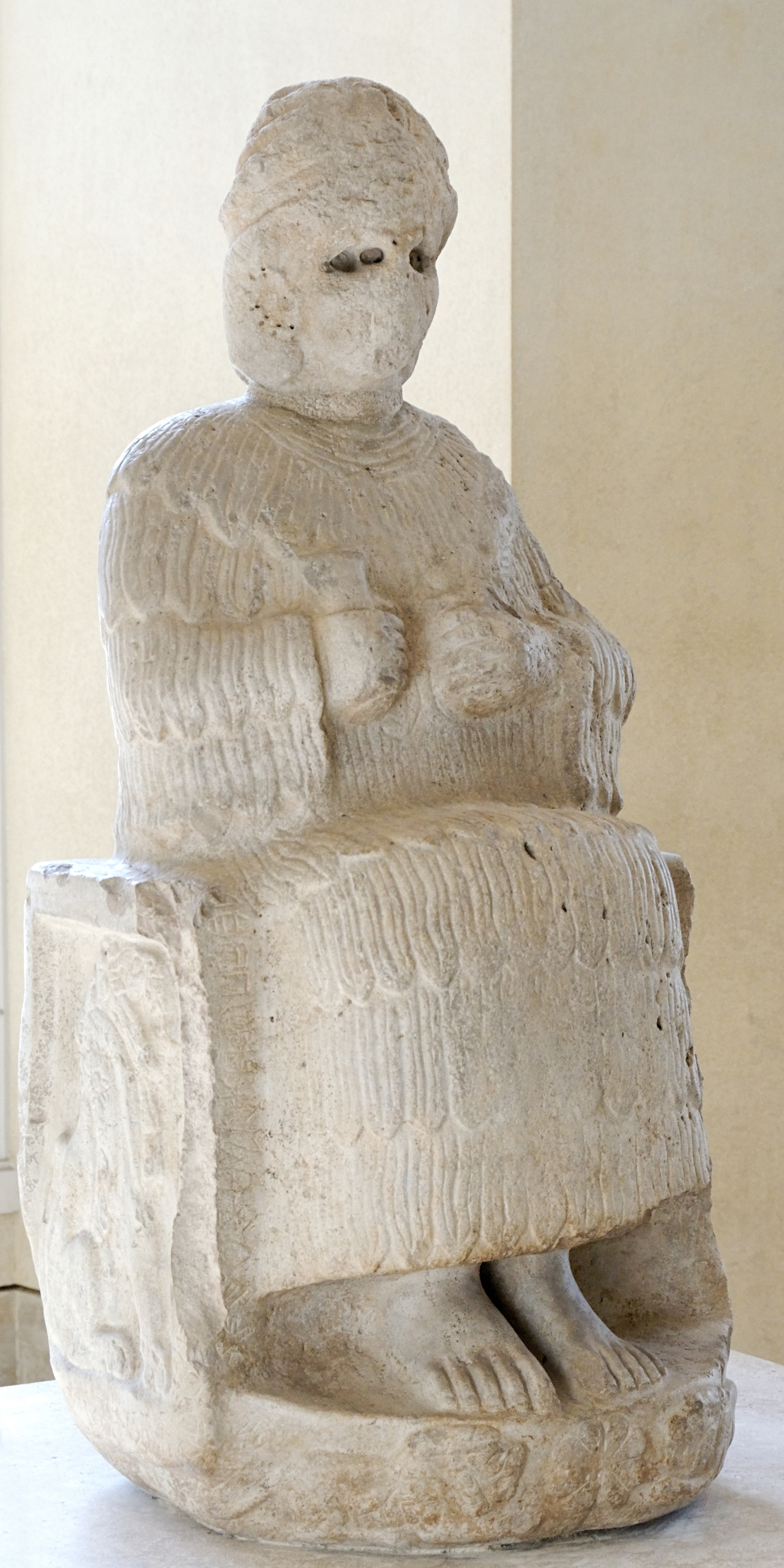
Statue de la déesse Narundi.
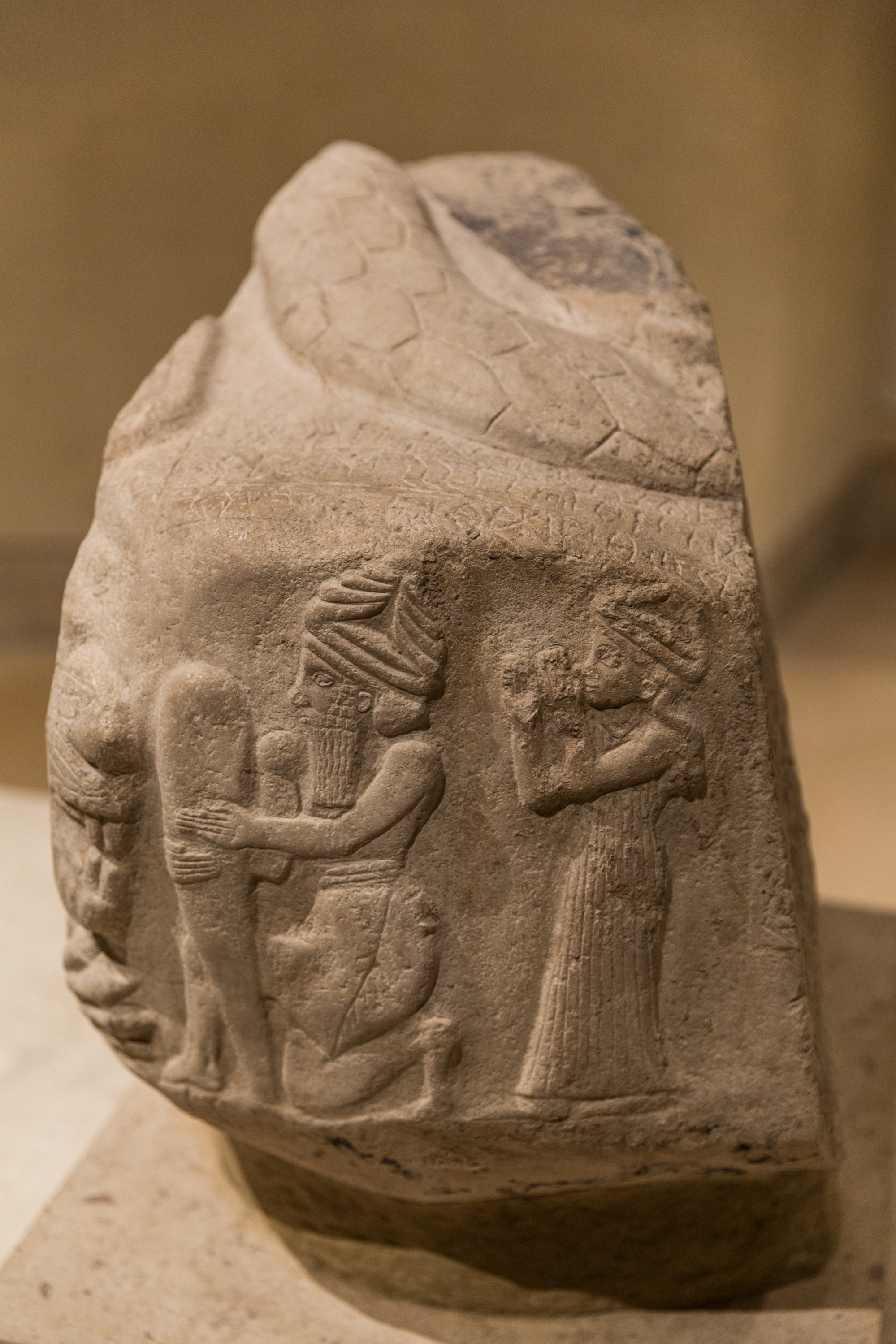
Galet perforé décoré d'un bas-relief et inscrit en élamite linéaire.

Inscriptions en élamite linéaire du règne de Puzur-Inshushinak (musée du Louvre).
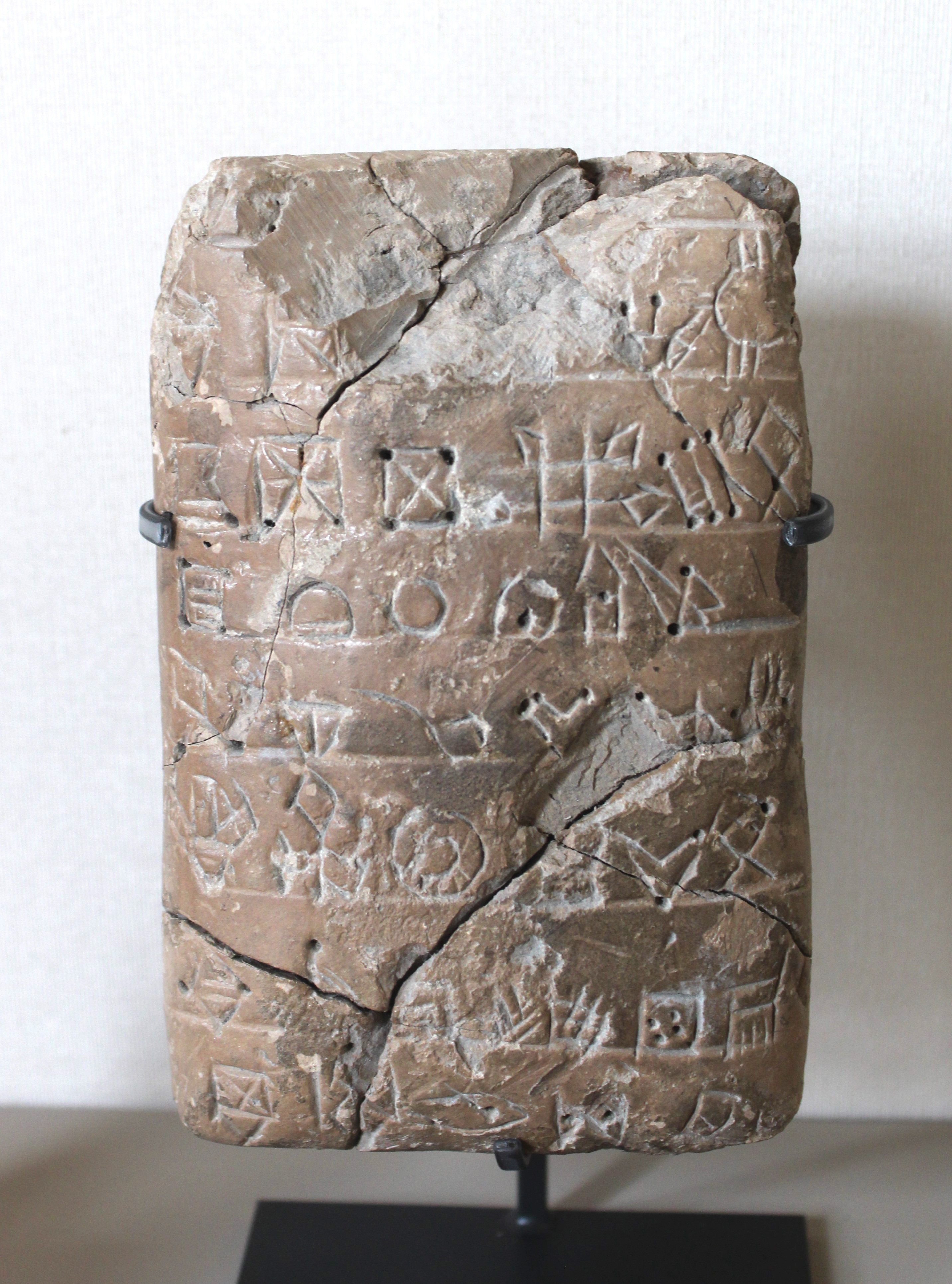
Tablette portant une inscription en élamite linéaire.
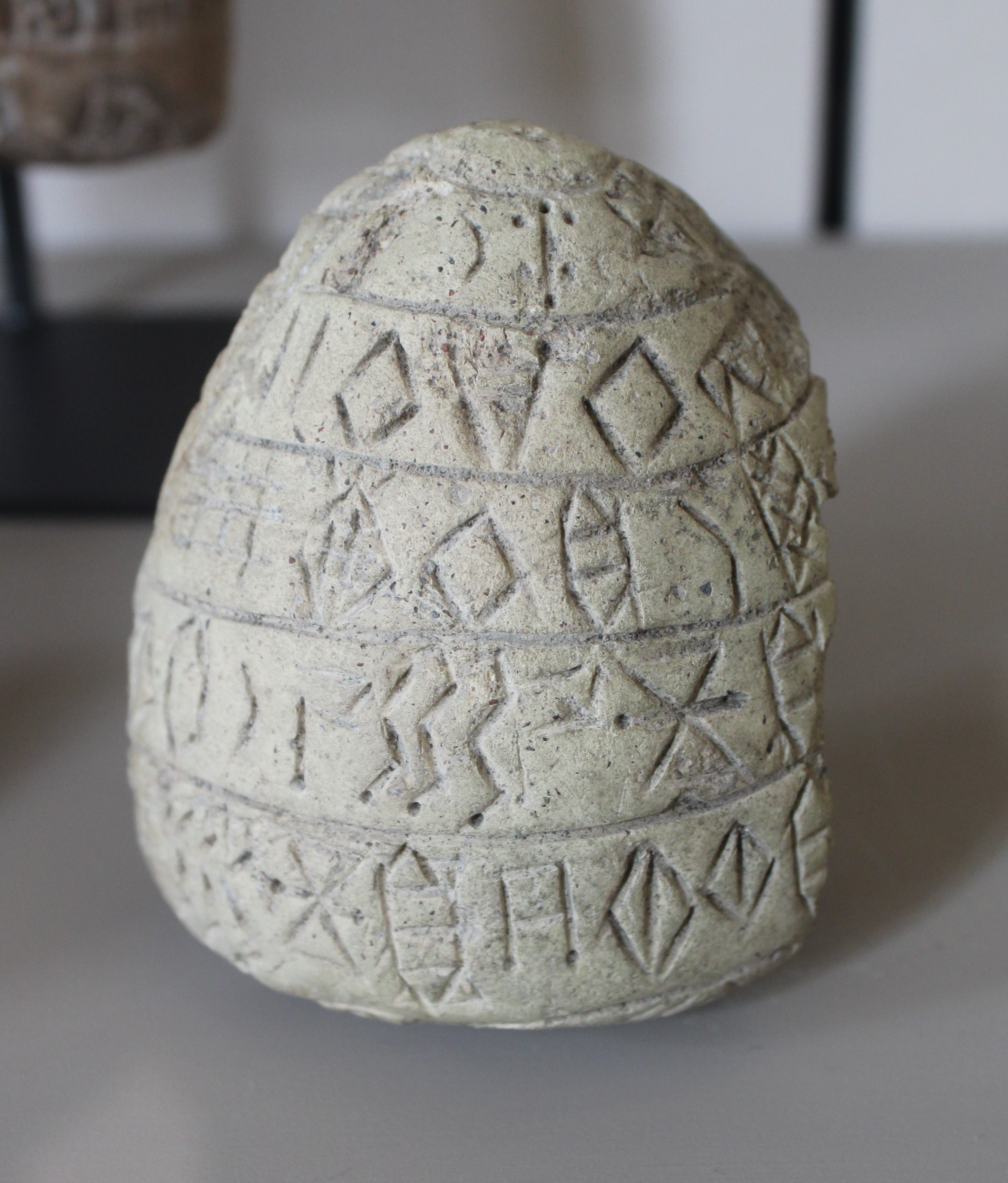
Cône portant une inscription en élamite linéaire.
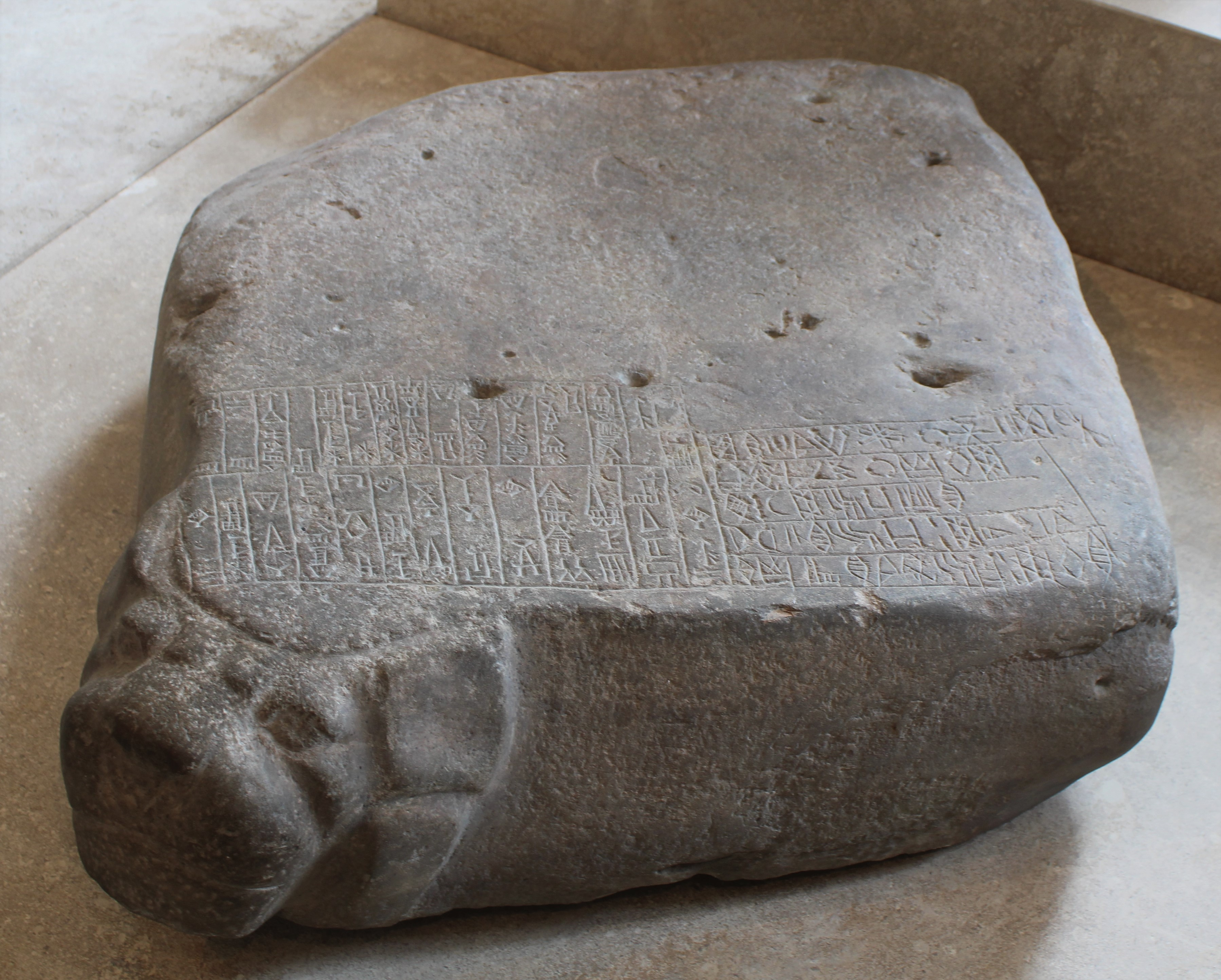
Table au lion, portant une inscription en élamite linéaire et akkadien.
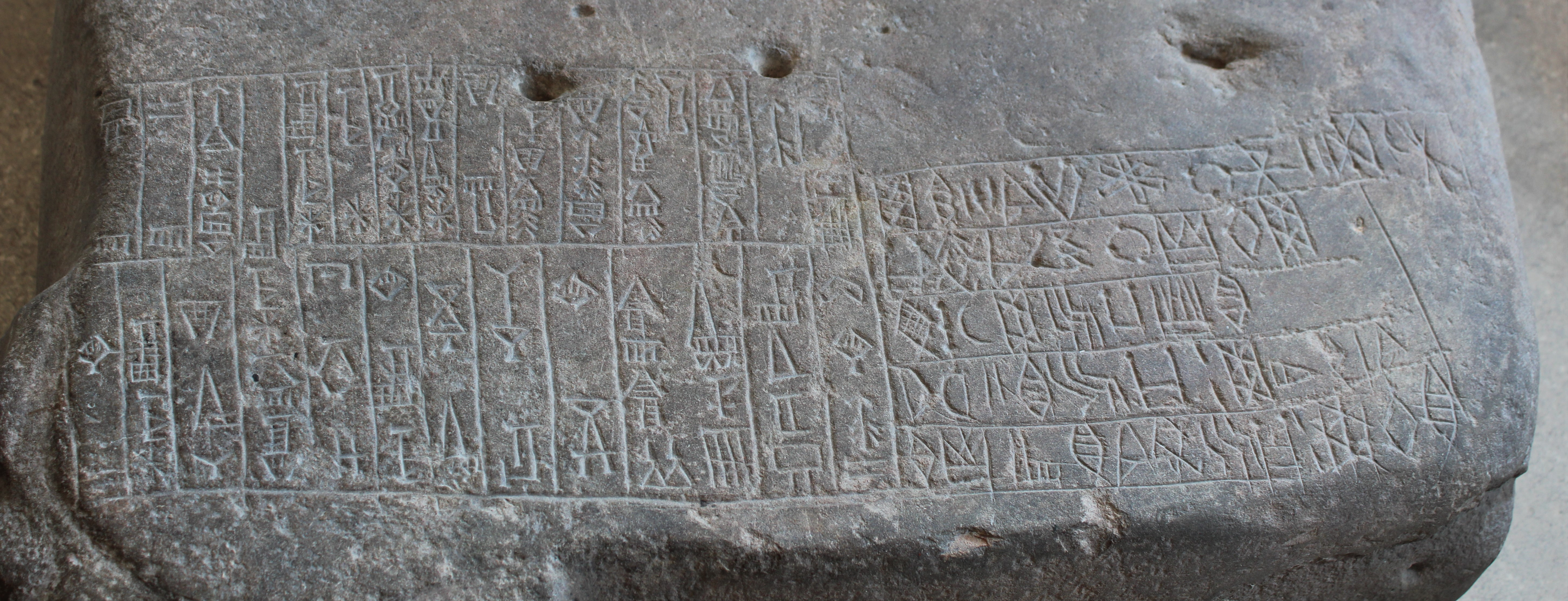
Détail de l'inscription en élamite linéaire et akkadien du précédent.

Le règne de Puzur-Inshushinak s'achève par sa défaite face à Ur-Nammu, roi de la cité sumérienne d'Ur. Suse retombe donc sous la coupe d'un empire mésopotamien, celui de la troisième Dynastie d'Ur, qui y installe un gouverneur. Shulgi a laissé des inscriptions de fondation, témoignant du fait qu'il a construit ou restauré deux temples, un dédié à Inshushinak, l'autre à Ninhursag. Suse sera toutefois une des cibles d'une campagne militaire de ce souverain, vers la fin de son règne, témoignant de la difficulté à tenir les pays élamites et leur voisinage. De la période de domination d'Ur date un lot de tablettes mis au jour dans les années 1960 dans le Chantier B de la Ville Royale, une archive privée d'un individu nommé Igibuni. Une autre campagne similaire a lieu sous Ibbi-Sîn, dernier roi de la troisième dynastie d'Ur. Peu de temps après, Suse passe sous la domination du pays de Simashki, une sorte de confédération de pays rattachés à la nébuleuse élamite, qui fait dans la foulée tomber le royaume d'Ur. Des niveaux de cette période ont été dégagés dans le chantier B de la Ville Royale à l'époque de R. Ghirshman. Le niveau VII, qui correspondrait au XXIe siècle av. J.-C., présente des traces de destruction, et a produit de nombreuses balles en argile, servant de projectiles de frondes, ce qui correspondrait aux conflits accompagnant la fin de la domination de la dynastie d'Ur.
L'art présent dans les tombes de cette période consiste en quelques armes en bronze, et de nombreuses figurines en terre cuite, représentant surtout des déesses nues, diverses sculptures en métal et pierre, et des objets en roche bitumeuse. On connait ainsi pour cette période plusieurs coupes en « mastic de bitume » sculpté, avec figuration d'éléments zoomorphes, dont une remarquable coupe tripode, dont les pieds ont la forme d'ibex, mise au jour dans une tombe du tell de l'Apadana,. L'artisanat du métal de cette période produit des pièces remarquables, comme la statuette en cuivre d'un dieu, à l'origine entièrement recouverte d'or (qui ne reste qu'au niveau de sa main gauche). Cette période se traduit par l'essor du travail du bronze, aux dépens du cuivre.

Art des époques d'Ur III et de Simashki (musée du Louvre).
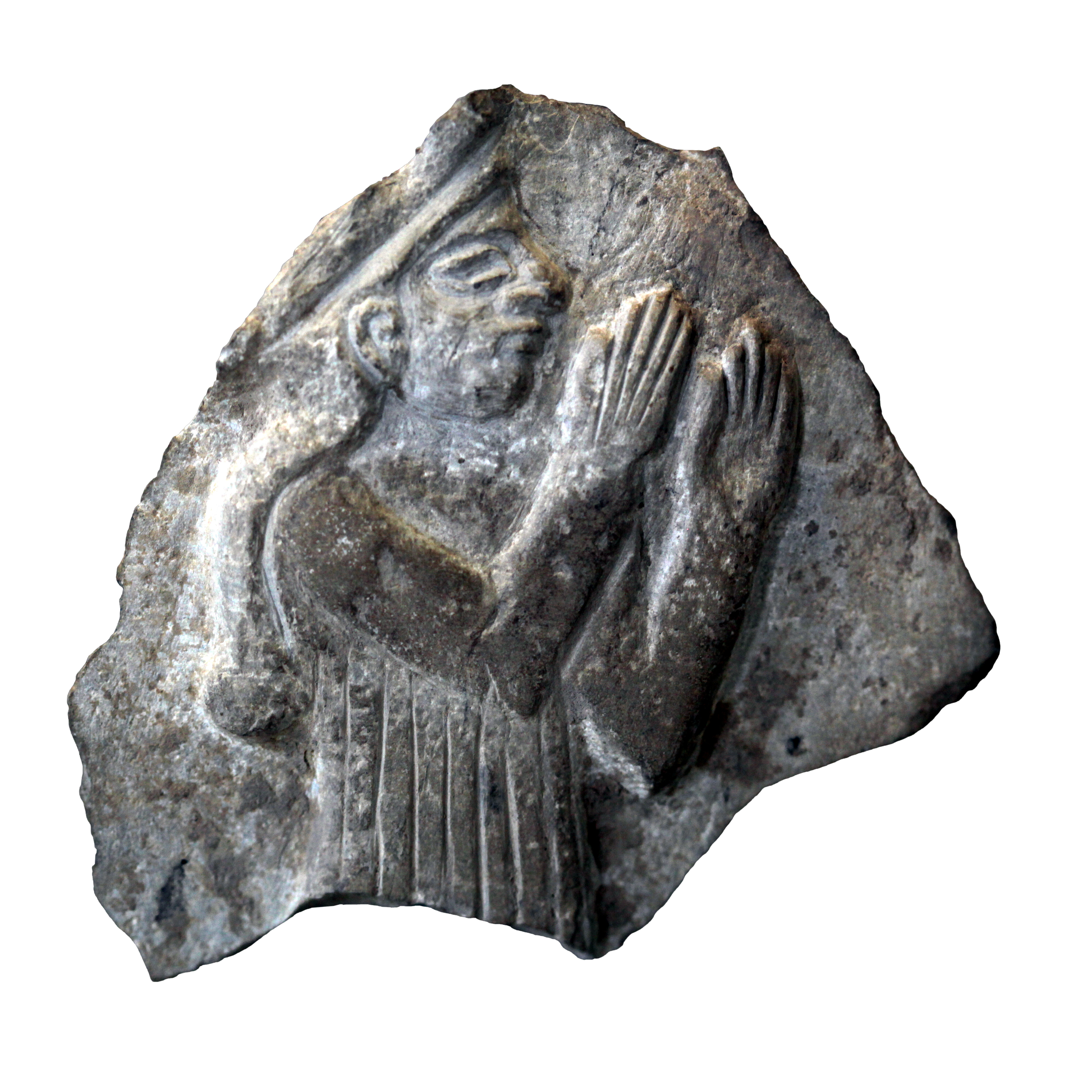
Fragment de bas-relief avec une déesse protectrice Lama.
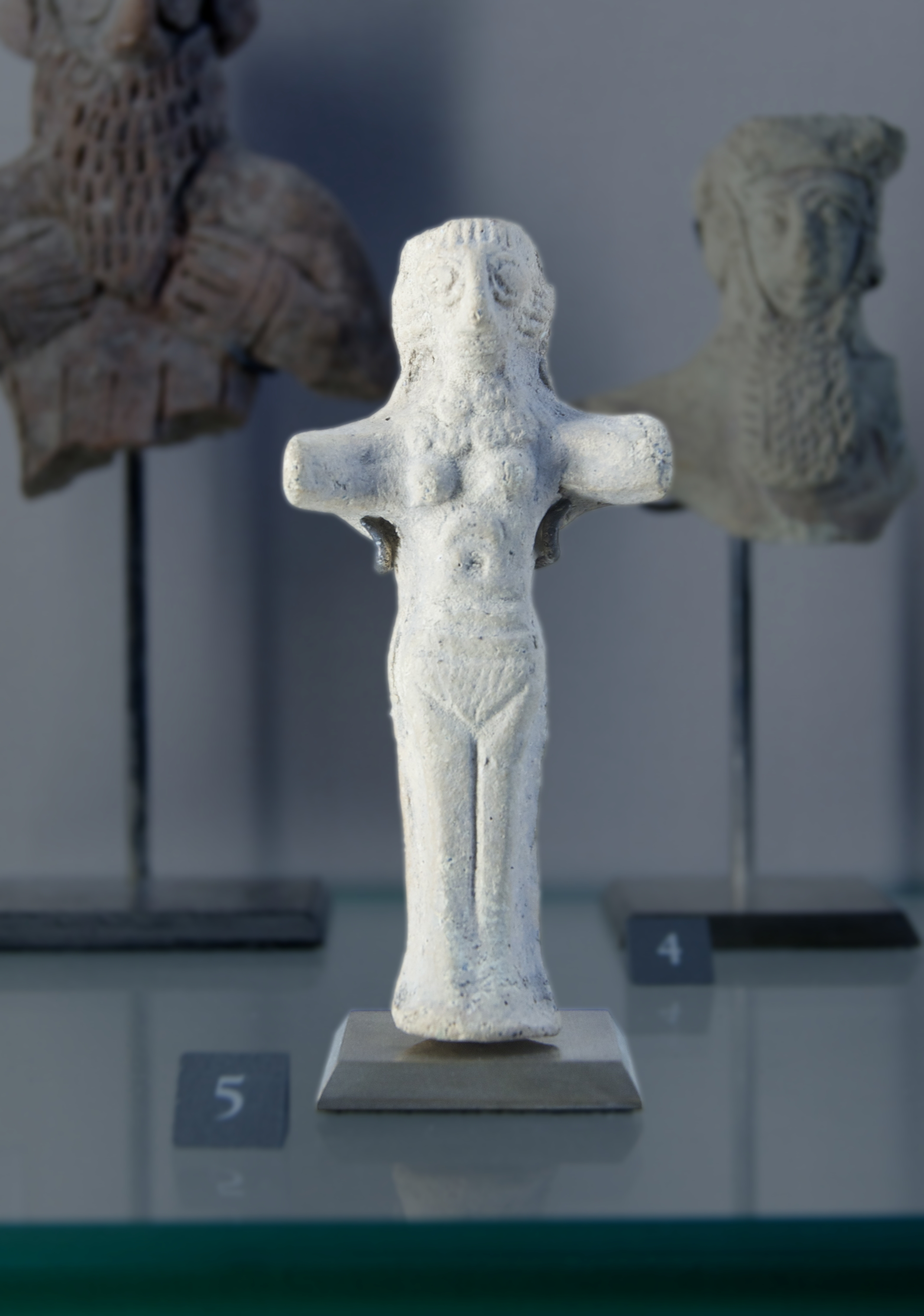
Figurine moulée d'une déesse nue.
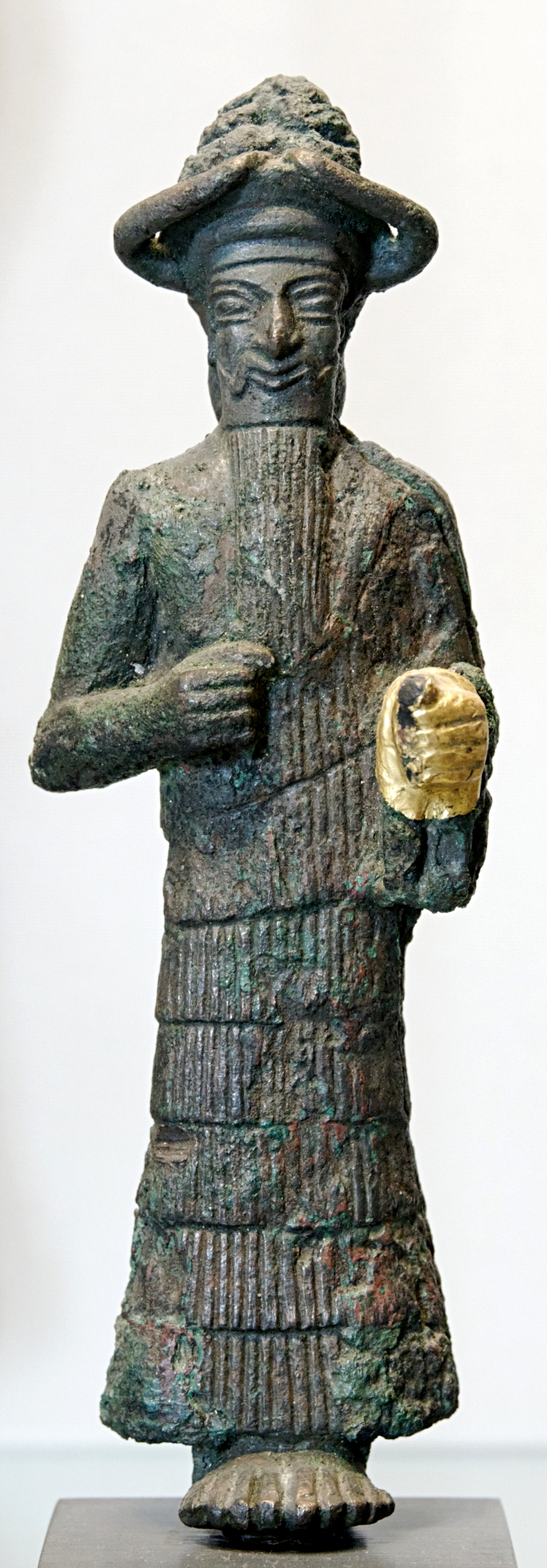
Statuette d'une divinité, en cuivre entièrement couvert d'or à l'origine.
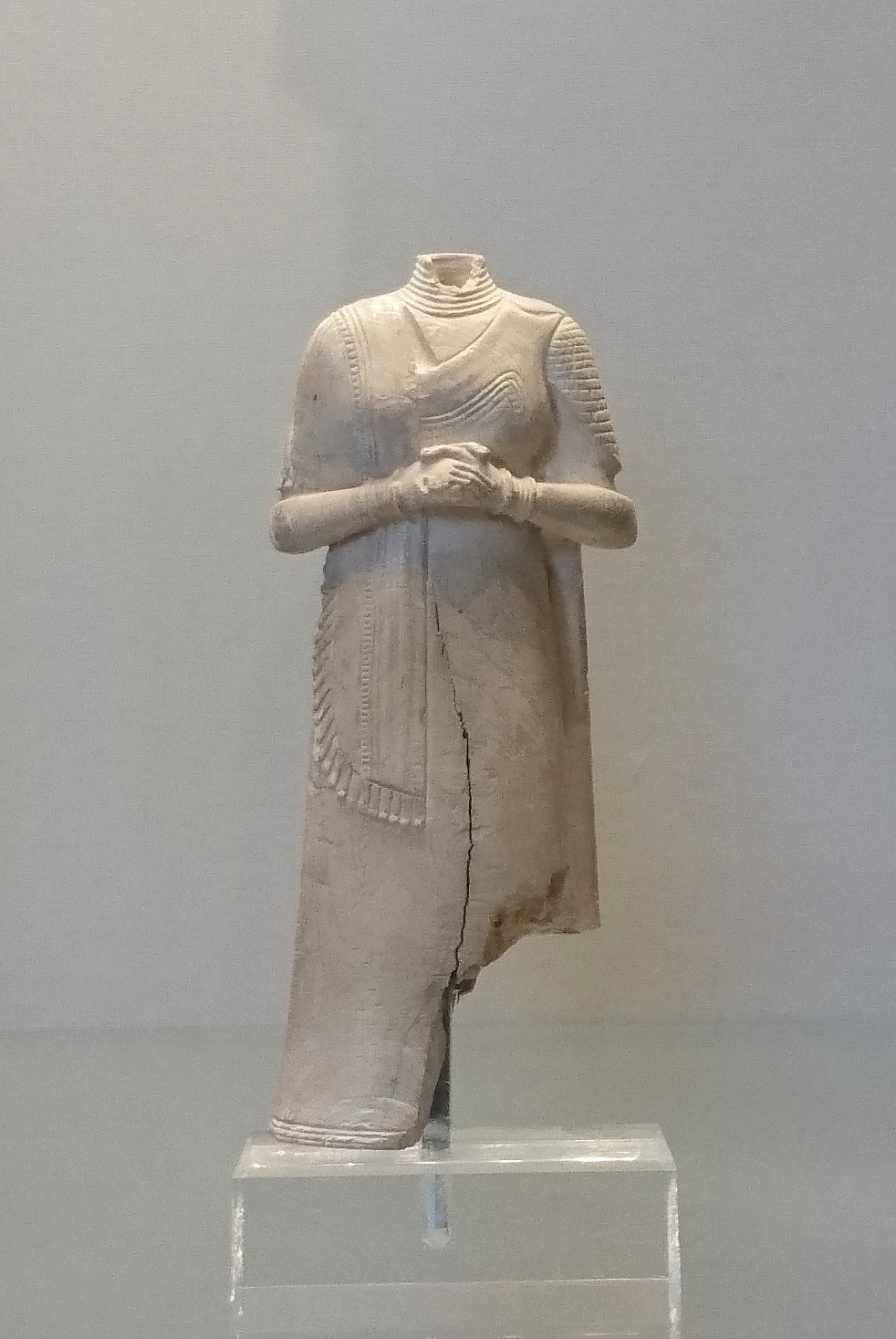
Statuette de femme[69].
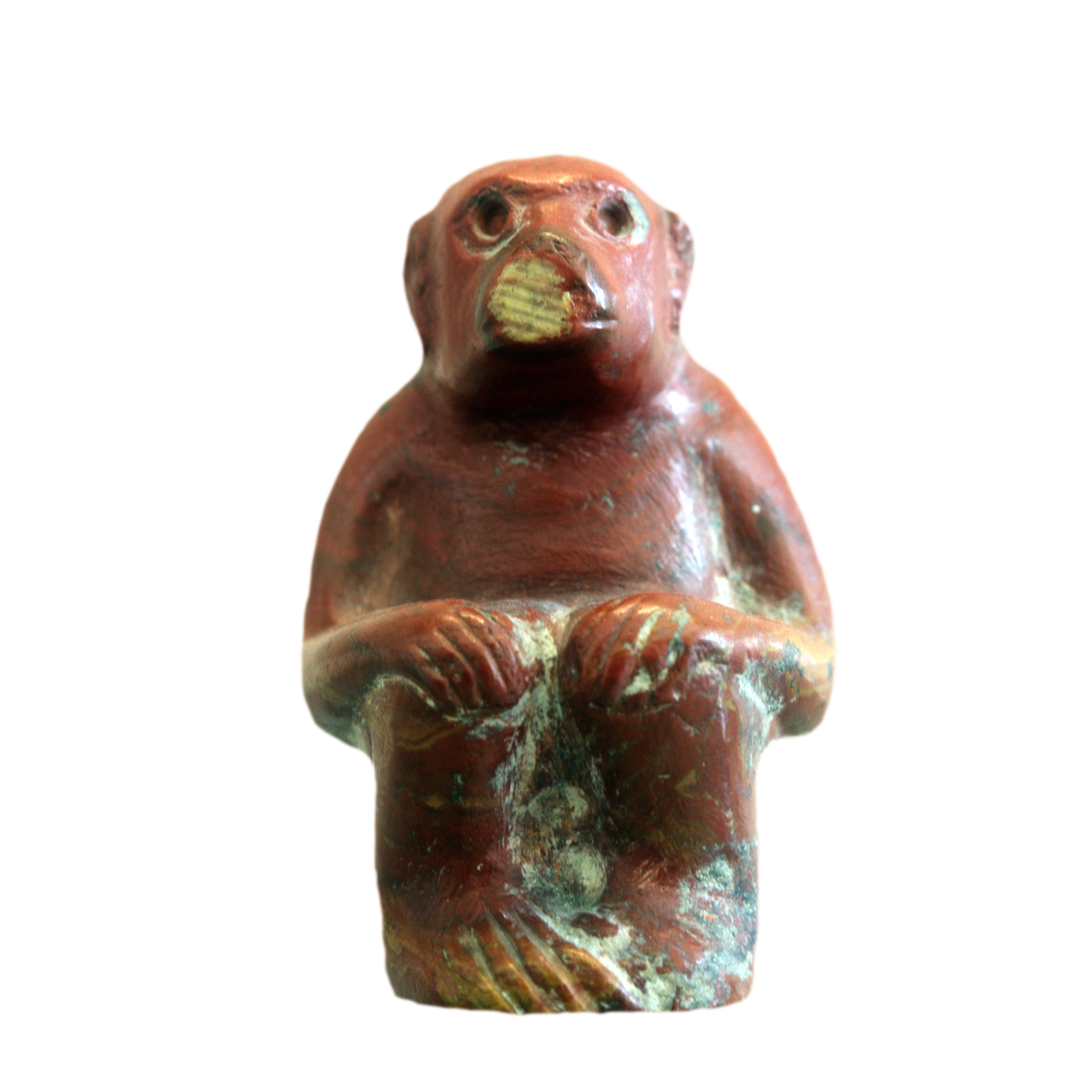
Statuette de singe en calcaire rouge[70].

#### L'essor de Suse sous lesSukkalmah
Vers 1900 av. J.-C., les souverains élamites prennent le titre de Sukkalmah (parfois traduit par « grand régent »), qui sert à désigner cette période et la dynastie régnante (bien qu'il ne soit pas sûr qu'elle soit différente de la précédente). On trouve par ailleurs d'autres titres portés par ces souverains ou d'autres hauts personnages, tel celui de « sukkal de Suse », dont la fonction exacte reste à éclaircir. Cette longue période dure environ 4 siècles, et est l'une des mieux documentées des phases élamites.
Suse connaît à partir du XVIIIe siècle un développement considérable, son étendue est estimée à 85 hectares, contre 46 pour la fin du IIIe millénaire. La campagne entourant la ville semble elle aussi connaître un développement démographique fort, et les textes de la période montrent la présence de plusieurs villages et bourgs aux alentours de la grande cité. Une partie de l'essor démographique de la région pourrait résulter de migrations, puisqu'il a été proposé que le fait que les textes de l'époque mentionnent essentiellement des gens portant des noms akkadiens soit dû à des mouvements de populations depuis la Basse Mésopotamie (notamment les provinces de Lagash et d'Umma) vers la Susiane. En tout cas, Suse est alors une place commerciale majeure dans les échanges à longue distance, impliquée dans les relations entre le plateau Iranien et la Mésopotamie, notamment pour le commerce de l’étain. Les rois élamites en tirent un grand profit politique dans leurs rapports avec leurs voisins, et l'Élam devient alors une des grandes puissances politiques du Moyen-Orient. Les textes et objets mis au jour sur le site indiquent que Suse entretient également des relations commerciales avec les pays de Dilmun (Bahreïn) et Magan (Oman), dans le Golfe, et jusqu'en Bactriane à l'est. Les sources de cette époque donnent donc l'image d'une capitale active, marquée par l'activité des souverains et des élites dirigeantes.
Les souverains élamites ont laissé plusieurs inscriptions témoignant de leur activité de bâtisseurs à Suse, même si une nouvelle fois ces travaux n'ont pas pu être constatés lors des fouilles. Le grand temple du dieu poliade Inshushinak fait l'objet de plusieurs travaux, et une autre inscription mentionne la construction d'un temple à Ishme-karab.

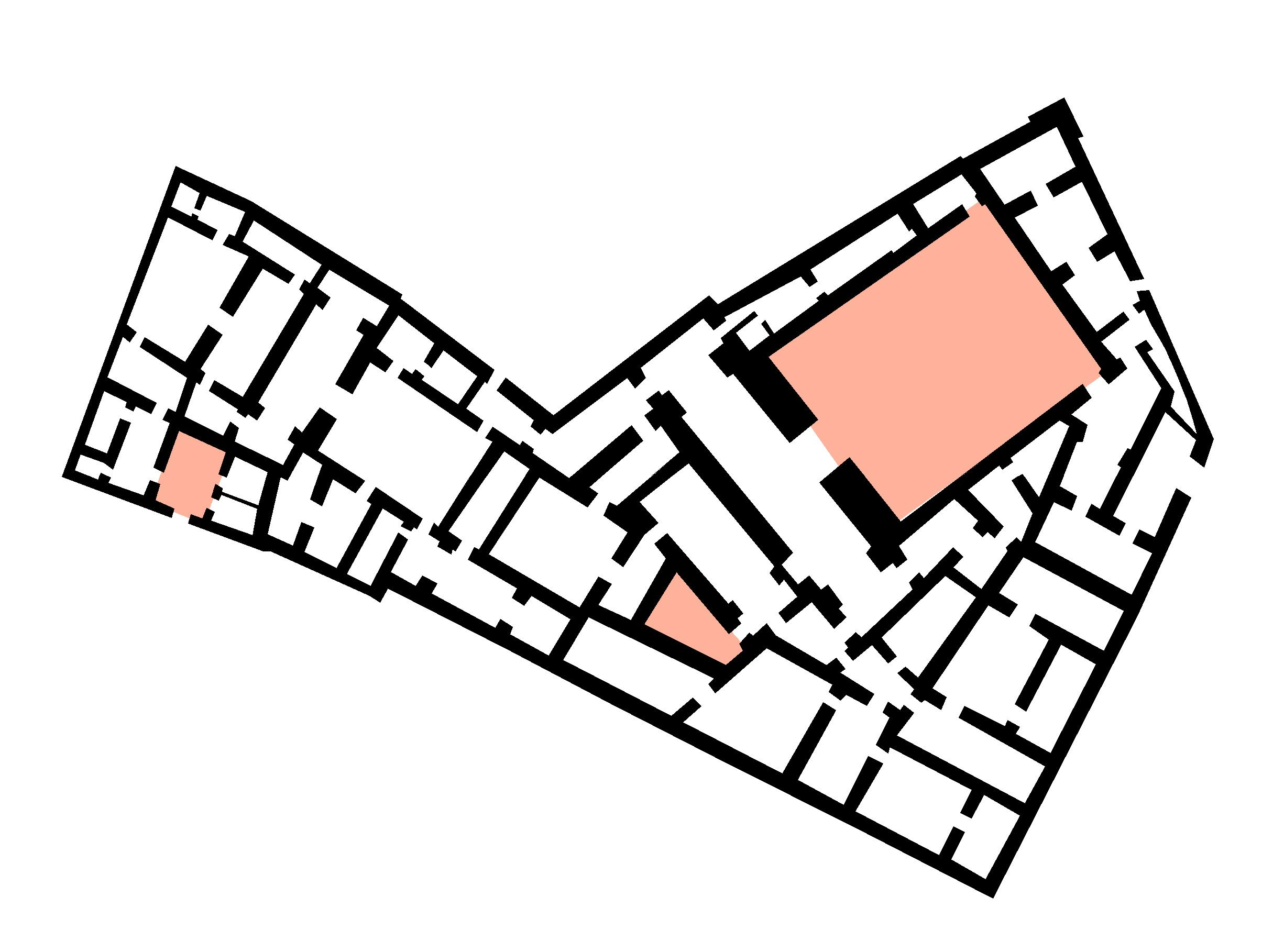
Plan de la grande résidence du niveau XIV du chantier A de la Ville Royale (« maison de Rabibi » ou « Complexe central »).

L'essor de Suse au début du IIe millénaire av. J.-C. se voit par ailleurs dans le développement de nouveaux quartiers d'habitations, connus grâce aux fouilles de R. Ghirshman, surtout dans la partie nord de la Ville royale, sur un espace d'un peu moins de un hectare, le « chantier A », et secondairement sur le « chantier B », plus petit et plus brièvement fouillé, dans la partie sud-ouest du même tell. Les niveaux XV à XI du chantier A (et le V du B) peuvent être attribués au regard des trouvailles épigraphiques à l'époque des Sukkalmah et au début de la suivante, permettant d'analyser l'évolution du quartier sur plusieurs siècles, et la diversité des activités qui s'y sont déroulées Cette zone de fouilles présente par ailleurs la spécificité d'être la seule connue de la Mésopotamie et de son voisinage immédiat à avoir été occupée continuellement durant les siècles du milieu du IIe millénaire av. J.-C., sur lesquels se concentrent les débats quant à la problématique de la datation absolue de l'histoire du Proche-Orient ancien, et donc sa durée d'occupation est débattue : si on suit la chronologie moyenne, la plus courante (et celle qui est suivie dans cet article), elle s'étale en gros de 1800 à 1400 av. J.-C. ; si on suit la chronologie basse, défendue notamment par des chercheurs ayant participé aux fouilles de ce chantier, elle s'étale de 1700 à 1400 av. J.-C.. Du point de vue de l'urbanisme, le réseau de rues de ce quartier s’organise autour de deux voies larges, en desservant d’autres qui sont plus petites, dont le tracé reste similaire sur la période, tandis que l'organisation interne des blocs de bâtiments, en général tassée, varie entre les périodes. Le quartier apparaît au niveau XV, et est alors organisé autour de plusieurs petites résidences, et d'un petit lieu de culte, où a été dégagé le saint des saints, une niche voutée disposant d'un autel bien conservé. Par la suite apparaissent des résidences plus cossues. Au niveau XIV, le quartier est réorganisé autour d'une riche résidence (la « maison de Rabibi », du nom d'un de ses occupants, ou « Complexe central »), organisée autour d'une grande cour dallée, donnant sur une longue pièce de réception rectangulaire voûtée, organisée en trois espaces par quatre pilastres disposés par paire face à face sur les côtés longs (la « salle à quatre saillants », disposition courante dans l'Iran et la Mésopotamie antiques, se retrouvant plus tard dans des salles du trône). Les tablettes qui y ont été mises au jour indiquent qu'un de ses propriétaires, un dénommé Temti-wartash, disposait de nombreuses terres et têtes de bétail, et qu'il se livrait à l'usure et au commerce international (une lettre indique qu'il a un débiteur à Dilmun). Aux niveaux XIII-XII, la grande résidence disparaît, elle est remplacée par des fours de potiers, puis un espace vacant voisiné par un « grand bâtiment central » de fonction non déterminée, peut-être un autre temple, ou bien un cabaret, en lien avec la prostitution (sacrée ?) si l'on en juge par le grand nombre de plaques de terre cuite érotiques retrouvées dans l'espace vacant (une « fosse » ?). La principale résidence du quartier est alors la « maison d'Attar-uktuh » (ou « Complexe est ») située plus à l'est, près de fortifications internes, et plusieurs fois remaniée ; y ont été identifiées des cours internes, une salle d'eau, une latrine, des cuisines, des magasins, des espaces destinés à l'apprentissage des scribes (voir plus bas), ainsi que des cheminées soigneusement exécutées, caractéristiques des résidences susiennes de l'époque. Les niveaux XII et XI voient l'apparition d'un autre bâtiment important, le « bâtiment T », de forme grossièrement carrée. Cette période marque la transition entre la dynastie des Sukkalmah et la suivante, celle des Kidinuides, comme l'indique une archive de cette période retrouvée dans une bâtisse située à l'est du chantier A.
La période des Sukkalmah a aussi livré plus de 1 400 tablettes cunéiformes, des documents administratifs, économiques et juridiques privés découverts au début du XXe siècle (notamment dans la Ville Royale par de Mecquenem) puis lors des fouilles dans les années 1960 des chantiers A et B de la Ville Royale, et des centaines de textes relatant les activités de familles de riches propriétaires susiens de cette époque (notamment les résidents des grandes maisons fouillées), ainsi que les pratiques juridiques de la Susiane ancienne (une partie des archives provient peut-être du bureau du teppir, personnage qui dirige l'administration judiciaire susienne). Ces textes sont écrits en majorité en akkadien, et les noms de personnes sont en général en akkadien. Leurs sujets sont divers : on trouve des testaments, des actes de mariage, de divorce, d'adoption, de vente, de prêt, des donations, des comptes-rendus de procès. Les serments sont souvent placés sous les auspices des dieux, avant tout Inshushinak, ou bien sous l'égide du souverain. Divers termes inconnus rendent parfois très difficile la compréhension des particularités juridiques de ces documents. La justice est tantôt présentée comme émanant des dieux ou des souverains, selon les textes. On saisit mal cette imbrication entre les deux, qui est une originalité du droit susien. Les pénalités en cas de non-respect d’un contrat sont diverses : amendes, main ou langue coupées, mort, ordalie dans une rivière. Bien que la société soit patriarcale, on a noté dans ces textes que les femmes avaient une situation meilleure que celles de la Mésopotamie : elles peuvent témoigner, ester en justice, héritent à parts égales avec leurs frères, et dans certains cas sont désignées comme héritières principales devant leurs frères par leur père, ou par leur mari, charge à elle de reprendre le culte des ancêtres familiaux (fonction masculine normalement). Du point de vue économique, les principaux acteurs paraissent être la famille royale et les temples, ainsi que des grandes familles liées au pouvoir. Certaines possèdent de grands domaines ruraux, mais également des biens-fonds urbains, et font des prêts, souvent assortis de gages, qui portent sur des terres ou du bétail, mais jamais sur des personnes, à la différence de la Mésopotamie contemporaine.
Des lieux d'apprentissage se trouvaient également dans ce quartier, comme indiqué par la trouvaille de nombreuses tablettes scolaires dans ces niveaux, qui ont permis de constater que les jeunes scribes susiens étaient formés suivant un cursus similaire à celui de la Mésopotamie contemporaine (comme observé à Ur et Nippur), pour apprendre l'akkadien et le sumérien, et non pas l'élamite. On a également retrouvé des tablettes montrant des activités de divination, de magie et des textes littéraires, des tablettes mathématiques, une liste dynastique des rois d'Awan et de Simashki, ce qui indique la présence d'activités intellectuelles variées, à l'image de ce qui s'observe dans les grandes villes mésopotamiennes contemporaines.

Tablettes de l'époque des Sukkalmah.
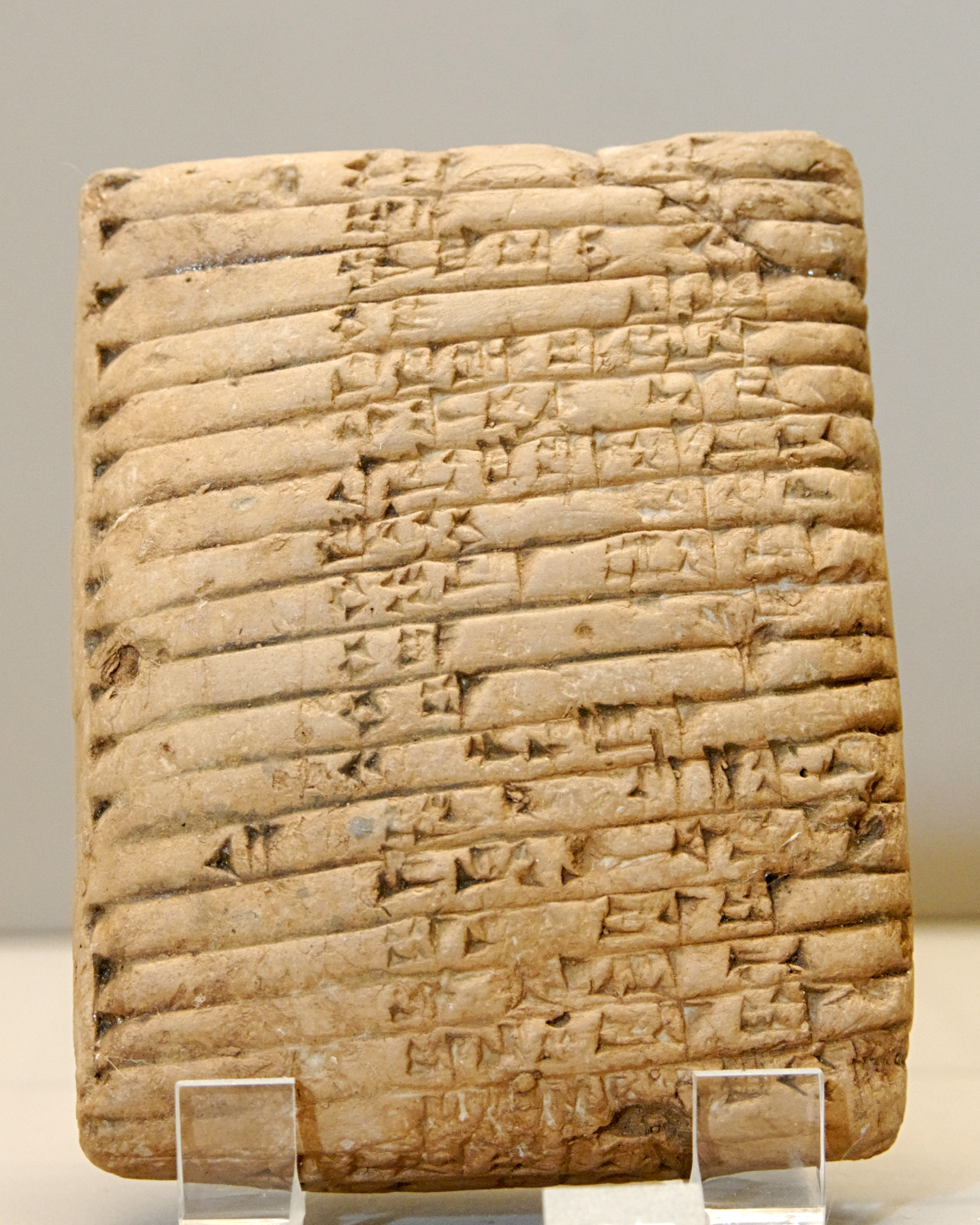
Liste dynastique de rois d'Awan et de Simashki, rédigée vers 1800-1600 av. J.-C., musée du Louvre.
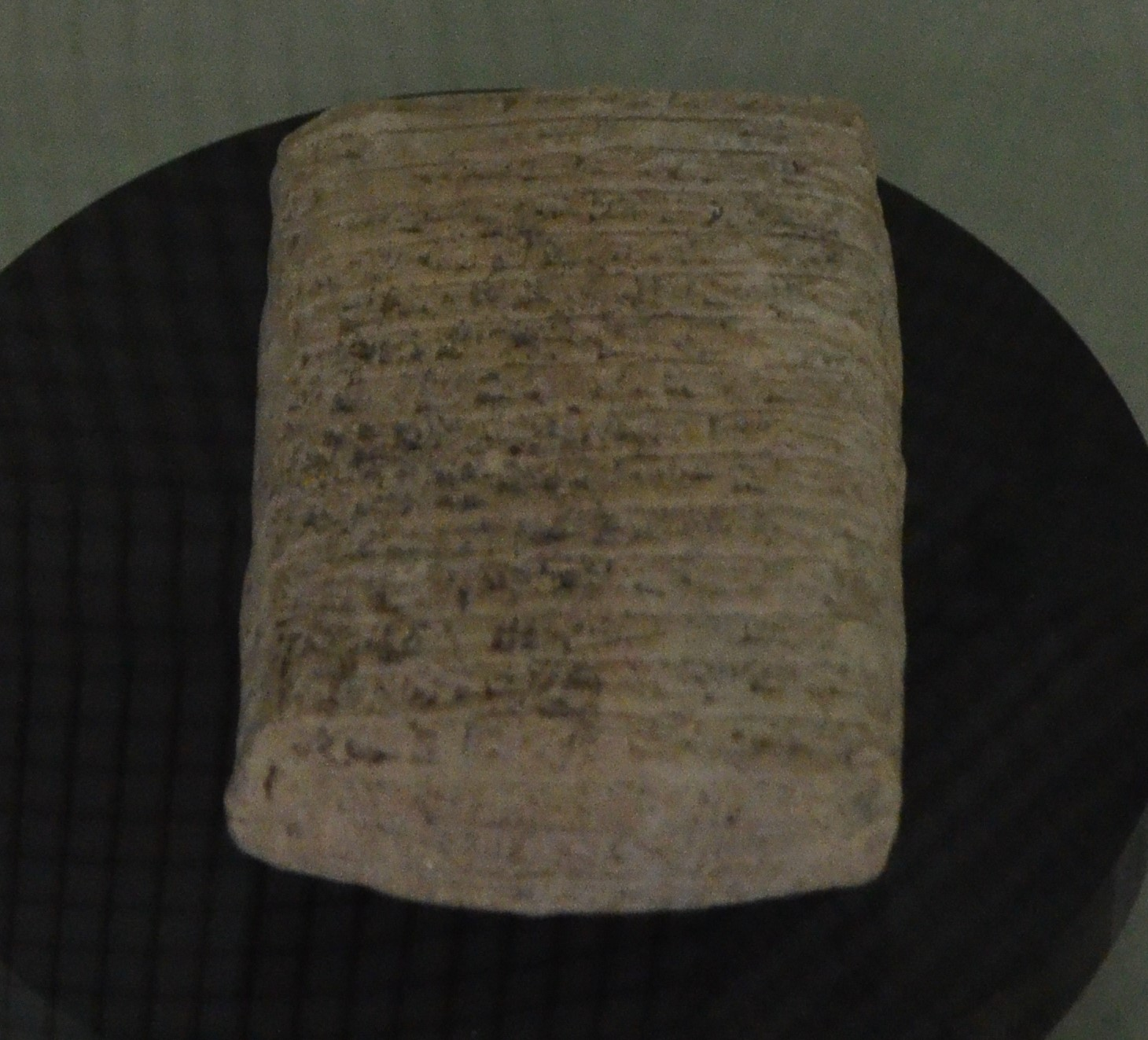
Tablette économique datée de Temti-Agun, Sukkal de Suse, v. 1700 av. J.-C., musée national d'Iran.
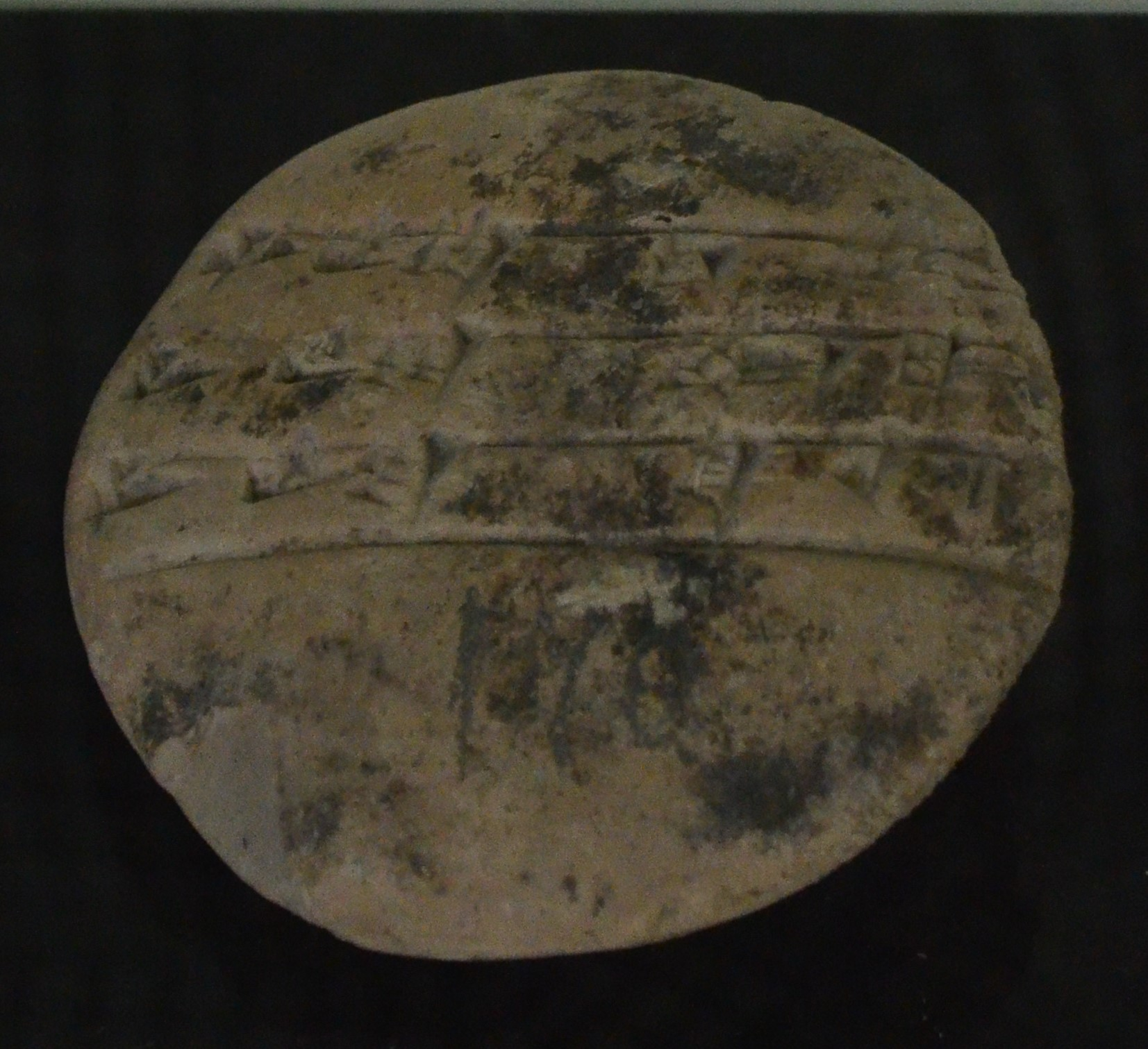
Tablette scolaire lenticulaire, servant à l'apprentissage de base des signes cunéiformes, musée national d'Iran.
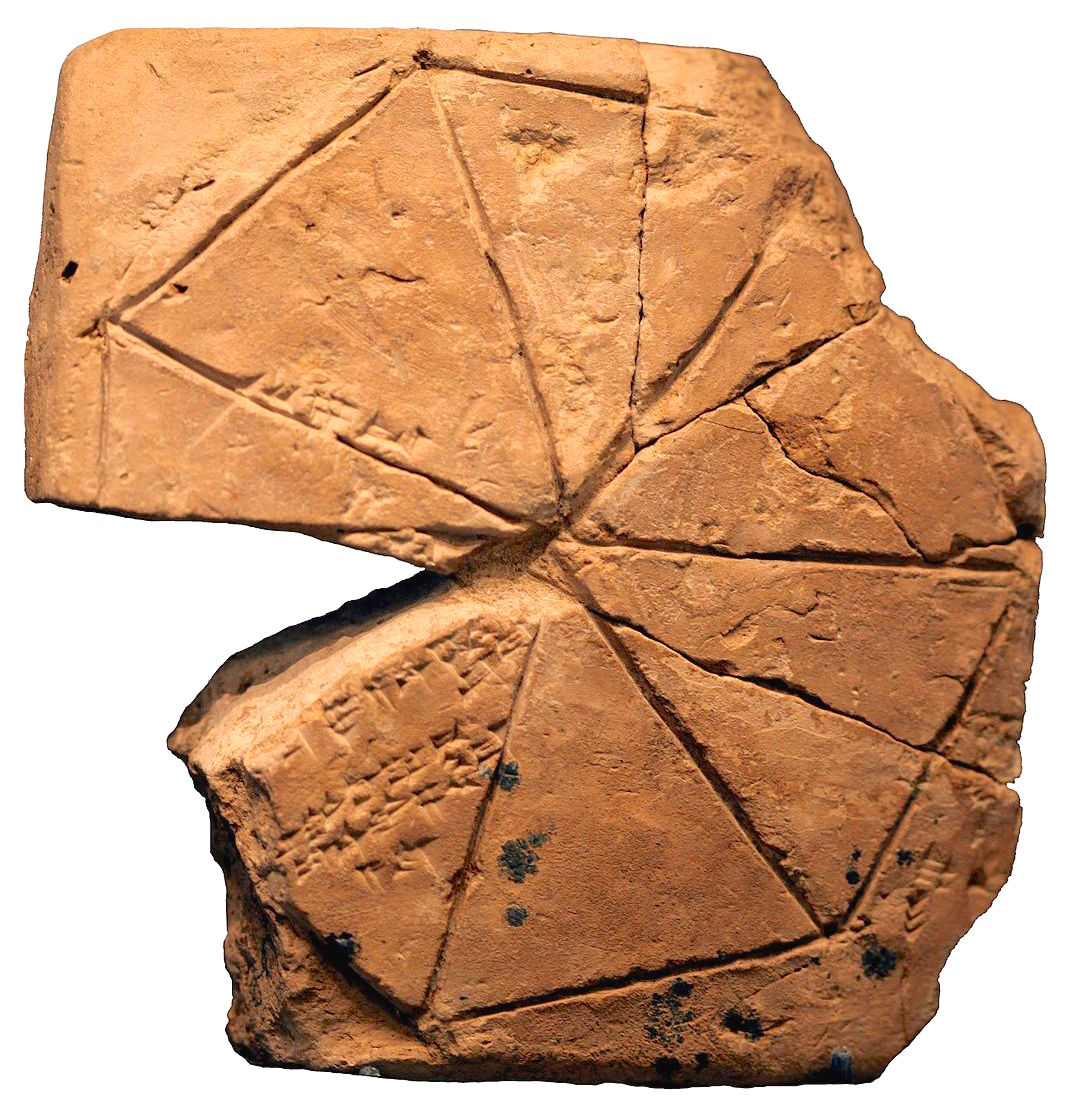
Tablette de problèmes mathématiques avec figures géométriques, musée du Louvre.

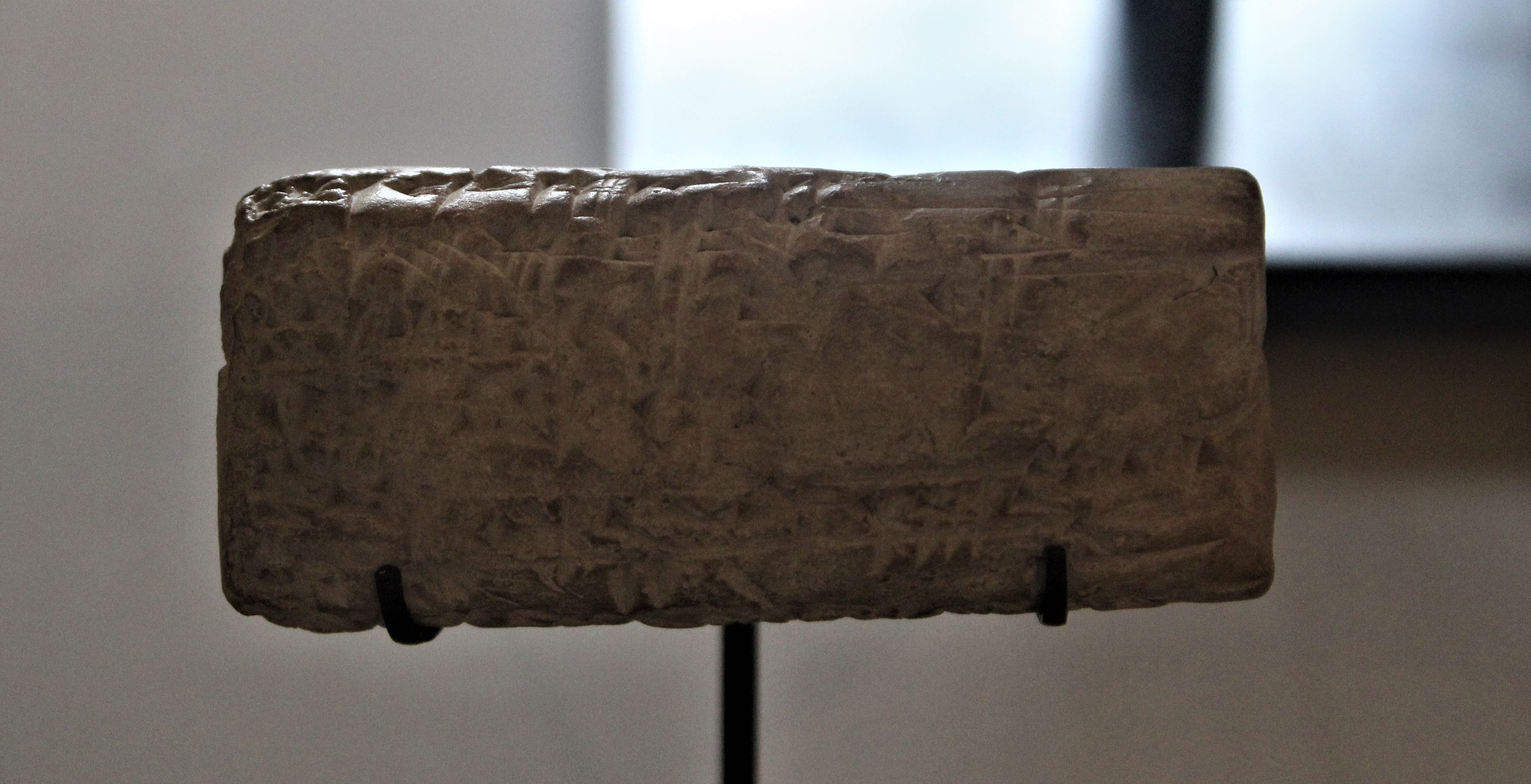
Une des « tablettes funéraires » de Suse. Musée du Louvre.

Les pratiques funéraires de Suse à la période des Sukkalmah sont bien connues par les fouilles de la Ville Royale. Les morts pouvaient être enterrés sous les résidences ou leurs cours, ou bien dans des caveaux collectifs voûtés en briques ou encore individuellement dans des jarres, ou sous des sortes de baignoires en terre cuite retournées comme une cloche, ou enfin dans de simples fosses. Les résidences les plus cossues n'ont pas livré de sépultures, ce qui indique que leurs occupants devaient se faire enterrer ailleurs, peut-être dans des nécropoles. On note aussi une particularité qui semble d'origine élamite, se développant à cette période et attestée jusqu'au début de la suivante, qui consiste dans certaines tombes (peu nombreuses) à enterrer des têtes de terre peintes avec les morts, sans doute une effigie les représentant. Ce phénomène peut toutefois être rattaché à des pratiques funéraires assez similaires connues dans le Kerman au IIIe millénaire (notamment à Shahdad). Un groupe de sept textes à finalité funéraire peut-être daté de la fin de cette période, ou de la suivante. Leur sens exact est débattu, mais il se pourrait que certains fassent référence à une croyance en un jugement après la mort, conduit par le dieu Inshushinak et ses acolytes,.
Parmi les productions artistiques de cette période, les figurines et plaques en terre cuite moulées connaissent un essor. Le thème le plus représenté est celui des femmes nues. On a distingué dans ce groupe des femmes plus fines, avec leurs mains jointes sous les seins, parées de bijoux et parfois d'un baudrier, et d'autre part des femmes plus charnues, soutenant leurs seins de leurs mains. Selon les conclusions de R. Ghirshman et A. Spycket le premier groupe serait plus populaire sous les Sukkalmah, et le second prendrait son essor vers la fin de la période, et serait plus populaire à l'époque suivante, mais cela a été contesté. On trouve par ailleurs des plaquettes en forme de lit, sur lequel est allongée une femme, et des figurines de musiciens, qui sont vêtus. Cet art est difficile à analyser : il s'agit manifestement d'une forme « populaire », peut-être associée à des rituels domestiques. La glyptique de cette période est inspirée de celle de la Mésopotamie, avec des scènes de présentation d'un orant devant une divinité. Apparaît aussi la figure du « dieu au serpent », divinité trônant sur un serpent, spécifique à l'Élam (il figure par ailleurs dans le relief rupestre paléo-élamite de Kurangun), dont l'identité n'est pas déterminée : il pourrait s'agir d'Inshushinak, ou bien du grand dieu du haut-pays élamite, Napirisha.

Art de l'époque des Sukkalmah.
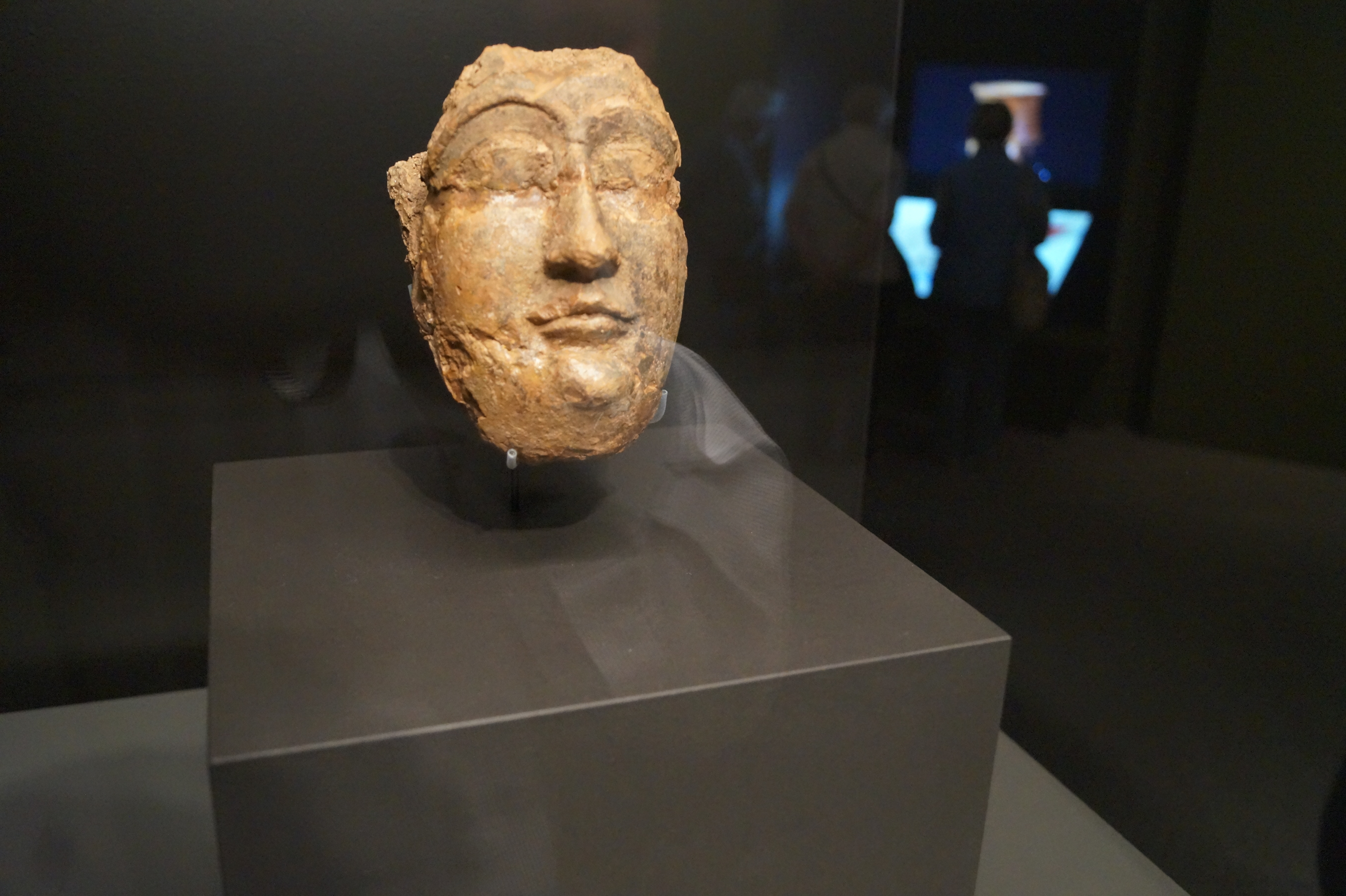
Portrait funéraire en terre cuite du XVIIIe siècle av. J.-C.
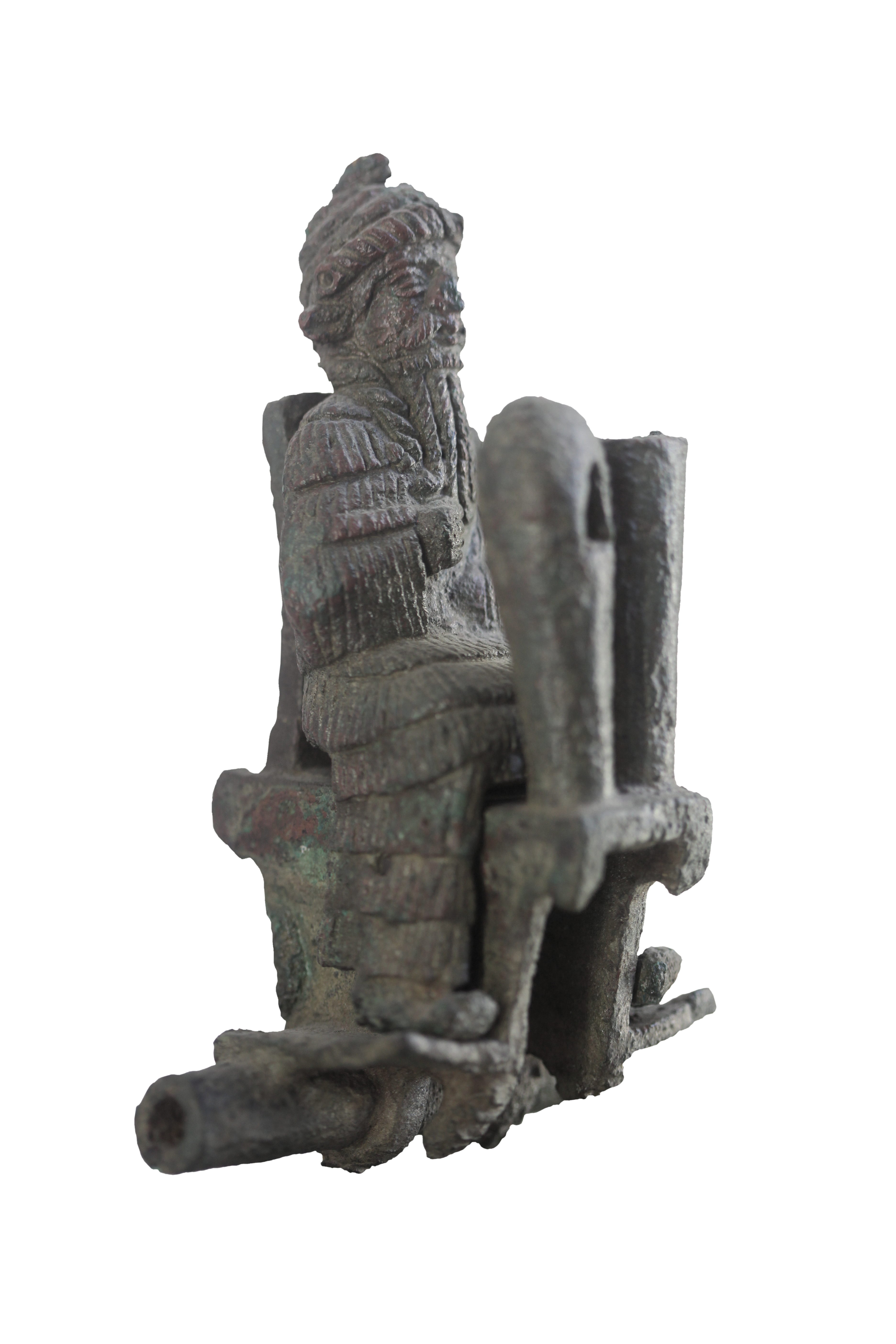
Dieu monté sur un char, tête coiffée d'un serpent. Fin de l'époque des Sukkalmah (v. XVIe – XVe siècle av. J.-C.). Musée du Louvre.
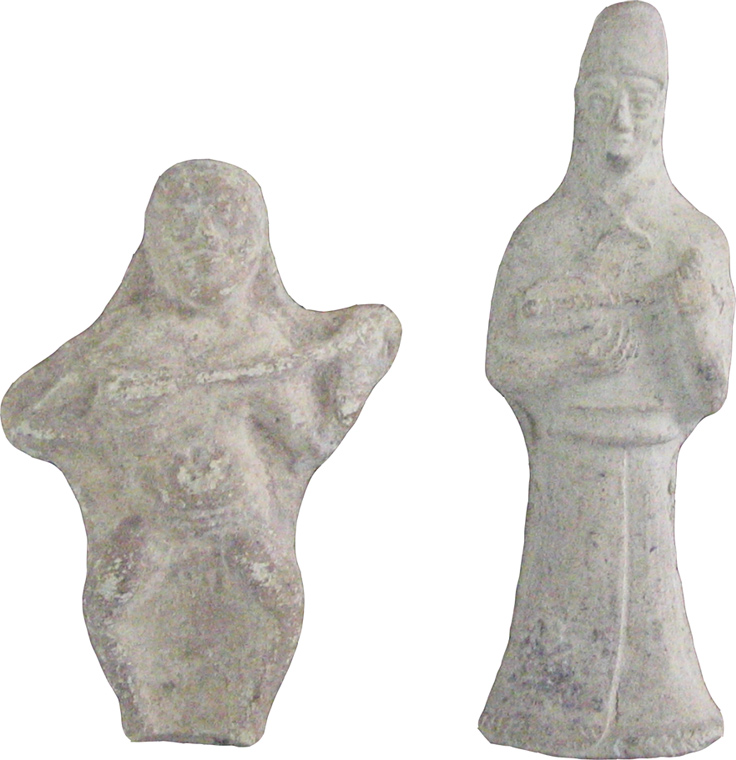
Figurines en terre cuite de musiciens, musée national d'Iran.
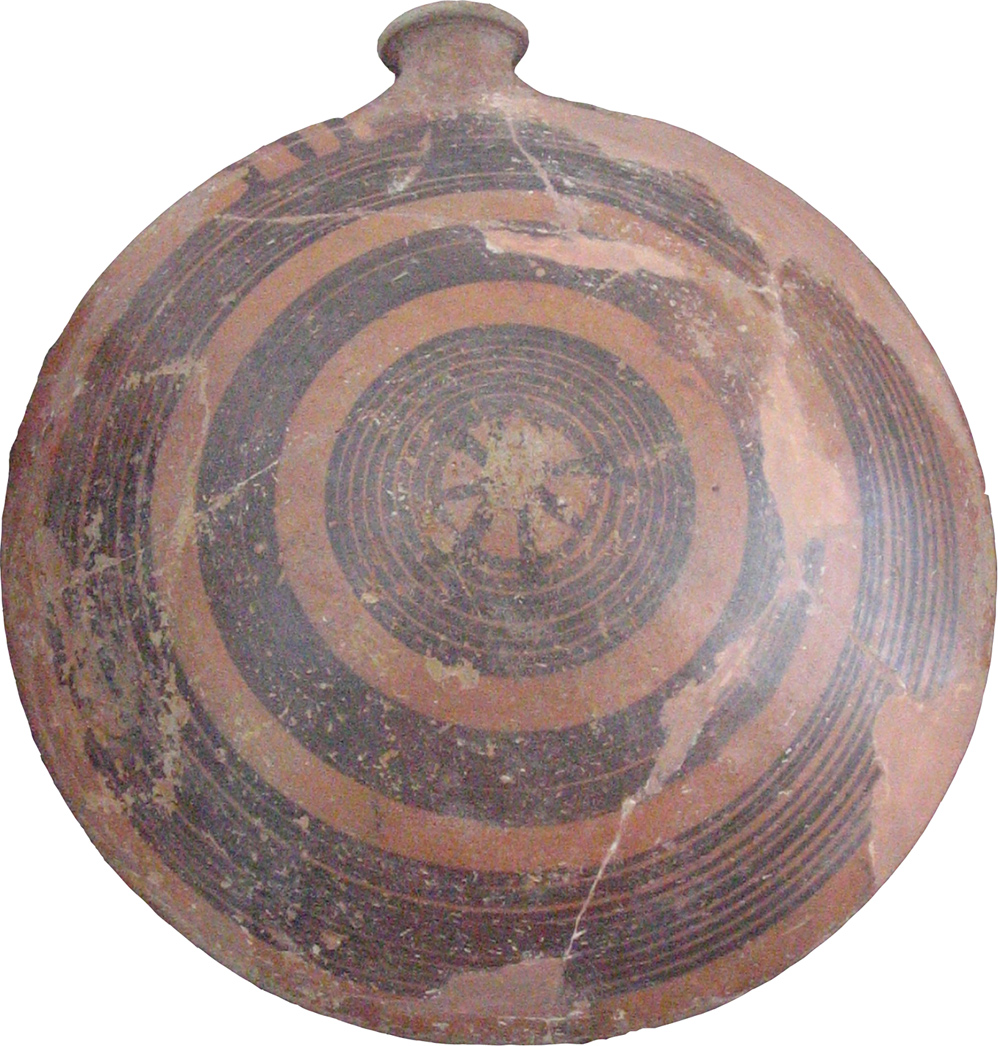
Flasque en céramique peinte, musée national d'Iran.

Glyptique de l'époque des Sukkalmah. Musée du Louvre.
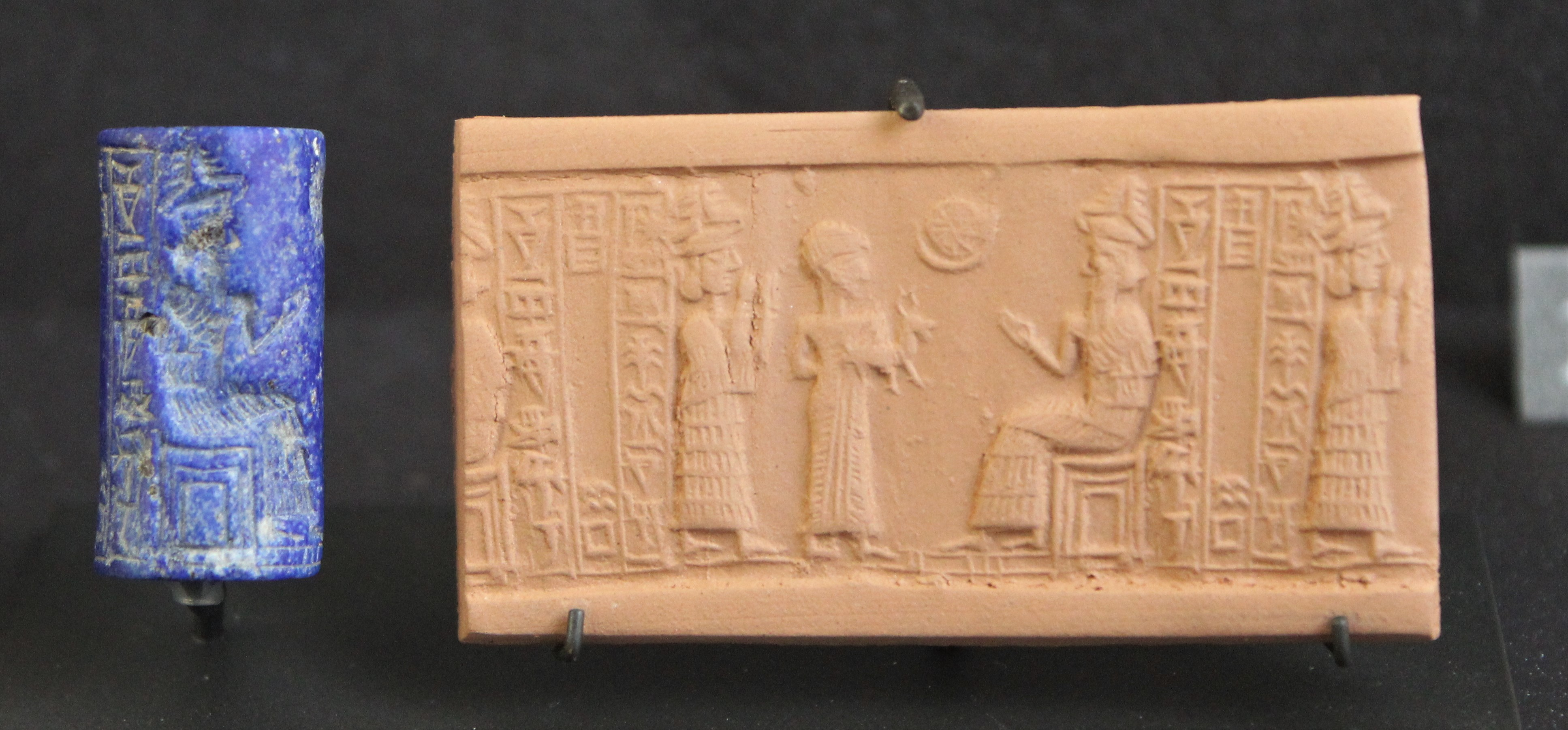
Sceau-cylindre en lapis-lazuli avec scène de présentation, règne de Kuk-Kirmash (XXe siècle av. J.-C.)
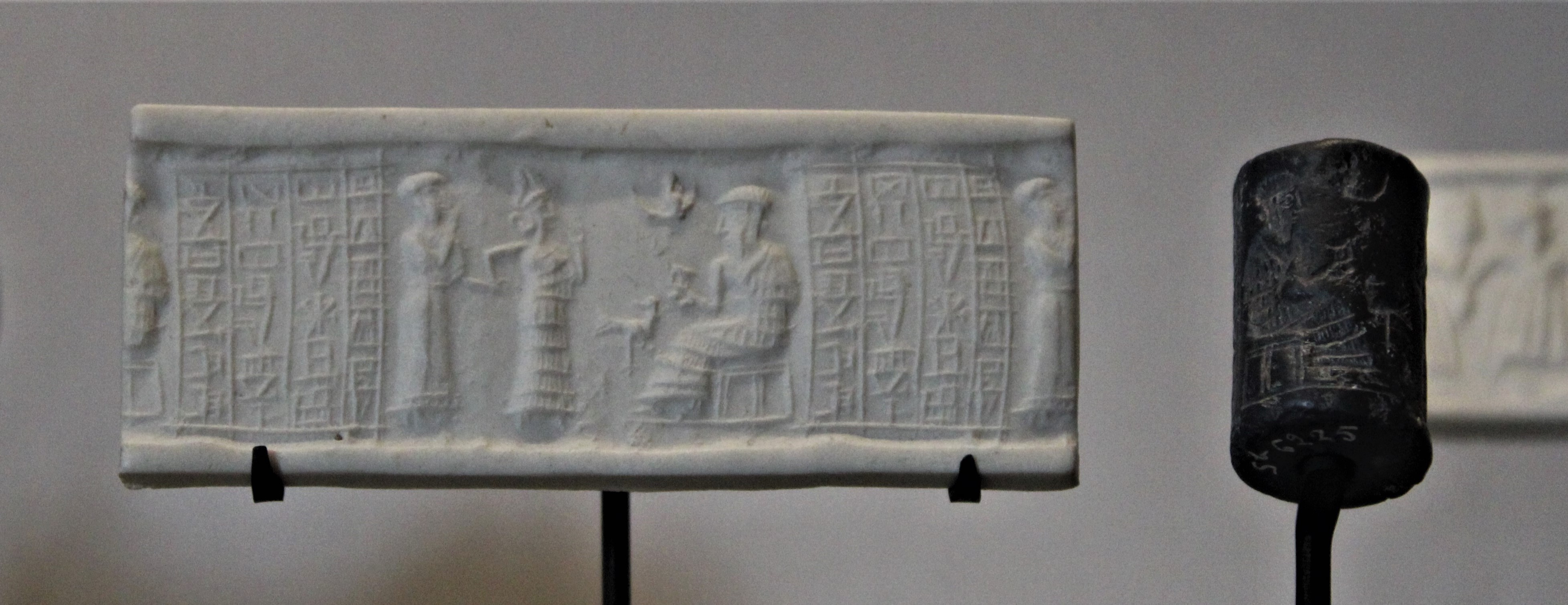
Sceau-cylindre en hématite avec scène de présentation, règne d'Ebarat (v. 1900 av. J.-.C).
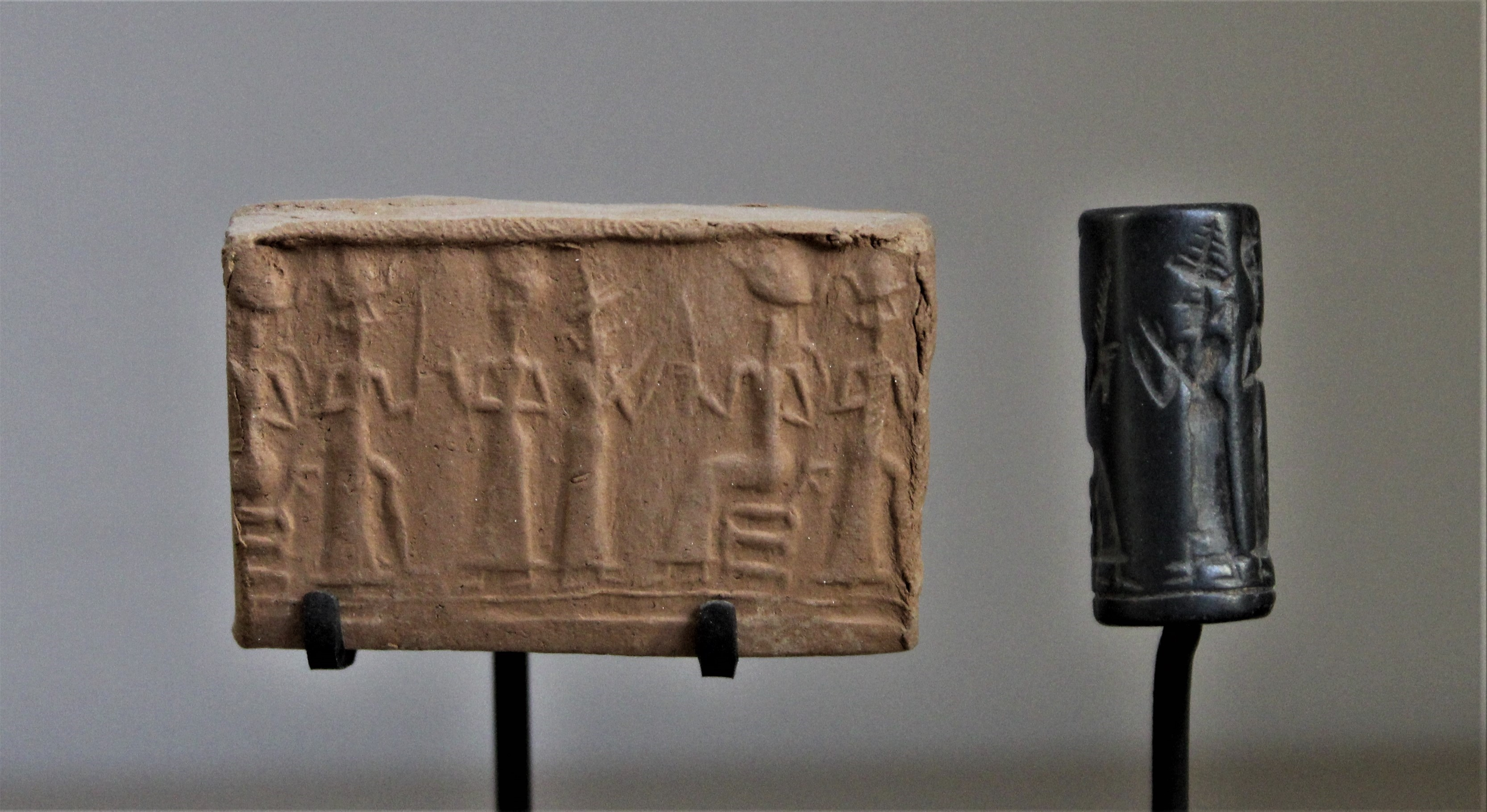
Sceau-cylindre en hématite avec scène de culte au dieu-soleil.
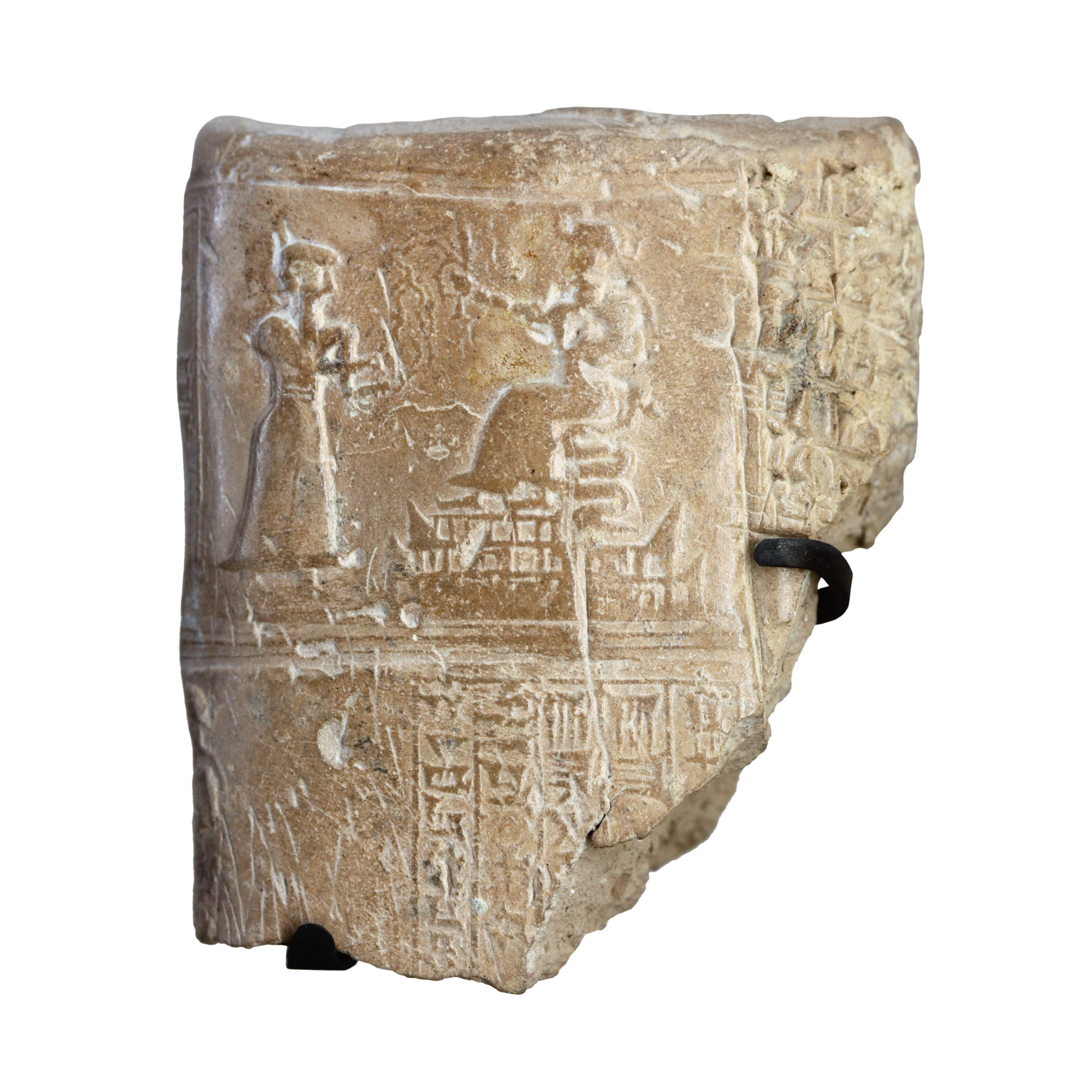
Tablette juridique fragmentaire, avec l'impression du sceau-cylindre du sukkalmah Tan-Uli (XVIIe siècle av. J.-C.). Scène de présentation devant le « dieu au serpent ».

### La période médio-élamite
La période médio-élamite constitue l'apogée de l'Élam. Après la dynastie dite des Kidunuides (XVe siècle), c'est celle des Igehalkides qui prend le relais (XIVe – XIIIe siècles), dominée par la figure du roi Untash-Napirisha, un des plus grands bâtisseurs de l'histoire élamite. Anshan reste privilégiée par le pouvoir royal, et d'autres villes importantes mais éphémères apparaissent en Susiane : Kabnak (Haft-Tappeh) sous les Kidinuides et Dur-Untash (Chogha Zanbil) fondée par Untash-Napirisha. On sait néanmoins, par les inscriptions de fondations de ce dernier retrouvées à Suse, qu'il y construisit, restaura ou décora avec des statues, au moins une dizaine d'édifices religieux. Cette période semble voir une « élamitisation » de la Susiane, initiée par le pouvoir royal, qui implante en Susiane le culte de divinités originaires d'autres pays élamites, comme le grand dieu Napirisha, et les inscriptions royales sont désormais rédigées en élamite et non plus en akkadien.
Plusieurs œuvres d'art du règne d'Untash-Napirisha ont été mises au jour dans le secteur de l'Acropole, dont la statue en bronze grandeur nature de son épouse, la reine Napir-asu, retrouvée dans le temple de Ninhursag, qui est, en dépit de son état fragmentaire, une des plus remarquables œuvres que nous ait laissé l'art élamite, à côté d'autres fragments de statues et de stèles.

Œuvres d'art du règne d'Untash-Napirisha et d'époque Igehalkide provenant de Suse (musée du Louvre).
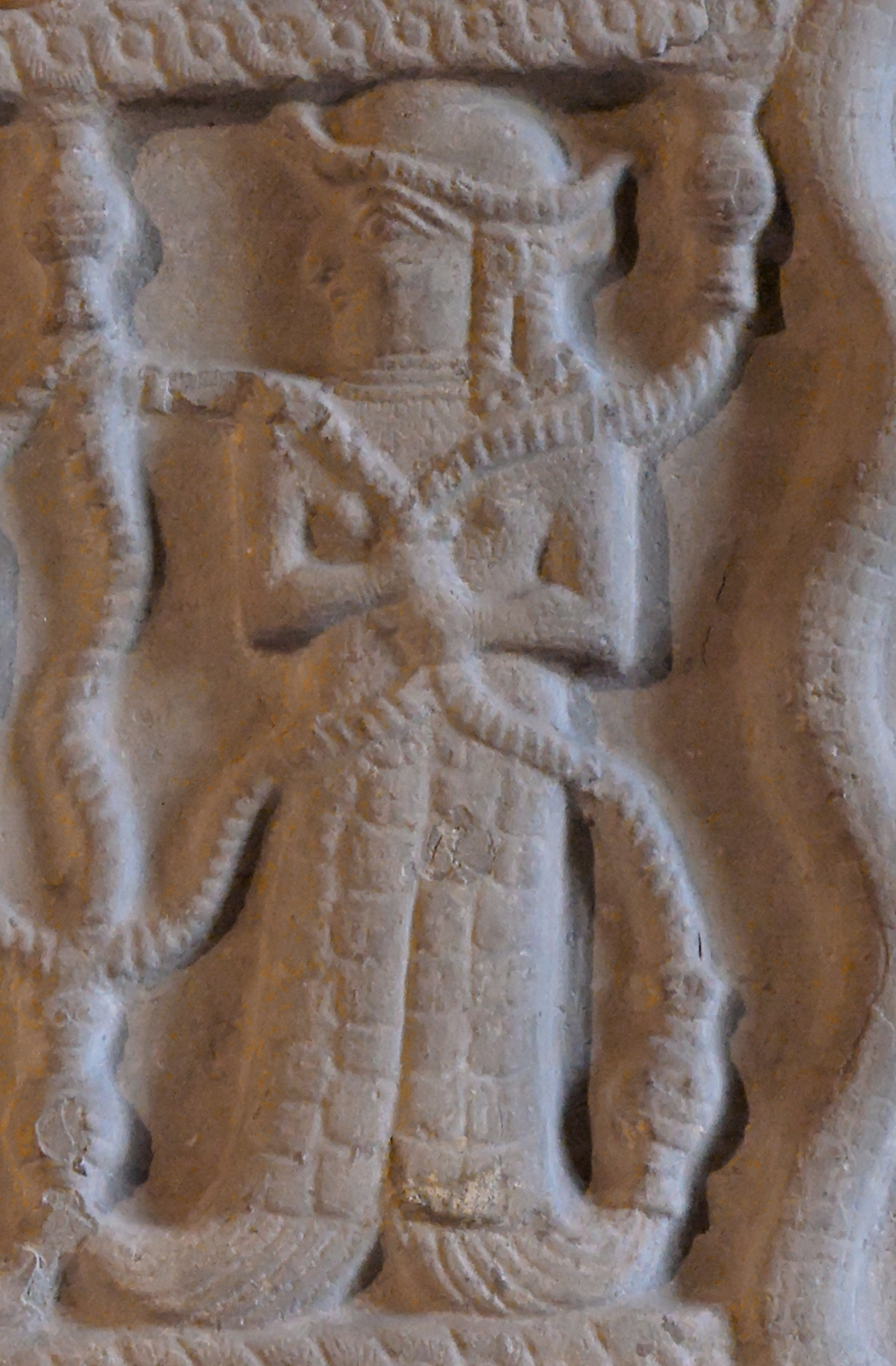
Stèle d'Untash-Napirisha, grès, vers 1340–1300 av. J.-C.
Statue en bronze de la reine Napir-asu.
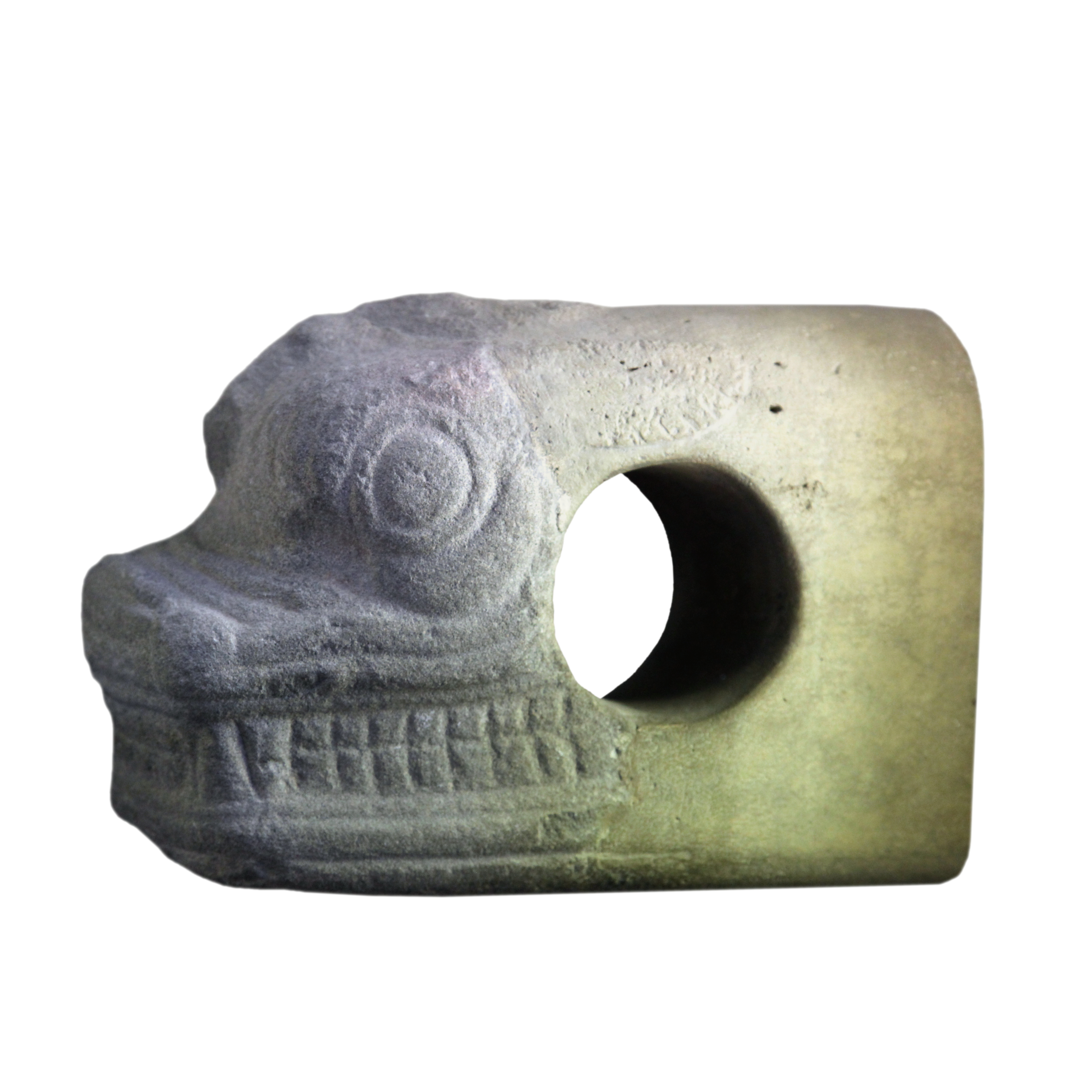
Gâche de porte en grès en forme de serpent, XIVe siècle av. J.-C.

Le chantier A de la Ville Royale reste peuplé au début de la période médio-élamite (niveaux XII et XI, sans doute sous la dynastie des Kidinuides), puisqu'on continue à y trouver des résidences cossues, dont la « maison d'Attar-uktuh » remaniée, et le « bâtiment T », qui a livré des figurines en terre cuite. Pour les périodes suivantes (niveaux X et IX) la situation est moins claire : les niveaux contiendraient surtout des sépultures, dont certaines de période néo-élamite, et peu de constructions. Certaines sépultures de ces niveaux ont livré des effigies funéraires similaires à celles des niveaux précédents, mais plus finement exécutées (avec notamment une peinture polychrome). D'autres, de la même époque, avaient auparavant été mises au jour par de Mecquenem, et sont également connues sur le site voisin de Haft-Tappeh. La pratique pourrait s'être poursuivie jusqu'à la fin de la période médio-élamite.
L'art de la terre cuite continue d'être très répandu, dans la droite ligne de la période précédente. Les figurines de femmes nues, mains jointes sous la poitrine ou bien se soutenant les seins, sont toujours les plus populaires. Les représentations de couples enlacés sur un lit se développent, et les figurines de musiciens évoluent vers la représentation de personnages nus, aux traits plus grotesques. On trouve par ailleurs des représentations de mères portant un enfant,.

Terres cuites d'époque médio-élamite (musée du Louvre).
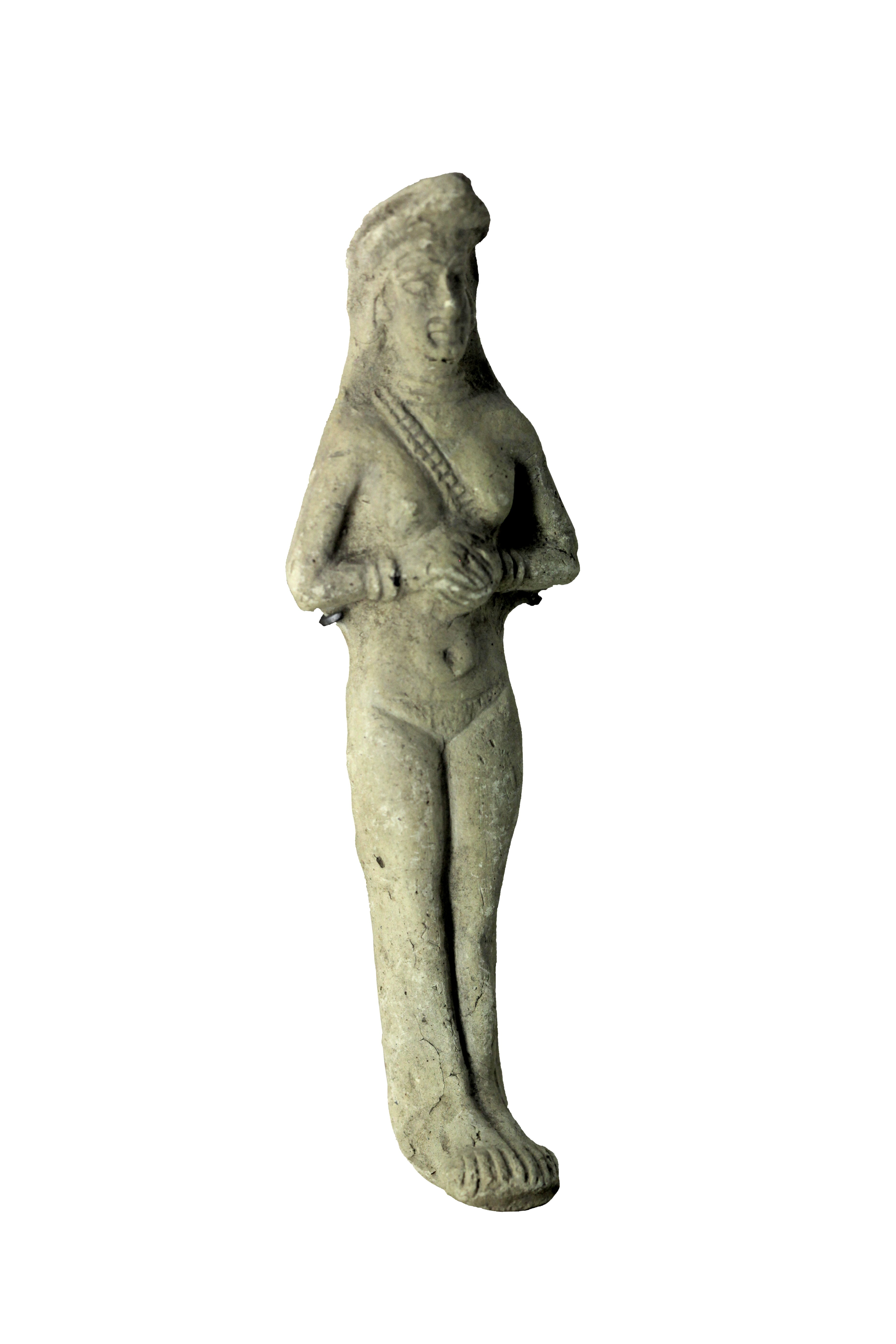
Femme nue portant un baudrier, mains jointes.
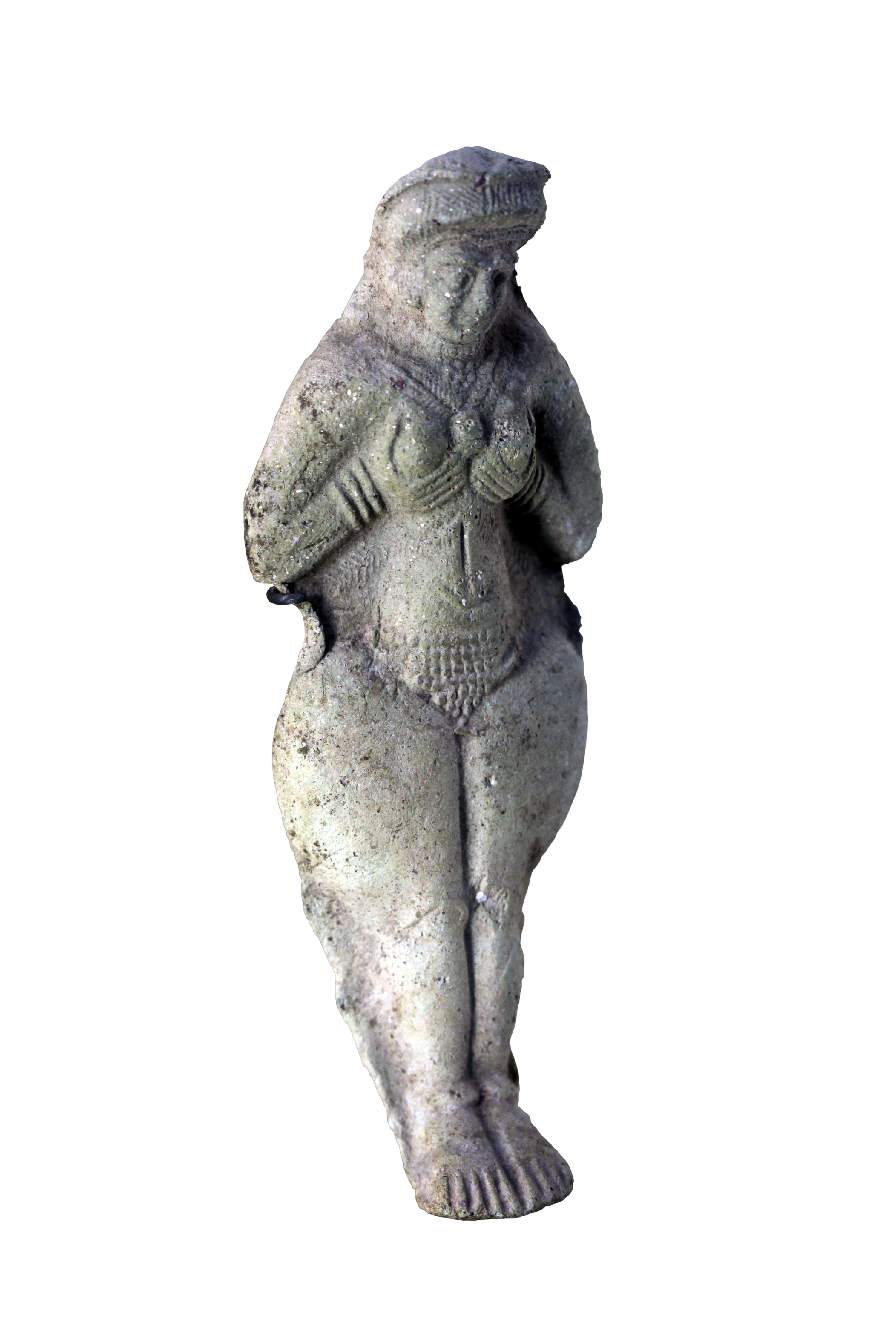
Femme nue se soutenant les seins avec les mains.
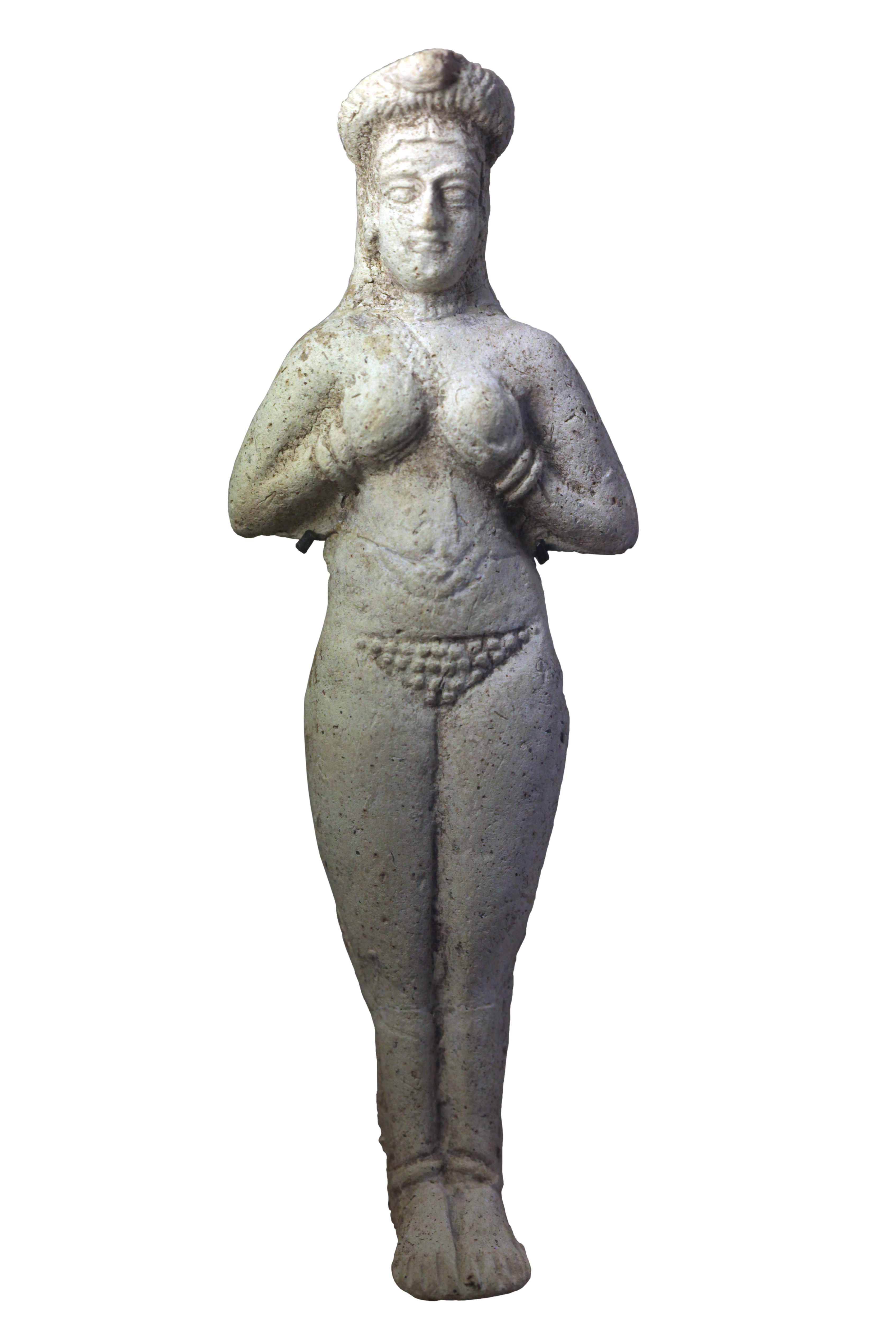
Femme nue se soutenant les seins avec les mains.
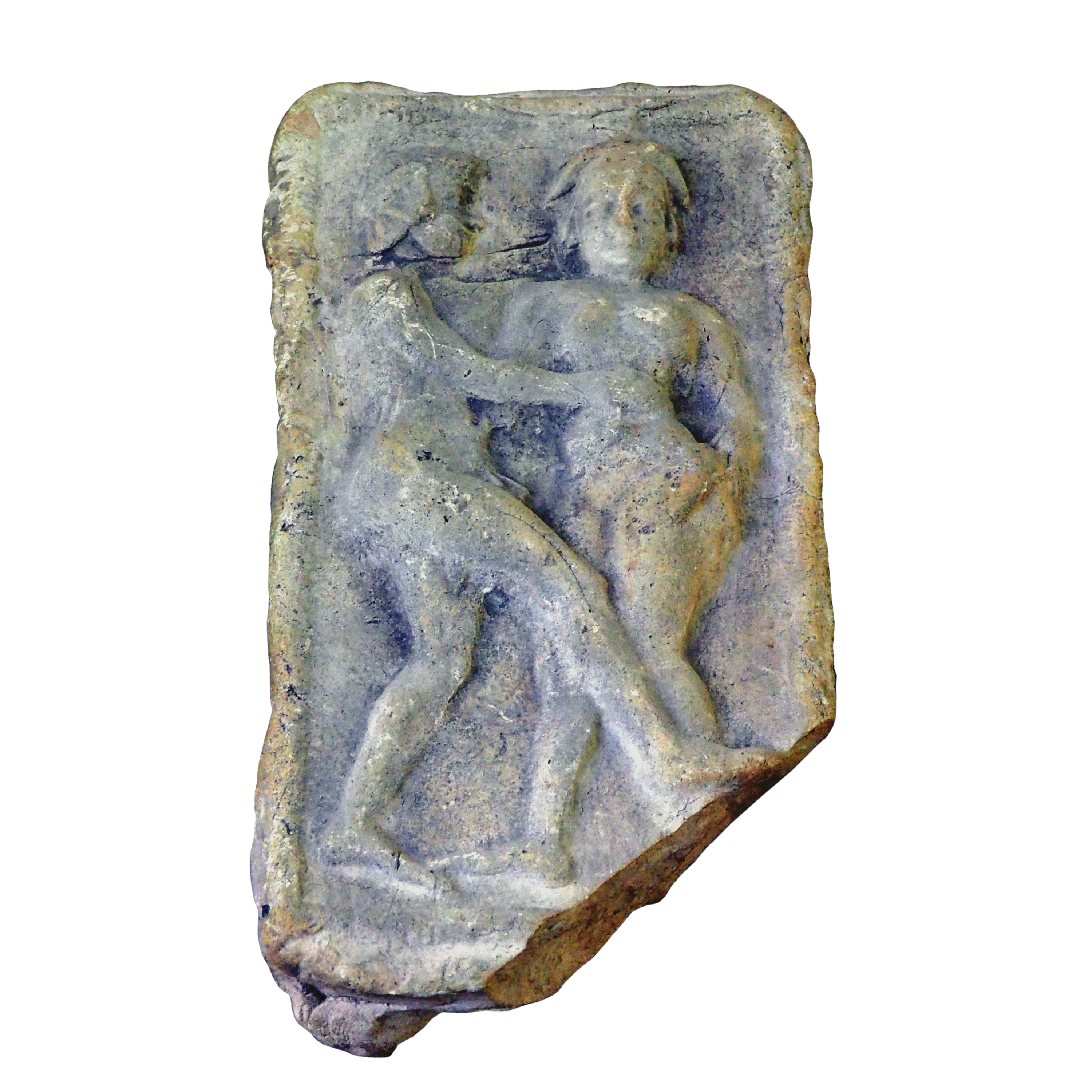
Couple enlacé sur un lit.
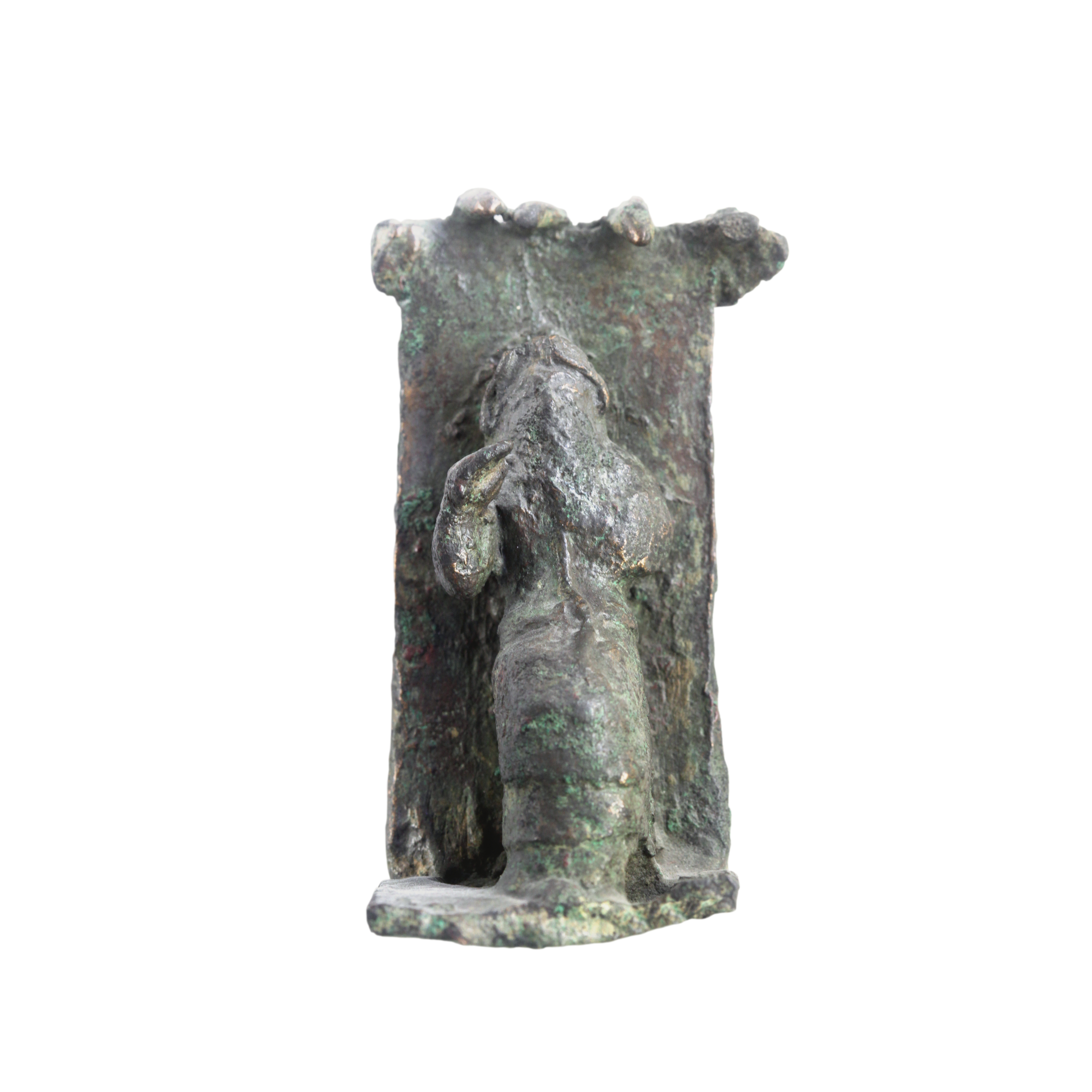
Statuette de dieu trônant surmonté de serpents dressés.
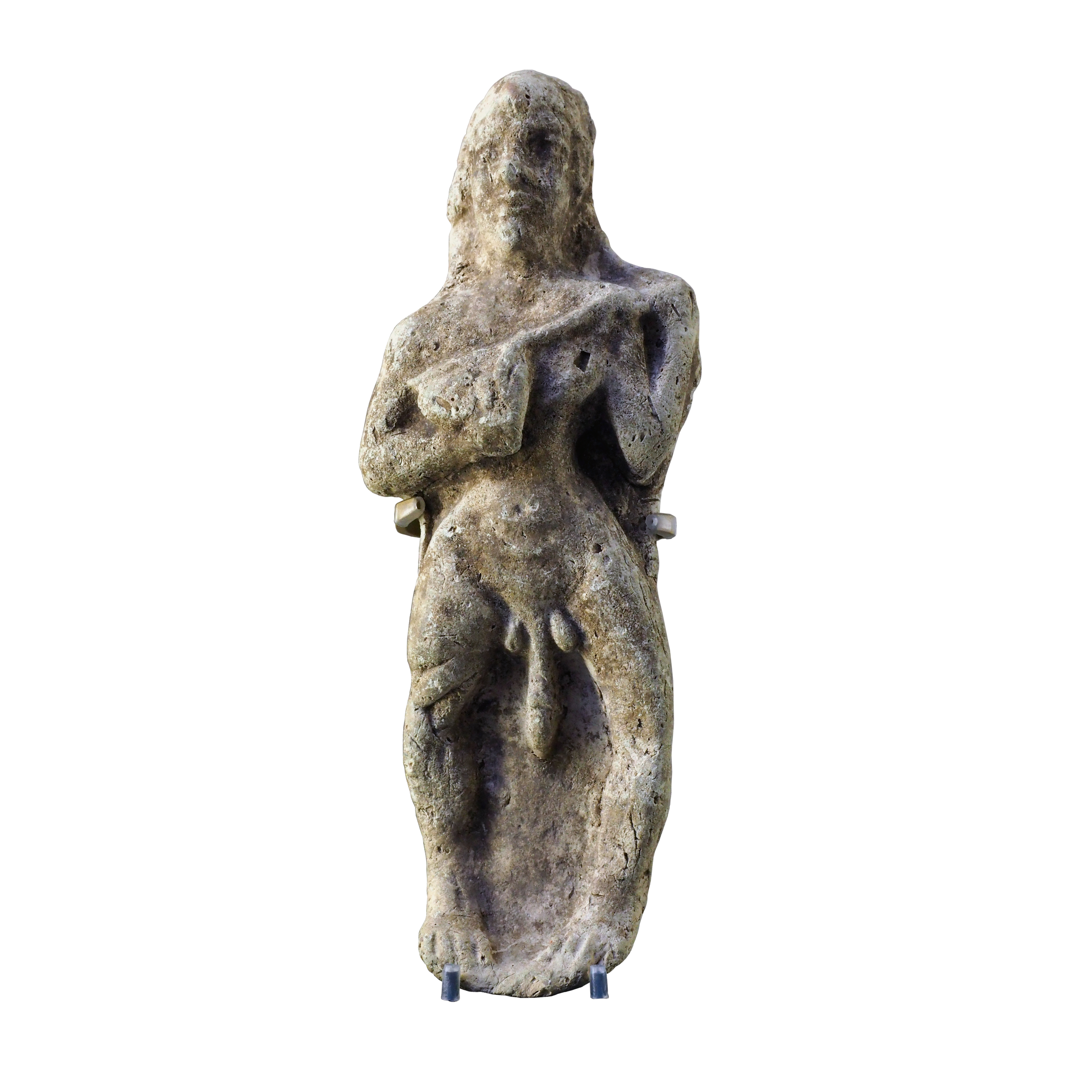
Joueur de luth nu.
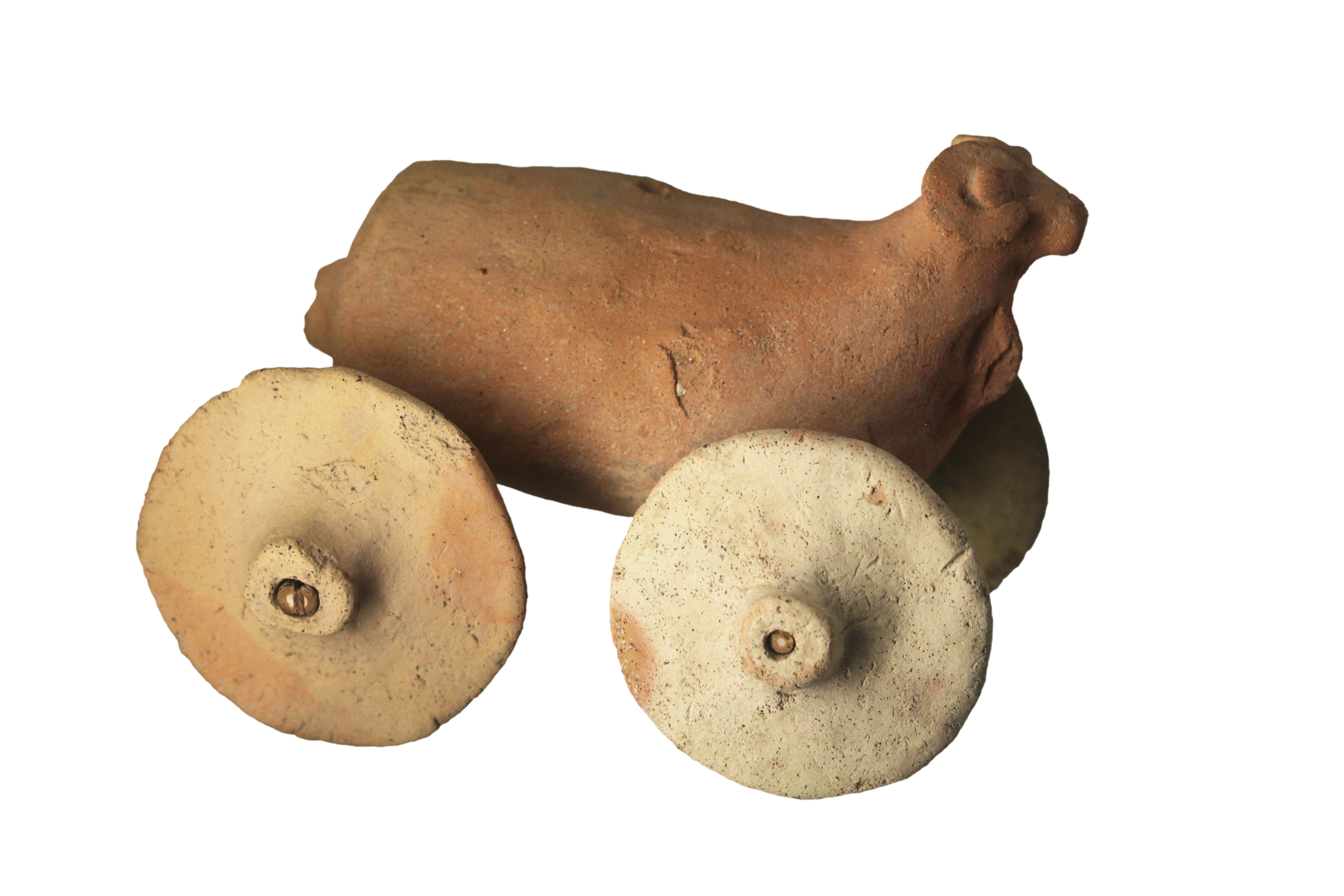
Mouflon monté sur roulettes.
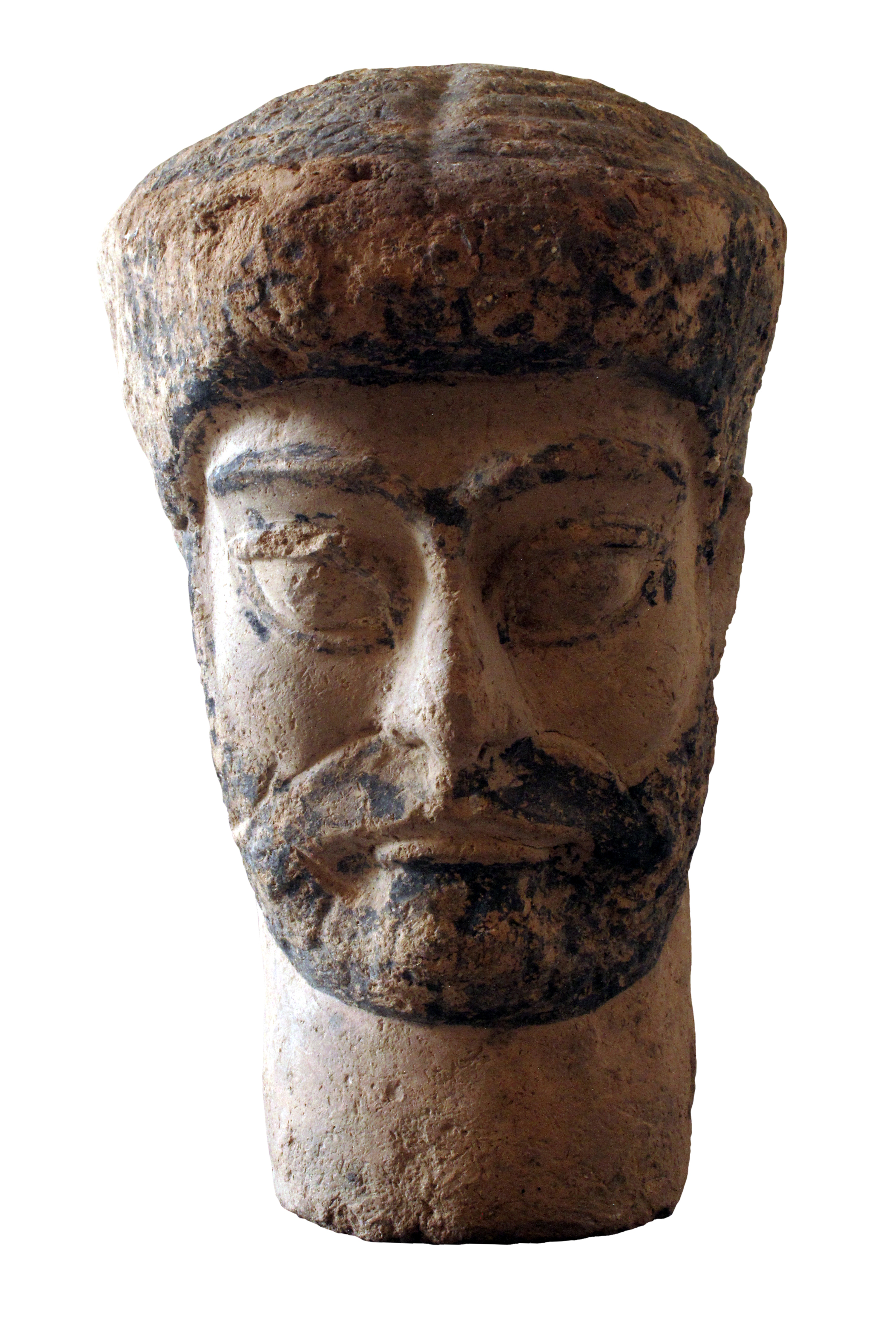
Portrait funéraire d'un homme barbu.
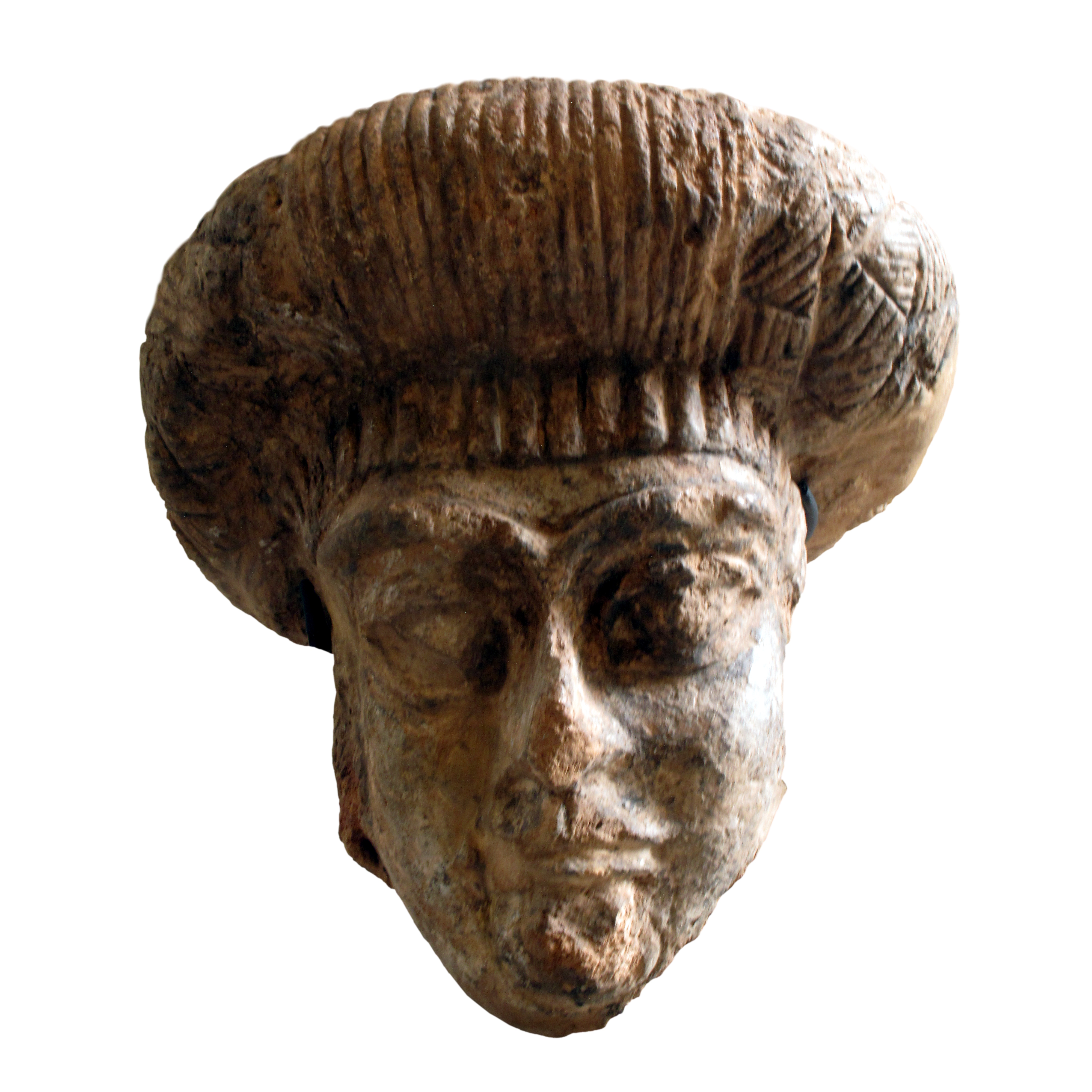
Portrait funéraire d'une femme.

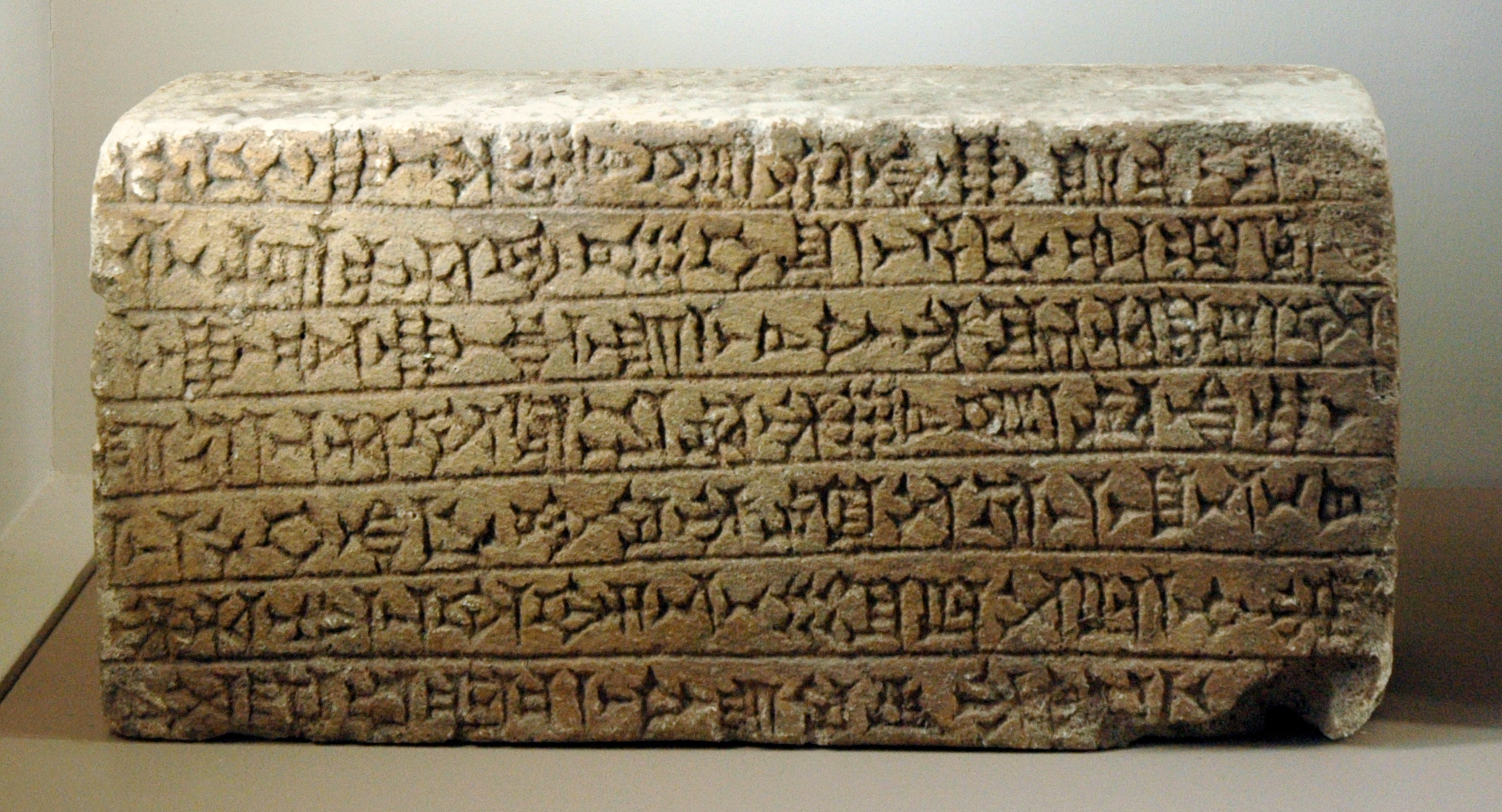
Brique de Shilhak-Inshushinak portant une inscription en élamite commémorant la réalisation d'un décor en briques émaillées à Suse. Musée du Louvre.

Sous la dynastie des Shutrukides (XIIe siècle), l'Élam atteint son apogée politique sous les règnes de Shutruk-Nahhunte (r. 1185–1155 av. J.-C.) et de ses fils Kutir-Nahhunte III (r. 1155–1150 av. J.-C.) et Shilhak-Inshushinak (r. 1150–1120 av. J.-C.), qui mènent plusieurs expéditions victorieuses en Babylonie, où ils s'emparent de grandes villes qui sont pillées, notamment Babylone. Ces souverains sont aussi d'ardents bâtisseurs, qui ont laissé de nombreuses inscriptions de fondation. Shilhak-Inshushinak est le plus actif à Suse : il érige ou restaure plusieurs sanctuaires, dont le secteur du temple d'Inshushinak et celui du palais (sur le tell de l'Apadana), où il construit un temple (kumpume kiduya). Celui-ci était décoré par des façades en briques émaillées, qui ont été retrouvées sur le tell de l'Apadana où ils avaient servi à l'époque achéménide pour faire les murs d'une canalisation. Le bas-relief qui y est sculpté représente en alternance deux types de figures protectrices : les déesses-lama et les hommes-taureaux, protégeant des palmiers. Une chapelle de ce temple, appelée suhter, dédiée apparemment au culte dynastique, était ornée d'un décor en briques émaillées représentant la famille royale, hélas connu surtout par la description qu'en donne une inscription royale, seule une petite partie du décor ayant pu être reconstituée. La période médio-élamite a en effet vu d'importants progrès dans la technique de la glaçure sur briques en terre cuite, connues également par des décors muraux de Chogha Zanbil. À Suse, en plus du bas-relief et des inscriptions royales mentionnant de telles réalisations, on a exhumé dans le secteur du temple d'Inshushinak une remarquable statue de lion émaillé attribuée à l'époque médio-élamite.

Bas-relief en briques moulées du temple d'Inshushinak de l'Apadana (musée du Louvre).
Vue du bas-relief.
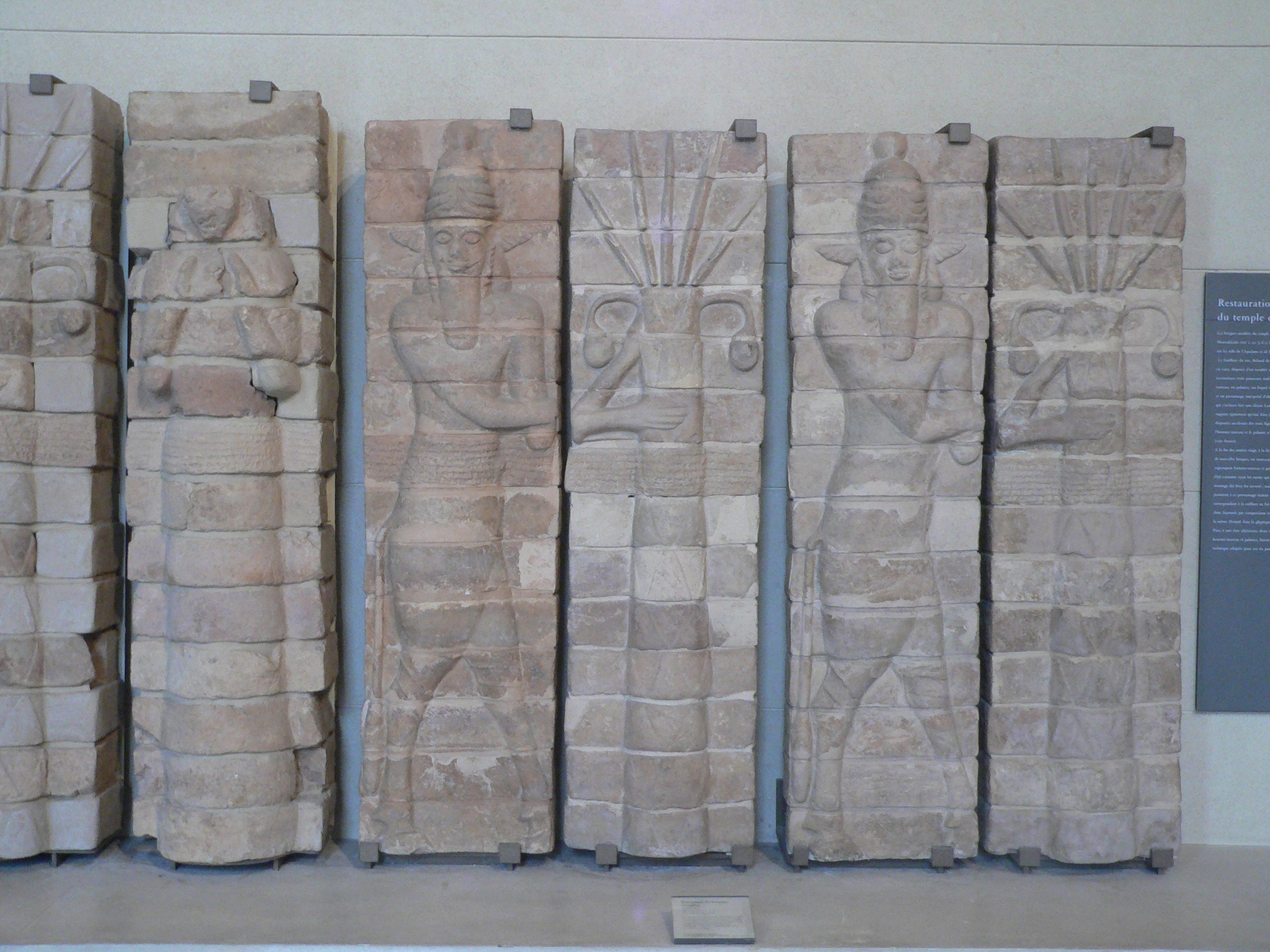
Vue d'une partie du bas-relief.
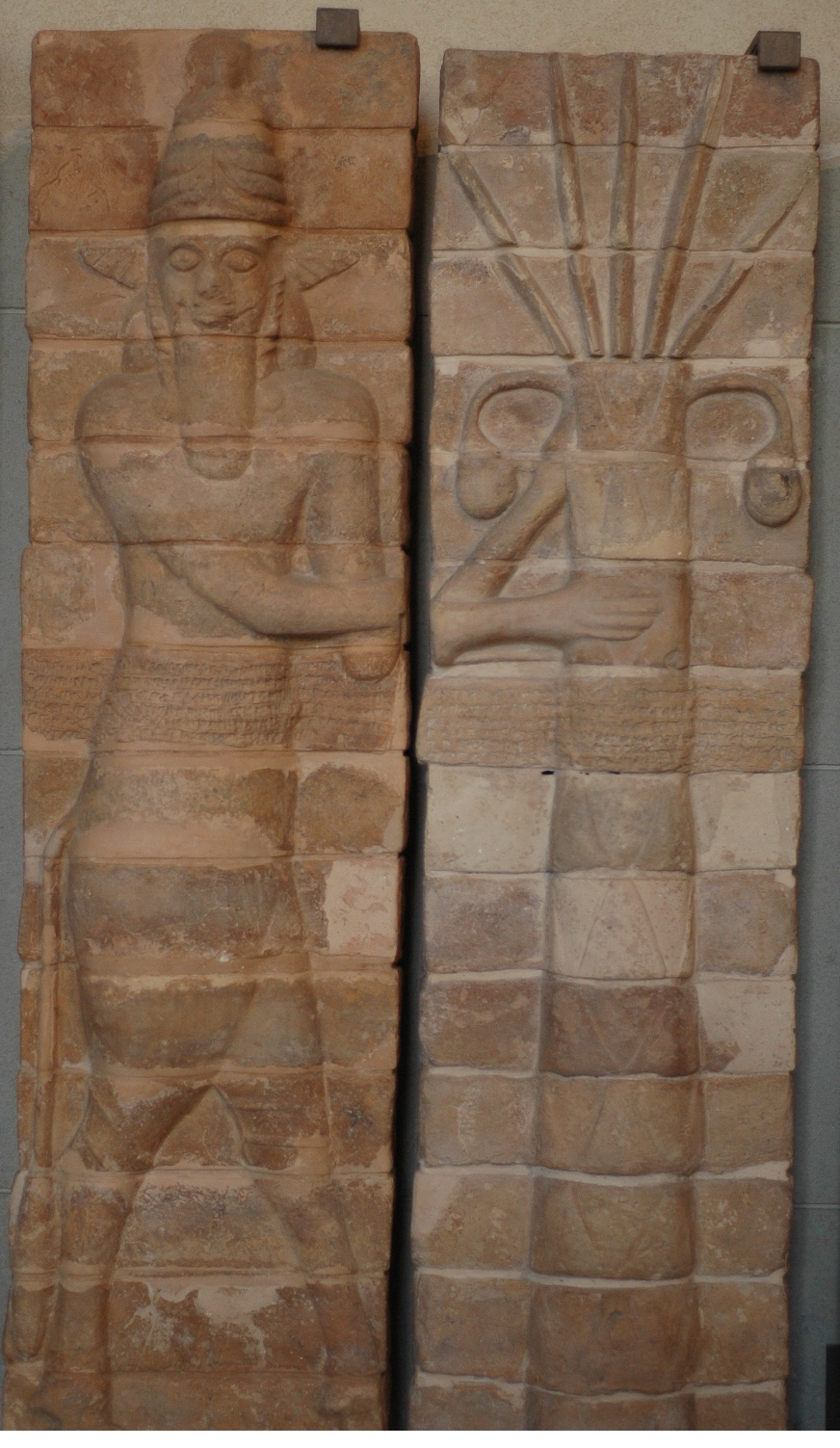
Détail : homme-taureau protégeant un palmier.
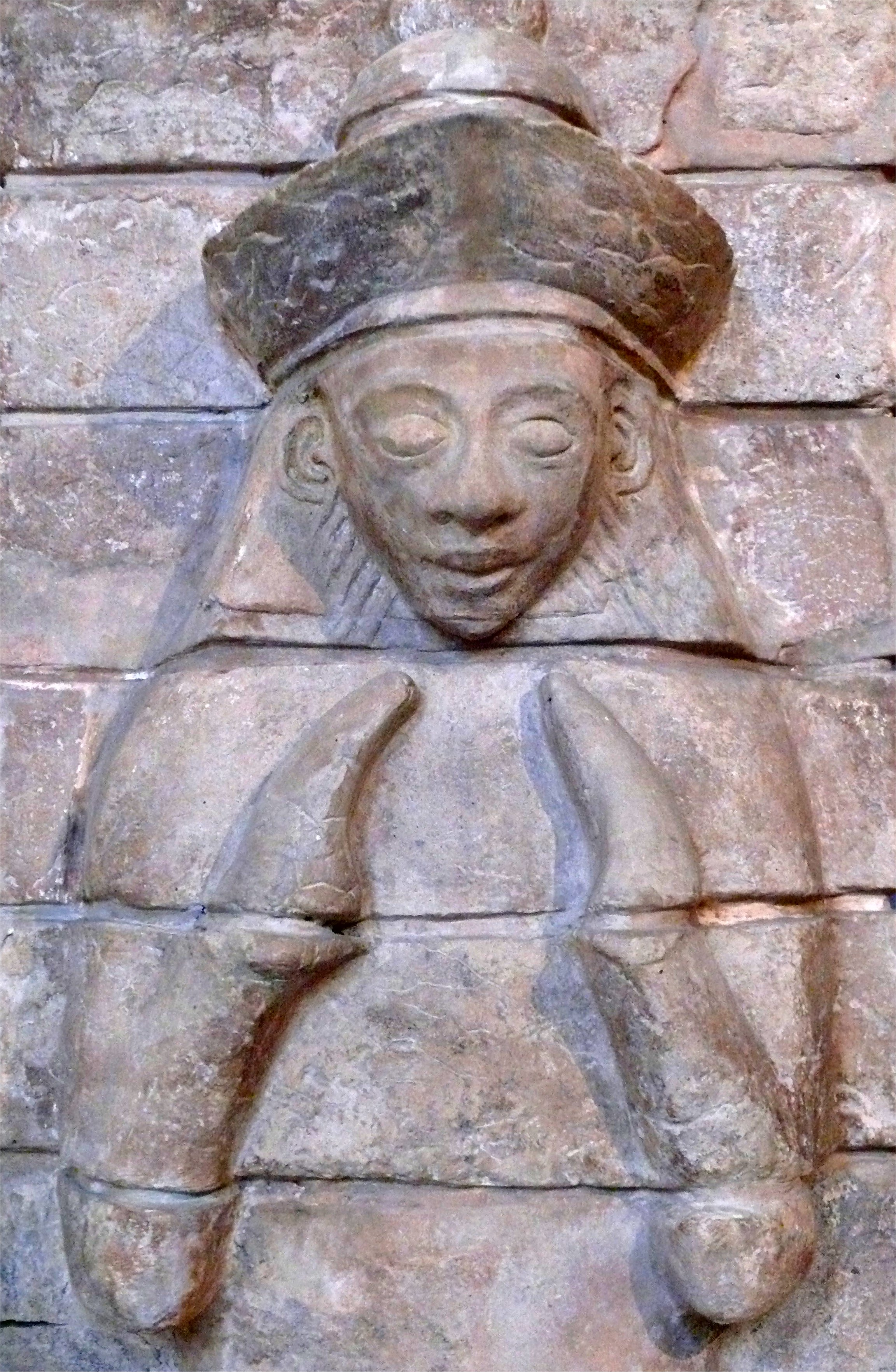
Détail : déesse protectrice.

De l'ère shutrukide datent plusieurs objets à finalité rituelle mis au jour sur l'Acropole, dont la remarquable maquette du rituel du « lever de soleil » (ṣit-šamši), retrouvée dans le « temple de Ninhursag », représentant un rituel religieux exécuté par deux prêtres au sein d'un paysage dans lequel on peut reconnaître des éléments caractéristiques de la religion susienne (ziggurat, autel, bassin cultuel, bosquet sacré représenté par un arbre). La richesse de cette période est également attestée par deux trouvailles d'objets, peut-être à l'origine des offrandes, ou un dépôt de fondation de temple. La première, le dépôt du temple d'Inshushinak, a livré plusieurs bijoux, des statuettes d'orants en bronze, ainsi que deux statuettes en calcaire d'animaux, un lion et un hérisson, chacun sur un chariot en pierre bitumeuse. La seconde, la trouvaille de la statuette d'or, a livré comme son nom l'indique une statue d'orant en or, avec une réplique à l'identique en argent, ainsi que des statuettes d'orants en « faïence », et d'animaux en agate et lapis-lazuli.

Œuvres d'art d'époque médio-élamite provenant de Suse (musée du Louvre).
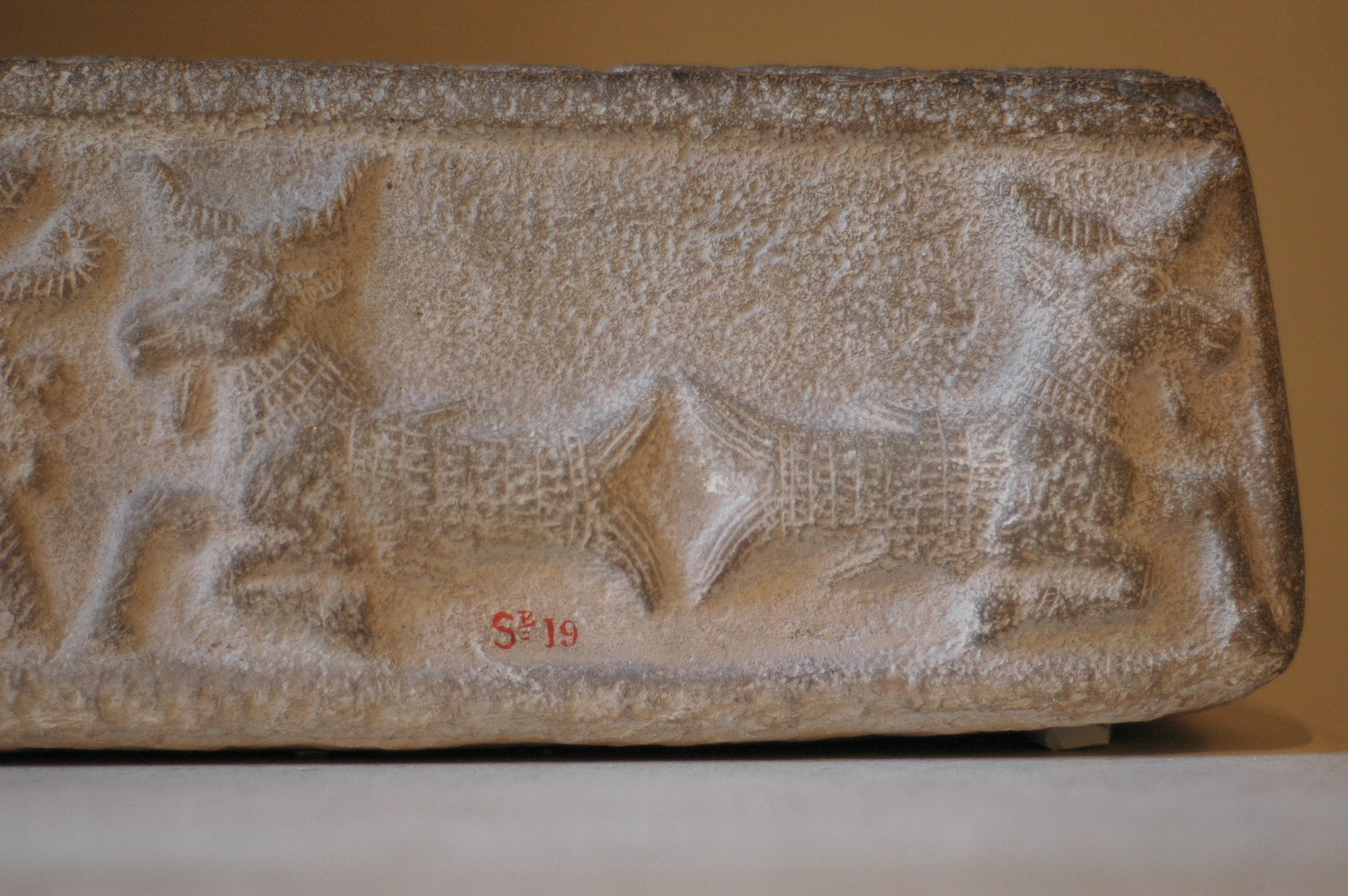
Poissons-chèvres, détail d'un bassin cultuel, XIIIe ou XIIe siècle av. J.-C.
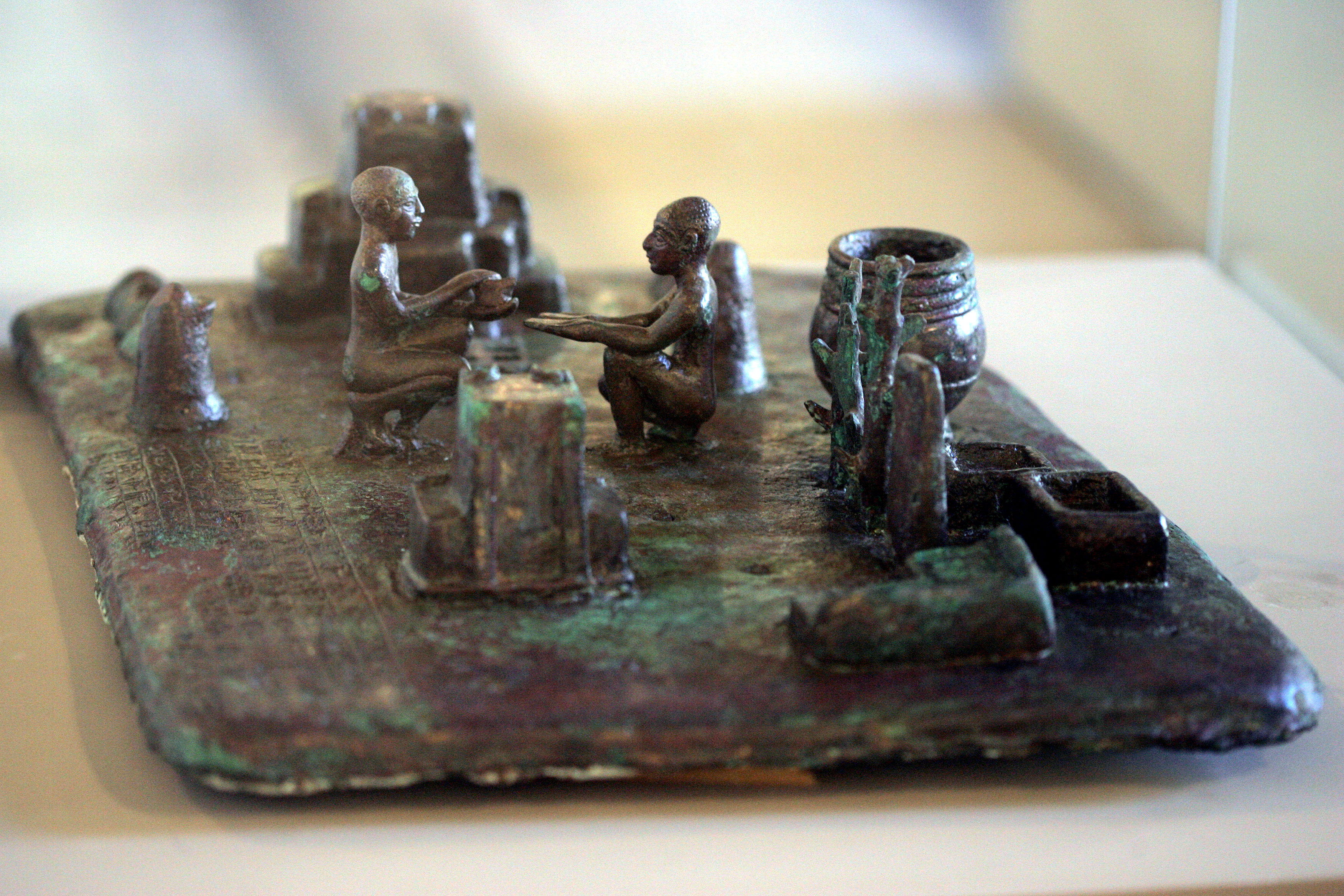
Maquette en bronze du rituel du « lever de soleil », XIIe siècle av. J.-C.
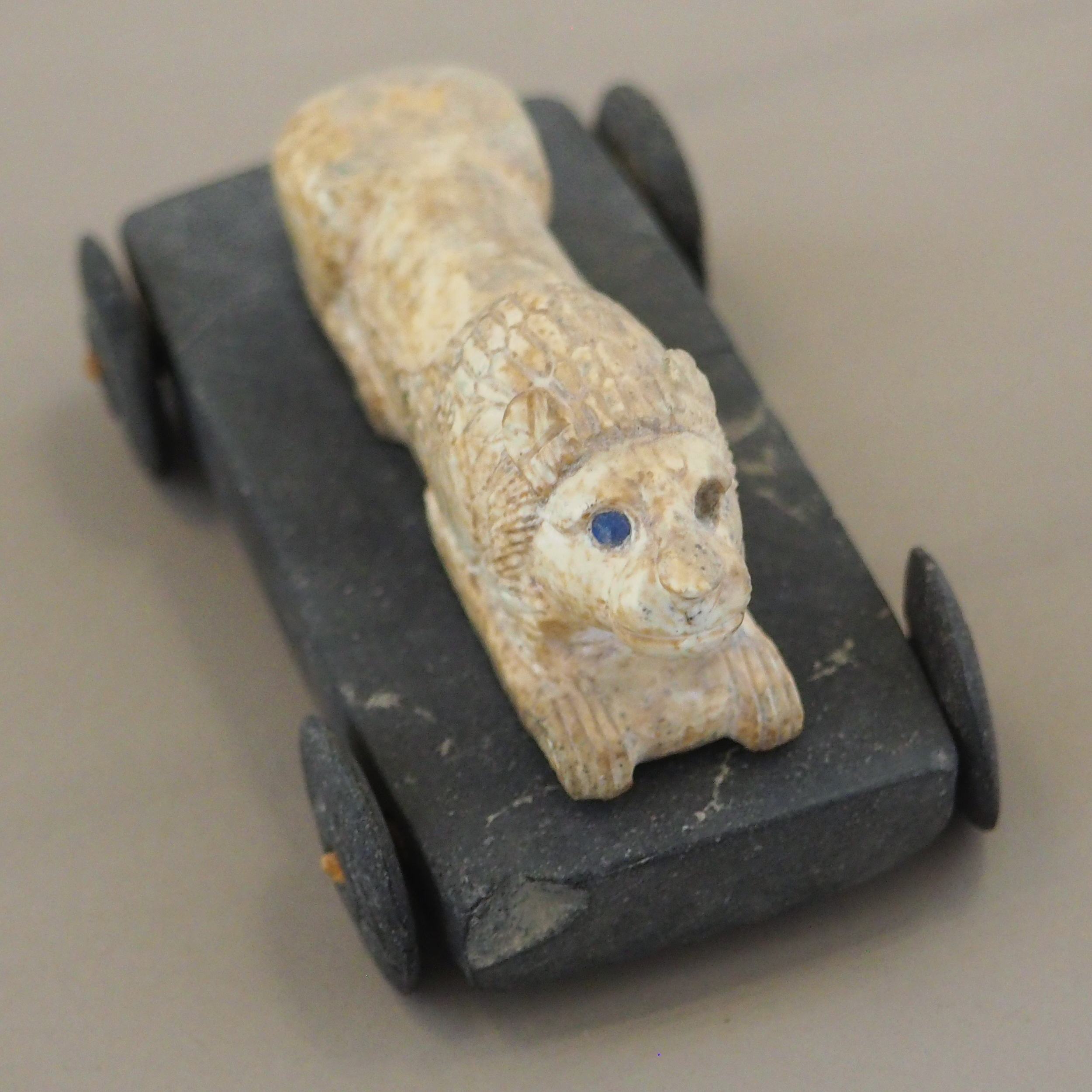
Lion monté sur roulettes, dépôt du temple d'Inshushinak.
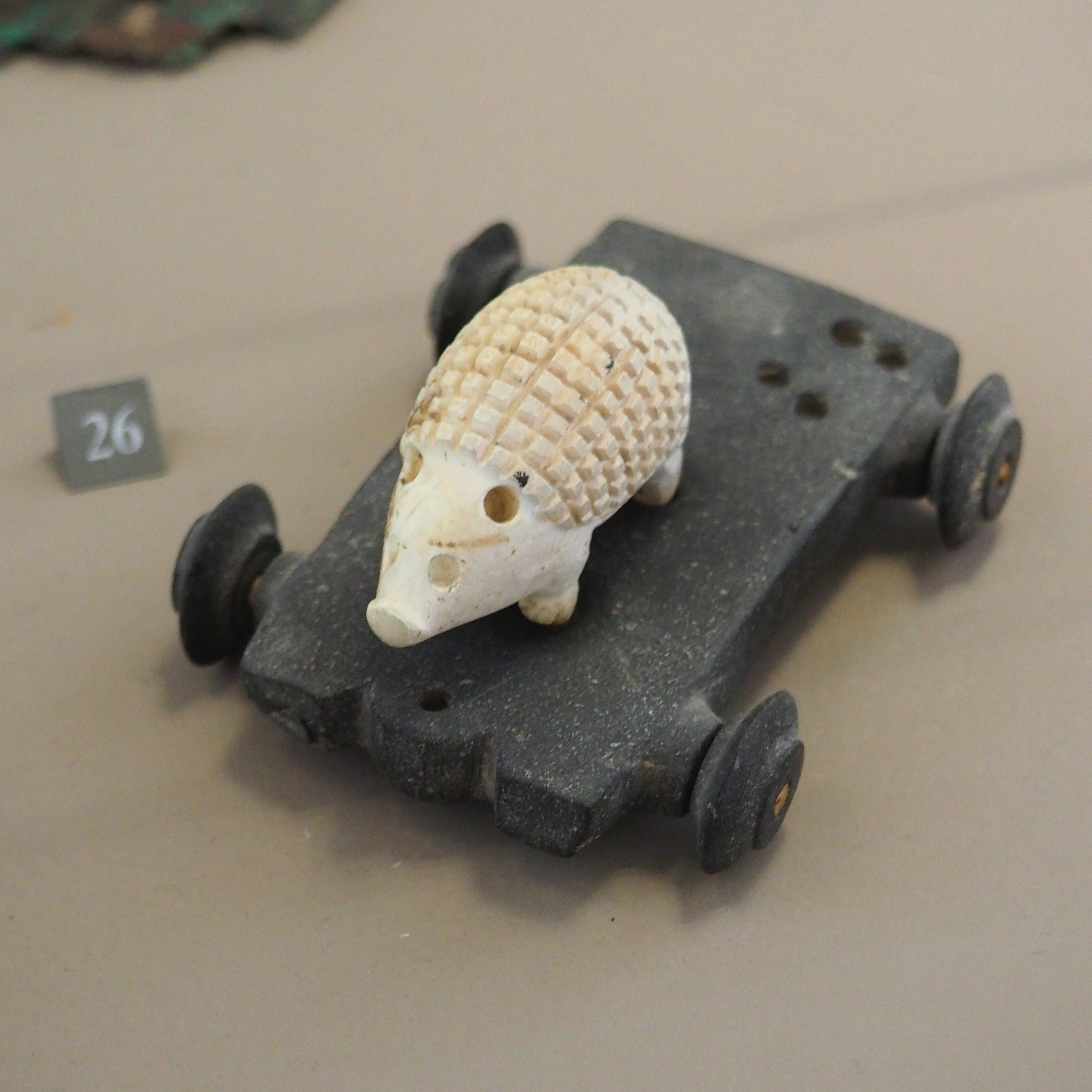
Hérisson monté sur roulettes, dépôt du temple d'Inshushinak.
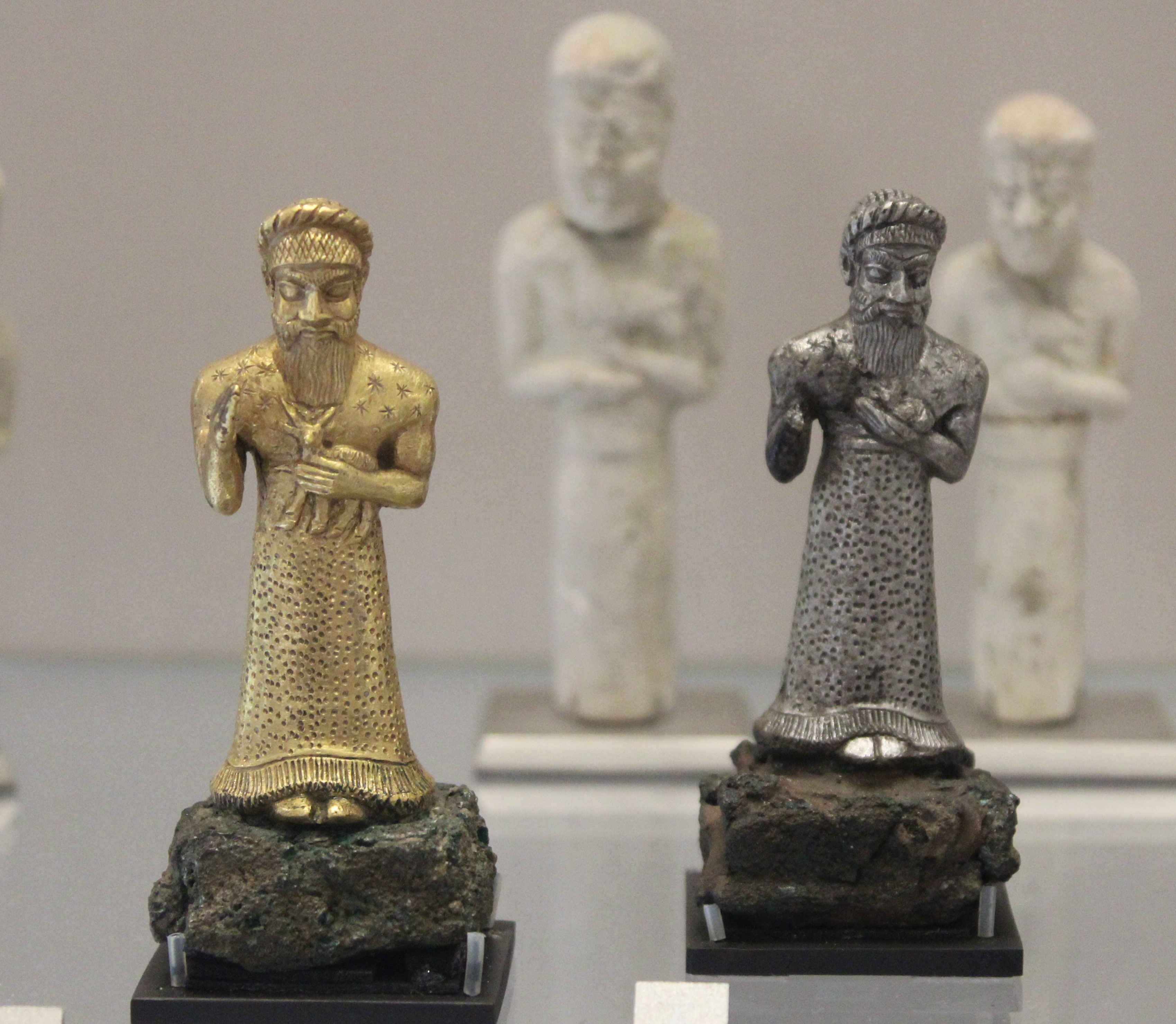
Statuettes en or et en argent, représentant un orant portant un chevreau, trouvaille de la statuette d'or.
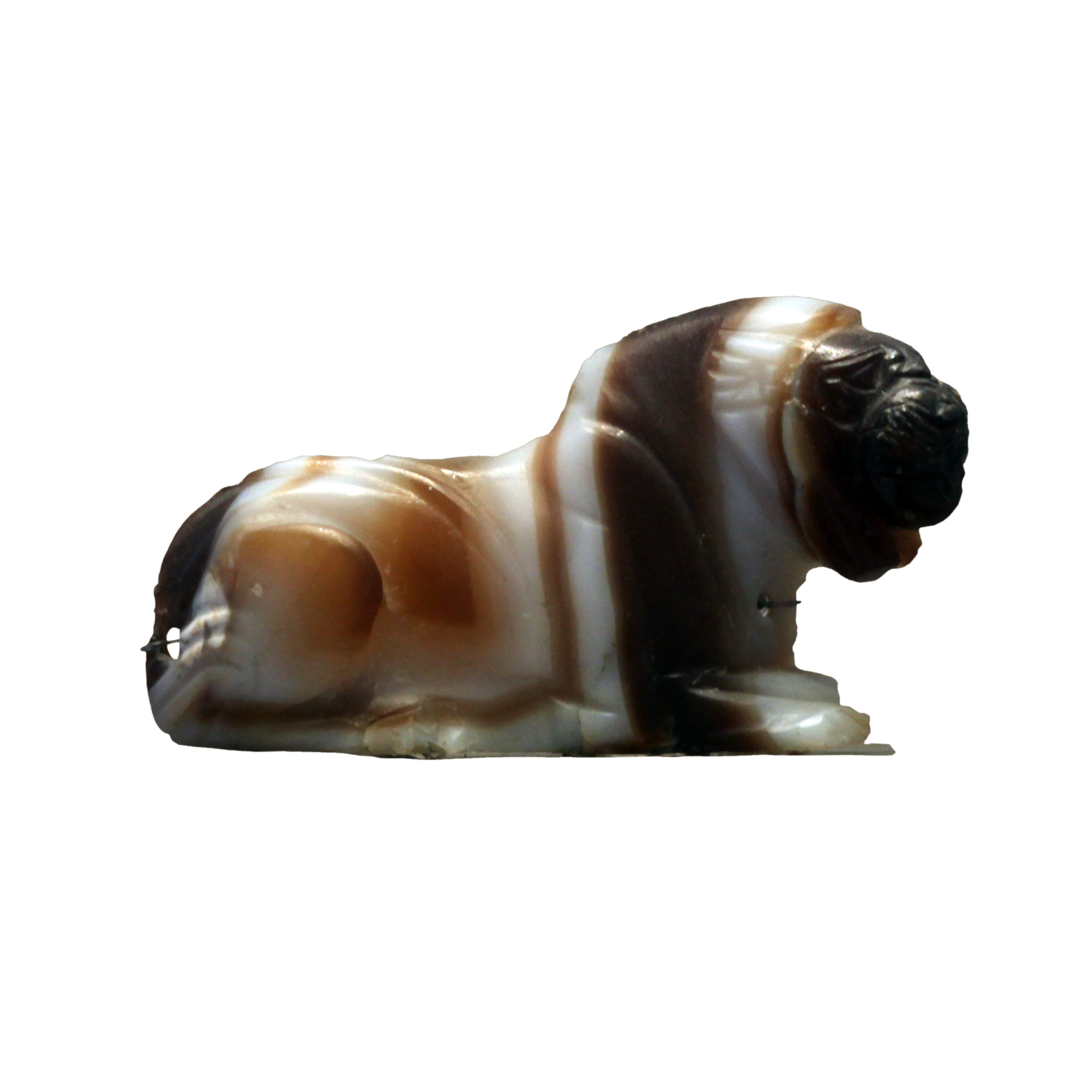
Statuette de lion en agate, trouvaille de la statuette d'or.
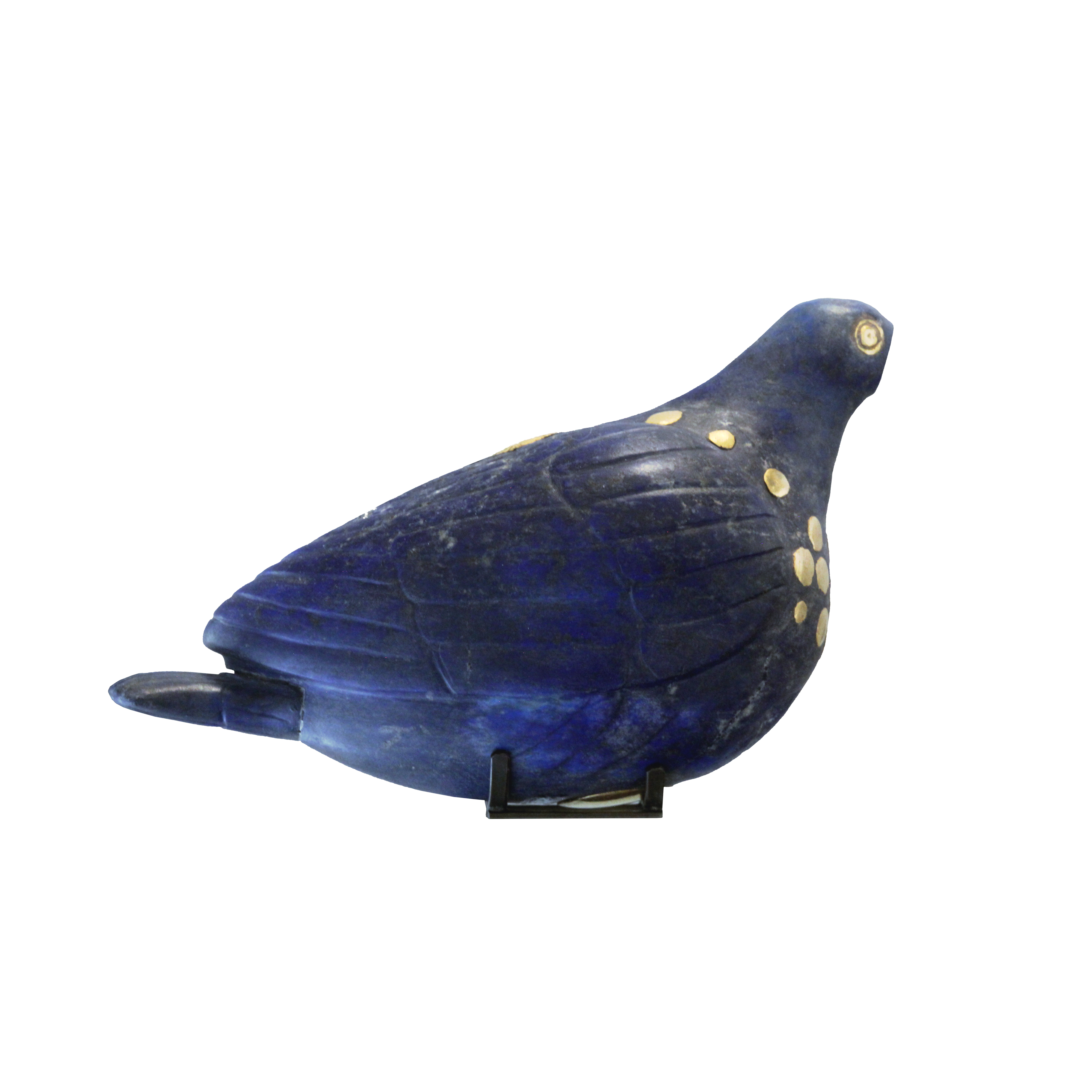
Figurine de colombe en lapis-lazuli et or, trouvaille de la statuette d'or.

C'est aussi à cette époque que de nombreuses œuvres mésopotamiennes sont apportées à Suse à la suite des expéditions en Basse Mésopotamie. C'est la raison pour laquelle plusieurs œuvres constituant des témoignages majeurs sur l'art et la culture mésopotamiens ont été mises au jour à Suse : la Stèle de la victoire de Naram-Sin d'Akkad, et d'autres stèles et statues de la période d'Akkad, la célèbre stèle du Code de Hammurabi, des kudurrus kassites, etc. Ces prises de guerre ont été mises au jour sur l'Acropole dans le secteur situé au sud du temple d'Inshushinak, dans un bâtiment ou un groupe de bâtiments dont la fonction n'a pas été déterminée.

Œuvres mésopotamiennes retrouvées à Suse (musée du Louvre).
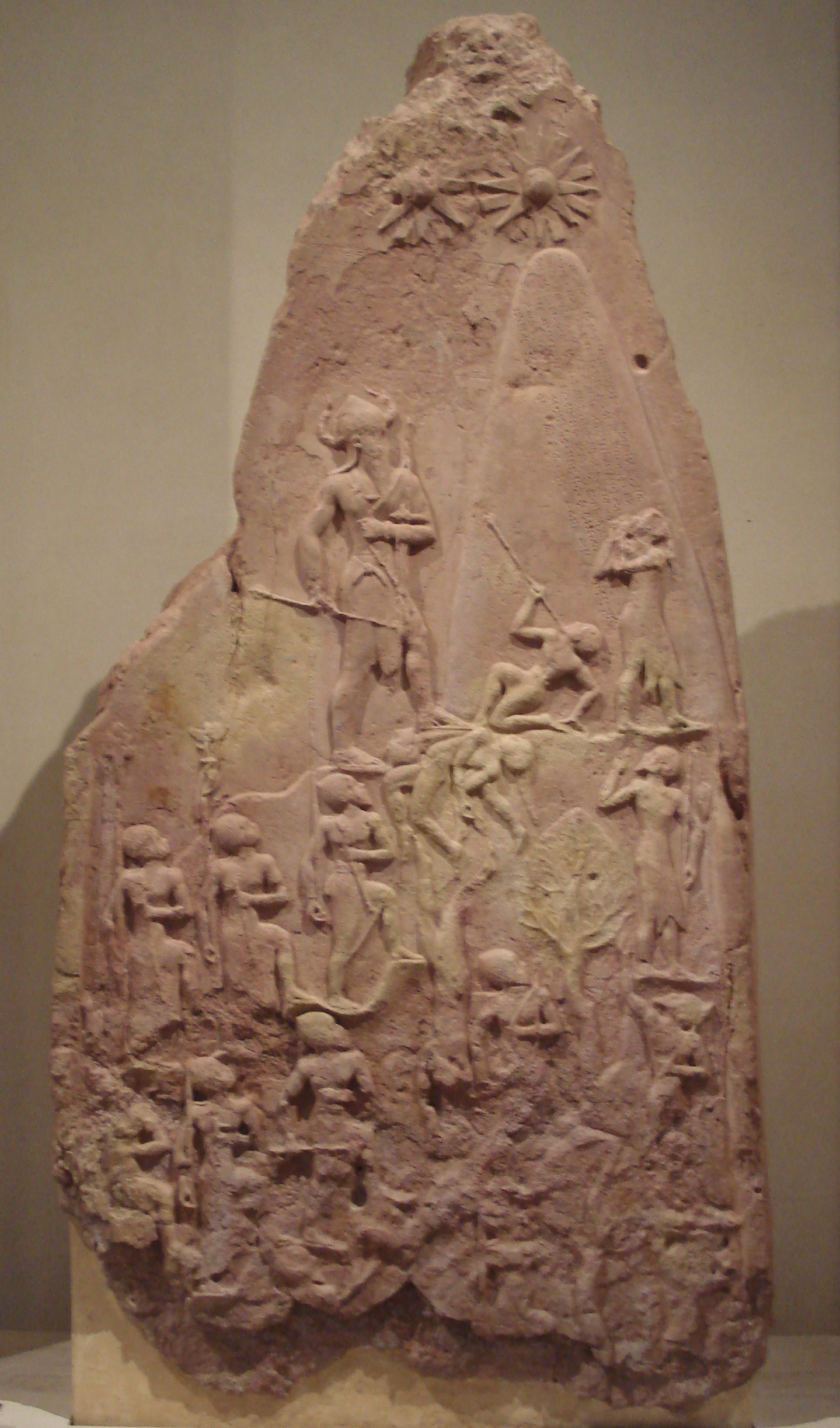
Stèle de victoire du roi Naram-Sin.
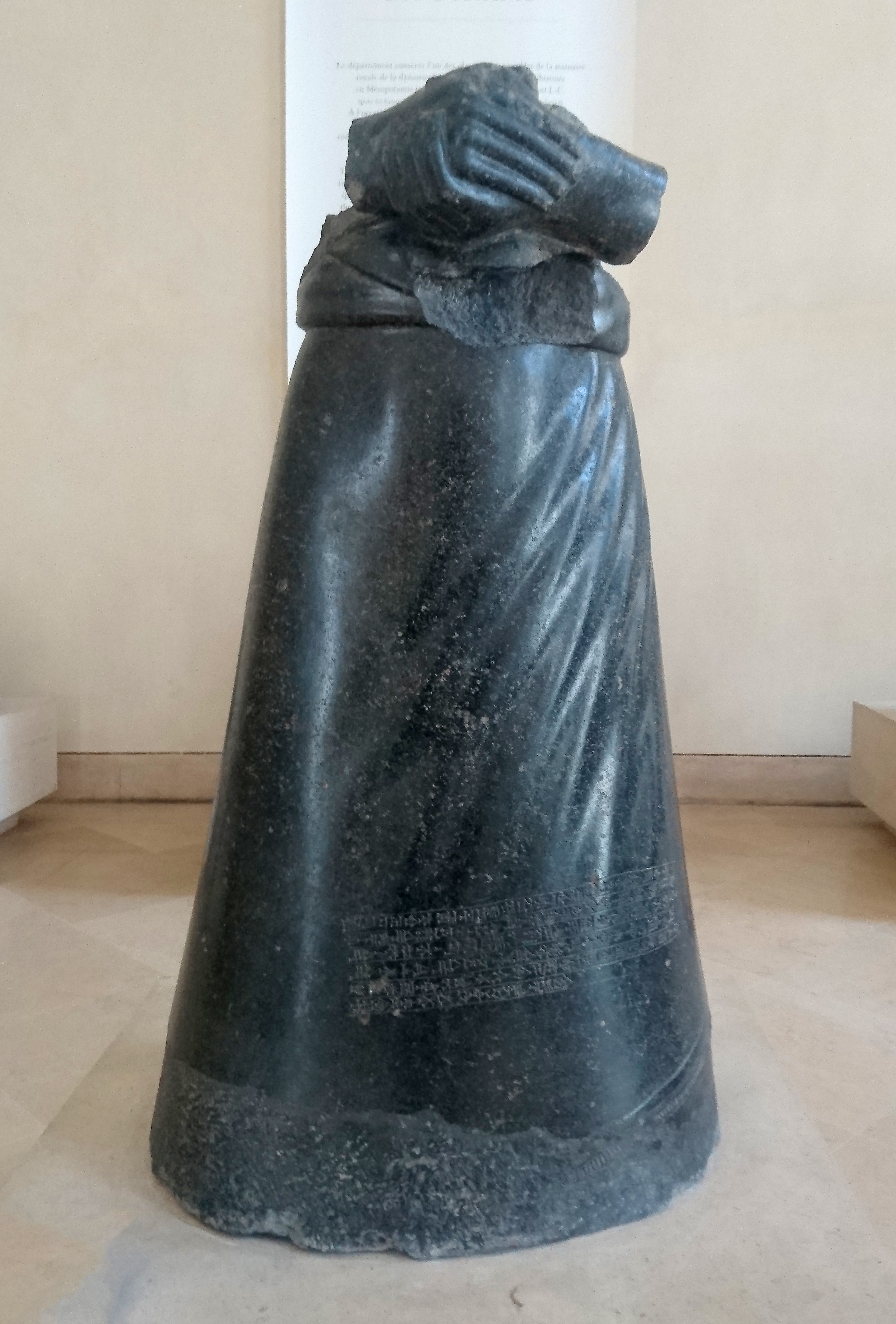
Statue du roi Manishtusu d'Akkad.
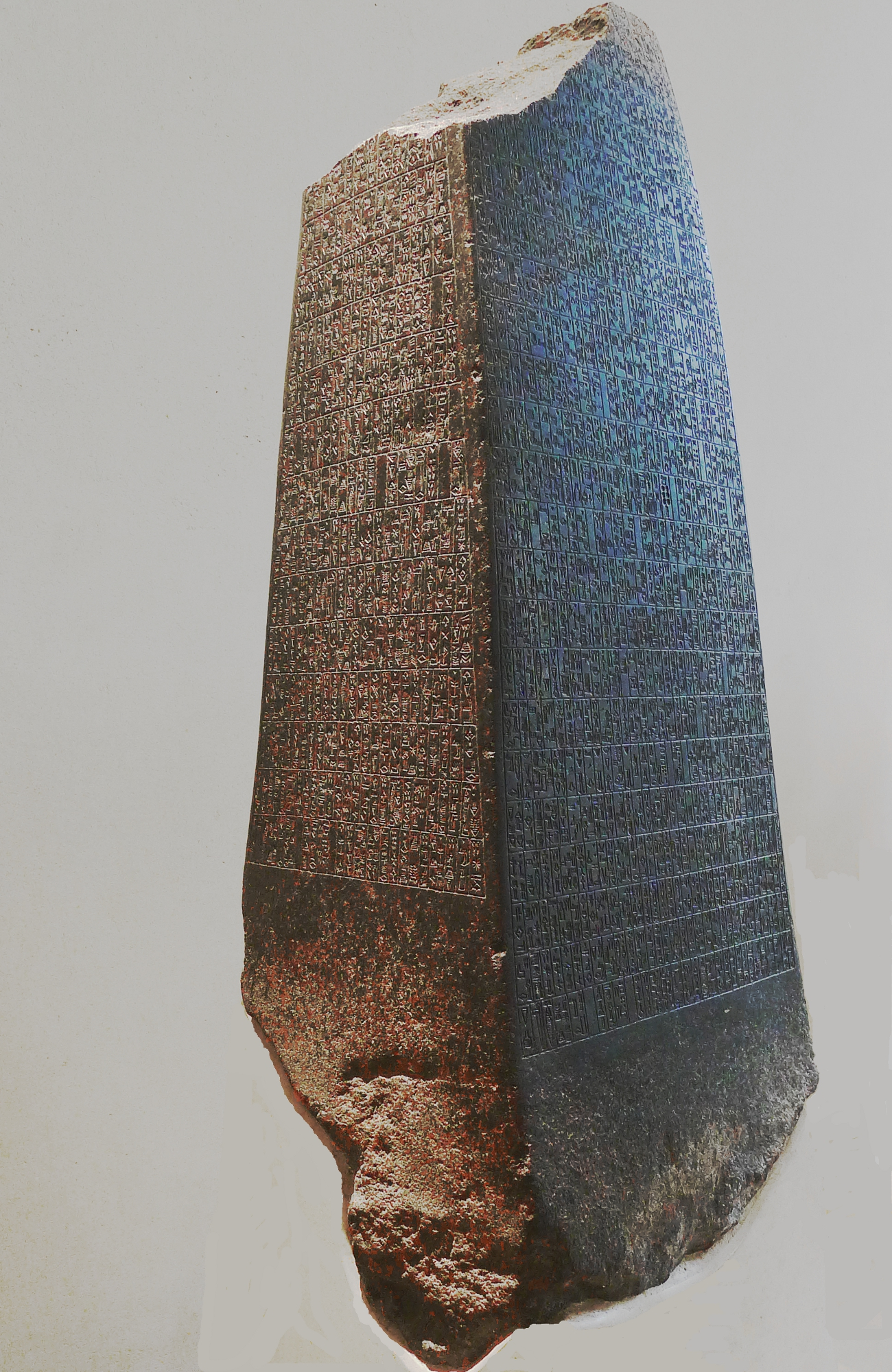
Obélisque de Manishtusu.
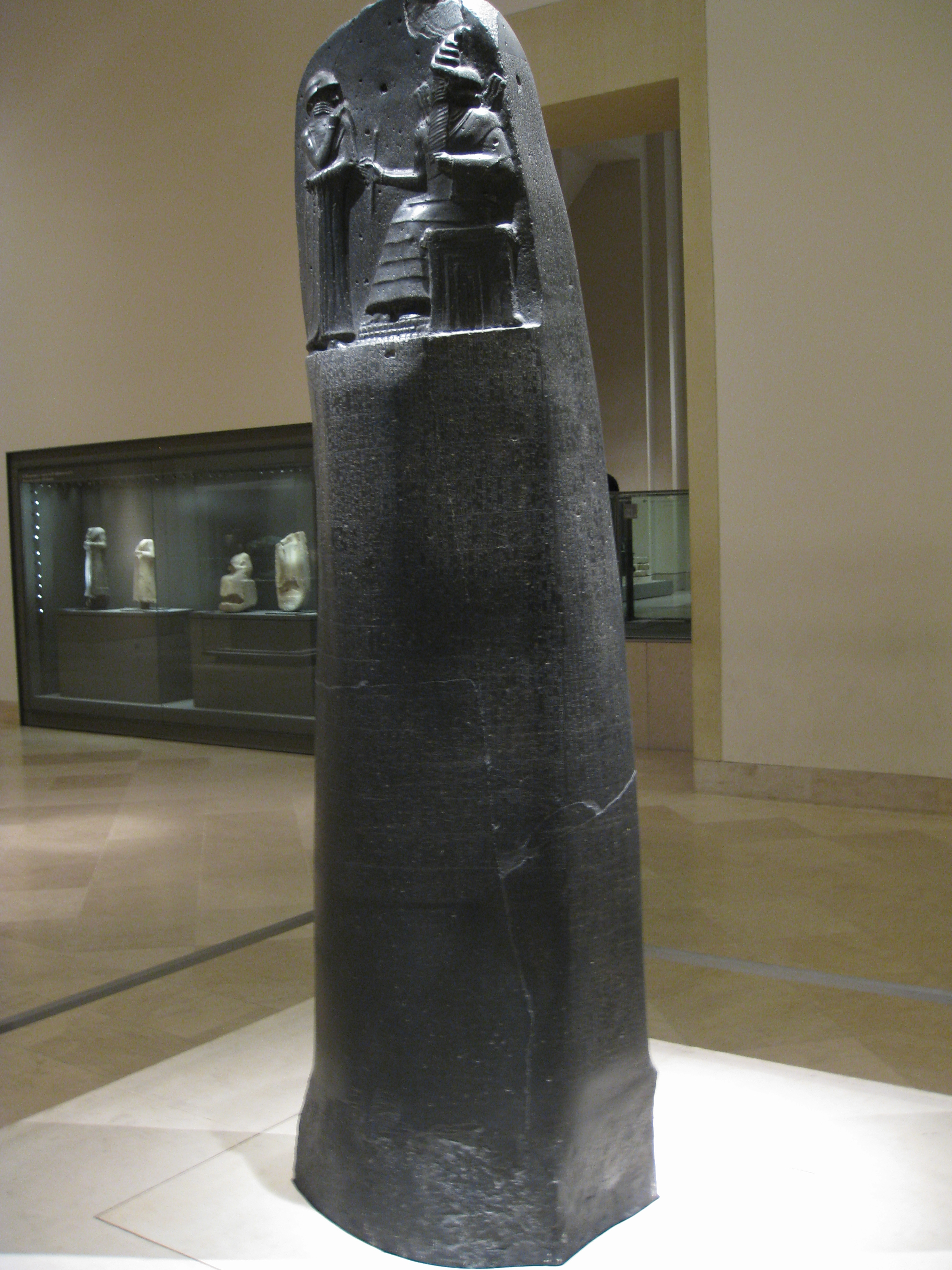
Stèle du Code de Hammurabi .
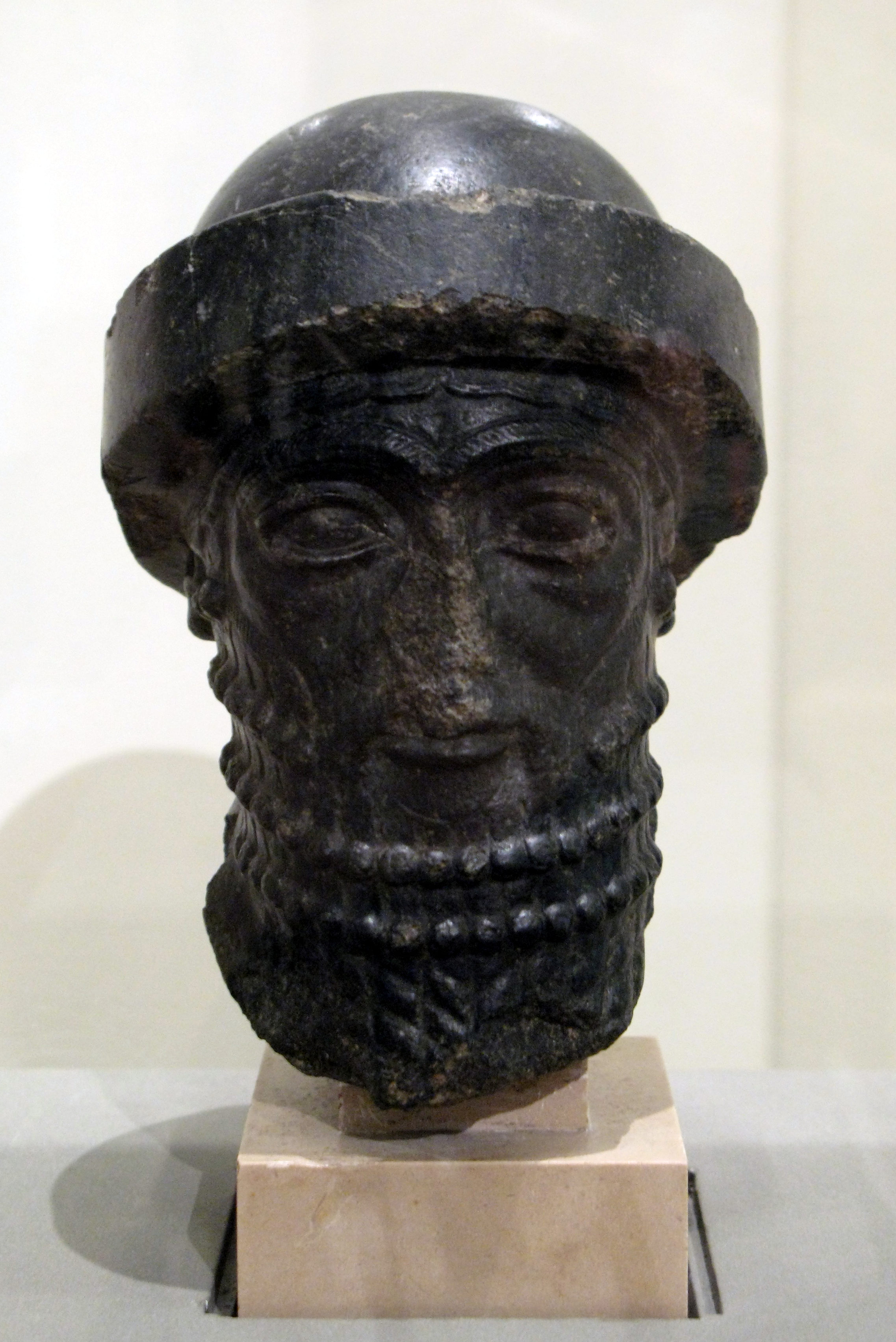
Tête sculptée d'un roi inconnu.
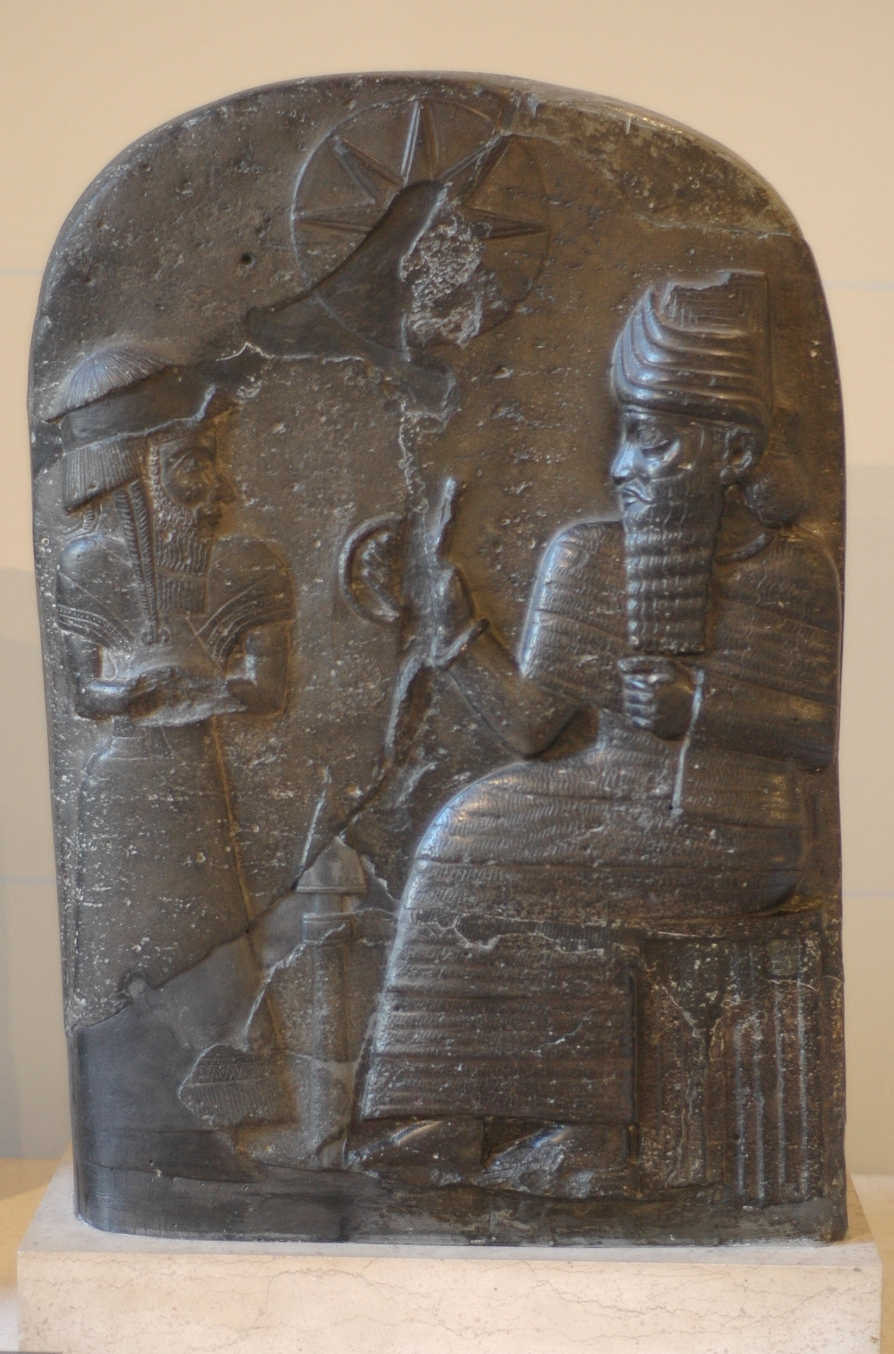
Stèle babylonienne usurpée par un roi élamite.
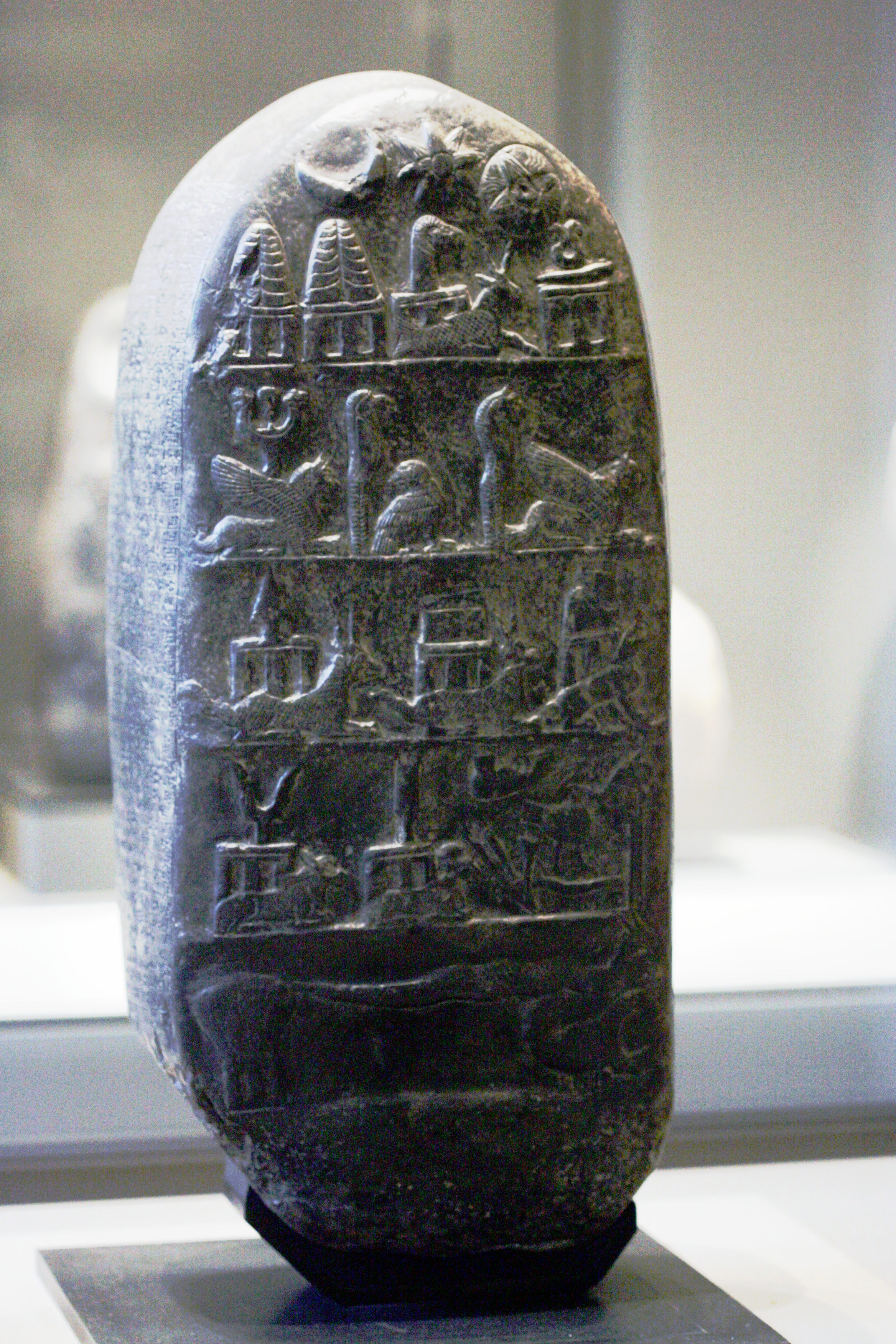
Kudurru du roi kassite Meli-Shipak.

Cette période faste fut de courte durée, car Hutelutush-Inshushinak, fils de Shilhak-Inshushinak, fut vaincu par le roi babylonien Nabuchodonosor Ier, et Suse va être pillée à cette occasion. Elle s'enfonce alors; avec l'Élam; dans une période obscure de près de quatre siècles.

### La période néo-élamite

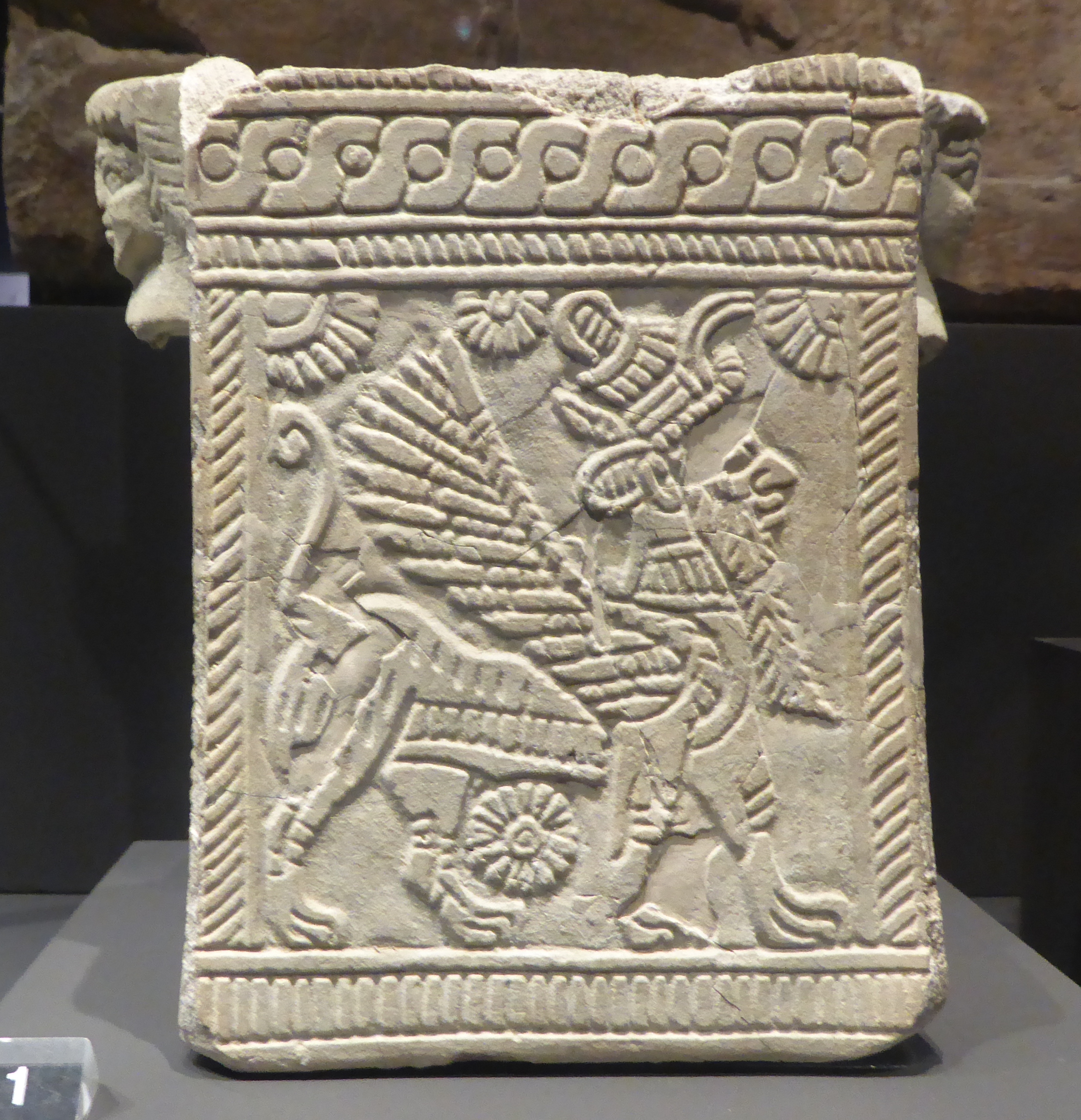
Boîte en faïence représentant un animal hybride, -900--700

Suse ne redevient prospère que vers la fin du VIIIe siècle, après un déclin très marqué. Les sources textuelles sont muettes sur la situation politique de l'Élam durant la majeure partie des deux premiers siècles du Ier millénaire av. J.-C.. Suivant le sondage réalisé par P. de Miroschedji sur la Ville Royale (« Ville Royale II »), il faudrait distinguer au regard des types de céramique une phase I de 1000 à 725/700 av. J.-C., et une phase II par la suite, mais cette périodisation ne correspond pas à ce qui peut être constaté sur le plan historique ou épigraphique.
Il semble en tout cas que les premiers siècles du Ier millénaire av. J.-C. aient vu une diminution de la population sédentaire de la Susiane, avant une reprise à partir du VIIIe siècle av. J.-C. C'est vers la fin de ce siècle qu'un roi nommé Shutruk-Nahhunte (II) érige un petit temple carré sur l'Acropole, décoré de carreaux émaillés polychromes représentant des animaux réels ou imaginaires, et décorés de pommeaux en formes d'animaux ; ce roi nous a par ailleurs laissé plusieurs inscriptions attestant de son activité sur le site. Les fouilles des autres parties de Suse n'apportent que peu d'informations sur la situation de la ville à l'époque néo-élamite. Le chantier A de la Ville Royale n'a ainsi livré que quelques tombes de cette époque. Un autre chantier de fouilles, le « Village perse achéménide », fouillé sur le rebord ouest du tell des Artisans, où se trouvait un grand bâtiment, de fonction indéterminée, qui a livré des objets d'époque néo-élamite, pourrait avoir été fondé aux alentours de 700, mais sa chronologie est mal établie, et il pourrait seulement dater de la fin de la période.

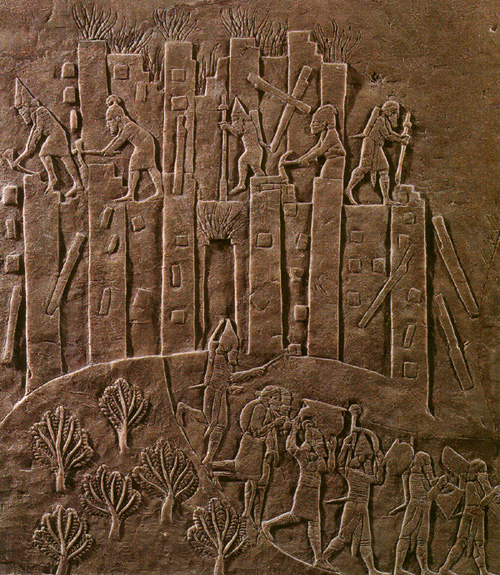
Destruction de Suse par Assurbanipal en -648

L'Élam réapparaît dans les sources mésopotamiennes à partir de la fin du IXe siècle av. J.-C., devenant un adversaire des Assyriens dans leur entreprise de domination de la Babylonie, tout en restant hors de leur portée; pour un temps. Par ailleurs, si Suse reste une ville importante lors de cette période, d'autres cités royales élamites figurent dans les textes assyriens de la première moitié du VIIe siècle av. J.-C. : Hidalu et Madaktu. La question de savoir s'il s'agit de résidences royales d'un même royaume élamite, ou bien d'entités politiques élamites distinctes est discutée. Quoi qu'il en soit, l'affrontement entre Élam et Assyrie connaît une conclusion funeste pour Suse, qui est prise et détruite en 648 par les troupes assyriennes d'Assurbanipal. Celui-ci décrit longuement dans ses annales royales le traitement impitoyable infligé à la cité.
Cette campagne ne marque cependant pas la fin de Suse, où aucune rupture n'apparaît dans la culture matérielle, ni de l'Élam, puisque des entités politiques élamites ont manifestement existé dans la seconde moitié du VIIe siècle av. J.-C. et la première moitié du suivant, même si la chronologie de la période, et notamment l'identité des souverains ayant alors régné, est très discutée. Les inscriptions royales des souverains qui ont apparemment vécu à cette époque indiquent des travaux sur l'Acropole, comme ceux de Tepti-Humban-Inshushinak dans le secteur du temple d'Inshushinak. De cette dernière période date notamment un groupe de 298 textes administratifs et économiques mis au jour sur l'Acropole, peut-être issus de l'activité d'un palais royal, et dans lesquels apparaissent des personnes portant des noms iraniens, donc sans doute des Perses, qui sont installés à cette époque dans le pays d'Anzan, la future Perse. Les sceaux-cylindres déroulés sur ces tablettes illustrent une évolution de l'art, avec notamment des scènes de chasses témoignant d'un sens du mouvement inconnu auparavant, annonçant la glyptique achéménide.

Tablettes de la période néo-élamite (musée du Louvre).
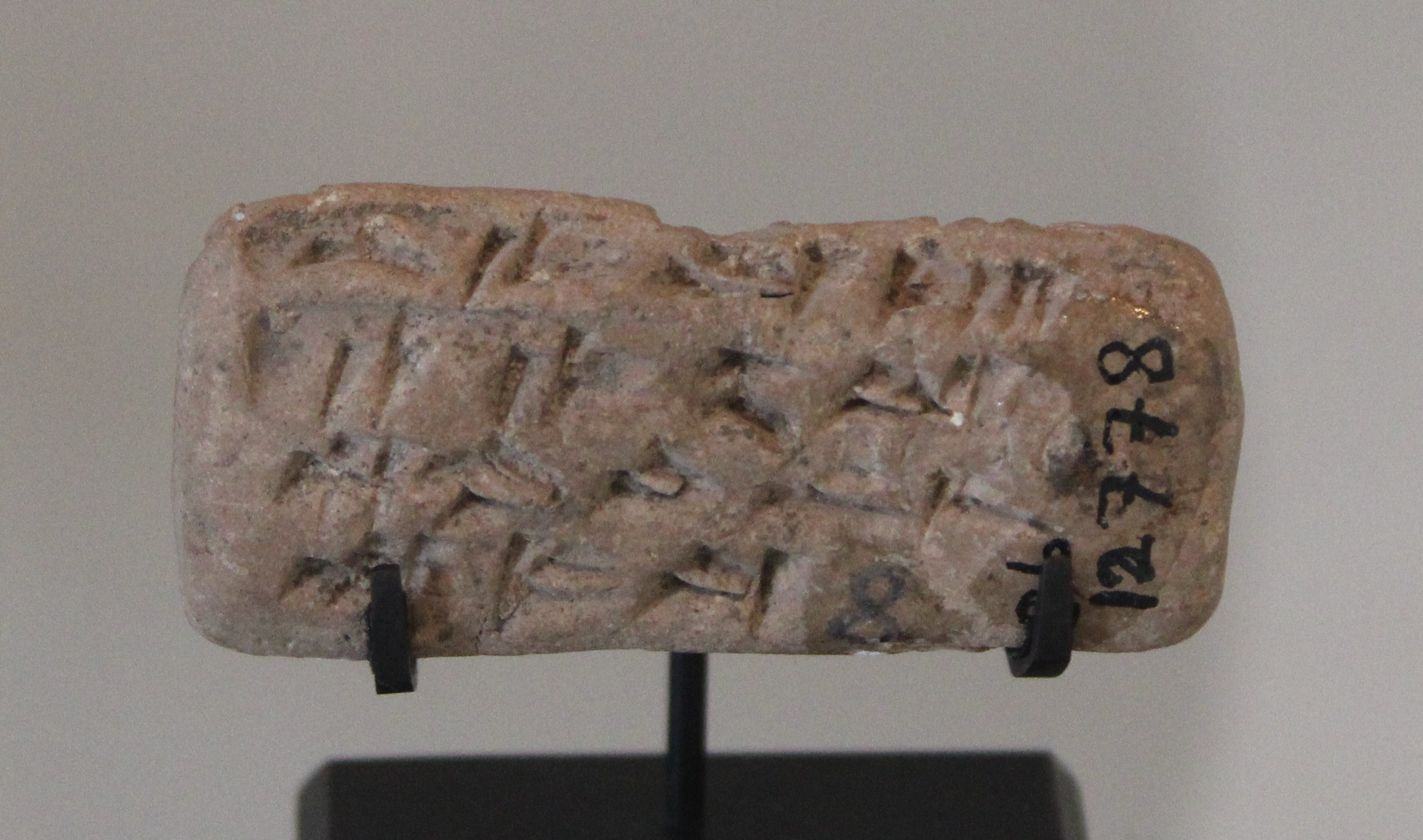
Tablette enregistrant l'expédition de denrées à Suse.
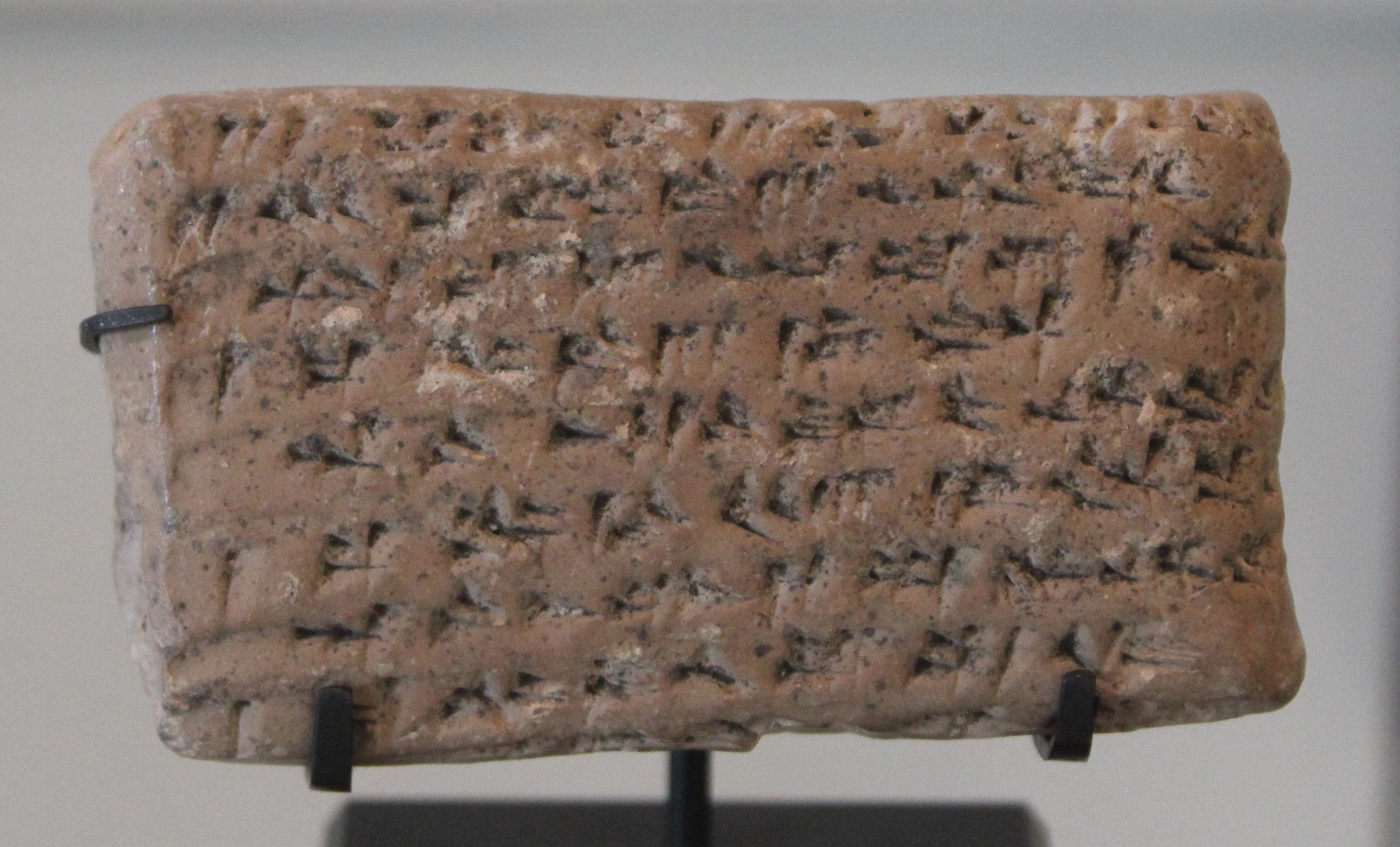
Tablette enregistrant la réception d'une grande quantité d'armes, de provenances diverses.
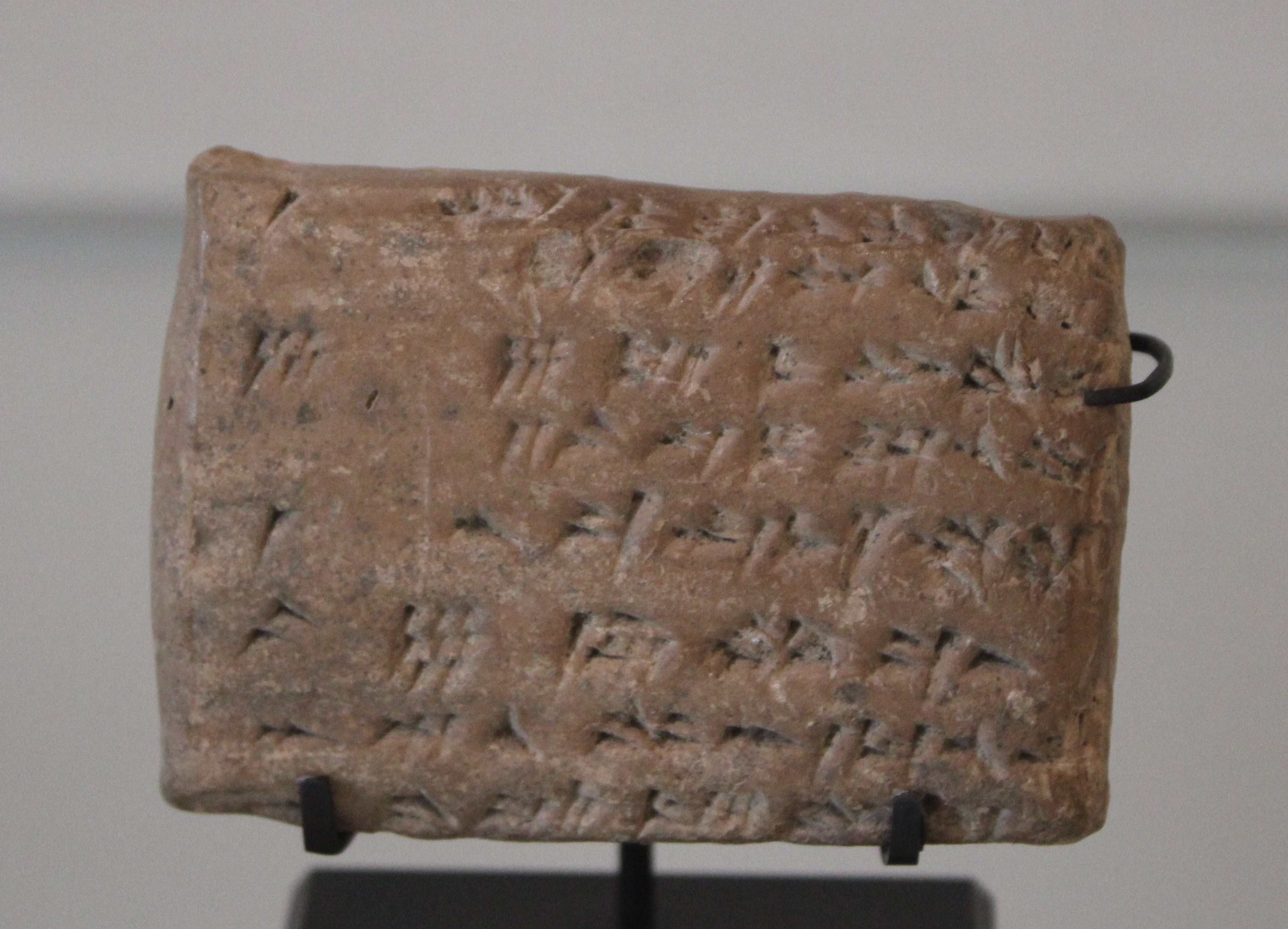
Tablette enregistrant la réception de laine et de vêtements.
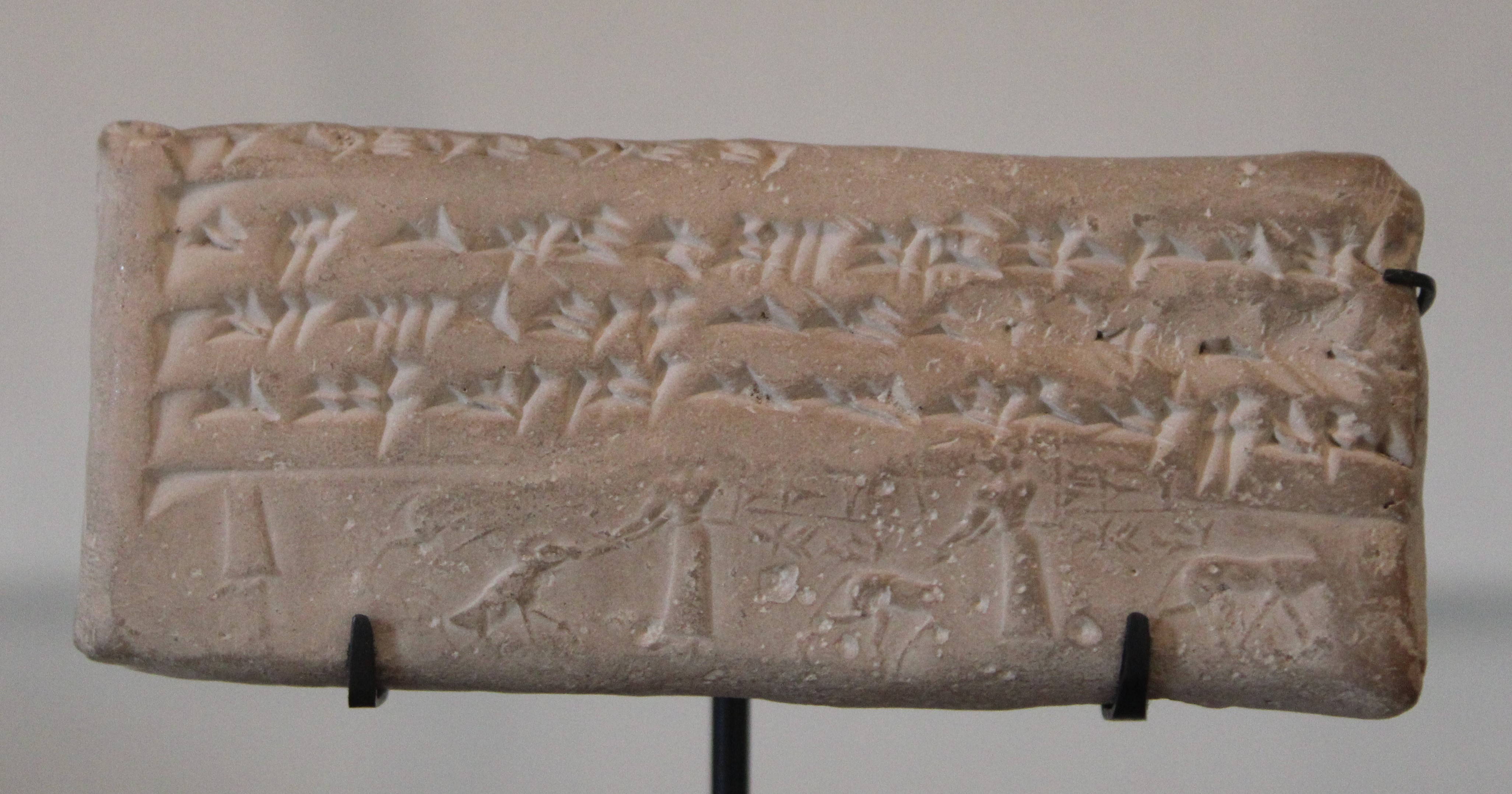
Contrat pour la tonte de 48 moutons, avec plusieurs empreintes d'un même sceau.

Plusieurs stèles de souverains néo-élamites tardifs, ou bien de dignitaires, ont été mises au jour, mais leur datation est compliquée par les débats sur la chronologie des règnes (traditionnellement ils sont assignés à la période antérieure à la prise de la ville par les Assyriens, mais les partisans d'une renaissance élamite après celle-ci les datent plutôt de cette seconde phase). C'est le cas d'une stèle fragmentaire en calcaire d'Adda-Hamiti-Inshushinak, qui se proclame « roi d'Anzan et de Suse », ou encore de la stèle de Shutruru, un personnage revendiquant plusieurs conquêtes militaires.

Objets de la période néo-élamite (musée du Louvre).
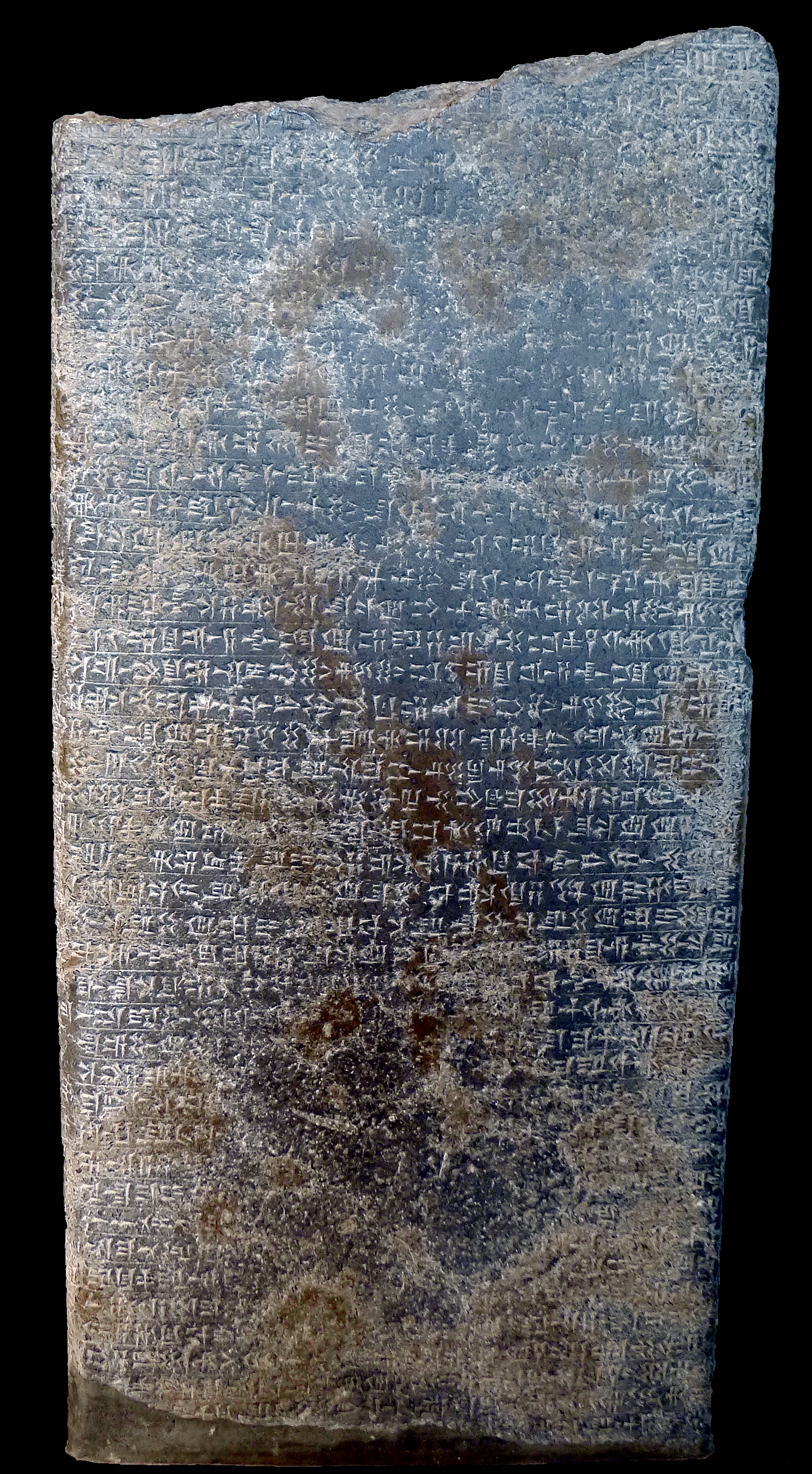
Stèle de Shutruru, VIIe siècle av. J.-C. (?).
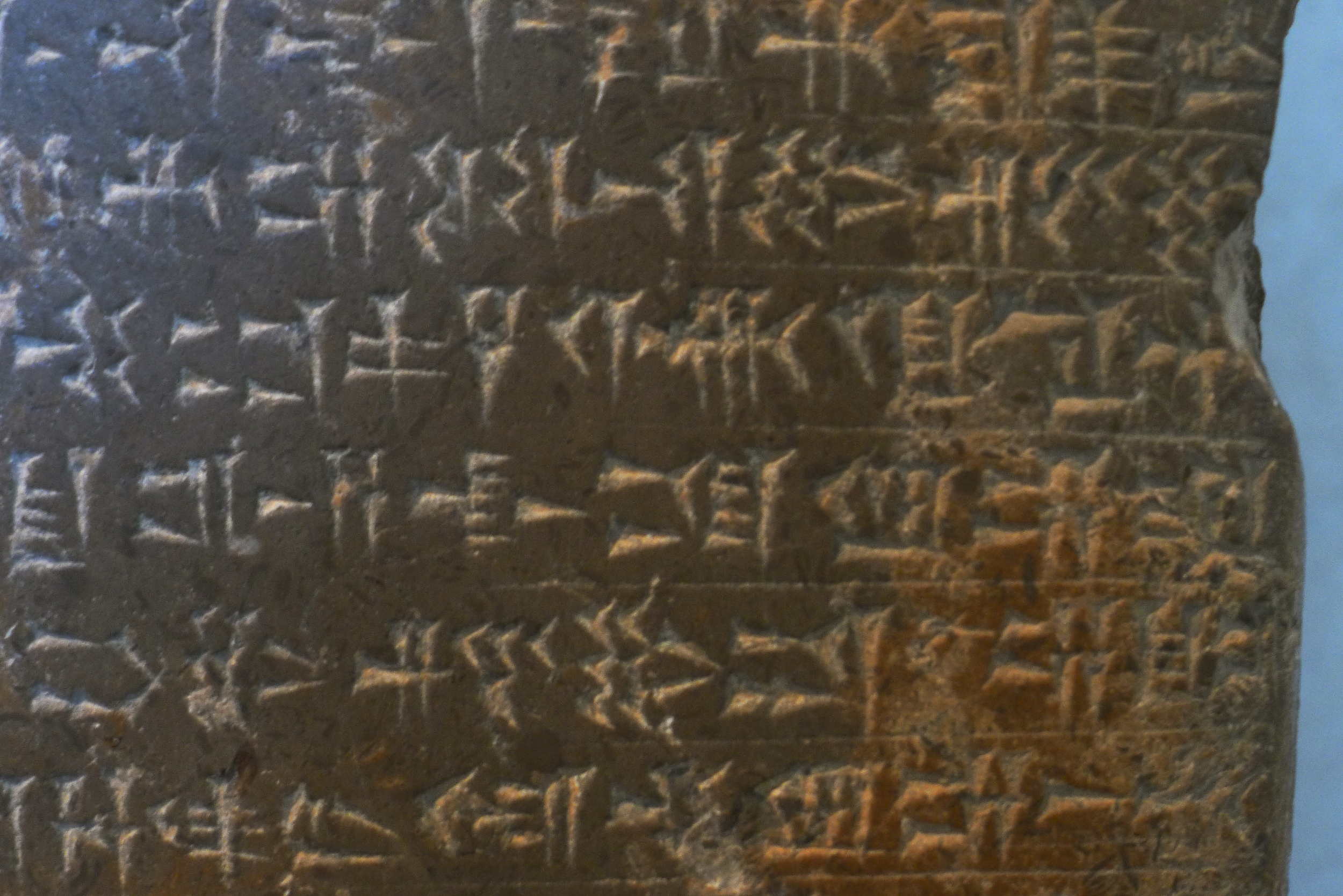
Détail de la stèle de Shutruru.
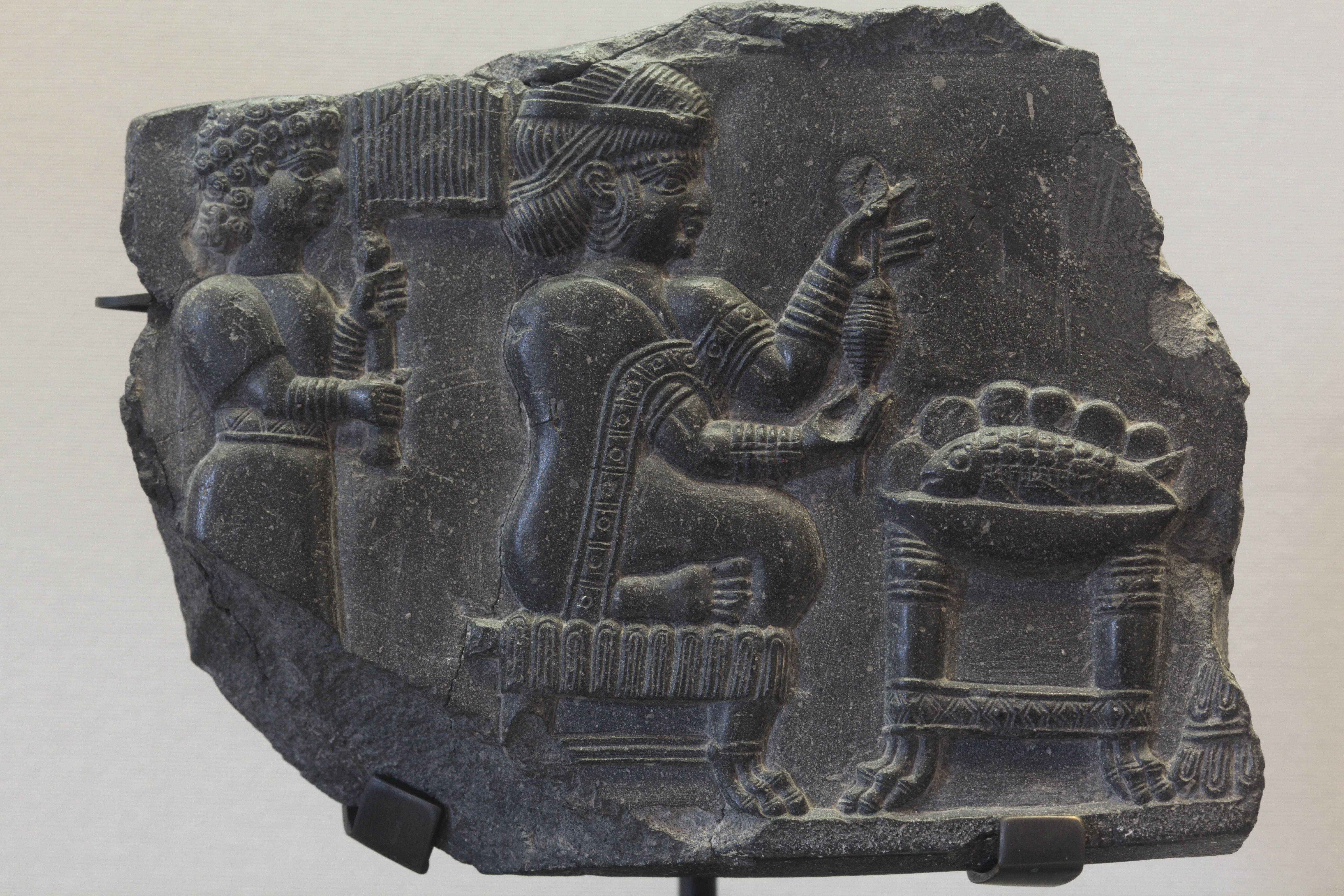
Bas-relief de la « fileuse », VIIIe – VIIe siècle av. J.-C.
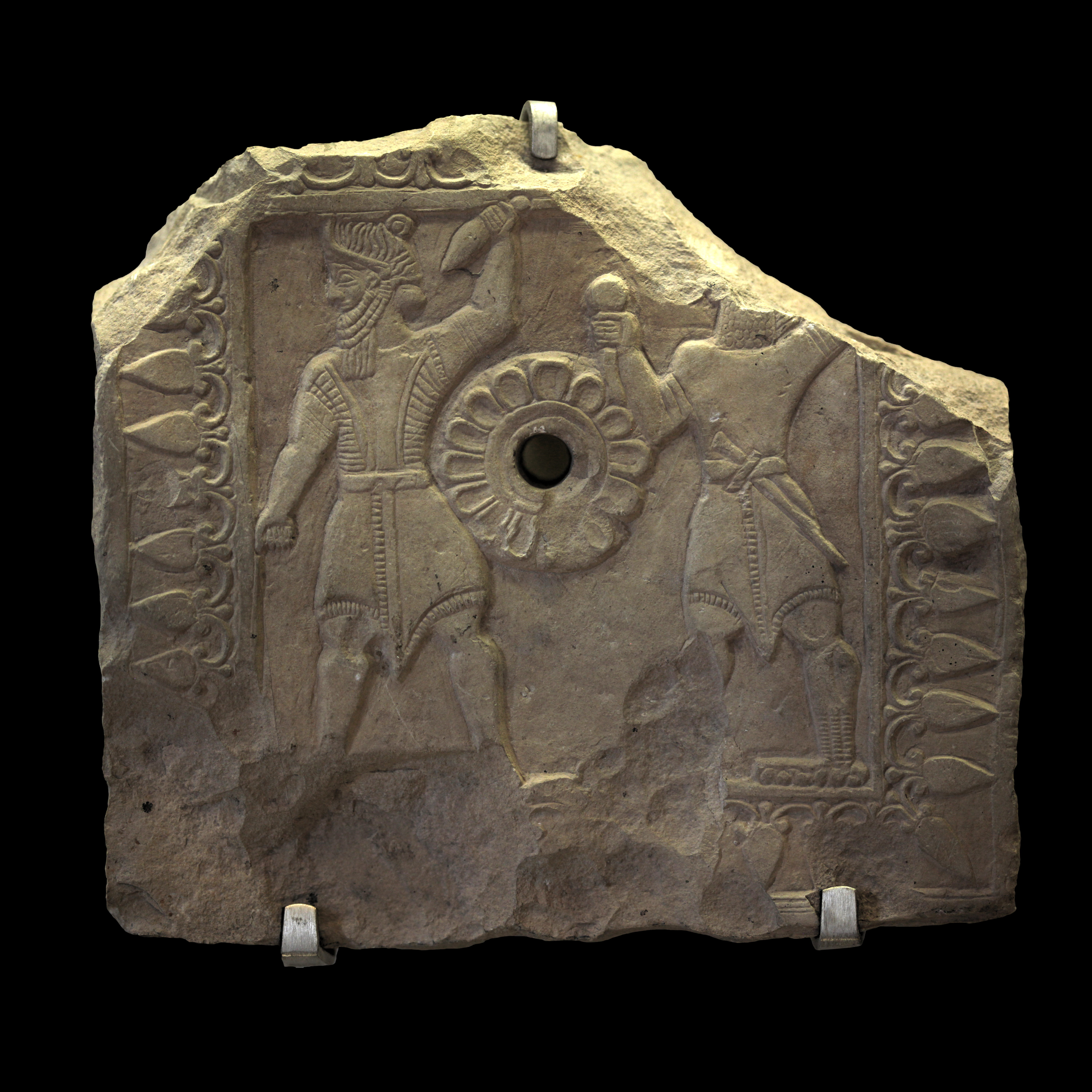
Carreau d'applique décoré d'un dieu guerrier et d'un démon à serres de rapaces.
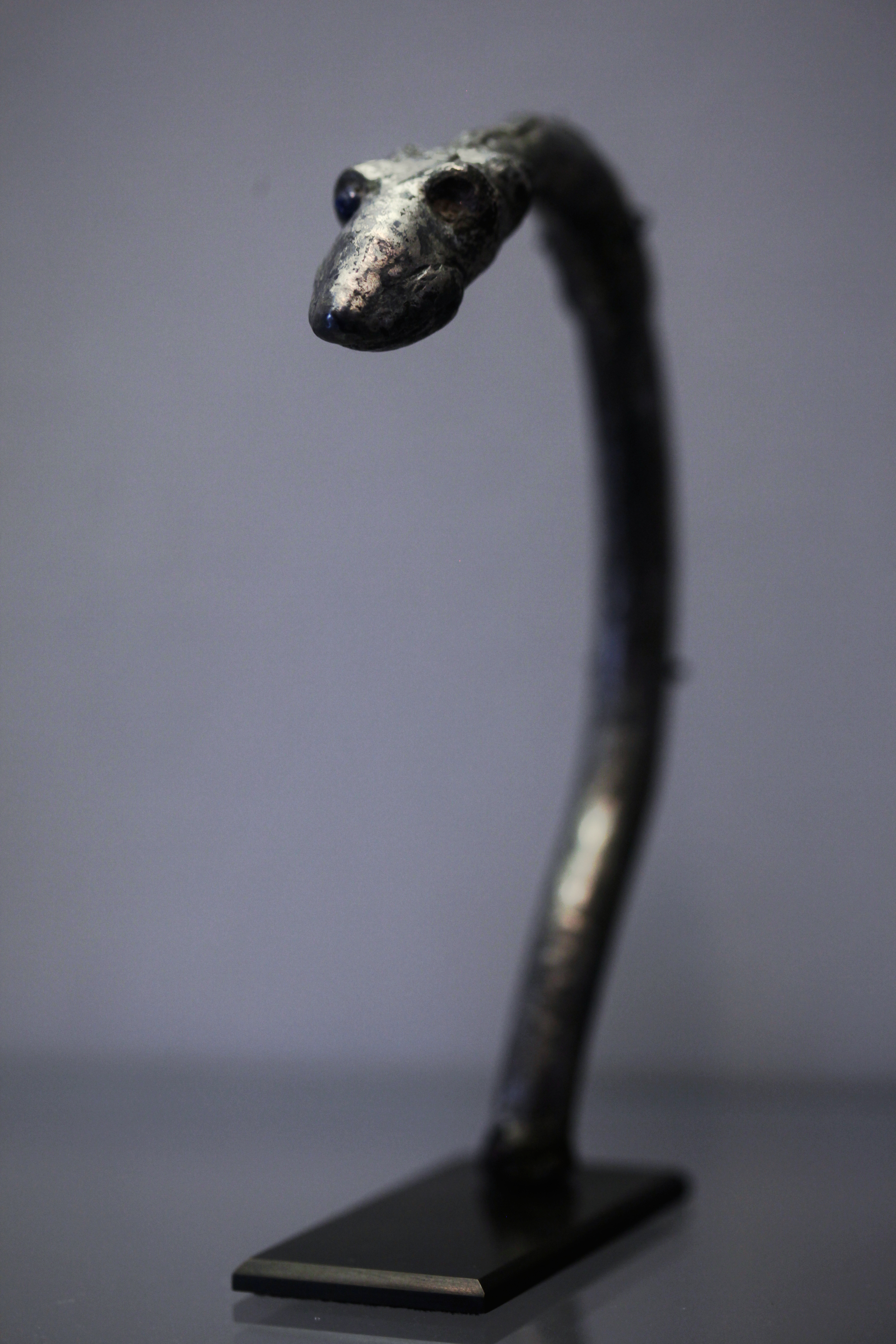
Tête de sceptre en argent et lapis-lazuli en forme de serpent, issue du dépôt de la « trouvaille du masque d'argent » sur l'Acropole.

### Les monuments élamites de Suse
Les principaux monuments de la Suse élamite étaient les sanctuaires érigés sur l'Acropole, et le palais royal qui se trouvait sur le tell de l'Apadana. Étant donné que les relevés archéologiques issus des fouilles de l'Acropole des campagnes de Morgan et Mecquenem sont peu fiables, et qu'il ait été impossible d'entreprendre des fouilles d'ampleur des niveaux élamites de l'Apadana, recouverts par le palais perse, l'analyse de ces édifices repose essentiellement sur les inscriptions laissées par les souverains élamites lorsqu'ils ont construit ou restauré ces édifices. Les connaissances sont meilleures pour la période médio-élamite, en particulier la dynastie des Shutrukides pour laquelle l'activité monarchique est la mieux documentée, même s'il est parfois problématique de comprendre le vocabulaire concernant les lieux de culte élamites.
Dans les textes élamites, le secteur de l'Acropole est désigné par le terme alimelu, manifestement dérivé de l'akkadien alū elû signifiant « ville haute » ou « ville élevée ». C'est le domaine de la divinité tutélaire de Suse, Inshushinak, parfois désigné comme le « Seigneur de l'Acropole » (temti alimelu), où se trouve son temple principal. Le secteur sacré de l'Acropole est également désigné sous le terme de kizzum. Il a probablement une dimension sacrée dès les temps pré-historiques, si on estime que la haute terrasse de la période Suse I était un édifice religieux.

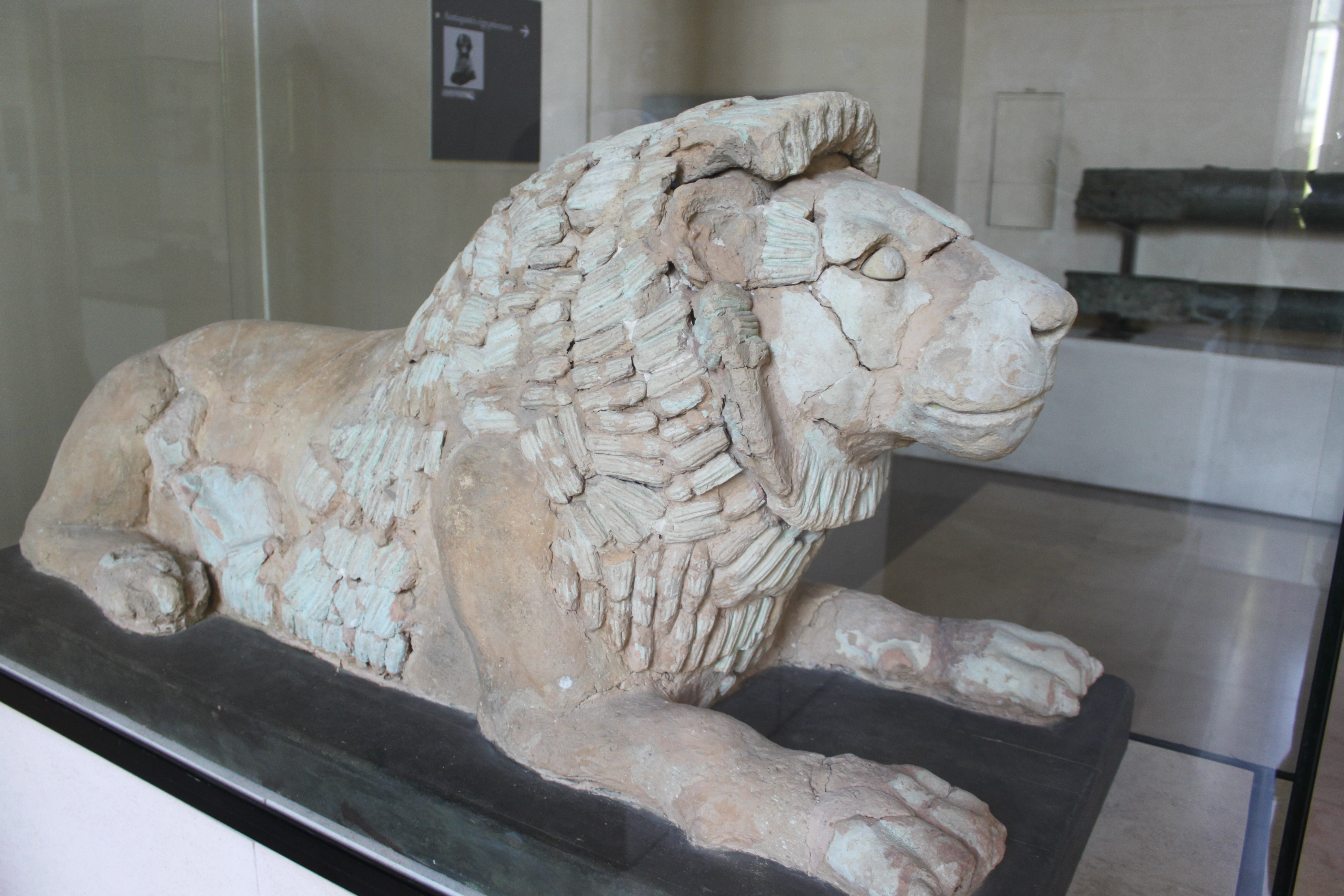
Statue de lion couché, en terre cuite à glaçure, mise au jour dans le secteur du temple d'Inshushinak, période médio-élamite (?). Musée du Louvre.

Le panthéon de Suse est donc dominé par la figure d'Inshushinak, littéralement « le Seigneur ((N)IN) de Suse (ŠUŠINAK) » en sumérien. Il est présenté comme celui qui pourvoit la royauté au souverain dominant Suse, et de nombreux souverains portent un nom théophore composé à partir de celui de ce dieu. Son temple principal est situé sur le rebord ouest de l'Acropole, sans doute adossé à la muraille qui devait protéger ce secteur de la ville. Les relevés archéologiques, difficiles à analyser, indiqueraient que l'édifice avait pour dimensions environ 40 × 20 mètres, avec une entrée donnant sur un parvis situé au centre du tell, placée sur son côté sud-est ou est, où ont été mis au jour les restes d'une porte décorée de reliefs de briques à glaçure, tandis qu'une esplanade pavée le bordait au sud. Les inscriptions de fondation mentionnent plusieurs restaurations d'un temple à Inshushinak, depuis l'époque de Shulgi, mais on ne sait pas s'il s'agit toujours de ce temple principal où d'autres édifices consacrés à ce dieu, puisqu'il est certain qu'il en a existé d'autres à Suse même. Des inscriptions d'époque paléo-élamite indiquent le nom cérémoniel du temple, en sumérien : é-ki-kù-an-na, « Maison, lieu pur du Ciel » ou é-ki-kù-nun-na, « Maison, lieu pur du Prince ». À côté de ce temple se trouvait une ziggurat (en élamite zagratume ou kunukkum), construite ou restaurée par Untash-Napirisha au XIVe siècle av. J.-C., mais peut-être présente dès le début du IIe millénaire av. J.-C., dédiée elle aussi à Inshushinak, qui n'a pas été retrouvée, car elle a sans doute été détruite, mais pourrait s'être située à l'ouest du temple d'Inshushinak, séparant celui-ci du temple de Ninhursag. Un autre édifice lié au culte d'Inshushinak, qui est mentionné dans les textes, apparemment associé à la ziggurat, est appelé haštu, peut-être une fosse, et pourrait être lié au rôle funéraire du dieu. Le secteur sacré de l'Acropole comprenait également des bosquets sacrés (husa en élamite), les textes médio-élamites mentionnant des « temples du bosquet », tandis que le récit de la destruction de Suse par Assurbanipal évoque également des bosquets secrets dédiés aux divinités élamites. Le sanctuaire d'Inshushinak devait par ailleurs abriter le culte d'autres divinités, notamment celles couramment associées à ce dieu dans les textes, Ishme-karab (ou Ishni-karab) et Lagamal (ou Lakamar).

« Moi, Shilhak-Inshushinak, fils de Shutruk-Nahhunte, serviteur bien-aimé d'Inshushinak, roi d'Anzan et de Suse : les rois, mes prédécesseurs, avaient construit un temple du Bosquet en briques crues - et qui l'avait construit, je ne le sais pas -, et, une fois déblayé, je l'ai (re)construit en briques cuites ; et pour ma vie, pour celle de Nahhunte-Utu, de Hutelutush-Inshushinak, de Shihina-hamru-Lakamar, de Kutir-Huban, d'Ishnikarab-huhun, d'Urutuk-El-halahu et d'Utu-ehihi-Pinigir, c'est à cette intention que pour notre sauvegarde j'en ai fait don à Inshushinak, à Lakamar, mon dieu. »

— Inscription de fondation de Shilhak-Inshushinak troisième quart du XIIe siècle av. J.-C.) sur la restauration d'un temple du bosquet à Inshushinak et Lakamar, avec des bénédictions pour la famille royale.
Un autre sanctuaire important mis au jour sur l'Acropole a été attribué par les fouilleurs à la déesse sumérienne Ninhursag, sur la foi d'une inscription du roi Shulgi retrouvée en plusieurs exemplaires sur le lieu, sur des tablettes et statuettes, mais il n'est plus mentionné dans les textes postérieurs. Il s'agit d'un ensemble d'édifices situé au centre du tell, sur une terrasse, avec un bâtiment principal mesurant peut-être 16 × 8 mètres, la cella pouvant avoir été la pièce de 6 m2 située sur son côté nord, où a été mise au jour la statue de la reine Napir-asu. Les constructions s'étendaient apparemment plus au nord encore, où se trouvaient des pièces ayant d'autres dépôts votifs (notamment la maquette du rituel du « lever de soleil »).
Les autres sanctuaires susiens sont connus par des inscriptions de fondations. Plusieurs évoquent ainsi un temple dédié à la déesse Inanna (Ishtar) à l'époque paléo-élamite, dont une qui la qualifie de « Dame de l'Acropole », ce qui indique que son temple se trouvait sur ce lieu, et que la déesse était sans doute vue à cette époque comme la parèdre d'Inshushinak, le « Seigneur de l'Acropole ». La déesse élamite Pinigir disposait d'un temple sur l'Acropole à l'époque médio-élamite. D'autres textes mentionnent des lieux de culte ou parties de lieux de culte (notamment des portes) dédiés aux divinités mésopotamiennes Adad, Nabû, Shala, Annunitum, ou aux divinités élamites Narundi, Napirisha, Kiririsha, Nahhunte, Shimut, Manzat, Ruhuratir, etc.
L'autre monument majeur de Suse, le palais (hiyan) des rois élamites, se trouvait sur le tell de l'Apadana, où lui a succédé le palais perse de Darius Ier, rendant ainsi impossible toute fouille d'envergure des niveaux élamites, seuls quelques sondages ponctuels ayant permis des trouvailles pour ces périodes, si tant est que les niveaux principaux n'aient pas disparu lors des travaux de terrassement liés à la construction du palais perse. Les découvertes archéologiques de ce secteur ont surtout dégagé des restes liés au sanctuaire qui s'y trouvait, le « temple extérieur » (kumpun kiduya) évoqué plus haut. Il s'agit d'un autre temple dédié à Inshushinak, identifié notamment par la présence sur place de bas-reliefs en briques moulées et émaillées d'époque médio-élamite, et d'inscriptions de fondation de la même époque.

## Une résidence royale achéménide

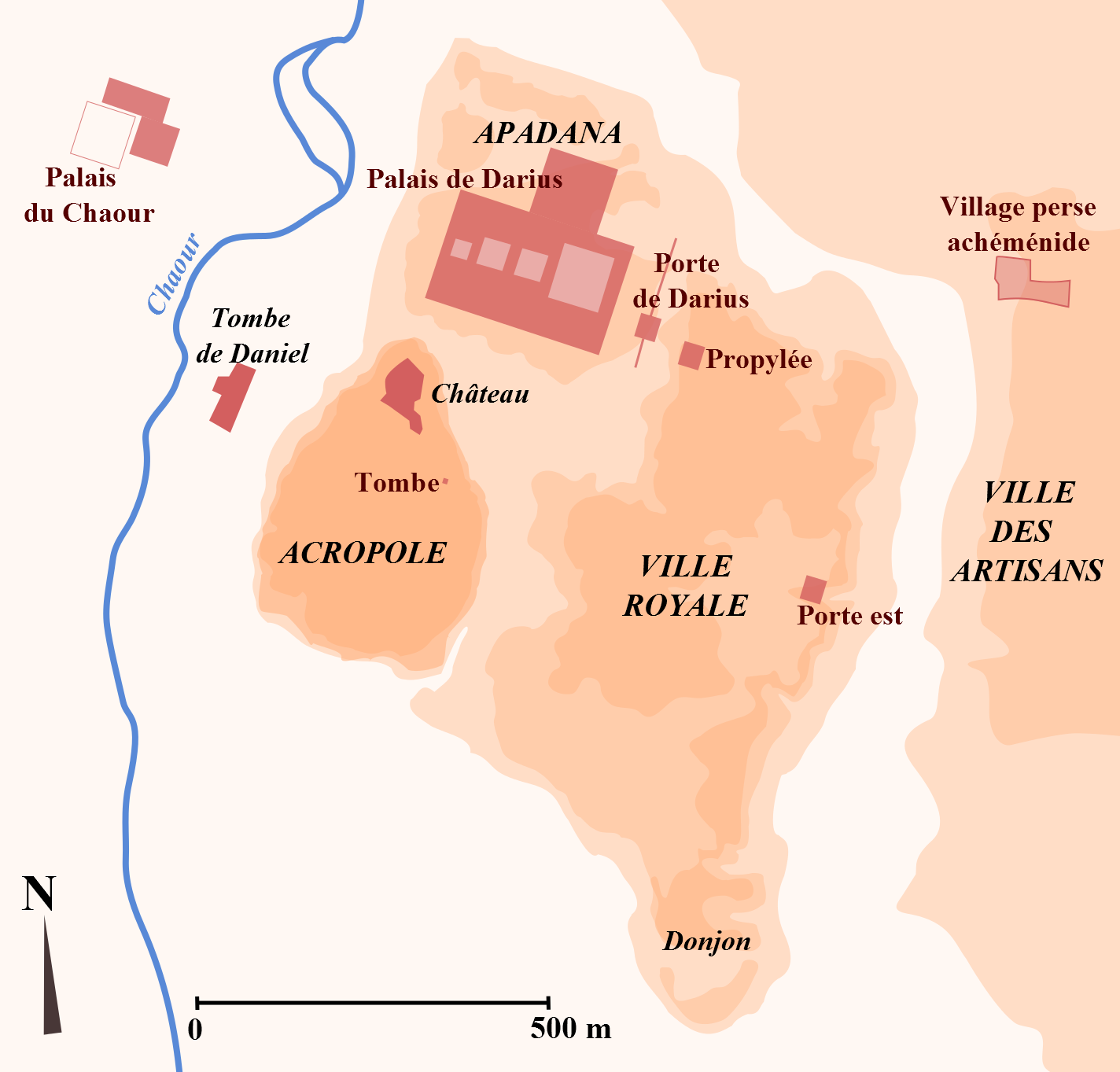
Localisation des principales zones de fouilles de Suse pour la période achéménide mentionnées dans l'article.

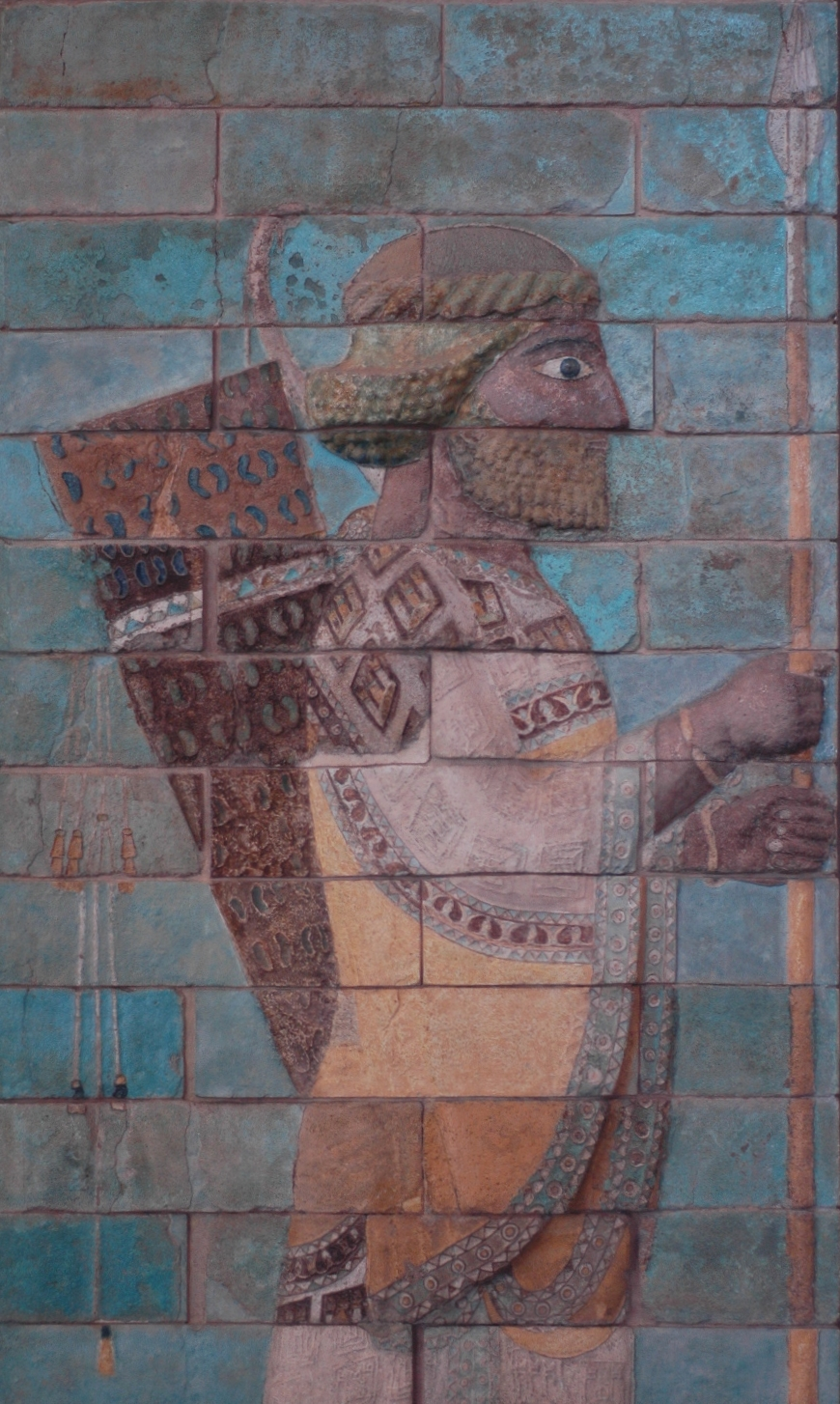
Lancier, détail de la frise des archers du palais de Darius. Bas-relief de briques émaillées, vers -510 Musée du Louvre.

Rapidement après la chute des derniers royaumes élamites vers le milieu du VIe siècle av. J.-C., Suse est intégrée dans l'Empire perse achéménide qui domine alors la majeure partie du Moyen-Orient. La décision du « Roi des Rois » Darius Ier d'en faire une de ses résidences lui donne une importante majeure, et se traduit par l'érection de monuments officiels, en premier lieu le grand palais du tell de l'Apadana, avec ses remarquables frises de briques glaçurées. En revanche il ne semble pas que la ville en elle-même ait été fortement peuplée en permanence, à l'image des capitales de Perse (Pasargades, Persépolis) qui s'animaient surtout lorsque la cour royale, de nature itinérante, y séjournait.

### Histoire et peuplement de Suse sous les Achéménides
Vers 539 si ce n'est avant, le roi Perse Cyrus II mit la main sur la Susiane, dans des conditions qui nous échappent puisqu'il n'y a aucun texte évoquant cela. La ville passe dès lors sous le contrôle des Achéménides. Sous Cyrus II et Cambyse, Suse n'est que la capitale de la satrapie d'Élam. Pour autant que l'on sache, ces rois n'entreprennent pas de travaux à Suse. Mais Darius Ier (521-485) en fait une de ses résidences (avec Persépolis et Pasargades ; il n'y avait pas à proprement parler de capitale dans l'Empire achéménide, puisque la cour était itinérante) et y entreprend en particulier la construction d'un palais royal sur le tell de l'Apadana. Ces travaux sont documentés par des tablettes de Persépolis et de Babylonie mentionnant l'envoi de travailleurs et de matériaux pour le chantier. Suse fut alors complètement réaménagée, sa topographie en fut modifiée par le terrassement des tells de l'Apadana et de la Ville Royale, tout cela étant renforcé par un solide glacis, qui enserrait les trois tells principaux de la ville, qui apparemment ne disposait pas de muraille. Sur le tell de la Ville Royale sont érigés une porte à l'est, pour accéder au tell, et les « Propylées » ouvrant l'accès à un rampe conduisant à la grande porte du tell du palais. Suse connut une des périodes les plus prestigieuses de sa très longue histoire. Elle fut peut-être la plus active des résidences royales perses, puisque les écrits grecs en rapport avec les rois achéménides les situent en général à Suse, et louent la splendeur de son palais. L'édifice semble avoir abrité un important trésor royal, et une administration gérant au quotidien le palais et ses dépendances, ce que semble impliquer la découverte de quelques documents similaires à ceux de l'archive des fortifications de Persépolis. Par la suite les rois achéménides continuèrent de séjourner régulièrement à Suse, comme indiqué notamment par des tablettes cunéiformes de Babylonie. Artaxerxès II fut le plus actif sur le site après Darius, puisqu'il rebâtit le grand palais (notamment l'Apadana), et se fit construire un palais en contrebas de la ville, sur le bord du Chaour, il organisa dans la ville les négociations préparant la paix d'Antalcidas (387/386 av. J.-C.). Il a également été proposé qu'un autre palais achéménide se soit trouvé dans le secteur du Donjon, au sud de la ville royale, où on a signalé quelques bases de colonnes, des briques à glaçures et des fragments d'orthostates, autant d'éléments que l'on retrouve dans ce type d'édifice, mais cela est loin d'être assuré (il pourrait s'agit d'objets déplacés postérieurement),,.
Néanmoins, Suse ne paraît pas connaître de développement urbain conséquent malgré ce rôle de résidence royale, et la population sédentaire de Susiane semble faible. Peu de zones urbanisées ont pu être identifiées pour la période achéménide de Suse ; dans la « Ville des artisans », à l'écart des secteurs monumentaux, le « Village perse achéménide » serait mal nommé, puisqu'il n'aurait en fait été réoccupé qu'à la toute fin de cette époque et au début de la suivante. Mais on y a tout de même retrouvé une tablette datée du règne d'un des souverains, nommé Artaxerxès, qui fait partie de la poignée de tablettes retrouvées à Suse pour cette période, mentionnant notamment la présence de gens ayant des noms égyptiens, peut-être descendants de personnes déportées là du temps de la conquête de leur pays par Cambyse, ou pour la construction du palais de Darius. Cette communauté est également attestée par un fragment de sarcophage décoré d'un bas-relief et de hiéroglyphes mis au jour sur le Donjon, et divers petits objets à usage probablement funéraire, de facture égyptienne.
Devant le peu de constructions repérées sur les tells susiens, en dehors de l'Apadana (et des deux portes de la Ville Royale) pour l’époque achéménide, et surtout vu l'absence d'espaces résidentiels autres que ceux des souverains, des hypothèses ont été formulées : il est possible que l’habitat ait été constitué de matériaux peu solides, vite périssables, qui n’ont laissé aucune trace archéologique, ou bien qu'il ait été très dispersé, avec de grands espaces non bâtis. Cela pourrait être lié au caractère itinérant de la cour perse, même s'il faut admettre qu'il y avait bien une administration permanente dans le palais royal. Il devait donc y avoir un fort contraste dans le paysage urbain entre l’ampleur et la solidité des constructions des rois perses et la faiblesse des constructions privées. Mais la possibilité demeure que ces dernières aient disparu à la suite de nouveaux aménagements aux époques ultérieures, sans pour autant avoir été des bâtiments de faible qualité... Quoi qu’il en soit, le résultat est que ce sont les constructions royales qui sont de loin les éléments les mieux connus de la cité pour les Ve – IVe siècles.

### Le palais royal

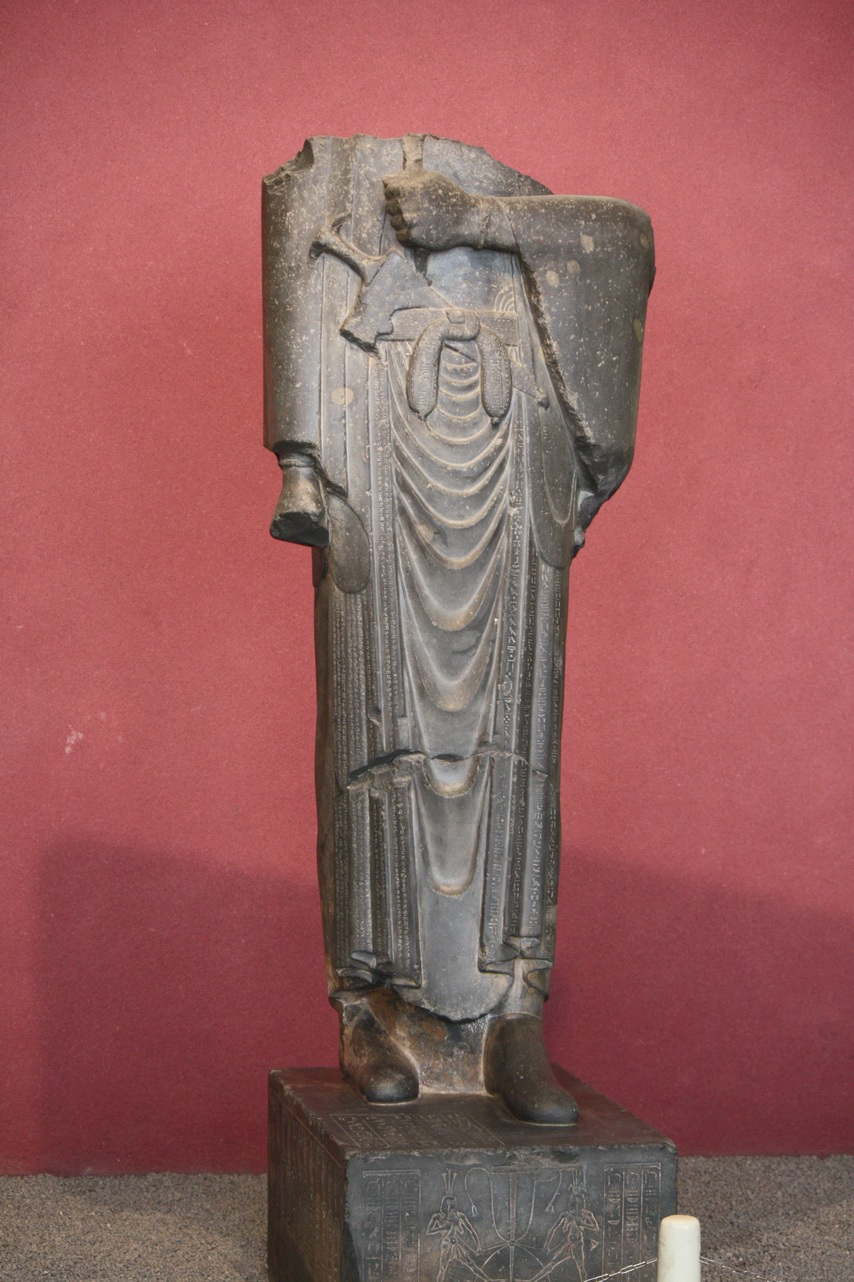
Statue égyptienne de Darius Ier, disposée à l'entrée de l'esplanade du palais royal. Musée national d'Iran.

Le monument principal de la période achéménide est le palais de Darius Ier. Le roi l'a fait bâtir au début du Ve siècle av. J.-C., et l'édifice a fait l'objet d'une restauration sous Artaxerxès II au début du IVe siècle av. J.-C..
Le palais fut érigé sur une terrasse artificielle de 12 hectares, la « terrasse de l'Apadana » des fouilleurs de Suse, qui était sans doute à l'origine l'emplacement du secteur palatial élamite, la fonction de cette zone n'étant donc pas modifiée par les Perses. L'accès vers le palais depuis le tell voisin de la Ville Royale (à l'est) se faisait par une rampe de briques crues longue d'une quarantaine de mètres, ouverte en contrebas par une avant-porte ou « Propylées », une construction carrée de 24 mètres de côté située en partie sur l'emplacement du chantier A, et constituée d'un passage axial de deux salles entouré de petits portiques. La grande porte du tell du palais en elle-même est un vaste bâtiment de 40 mètres de longueur sur 28 de large, disposé autour d’une salle carrée à quatre colonnes. Elle repose sur des fondations solides : un grand remblai a été réalisé, consolidé par de grands murs de soutènement, afin de supporter les édifices de la terrasse palatiale. On a retrouvé une grande statue de Darius Ier, venue d'Égypte, qui était à l’origine une des deux statues colossales gardant l'entrée du côté de la vaste esplanade carrée ouvrant sur le palais.
Une esplanade permettait d’accéder à la résidence royale. Cet édifice est un vaste quadrilatère de 246 × 155 mètres, couvrant 38 000 m2. L’entrée se fait à l’est, par une double salle de garde. Vers l'ouest, on accède à une série de trois cours intérieures, et de salles plus petites. La première cour, à l'est, est la plus vaste (64 × 55 mètres), et était ornée d’une « frise des Lions », dégagée par Marcel Dieulafoy. Elle ouvrait au nord sur l'Apadana, et à l'ouest sur la cour centrale, mesurant 36 × 33 mètres, puis encore à l'ouest sur une troisième cour, ou cour d'honneur (36 × 31 mètres). Elle est la plus richement décorée, et a un sol pavé de grands carreaux de briques cuites. Au sud de celle-ci se trouverait la zone résidentielle du roi, à laquelle on accédait par un vestibule, puis une antichambre de 35 × 9 mètres chacun, conduisant à la chambre royale (70 m2). Sur les côtés est et ouest de ces unités sont disposées des petites pièces, interprétées comme un ensemble de magasins et de bureaux de la chancellerie. Au sud des appartements royaux, un petit passage permettait d'accéder à un groupe de cinq appartements qui pourraient avoir été ceux des épouses royales. Tout à l'ouest du bâtiment, une petite cour ouvre sur une petite porte offrant une autre sortie de l'édifice. L'organisation et la fonction des parties situées au nord de la cour d'honneur n'est pas claire : il pourrait s'agir d'autres appartements ; on pourrait trouver au nord-ouest de l'édifice d'autres unités organisées autour de cours internes, peut-être bâties plus tardivement, sous Artaxerxès II, mais cela n'est pas clair. La présence d'un étage au-dessus des appartements royaux est également débattue.

Ruines du palais royal de Suse.
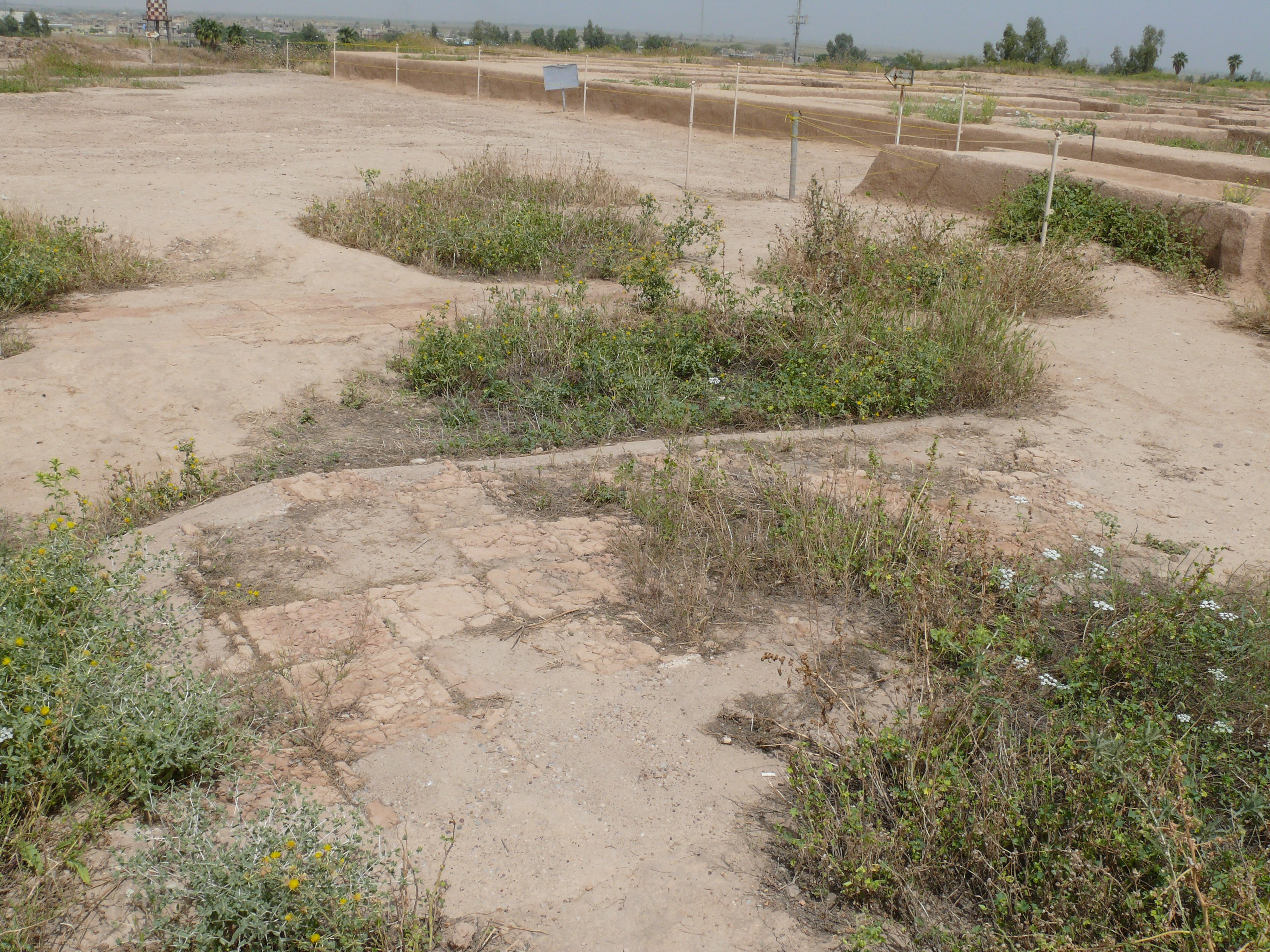
Pavement en carreaux d'argile crue séchée, porte de Darius.
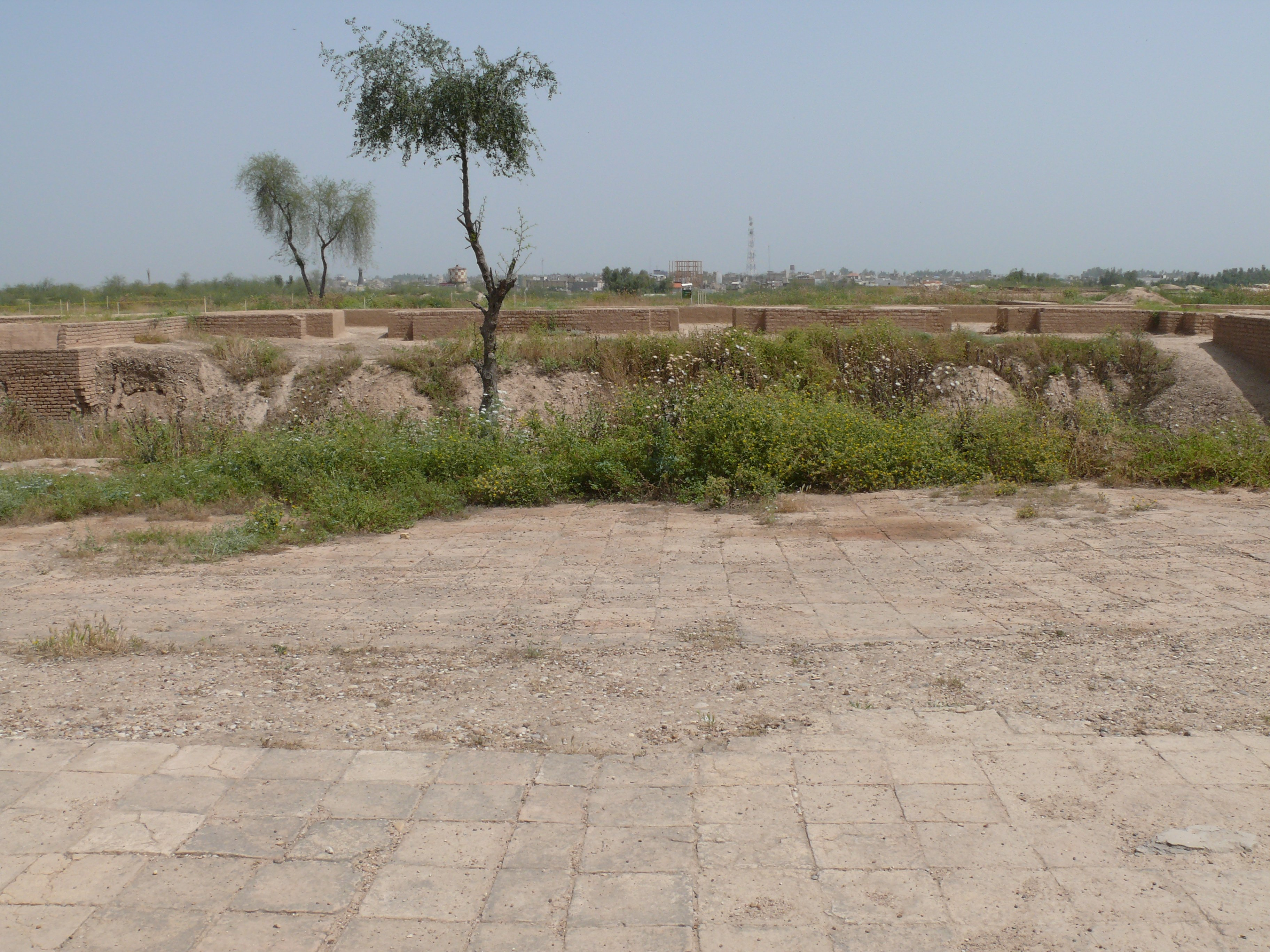
Pavement en carreaux de brique crue séchée et cour excavée.
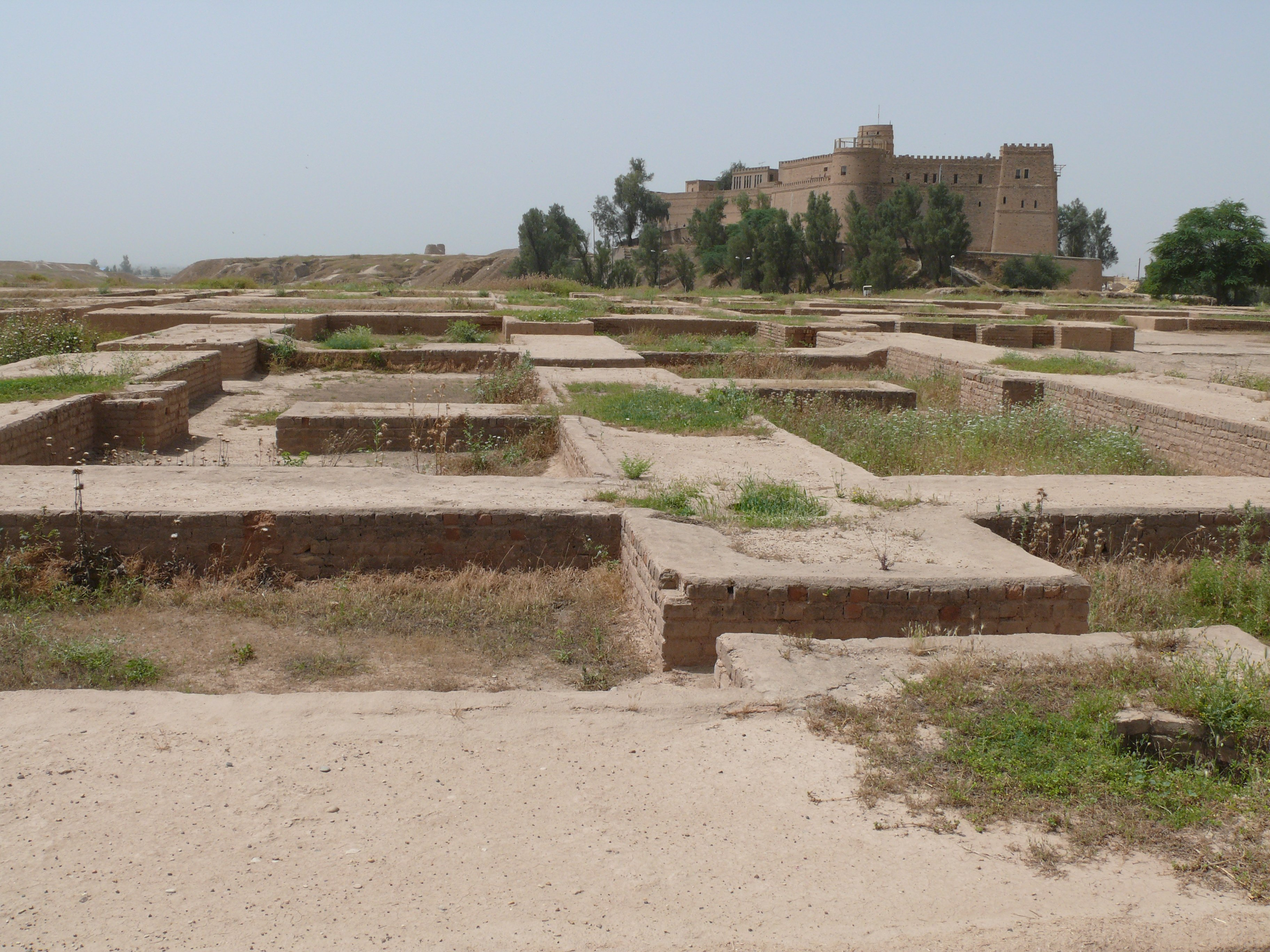
Résidence royale et château en arrière plan.
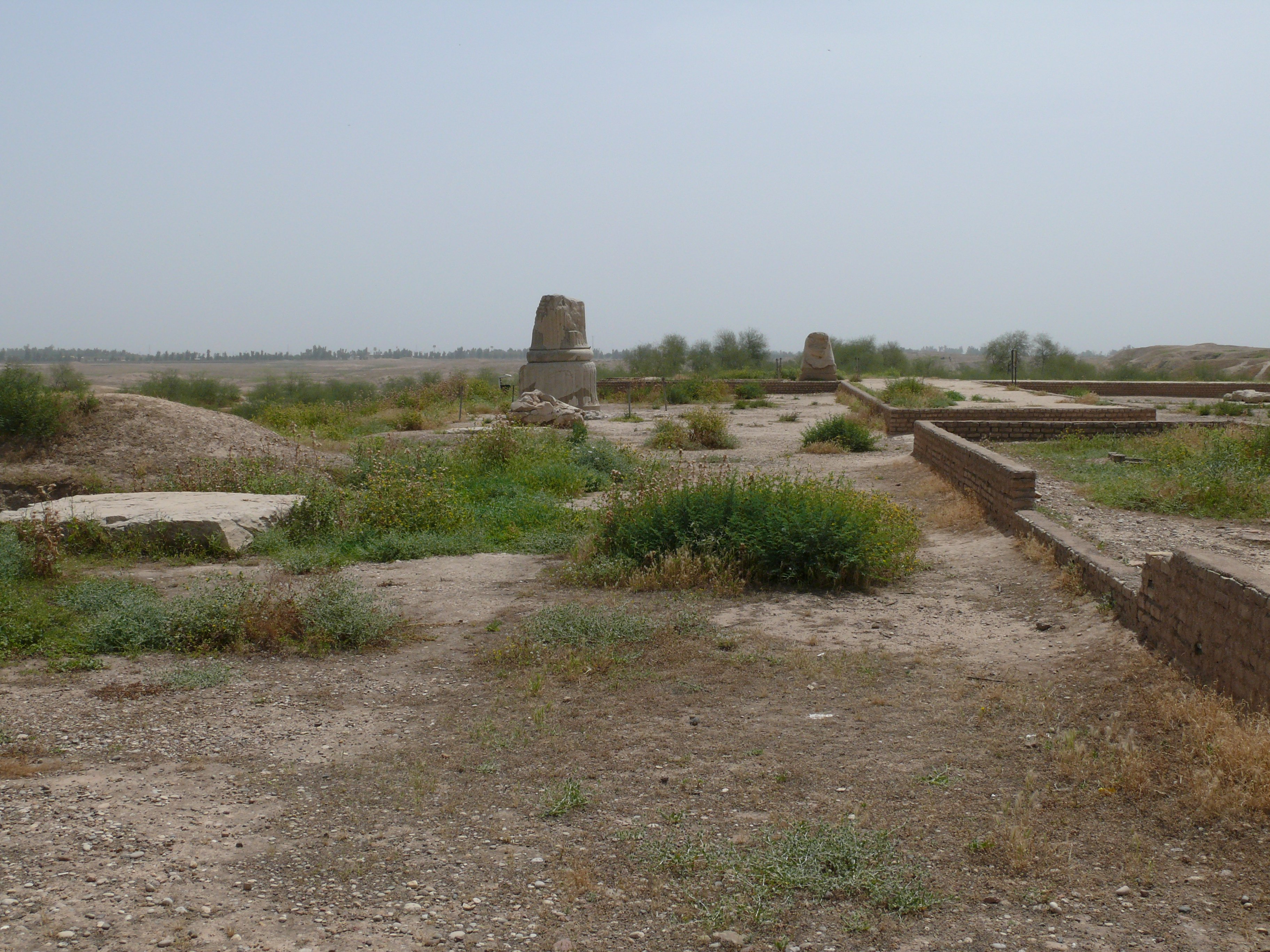
Portique nord de l'Apadana.
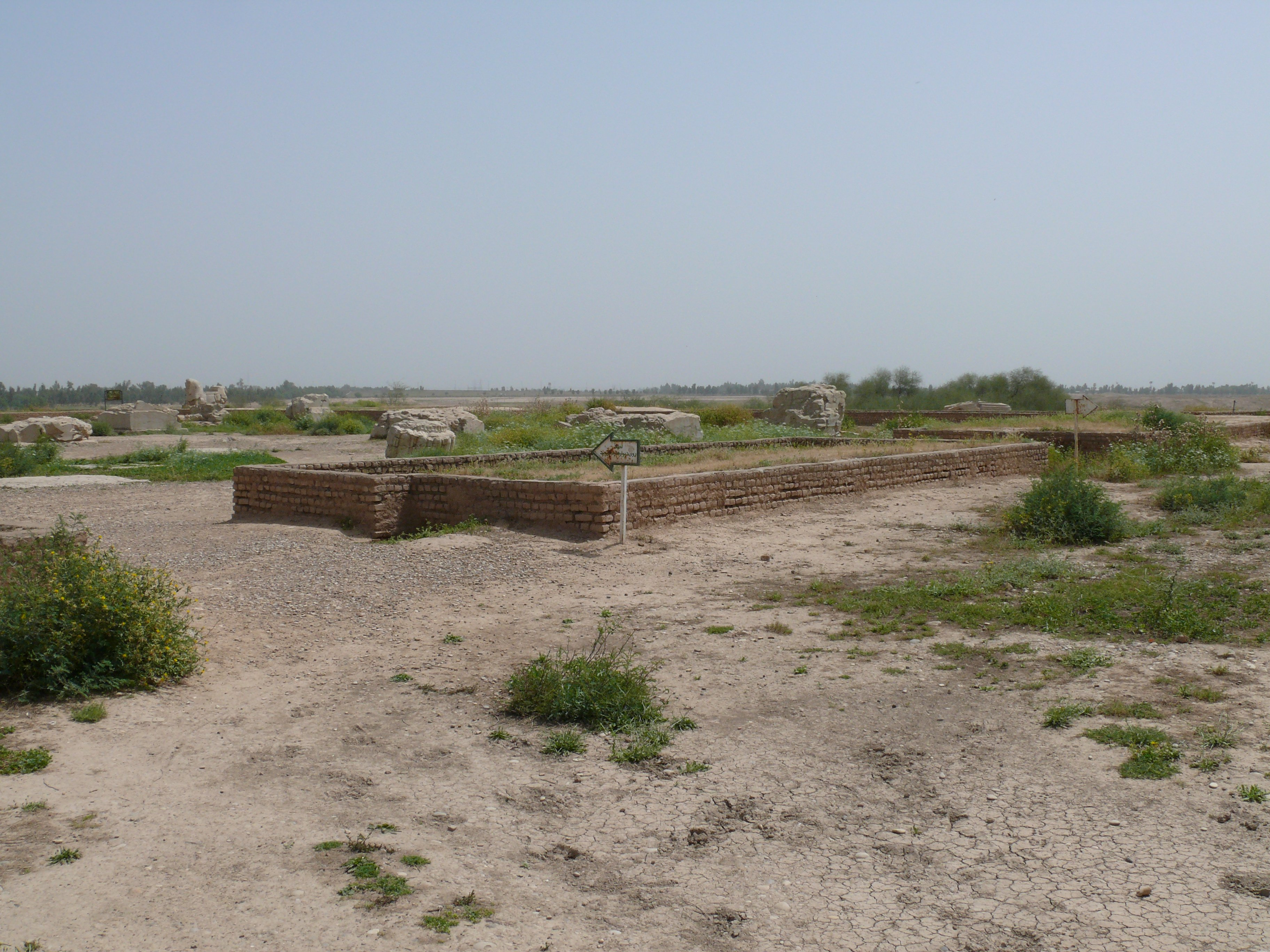
Façade sud et passages royaux l'Apadana.

Le palais royal de Suse est notamment connu pour ses frises de briques glaçurées en pâte siliceuse, retrouvées en grand nombre sur le tell de l'Apadana, type de décor qui avait déjà une longue histoire à Suse, mais qui puise ici surtout dans le répertoire iconographique mésopotamien. Seule la « frise des lions », mise au jour lors des campagnes des Dieulafoy, a un contexte de découverte assuré, à savoir la grande cour orientale. Elle était disposée sur le haut du mur, surmontée par des créneaux dont la forme apparaît encore, et représente comme son nom l'indique une frise de lions passants, encadrés de frises secondaires de rosettes, lotus et motifs géométriques. D'autres frises représentaient des animaux hybrides : taureaux ailés, chimères. L'autre type de décor est la « frise des archers », reconstituée à partir de briques éparpillées sur tout le site, et dont on ignore l'emplacement originel. Elle représente des files de soldats armés d'une lance, d'un arc et d'un carquois, vêtus de la tunique d'apparat perse, encadrés eux aussi de frises secondaires. Par ailleurs une autre frise de briques glaçurées, sans doute disposée dans l'Apadana, représentait en relief des soldats, armés d'une seule lance. Le décor du palais comprenait également des briques non glaçurées, représentant en relief des animaux ou des soldats.

Décorations murales du palais royal (musée du Louvre).
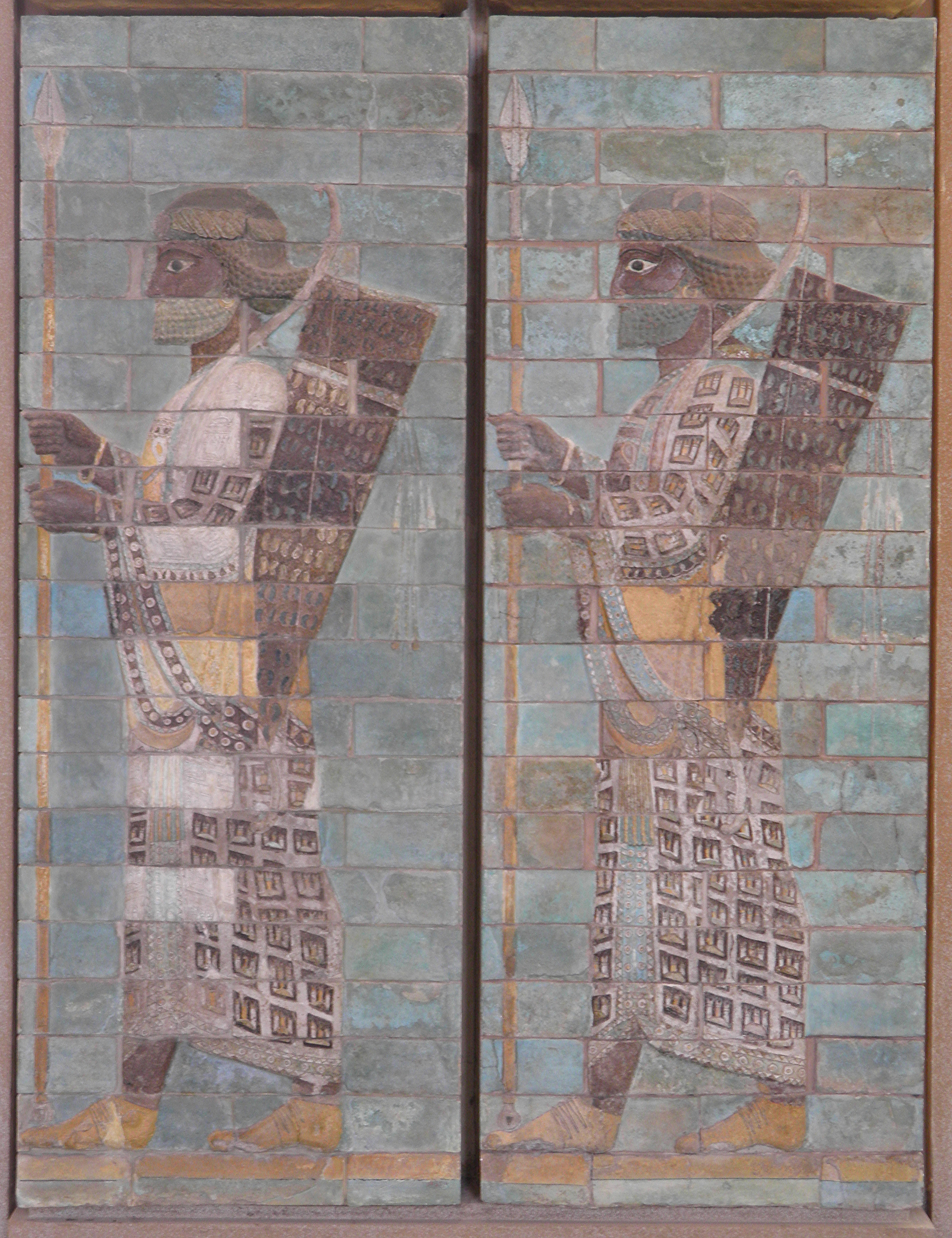
Frise des archers.
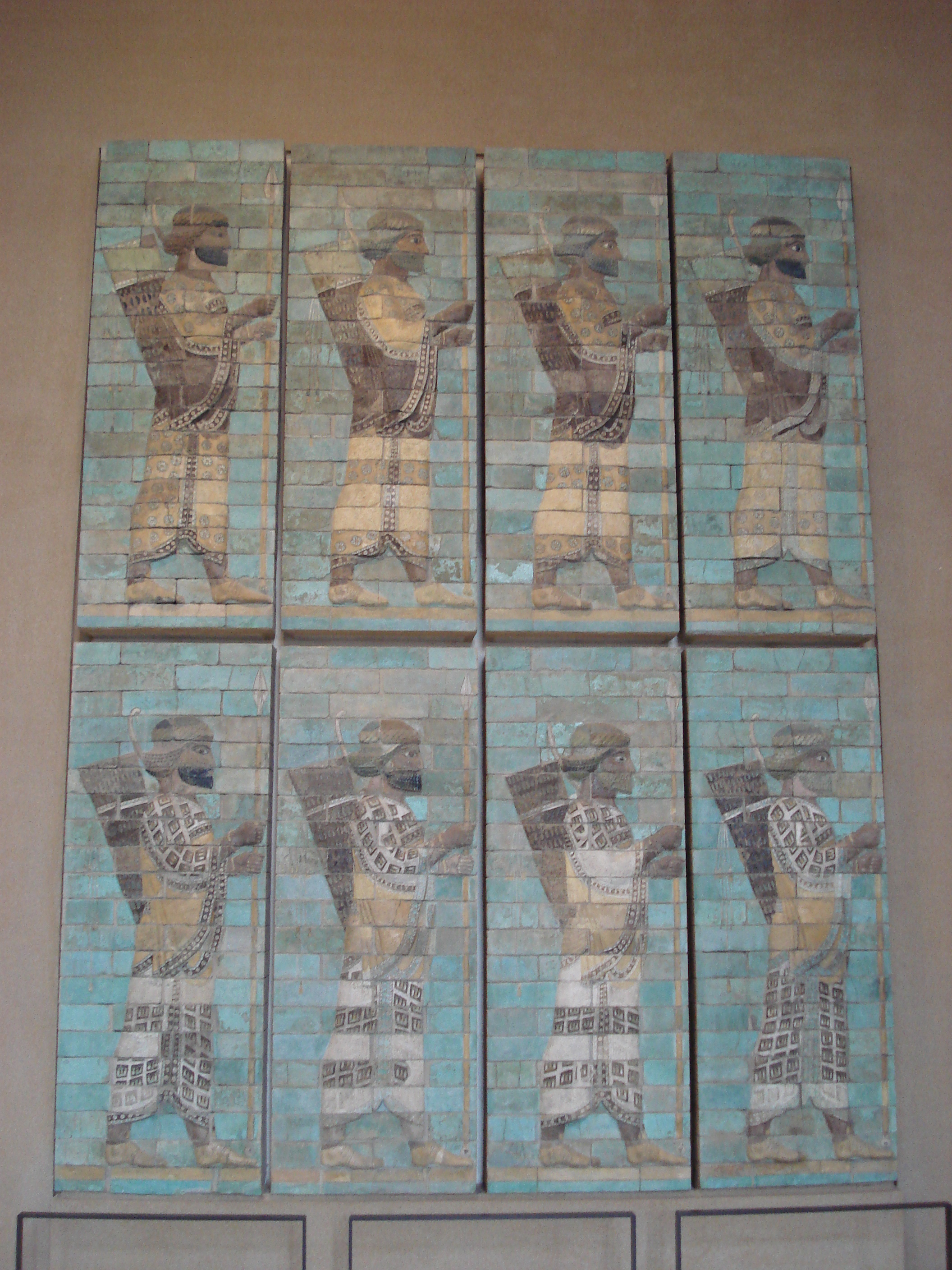
Frise des archers.
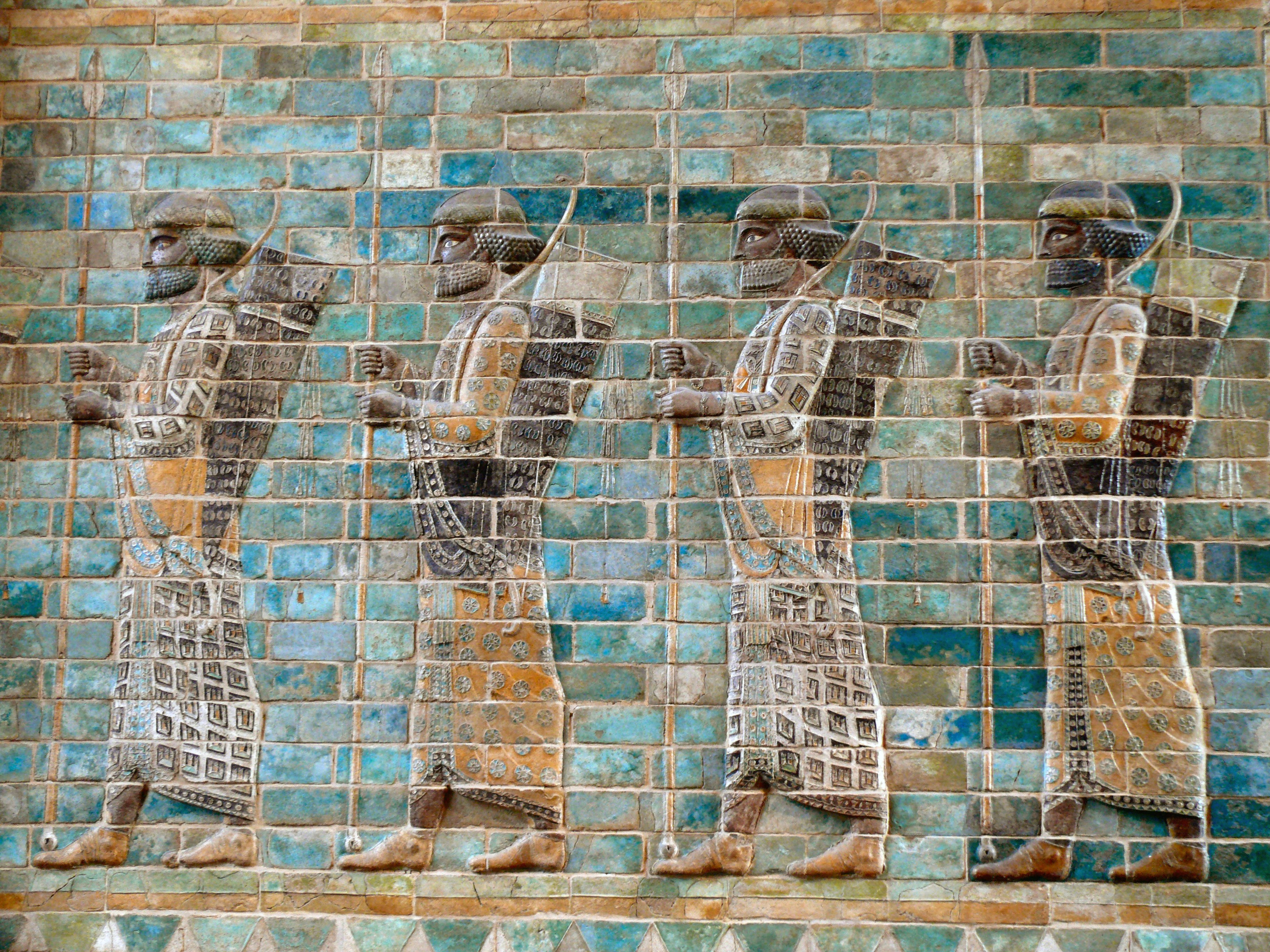
Frise des archers.
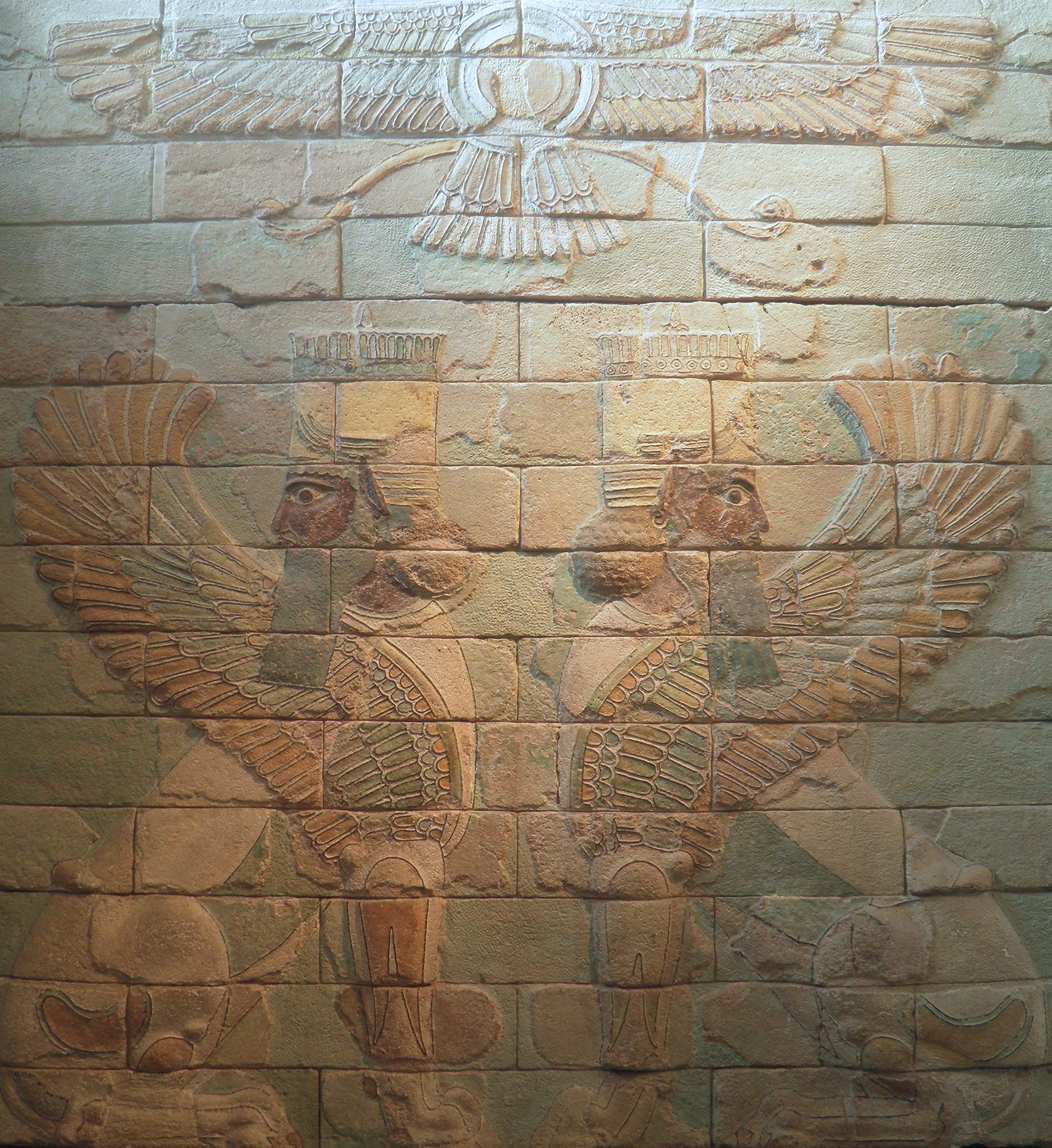
Chimères.
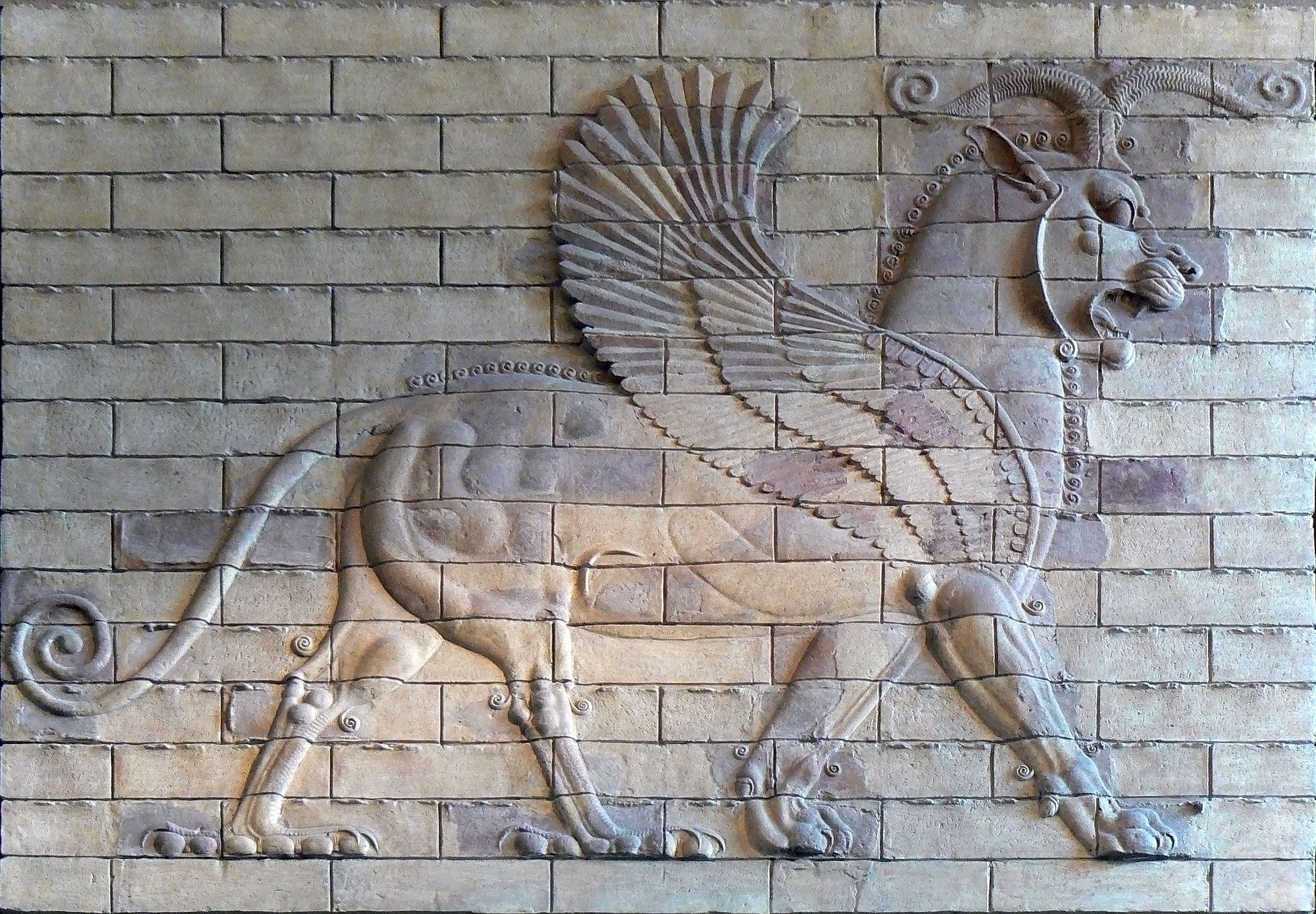
Chimère.
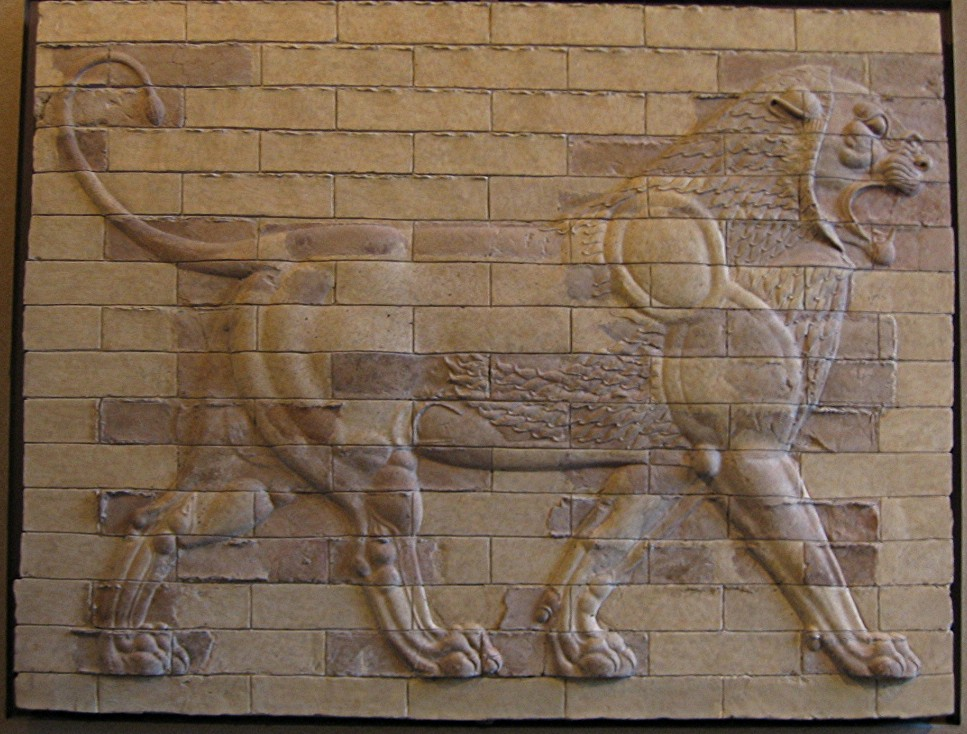
Lion.
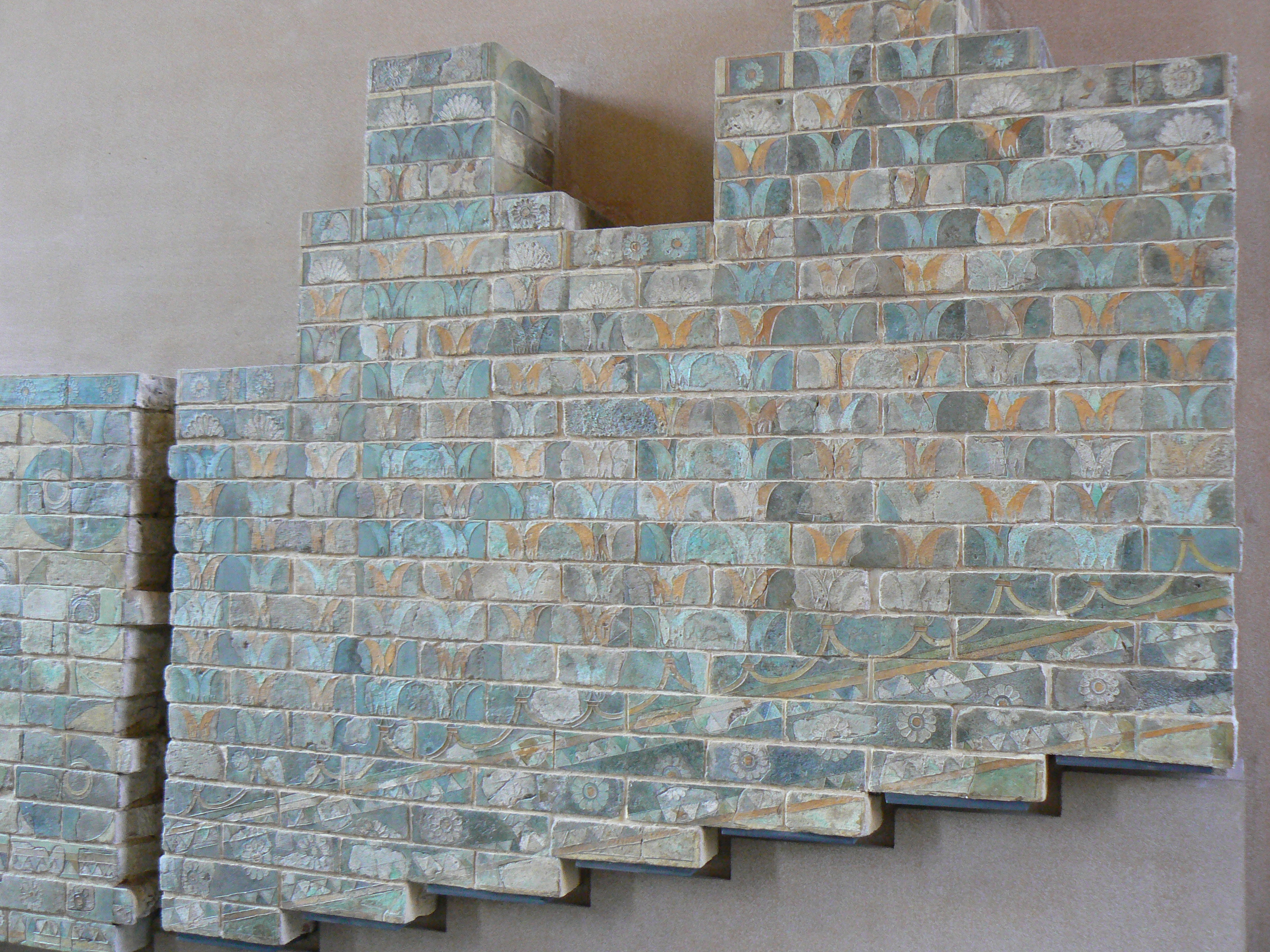
Décoration murale d'un escalier.
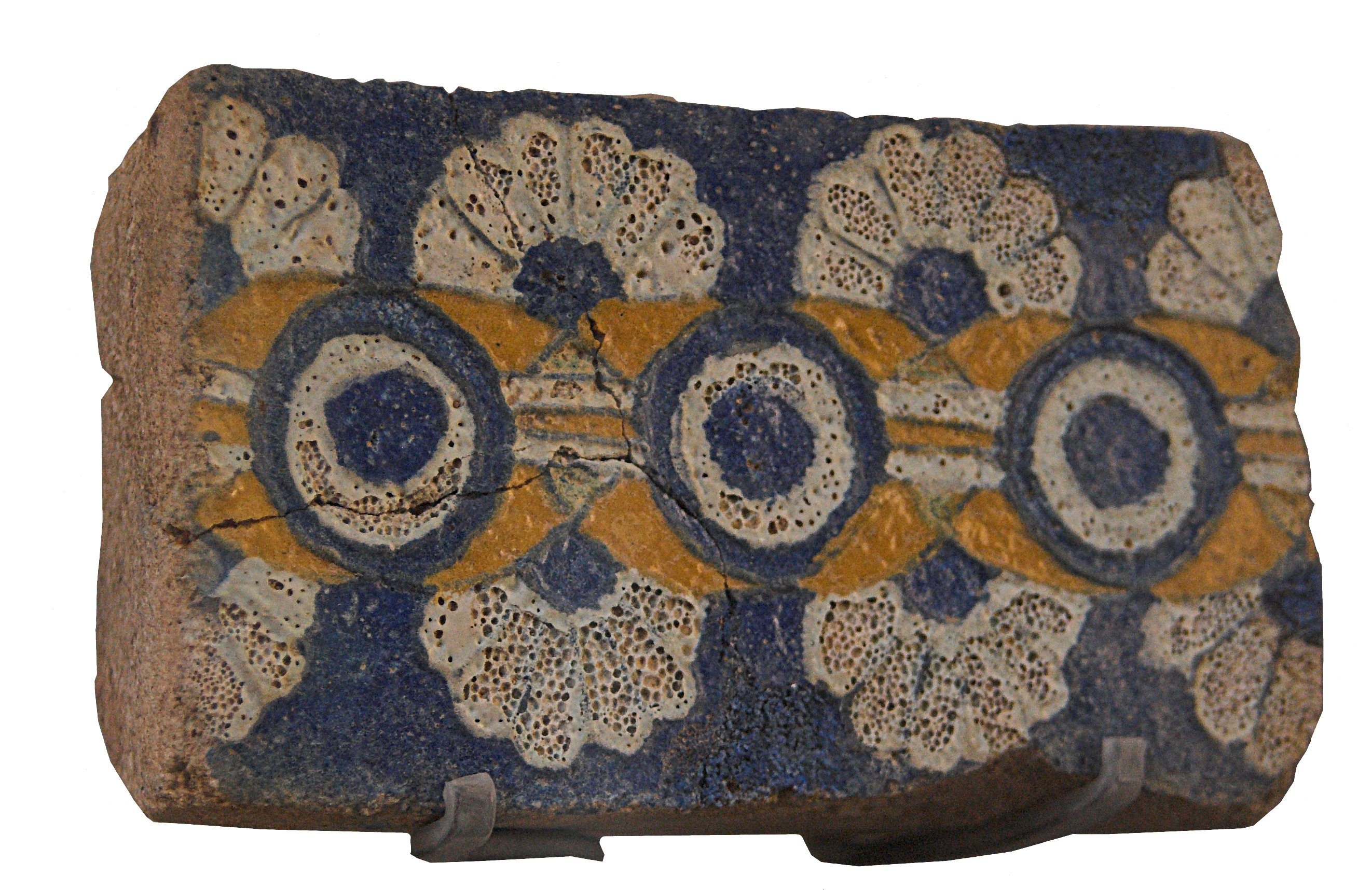
Fragment de décoration florale.
Fragment de décoration murale.

L’Apadana à proprement parler, salle d’audience royale caractéristique de l'architecture des grands palais perses, a été construit au nord du palais, autour de jardins. Il s’agit d’un grand édifice de base carrée de 109 mètres de côté. Il s’organise autour d’une salle centrale carrée (58 mètres de côté), dont le plafond (en bois) est supporté par six rangées de six colonnes (donc trente-six en tout), qui ont une base carrée, et devaient s’élever à plus de 20 mètres de hauteur. Les côtés ouest, nord et est de l'Apadana permettaient d'accéder par des portes à double battants à trois portiques (avec chacun deux rangées de six colonnes). Les colonnes étaient couronnées d’un chapiteau à double protomé de taureau (d'inspiration mésopotamienne) précédées par des volutes (de type grec), où s’encastraient les poutres du plafond. Leurs bases étaient carrées dans la salle d'audience, campaniforme à décor géométrique ou floral (renvoyant à des modèles égyptiens) sous les portiques. Quatre tours avaient été bâties aux angles de l’édifice.

Chapiteaux et colonnes de l'Apadana.
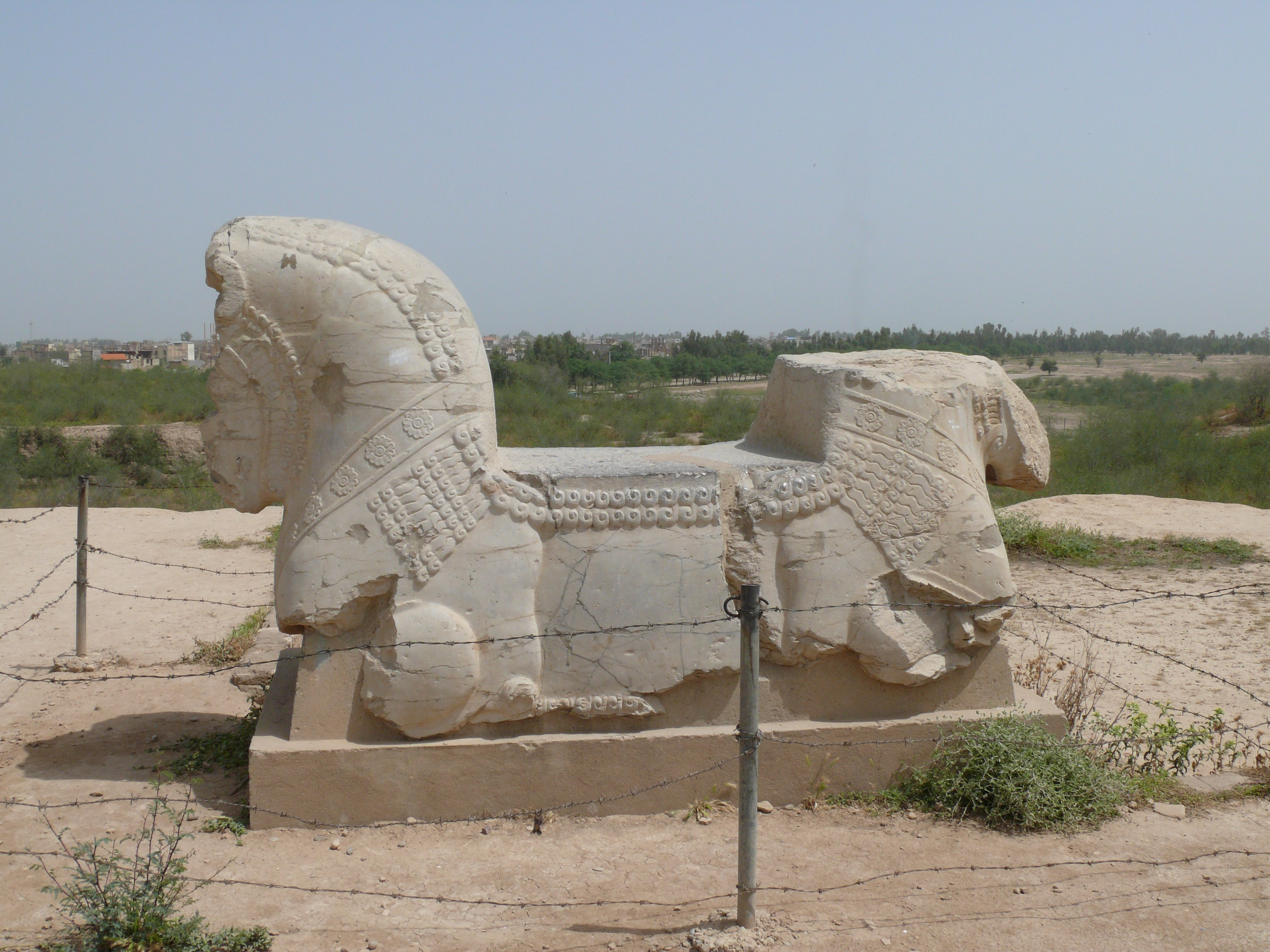
Reste d'un chapiteau sur le site.
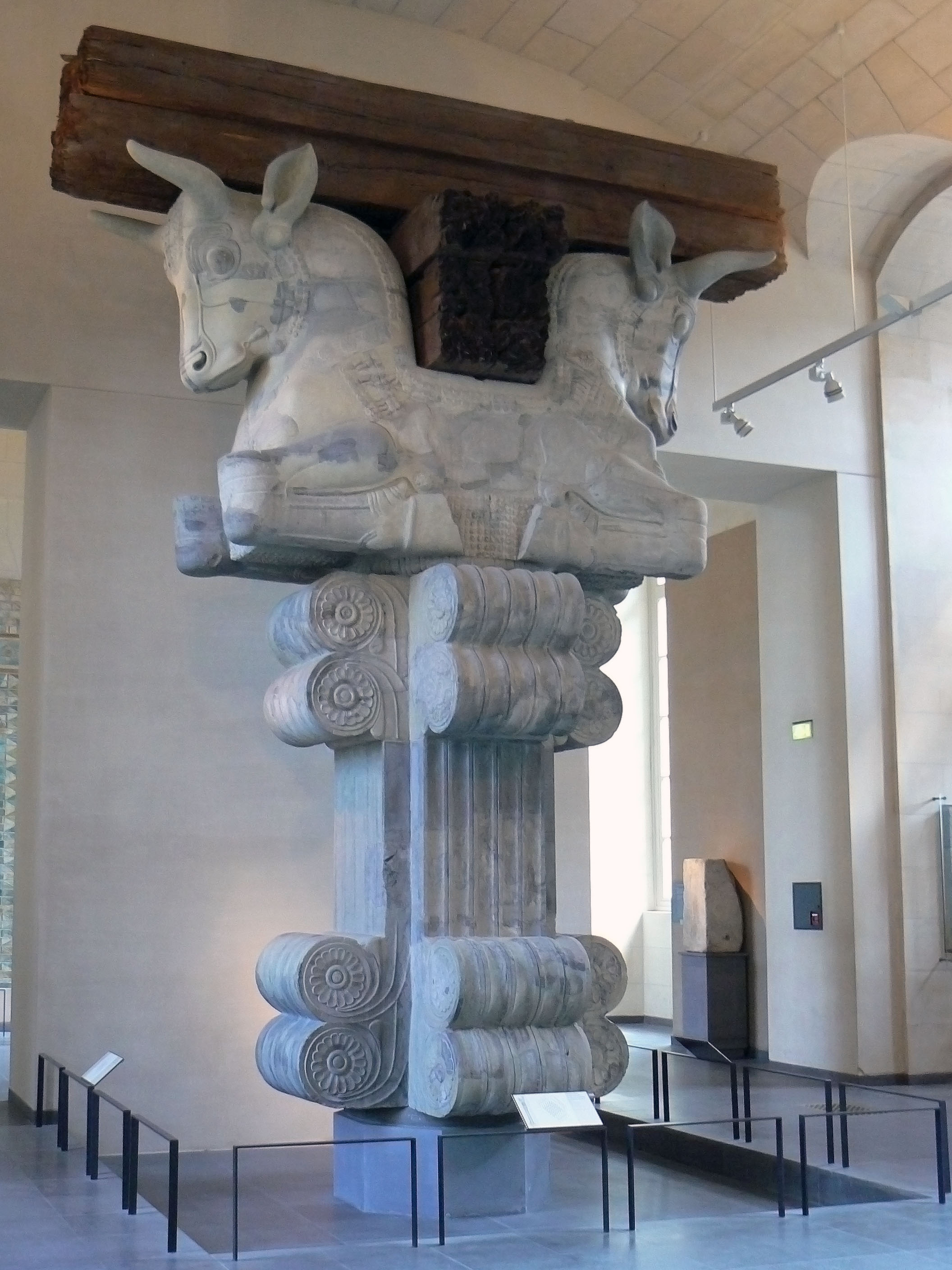
Chapiteau exposé au musée du Louvre.
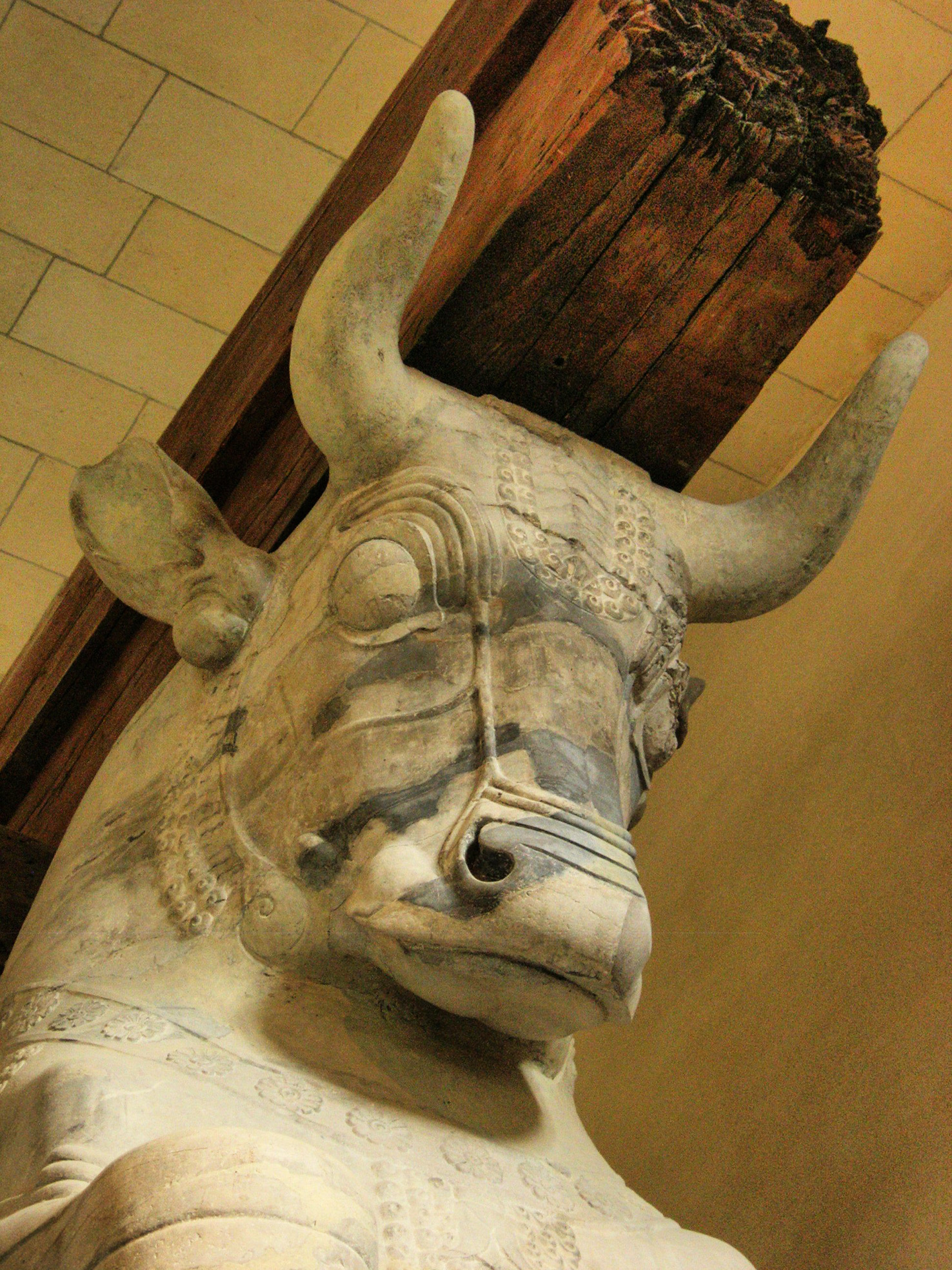
Détail du chapiteau exposé au musée du Louvre.
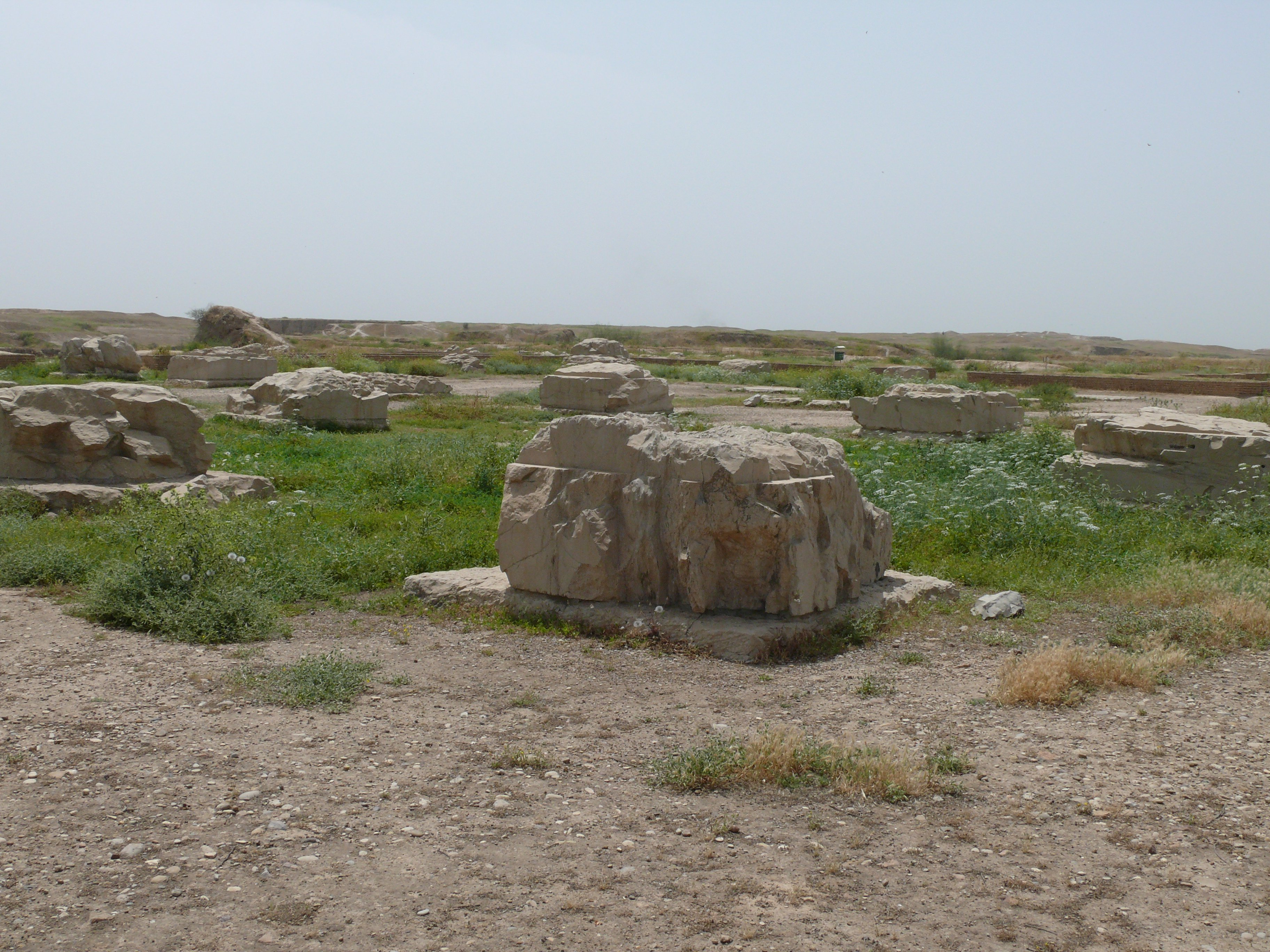
Bases carrées de colonnes de la salle d'audience.
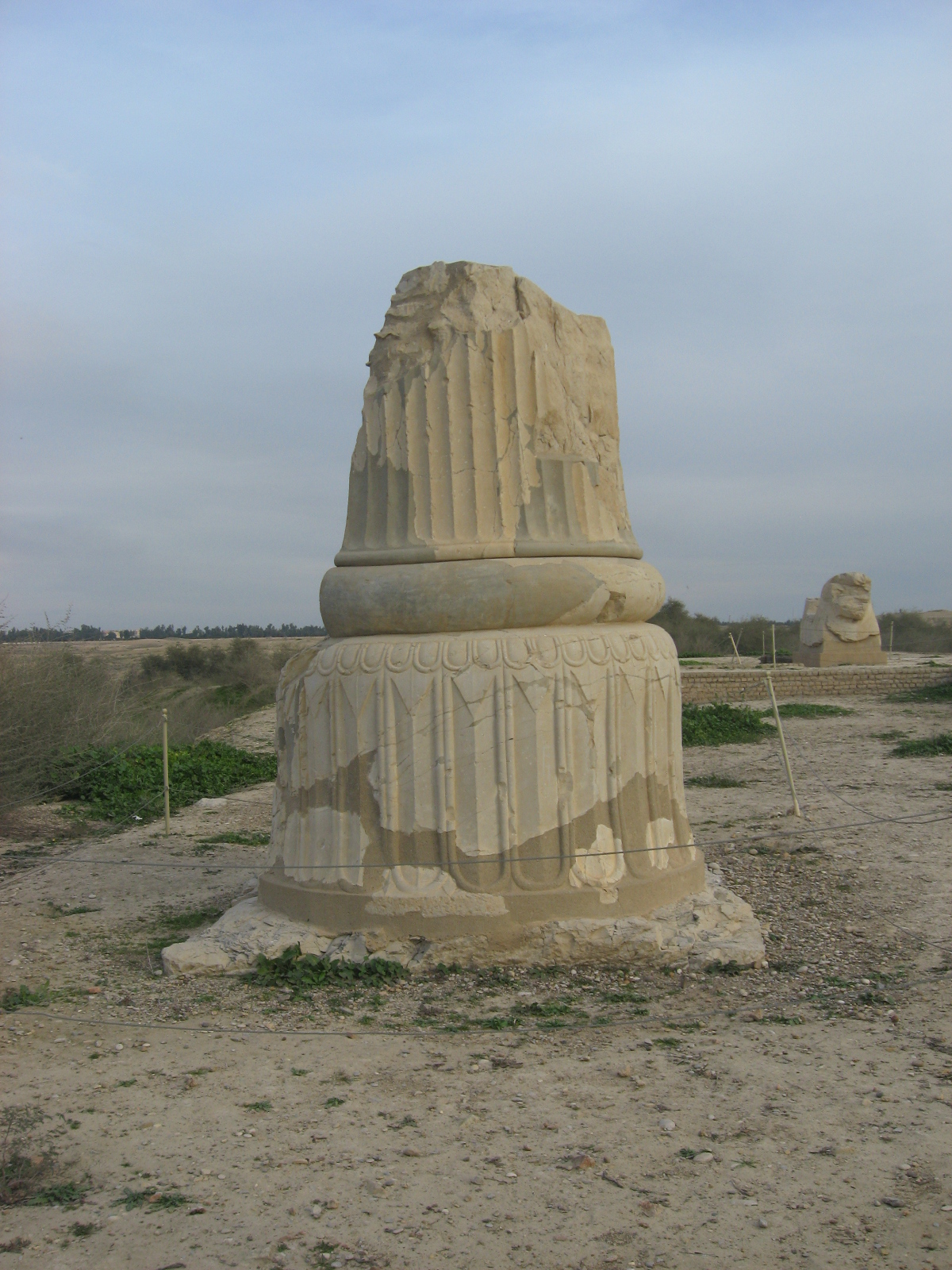
Base de colonne campaniforme d'un portique.
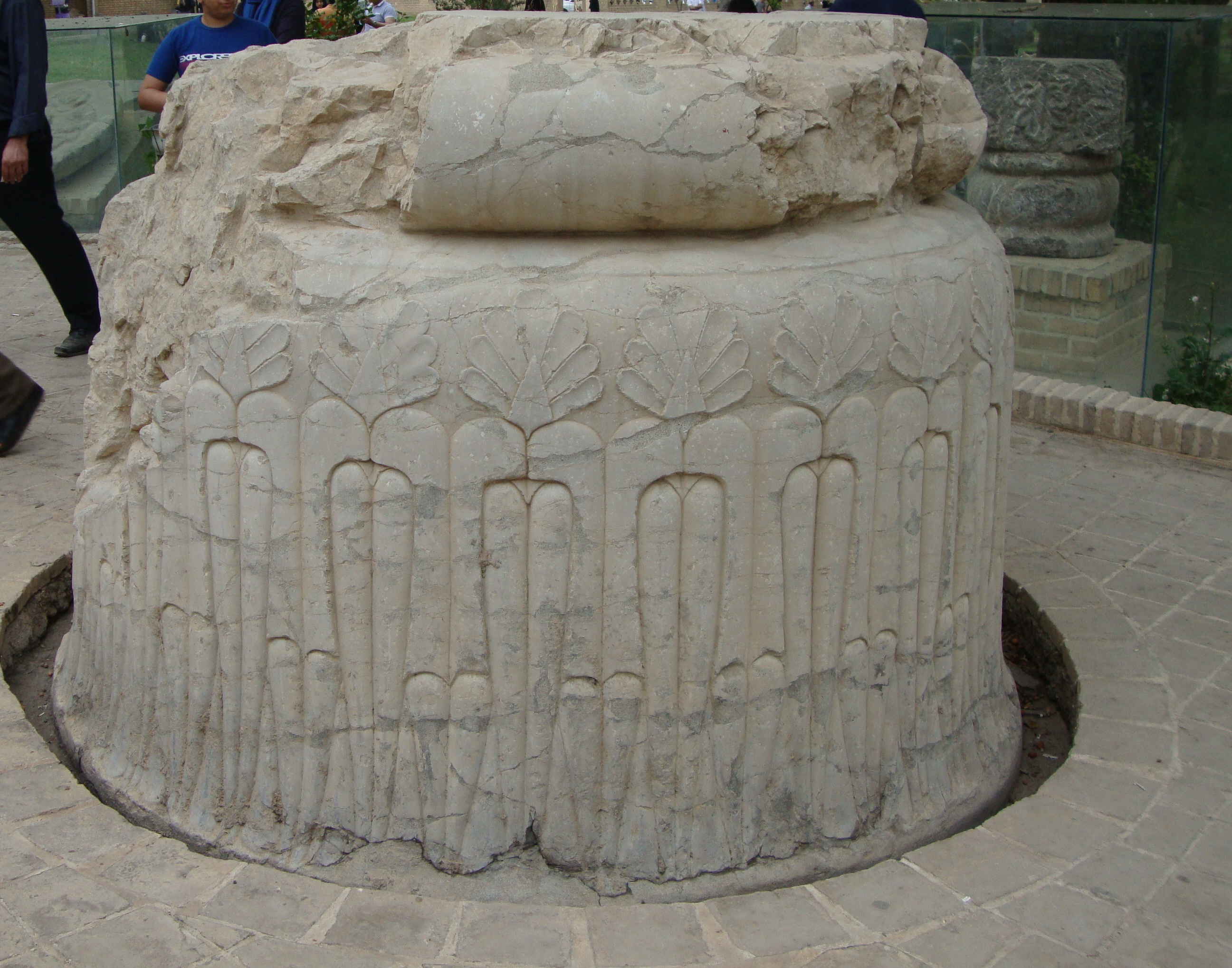
Base de colonne campaniforme à décor de boutons de lotus.

### Le palais du Chaour
À l'ouest de Suse, sur la rive occidentale du Chaour, en face du Palais de Darius, Artaxerxès II a érigé un palais, au début du IVe siècle. Ce bâtiment était inclus dans un ensemble de 220 mètres de longueur sur 150 de large, le corps de bâtiment principal étant probablement entouré par un jardin. Il comprenait une grande salle hypostyle, dans le même style que dans les autres palais achéménides, avec des dimensions plus modestes (37,5 × 34,6 mètres), où ont été retrouvés des fragments de peintures murales, représentant des végétaux et des personnages. Quatre portiques avaient été bâtis sur ses côtés, et quatre tours aux angles. Au nord du jardin, on accédait à un bâtiment organisé autour d’une petite salle hypostyle à quatre colonnes, construit sur une terrasse de deux mètres de hauteur. Dans l'ensemble, les techniques de construction ont peu évolué durant le siècle séparant la construction de ce palais et celui du tell. La fonction de cet édifice est inconnue : espace à vocation plus privée que le grand palais, servant pour le repos du Rois des rois, ou bien lieu de résidence provisoire pendant une restauration de l’autre palais.

### Objets d'époque achéménide
En dehors des secteurs palatiaux, la principale découverte archéologique pour la période achéménide est une tombe mise au jour par de Morgan en février 1901 sur l'Acropole. Le défunt ou la défunte, dont l'identité est inconnue, reposait dans un sarcophage en terre, accompagné d'un matériel funéraire riche, qui indique son statut social élevé. Les bijoux témoignent du goût des élites perses de l'époque pour l'orfèvrerie, mêlant or et pierres semi-précieuses. Un bol en argent et une paire d'alabastres en albâtre ont également été retrouvés dans le cercueil, ainsi que deux pièces de monnaie datées de 350 et 332 av. J.-C., permettant de dater la sépulture de la toute fin de la période achéménide.

Trouvailles de la tombe achéménide de Suse (musée du Louvre).
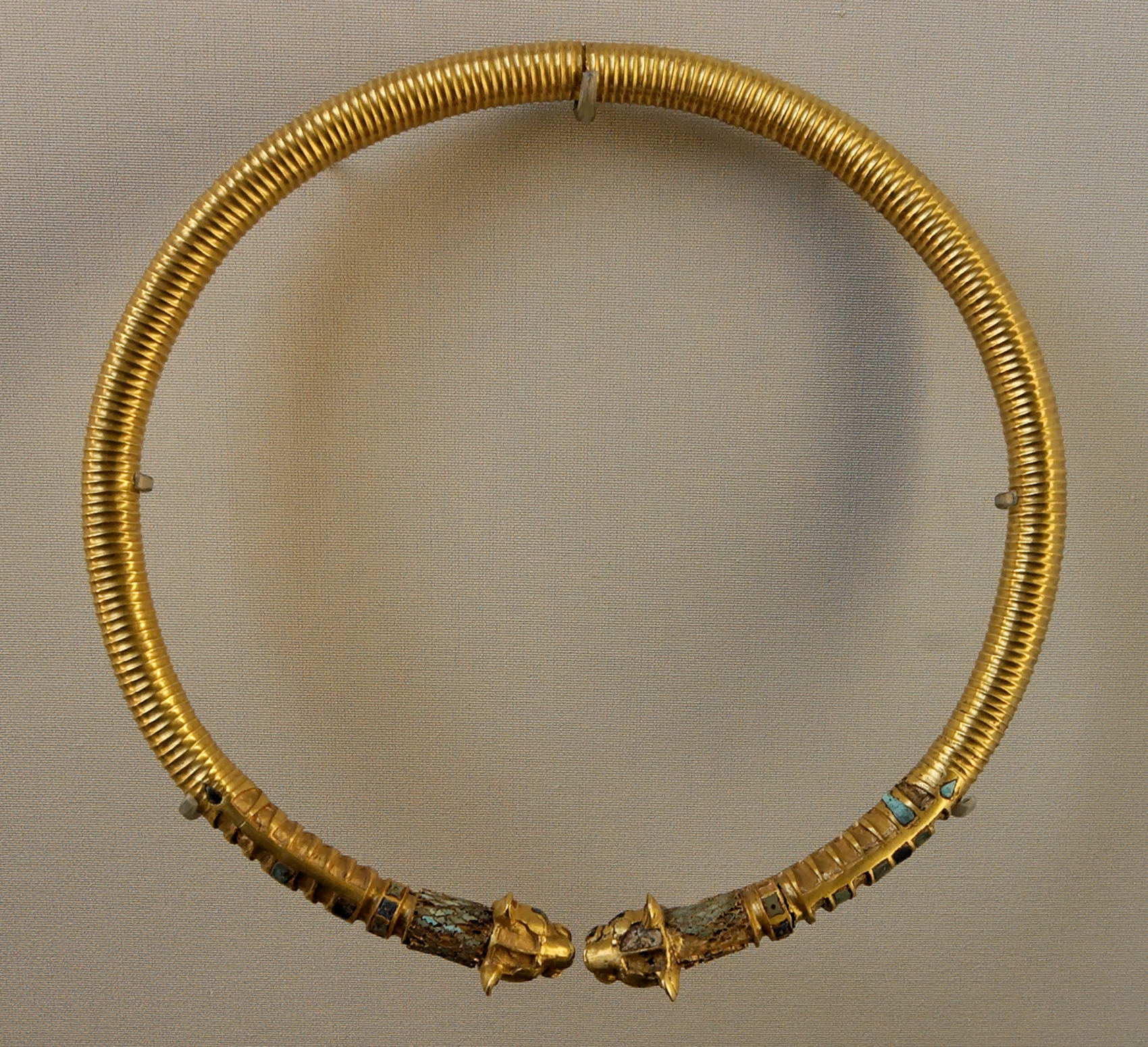
Torque en or incrusté de nacre, lapis-lazuli et turquoise, dont les extrémités sont en forme de têtes de lion.
Paire de bracelets en or incrusté de nacre, lapis-lazuli et turquoise, dont les extrémités sont en forme de têtes de lion.
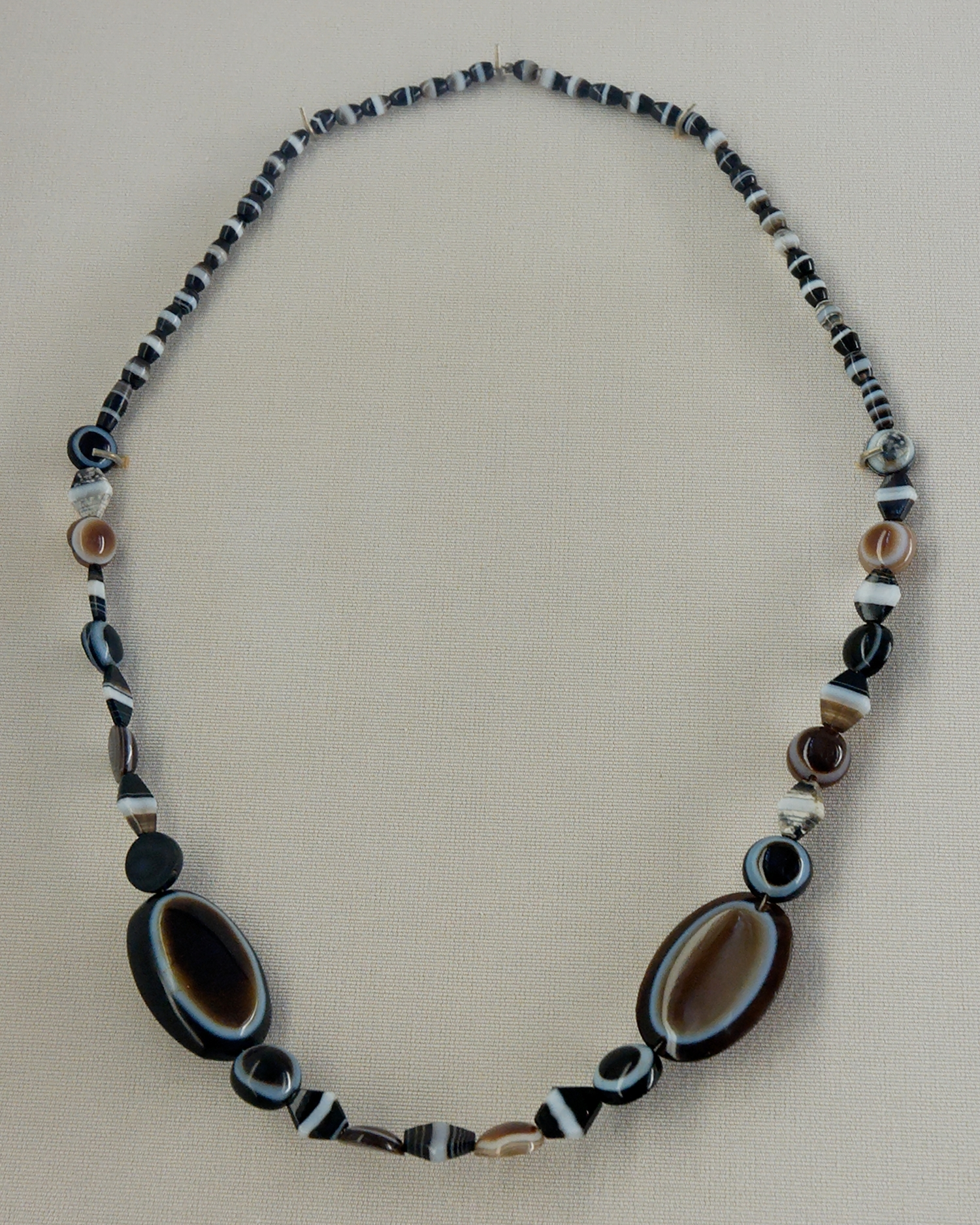
Collier de perles d'agate.
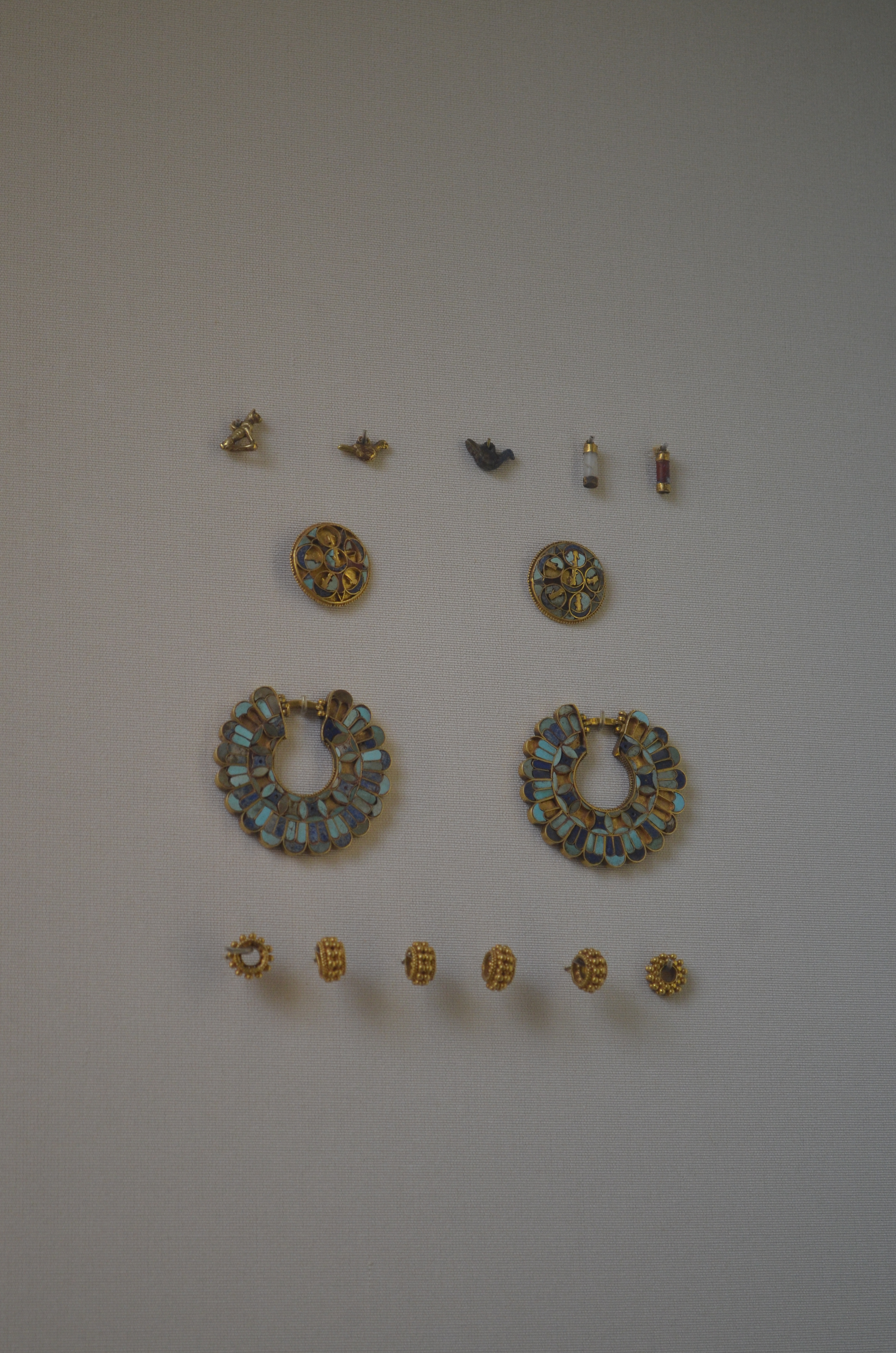
Boucles d'oreilles en or incrusté de lapis-lazuli et turquoise, et boutons en or incrusté de lapis-lazuli, turquoise et cornaline.
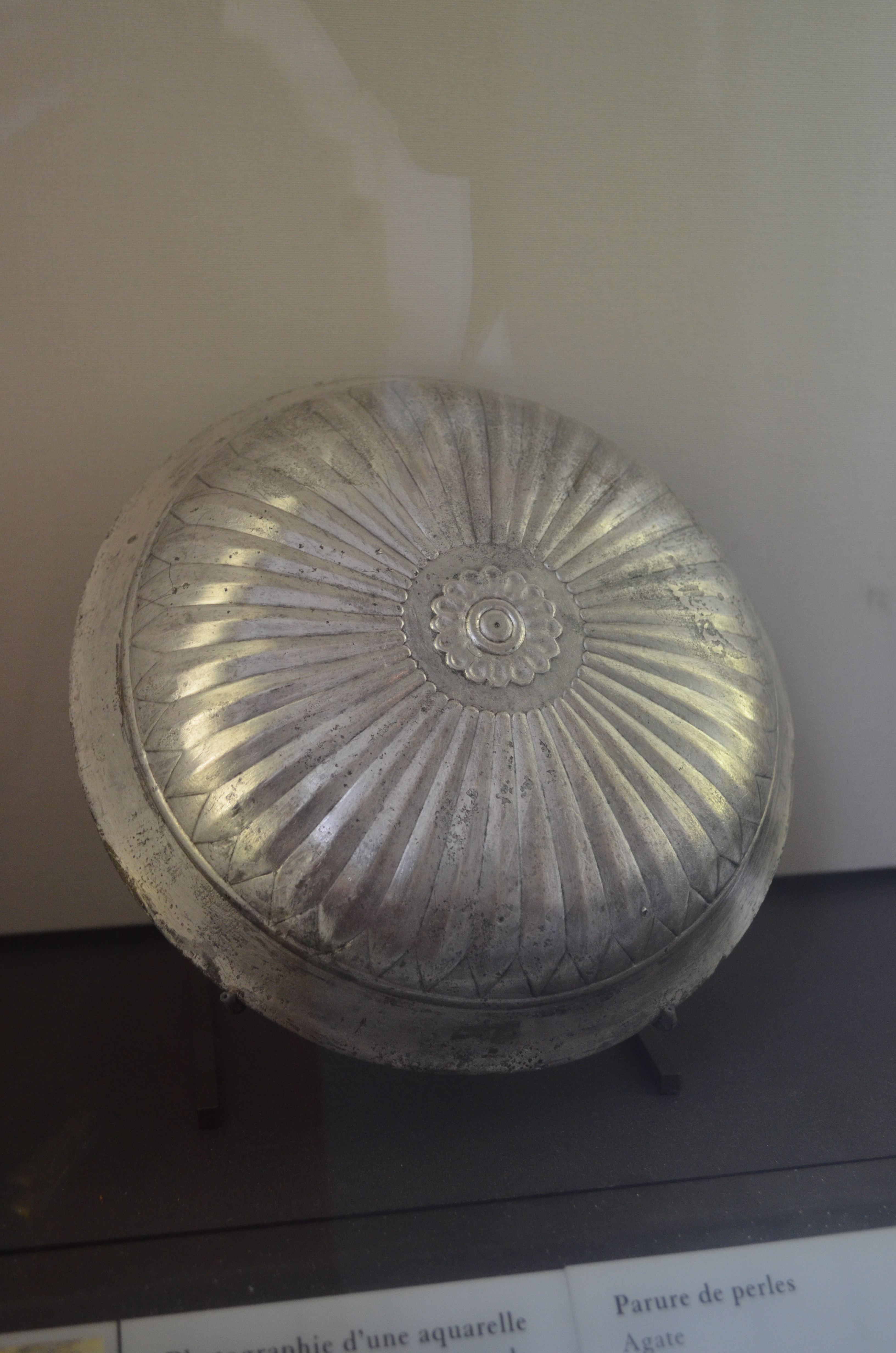
Bol en argent avec un décor floral (vue de dessous).
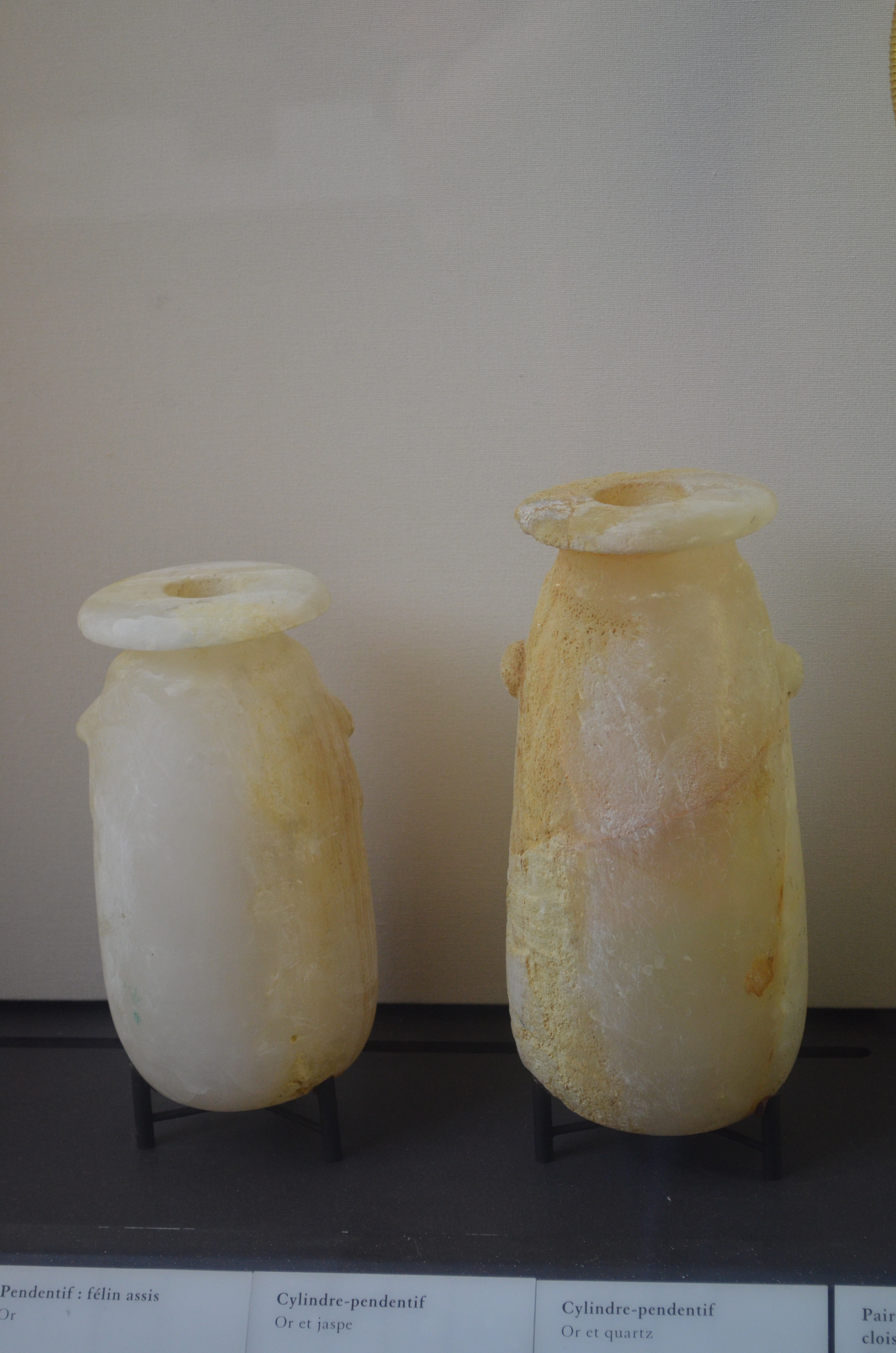
Paire d'alabastres.

Objets en métal, pierre et faïence.
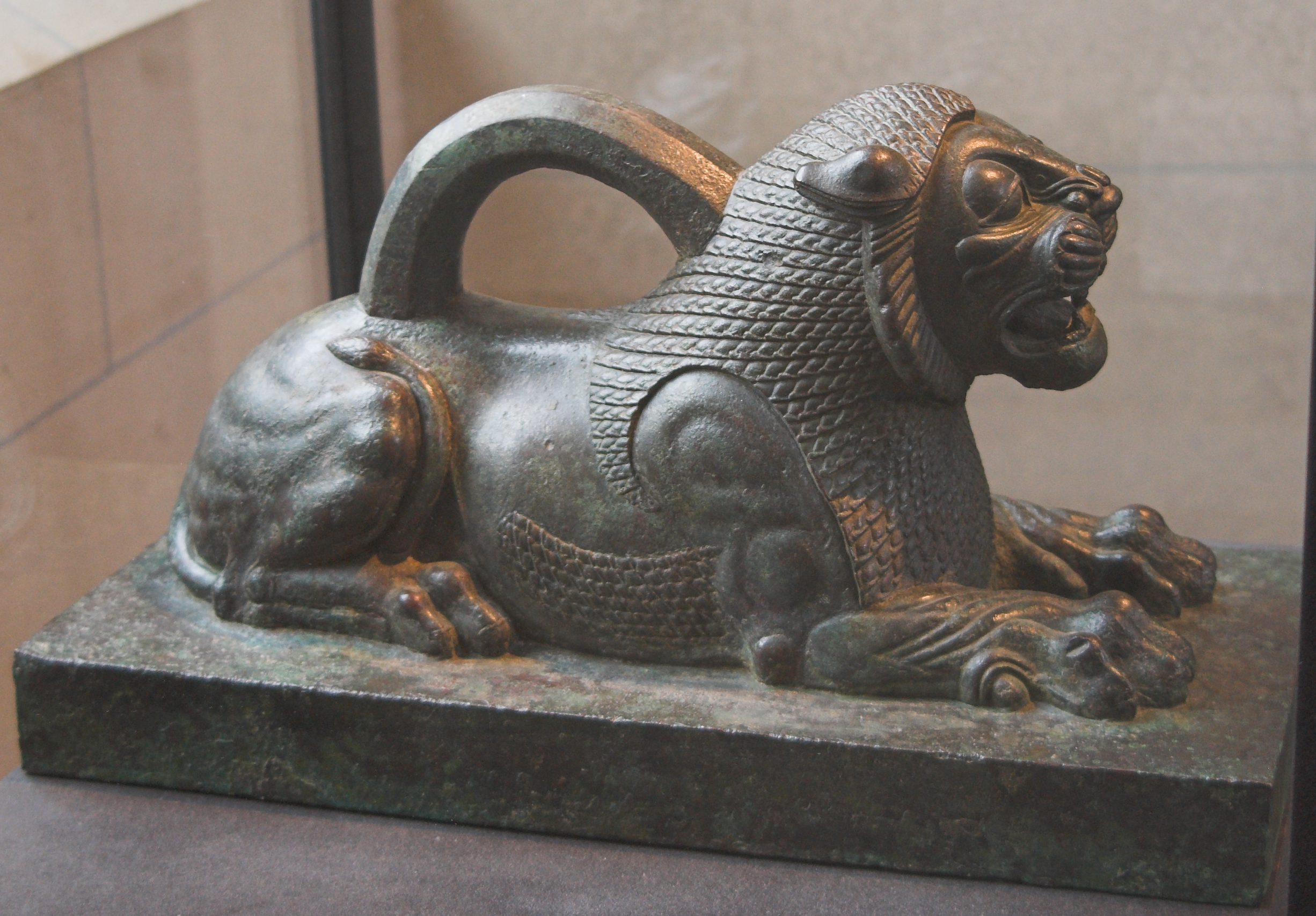
Poids en forme de lion, bronze.
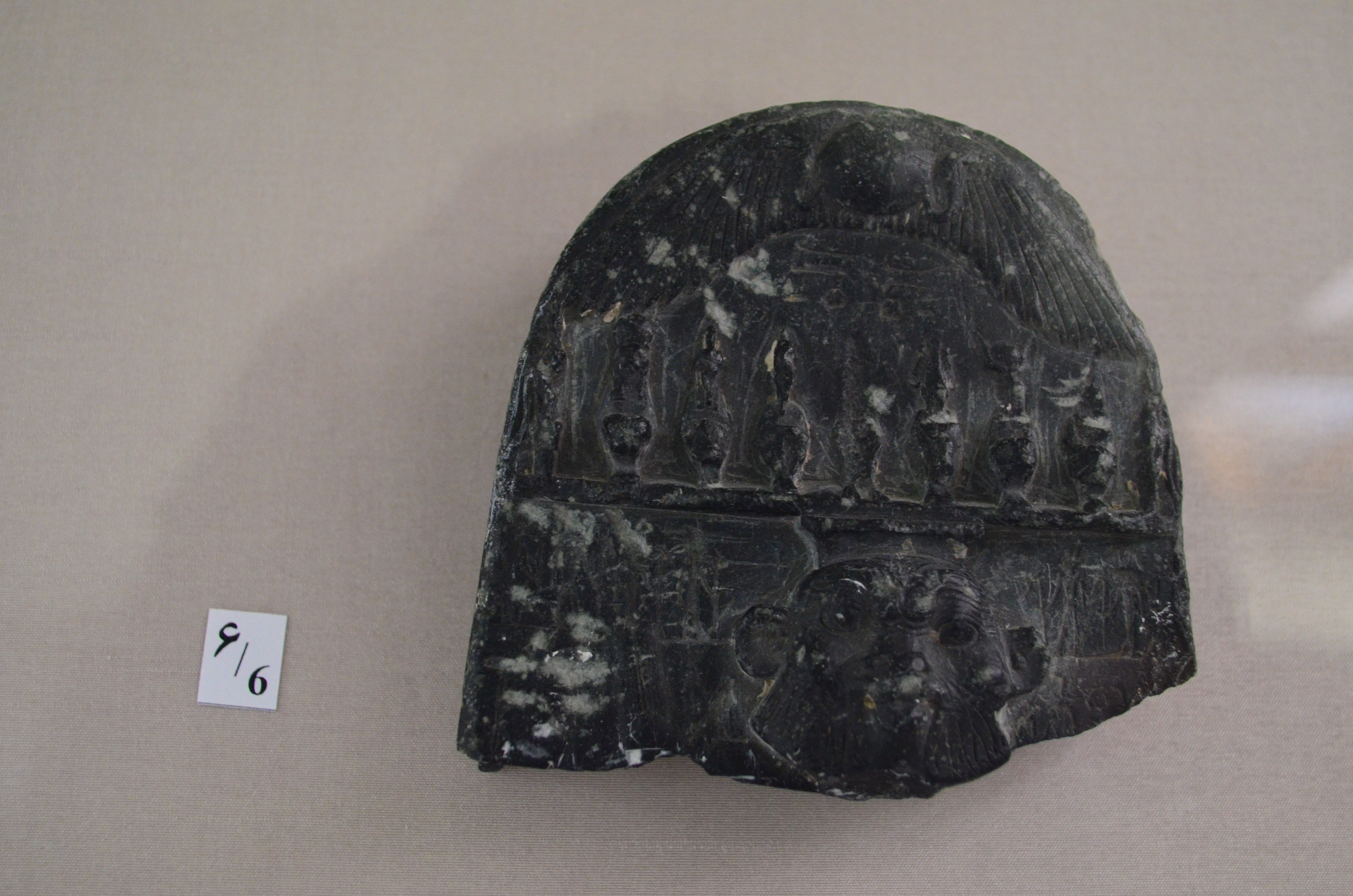
Stèle en pierre (cippe) d'origine égyptienne.
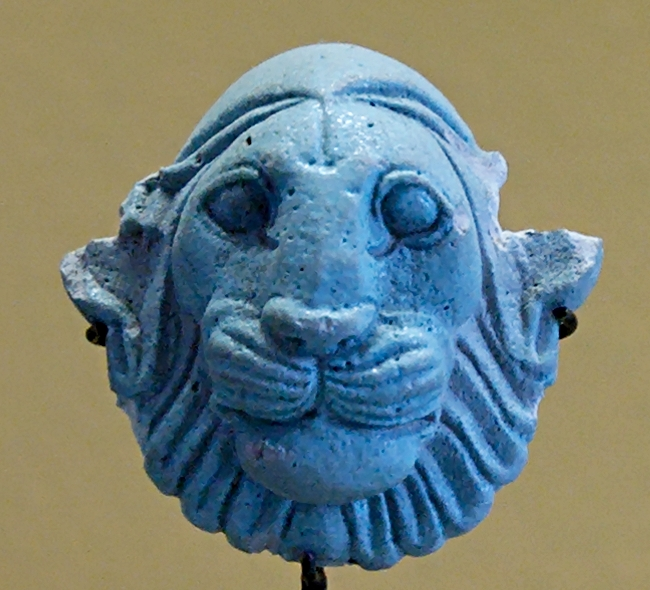
Amulette-pendentif à la tête de lion.
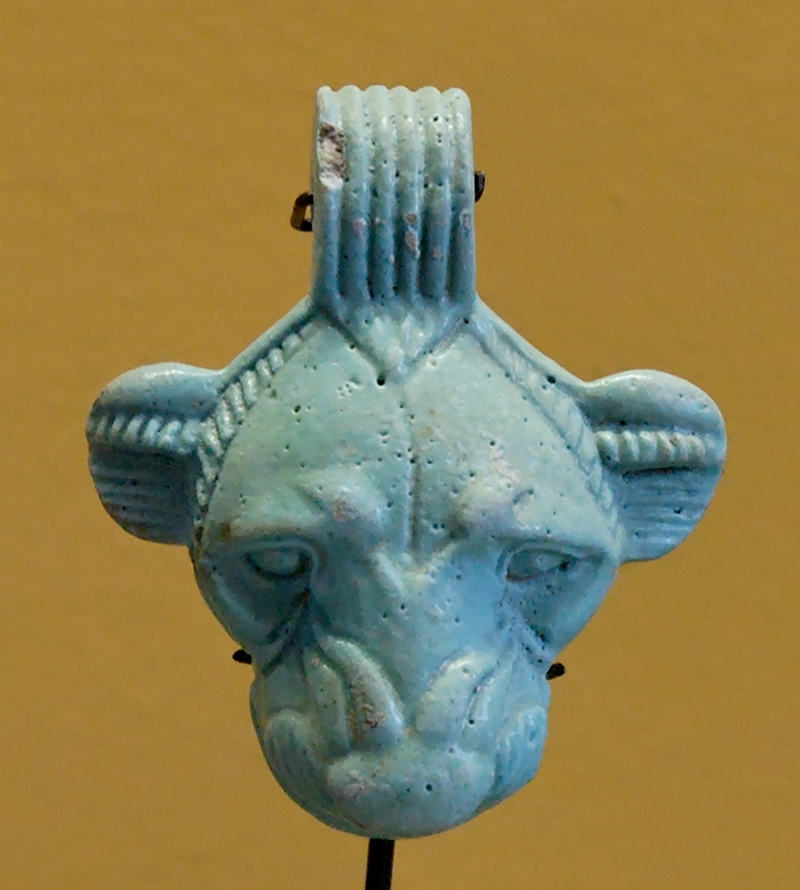
Amulette-pendentif à la tête de lionne.
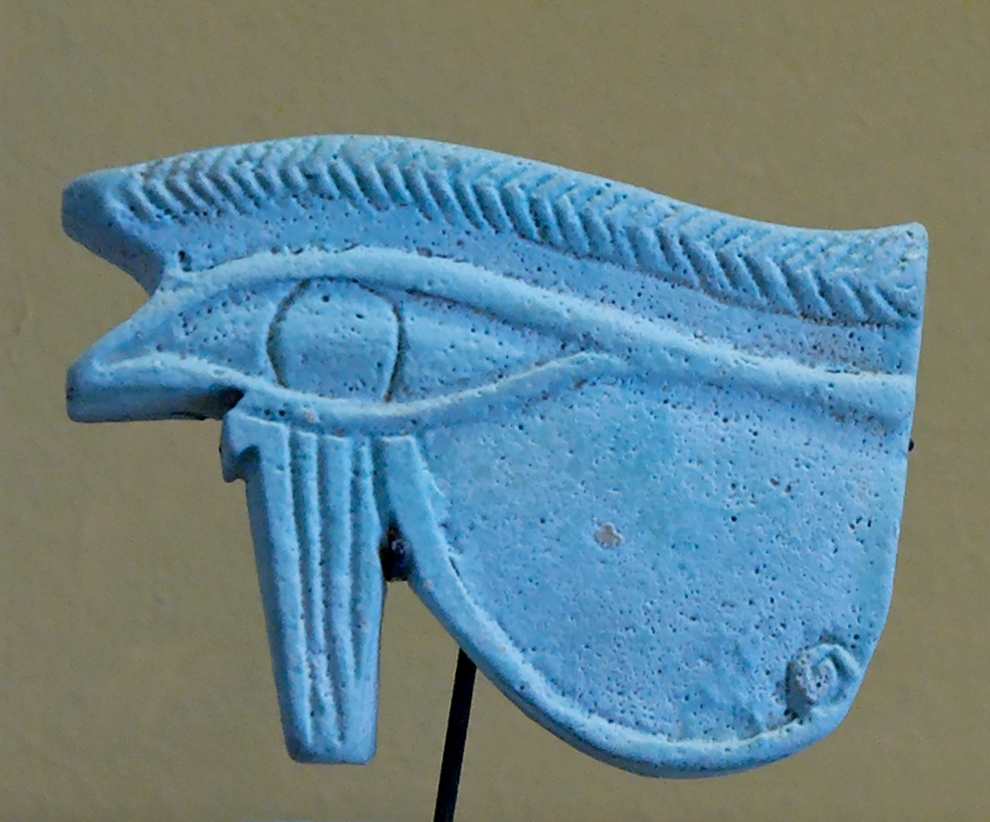
Amulette à l'œil Oudjat.

## Une ville provinciale
Après la chute de l'Empire achéménide, vers 330 av. J.-C., Suse perd rapidement son statut de résidence royale, et devient dans la suite une ville provinciale sans grande importance politique, intégrée dans les empires qui domineront successivement la Mésopotamie et l'Iran : les Grecs Séleucides, les Parthes Arsacides, les Perses Sassanides, puis les Abbassides et les royaumes musulmans qui leur succèdent. L'importance de la ville varia selon l'époque : elle est une cité hellénisée importante sous les deux premiers empires, mais en revanche elle connaît un déclin sous les Sassanides. Elle reprend son expansion au début de la période islamique. Ces phases ont moins fait l'objet de recherches archéologiques que les précédentes, qui figuraient en priorité dans l'agenda des fouilleurs de Suse. Mais ils ont tout de même retrouvé une grande quantité d'objets de ces périodes en différents points du site, et la reprise récente de la documentation sur ces époques a permis de mieux connaître ces périodes tardives de l'histoire de Suse, durant lesquelles la ville a atteint son extension maximale.

### Époque hellénistique

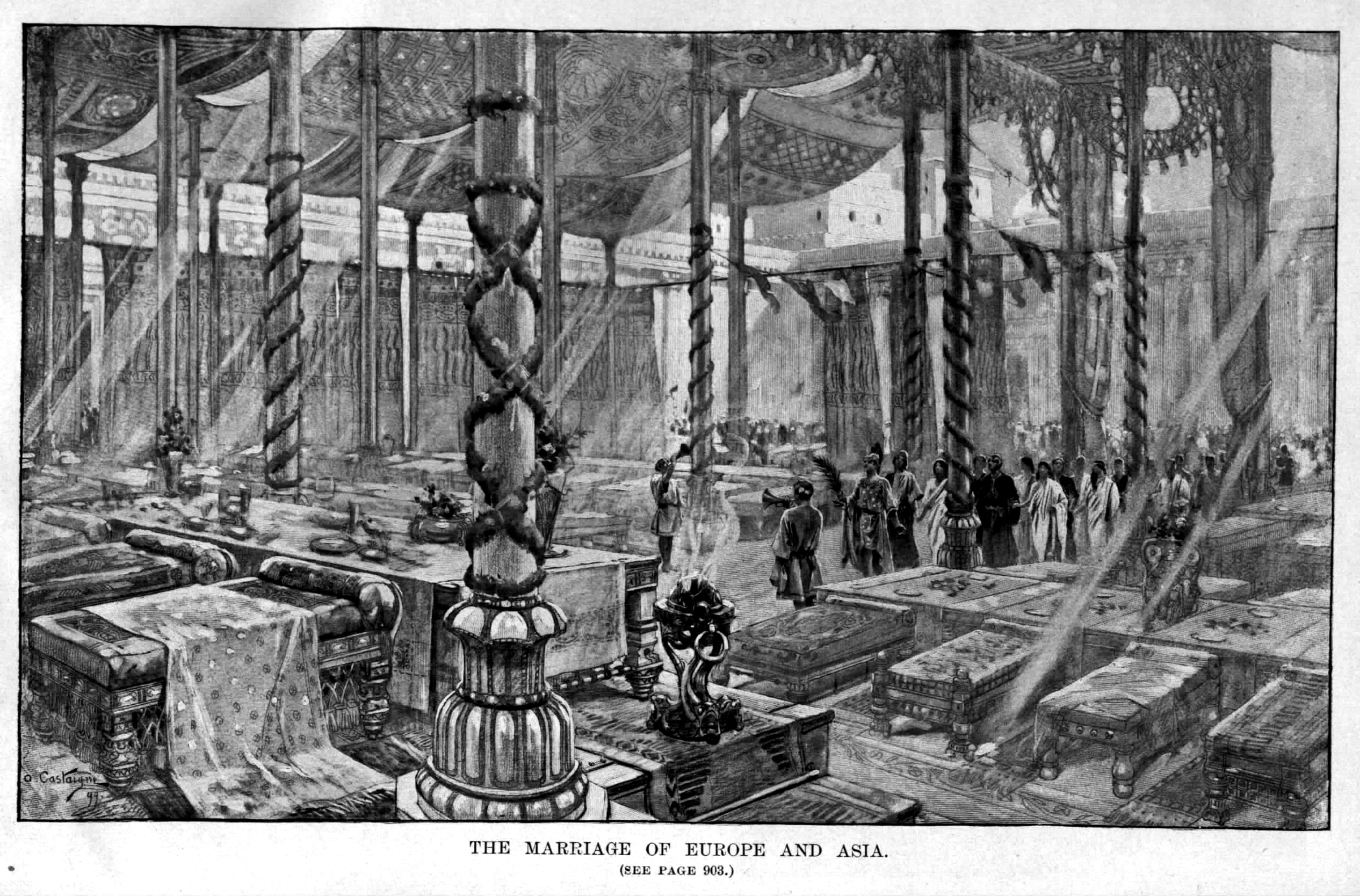
Les noces de Suse, gravure d'André Castaigne (1898-1899).

Parmi les étapes d’Alexandre le Grand en Perse, celle qui concerne Suse est bien plus pacifique que la destruction de Persépolis. Le roi macédonien y organise en effet de grandes noces en 324 : il épouse lui-même deux filles de Darius III, alors qu’il marie ses proches officiers avec des femmes de la haute société perse. Il cherche ainsi à symboliser l’union qu’il souhaite voir se réaliser entre Grecs et Perses pour diriger son Empire. Durant les conflits opposant après sa mort ses anciens généraux, les Diadoques, Suse sera un enjeu notable, car il s'y trouve un important trésor. À l'issue de cette période troublée, en 311, la Susiane passe sous la domination de Séleucos Ier, fondateur de l'empire séleucide. Dans cet ensemble politique, la ville n’est plus une capitale impériale, comme l'illustre le fait que le palais royal de l'Apadana est vite délaissé. Toutefois, elle reste une cité importante, disposant notamment d'un important atelier monétaire, très actif durant les premières années de la domination séleucide. Elle devient une cité grecque au plus tard à la fin du IIIe siècle av. J.-C., sous le nom de Séleucie de l’Eulaios, d'après le nom grec de la Kerkha, et une importante communauté grecque y est implantée. Tout indique en effet que Suse connaît un renouveau dans la seconde moitié de ce siècle, notamment les fouilles de la Ville Royale, qui indiquent une reprise de l'urbanisation du quartier (voir plus bas). Elle est alors la capitale d'une satrapie, dirigée par un stratège, comme le Diogène qui défend la ville lors de la révolte de Molon, sous le règne d'Antiochos III. D'autres administrateurs sont mentionnés dans les inscriptions en langue grecque mises au jour sur le site pour cette période : préposé aux trésor, épistate, chréophylaque. Par ailleurs on sait par les inscriptions de militaires qu'une garnison était installée dans la ville (mais rien n'indique qu'il s'agissait à l'origine d'une colonie militaire). Parmi le corpus de textes du IIe siècle av. J.-C., on trouve plusieurs actes d'affranchissement, par lesquels des notables grecs vouent leurs esclaves à une divinité ; dans plusieurs cas il s'agit de la déesse Nanaya, d'origine mésopotamienne (assimilée à Artémis), qui semble être devenue une des principales divinités de la ville, et dont le temple doit se trouver dans le secteur du Donjon, si on en juge par le fait que les inscriptions y sont surtout localisées. On ne trouve en revanche plus de mentions de culte des anciennes divinités susiennes.
Des niveaux d'époque séleucide ont été mis au jour au nord de la Ville Royale, dans le chantier A (niveau VII) et un chantier voisin postérieur. Ce quartier était proche à l'ouest des Propylées du palais royal achéménide, qui tombent progressivement en ruines durant la période, et dont les briques sont réemployées dans les constructions séleucides, datables de la seconde moitié du IIIe siècle av. J.-C., qui est apparemment la période durant laquelle le quartier fut réoccupé. Le principal édifice connu pour ce niveau est une maison de forme grossièrement carrée, d'environ 26 mètres de côté. Elle disposait d'une cour à péristyle, et les restes de sa toiture indiquent qu'elle était à double pente, couverte de tuiles et décorée par des antéfixes et des frises en forme de méandres, ce qui en fait une demeure de type grec. Une autre vaste maison, moins bien connue, se trouvait au nord-ouest. Les autres secteurs sont mal connus, car ils ont peu intéressé les fouilleurs du site, même s'il est manifeste que ceux-ci ont rencontré une couche d'occupation séleucide lors du décapage des niveaux supérieurs du tell de l'Acropole, où ils ont mis au jour des fragments de frises et antéfixes en terre cuite qui devaient orner des édifices.

### Époque parthe et élyméenne

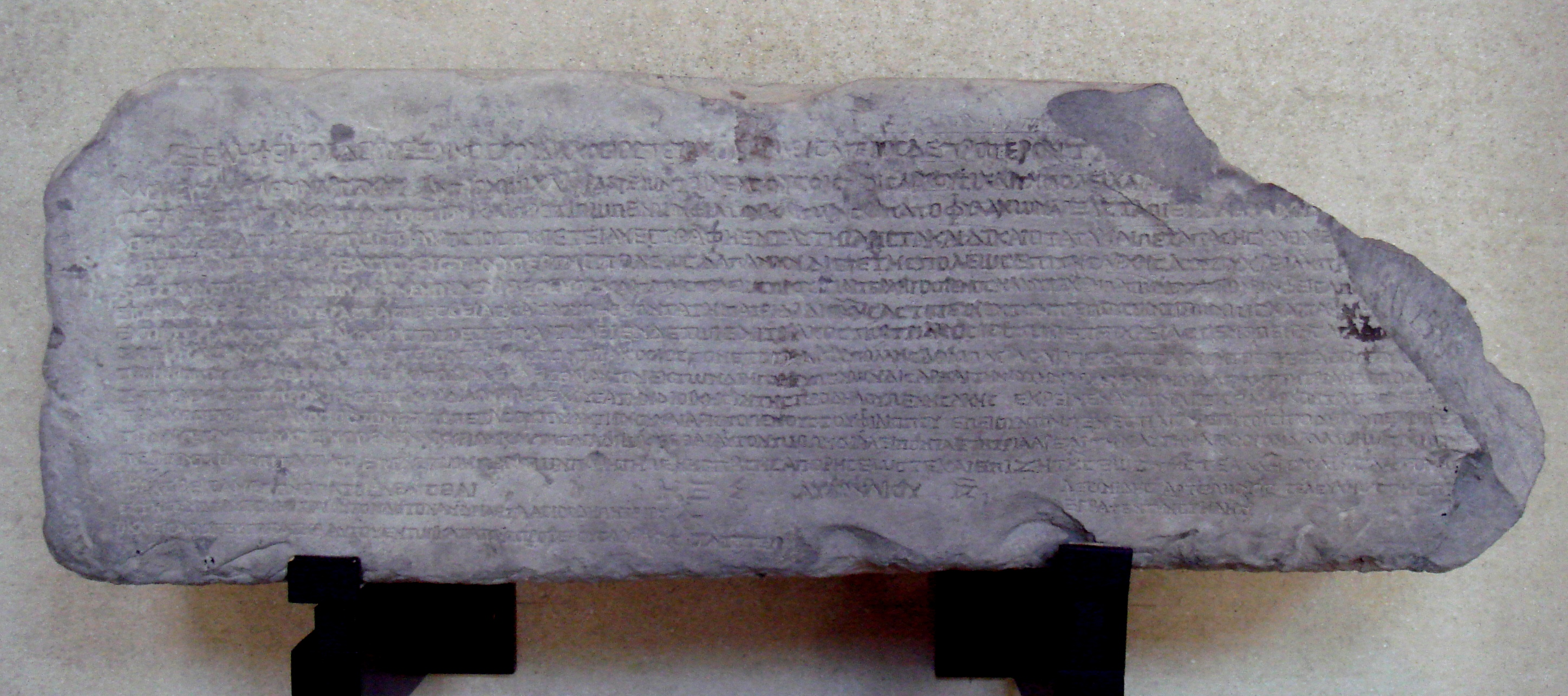
Inscription en grec, copie d'une lettre du roi Artaban III aux citoyens de Suse. Musée du Louvre.

La domination séleucide sur la Susiane commence à s'effriter dans la première moitié du IIe siècle av. J.-C., face à l'arrivée des Parthes, qui conquièrent l'Iran puis la Mésopotamie. Cette période est également marquée par l'émergence d'une nouvelle entité politique dans le voisinage de Suse, l'Élymaïde, qui semble pouvoir dériver de l'Élam. Profitant du chaos causé par les guerres entre les Parthes et les Séleucides, un de ses souverains s'empare peut-être de Suse en vers 147 av. J.-C., mais il ne la garde pas face aux Parthes, qui prennent la ville vers 140 av. J.-C. Dans les années qui suivent, les Élyméens la reprennent, puis ce sont les Séleucides, sous Antiochos VII, mais qui sont finalement chassés. L'Élymaïde reste alors une entité semi-indépendante, vassale des Parthes, dominant la partie orientale de la plaine susienne ainsi que les montagnes qui la surplombent, et parviendrait même à partir de 45 de notre ère à placer Suse sous sa coupe, et peut-être à en faire sa capitale. L’atelier monétaire de la ville arrête en tout cas d’émettre des monnaies parthes, sans doute pour frapper les monnaies élyméennes qui sont attestées en abondance sur le site. Une inscription de 215 de notre ère indique qu'un satrape du roi parthe Artaban IV est établi à Suse, ce qui est en général interprété comme indiquant que la ville est repassée sous la domination parthe à cette période, mais il n'est pas assuré que ce satrape ne jouisse pas d'une vraie autonomie. Quoi qu'il en soit, cette situation fait long feu, car les Perses Sassanides s'emparent de l'empire parthe au début des années 220, faisant tomber au passage l'Élymaïde.
Suse connaît sous la domination parthe une phase d’expansion, attestée par l'expansion de l'habitat, des zones de sépulture, ainsi que par les nombreuses trouvailles monétaires et céramiques, au moins jusqu'à la fin du Ier siècle de notre ère. De nouvelles constructions sont attestées en divers endroits de la Ville Royale, qui semble alors habitée dans son intégralité. Les demeures sont grandes, bien construites, avec des murs larges. Dans le chantier A (niveaux VI et V), la grande maison à cour hypostyle séleucide est ainsi remplacée vers le milieu du IIe siècle av. J.-C. par une demeure plus grande, de plan cruciforme, d'une vingtaine de pièces au sol, et qui disposait probablement d'un étage. D'autres résidences furent bâties vers le début du Ier siècle av. J.-C., accolées à cette maison, chacune organisée autour d'une cour centrale jouxtant une pièce de réception allongée. La grande résidence cruciforme disparaît au Ier siècle de notre ère, les petites maisons semblant subsister, avant qu'une nouvelle construction importante apparaisse au siècle suivant (niveau IV, fin de époque parthe/début sassanide), le supposé mithraeum de Ghirshman (voir plus bas). D'autres zones résidentielles ont été repérées dans le sud de la Ville Royale, notamment lors des fouilles de de Mecquenem, qui semble avoir exploré des résidences parthes, et un atelier de potiers, sans prendre de relevés, mais en y trouvant de nombreux objets de l'époque. Les inscriptions du secteur du Donjon pour cette époque semblent indiquer que le temple de Nanaya y est toujours actif. Ces chantiers ont également mis au jour de nombreuses sépultures, en particulier dans la Ville des Artisans. On y trouve des tombes à jarres, dans lesquelles sont inhumés les enfants, des sarcophages anthropoïdes, ainsi que des chambres funéraires.
La communauté et les institutions grecques restent en place, en dépit de la fin de la domination séleucide, comme l'indiquent les inscriptions trouvées dans la ville pour cette période. La cité de Suse est « refondée » par le roi Phraartes IV en 31/30 av. J.-C., et renommée « Ville des Phraartéens de l'Eulaios », elle obtient pour quelques années le droit de frapper de la monnaie à son propre nom. Des inscriptions mentionnent la présence d'épistates, et de « stratèges » durant la première période de la domination parthe, dont Zamaspes, qui s'était illustré en entreprenant des travaux d'irrigation aux alentours de Suse, avant d'être élevé à ce rang par le roi. Une autre inscription est une copie d'une lettre adressée par le roi Artaban II à la communauté civique susienne, vers 21/22 de notre ère, confirmant l'élection du trésorier de la ville, Hestiaios, qui semble par ailleurs être un proche du souverain, qui lui a octroyé le titre d'« Ami de premier rang ». Par ailleurs, l'hellénisme susien se voit aussi dans le fait que la ville dispose d'un gymnasiarque, donc d'un gymnase, et un de ses citoyens, Nikolaios, est surnommé « stéphanite », ce qui indique qu'il a triomphé lors d'un des plus prestigieux concours grecs. D'autres inscriptions comportent des poèmes en grec, témoignages de l'existence d'une activité littéraire dans la cité.
L'art de la période parthe, et aussi de la période séleucide précédente (il est très difficile de distinguer les deux) sont fortement marqués par les influences grecques. Cela se voit en particulier dans les nombreuses figurines en terre cuite de la période, où on trouve par exemple des représentations de dieux grecs (en premier lieu Héraclès et Eros), mais aussi des éléments issus des traditions locales, notamment les figurines de femmes nues se soutenant les seins, dans la continuité des époques antérieures. En gros, la moitié des figurines connues de ces deux époques suivent une iconographie grecque, et l'autre moitié orientale. Les artisans coroplathes étaient vraisemblablement d'origine indigène, et s'adaptaient aux attentes de la clientèle grecque ou hellénisée de Suse. L'influence hellénistique est également visible dans les sculptures de l'époque séleuco-parthe.

Art de l'époque hellénistique ou parthe.
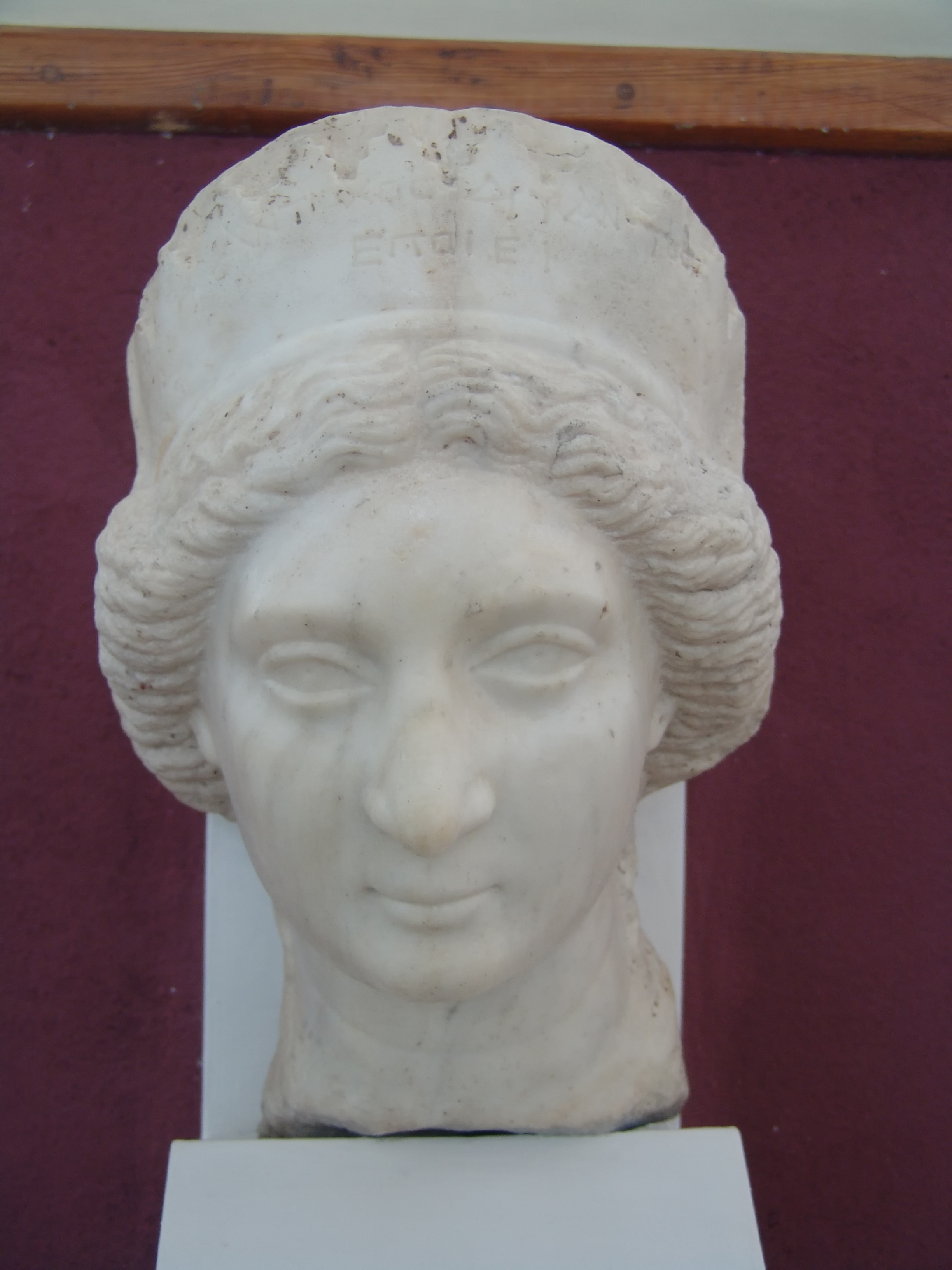
Buste en marbre de la reine parthe Musa (2 av. J.-C.-4 apr. J.-C.), musée national d'Iran.
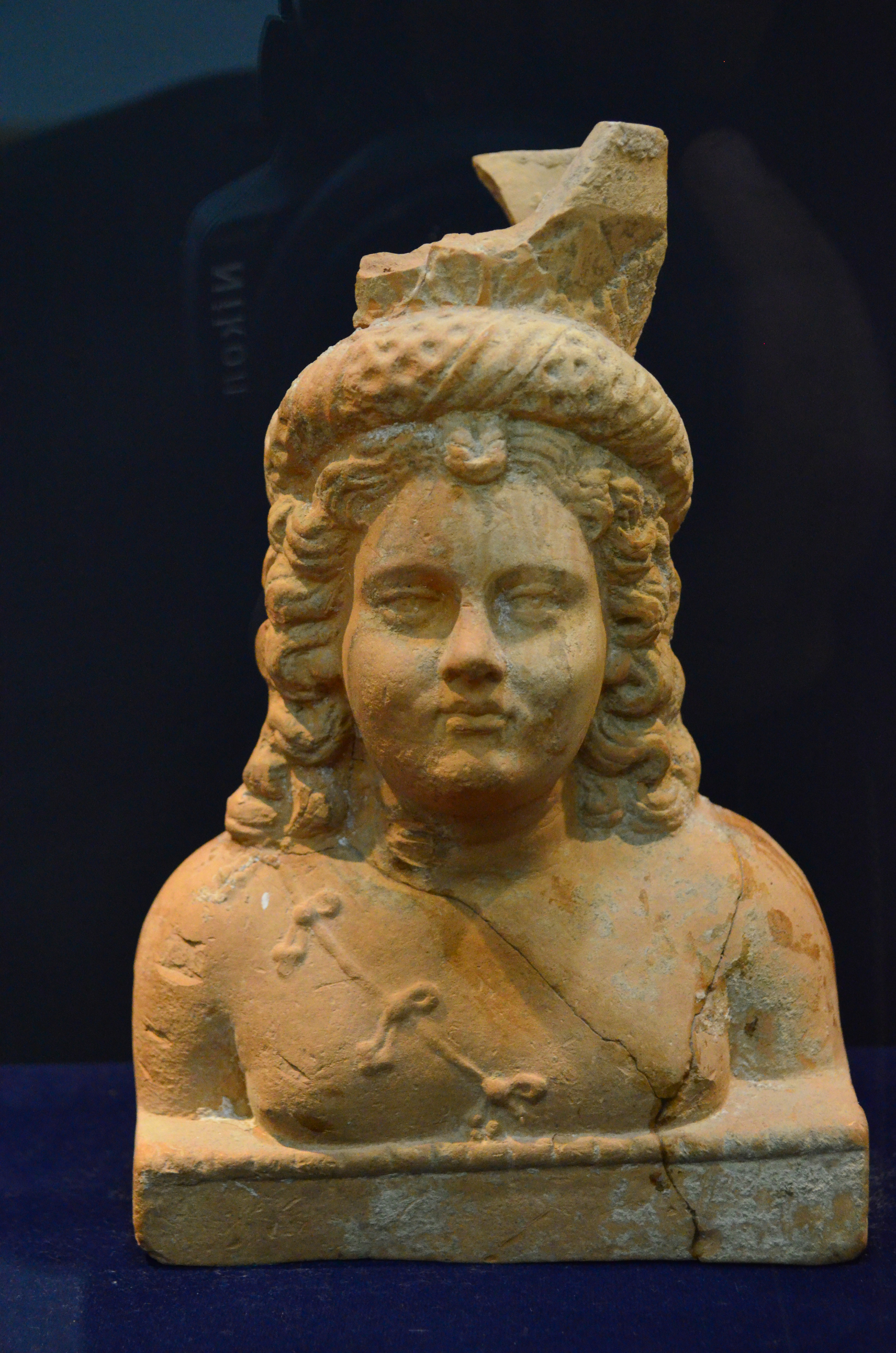
Buste féminin, musée de Suse.
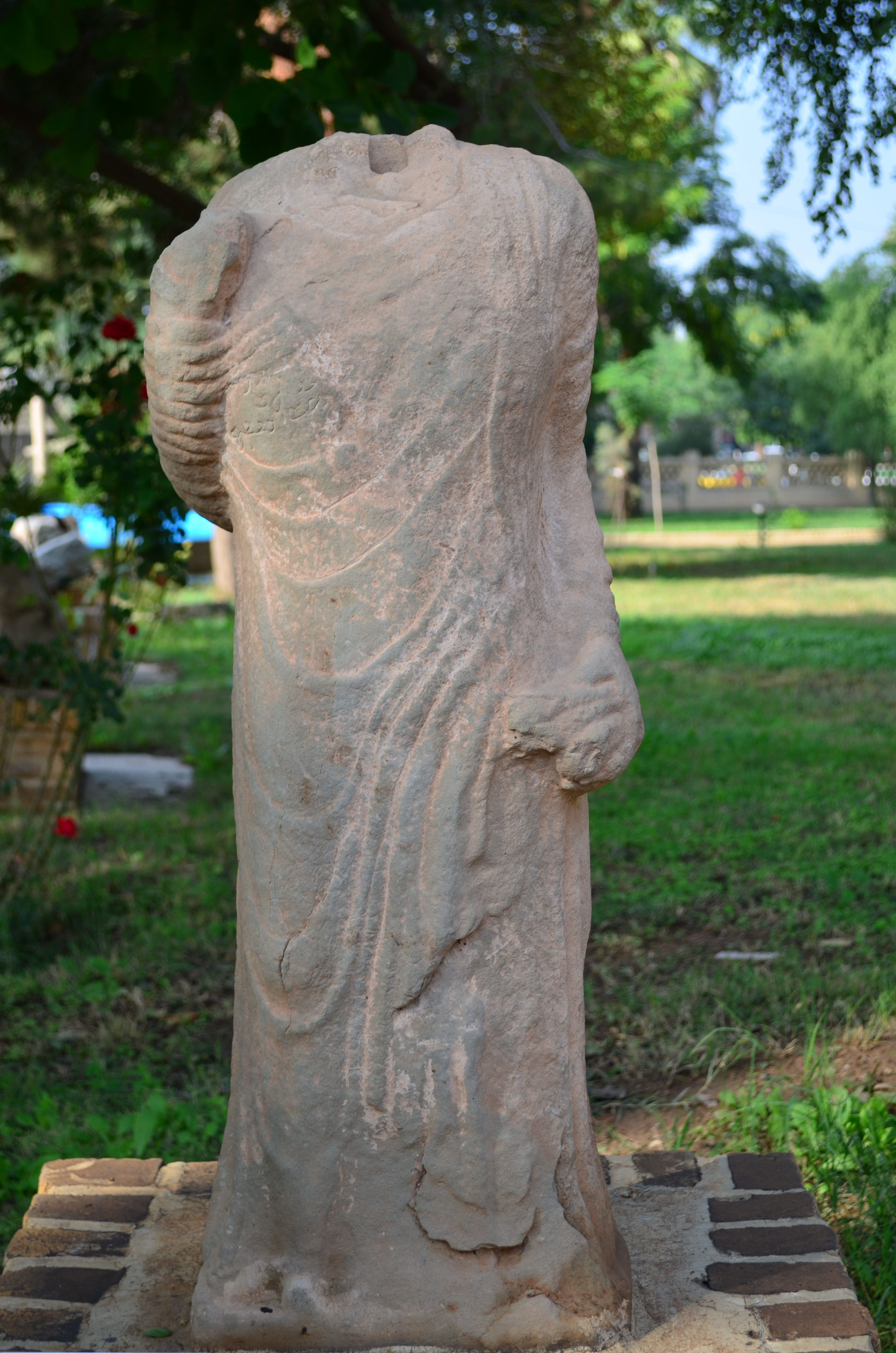
Statue féminine, musée de Suse.
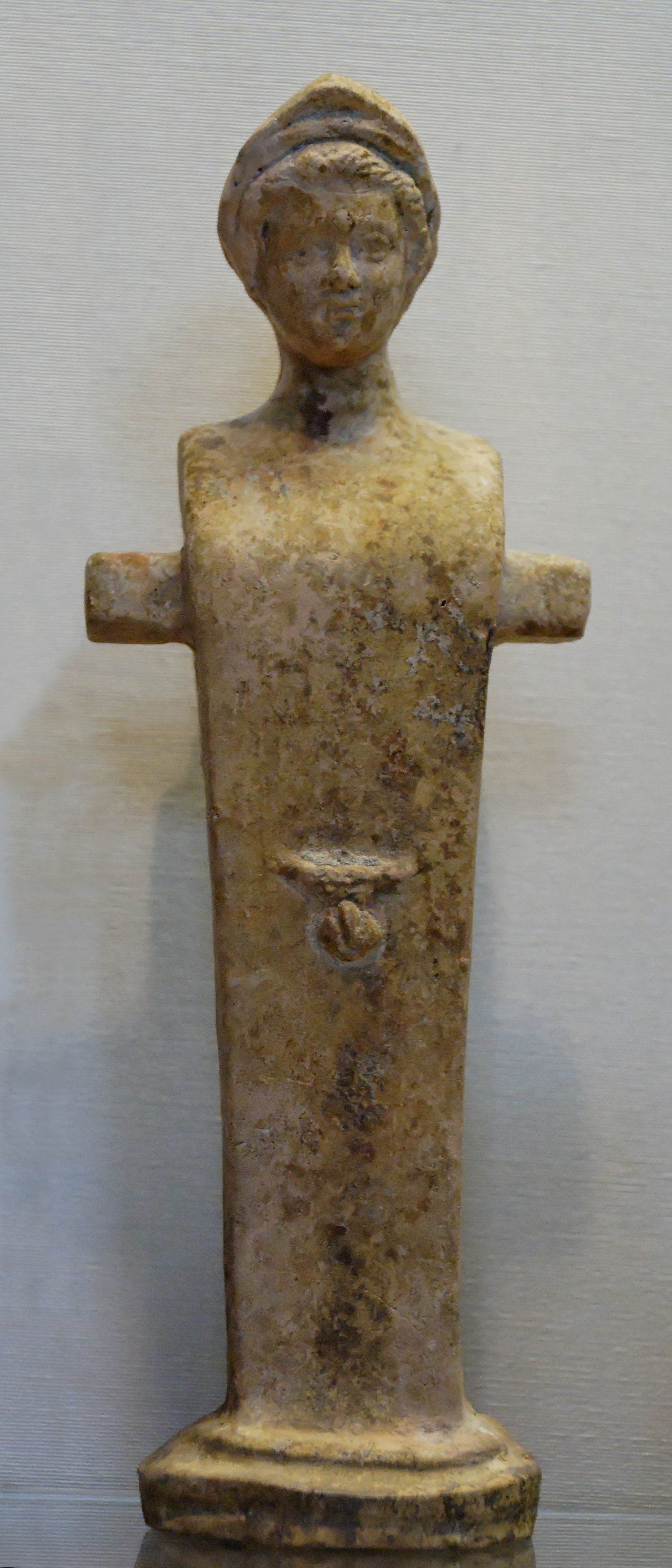
Statuette-pilier représentant le dieu Hermès.
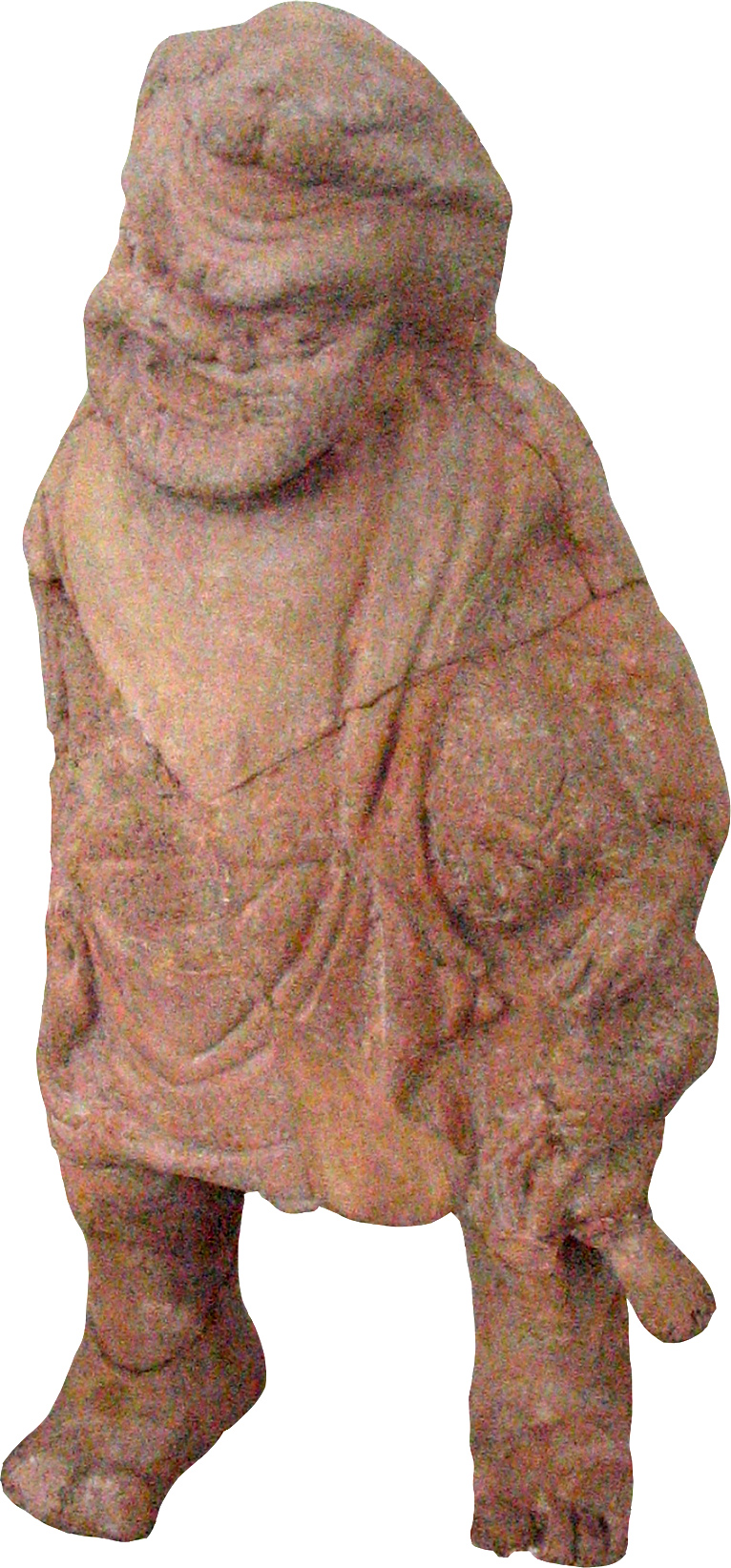
Statuette en terre cuite représentant Papposilène, musée national d'Iran.
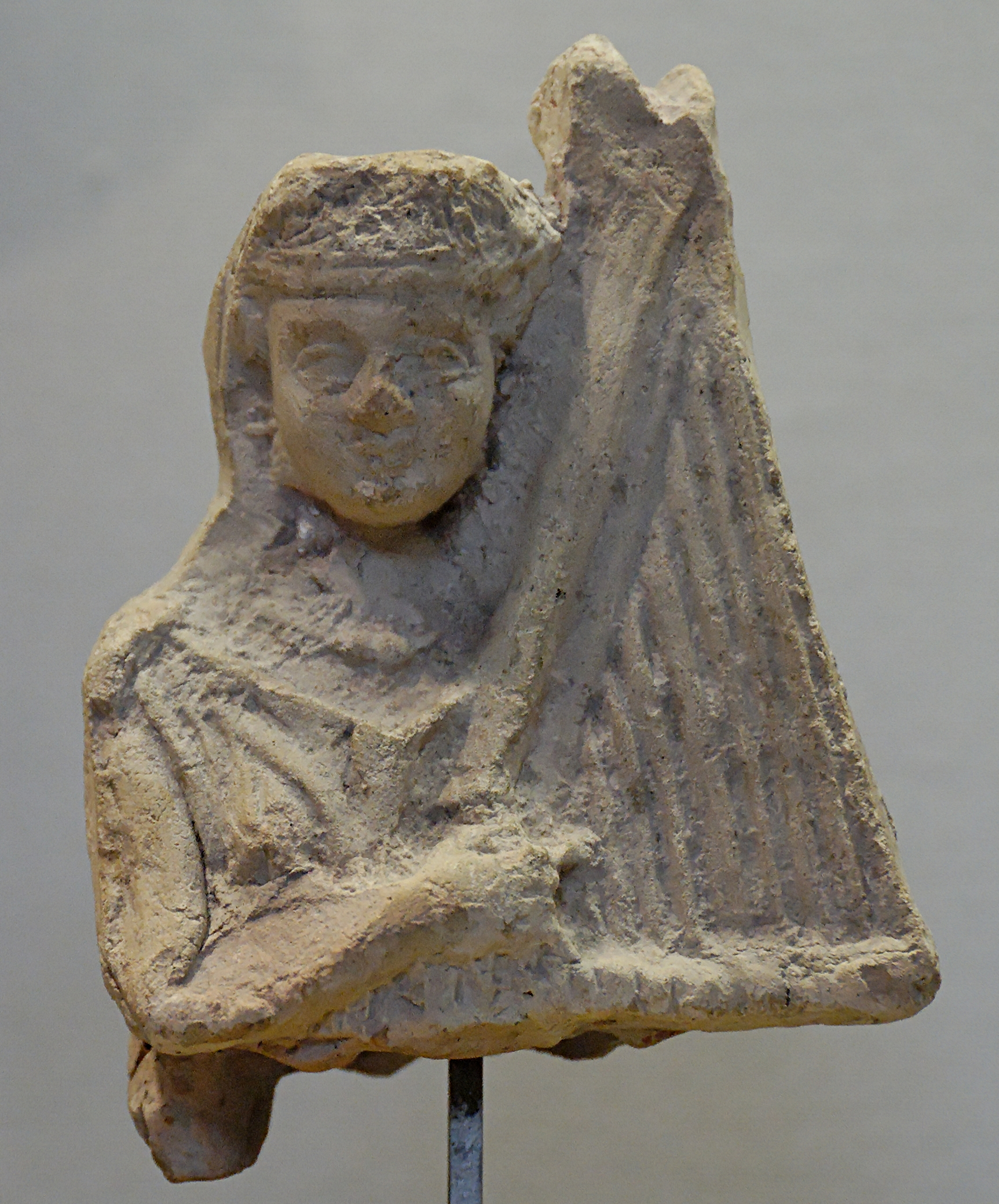
Terre cuite représentant un joueur de harpe, musée du Louvre.

### Époque sassanide
Ardashir, le fondateur de la dynastie perse sassanide, prend Suse au gouverneur parthe de la cité, resté loyal à son maître Artaban IV. La cité passe donc brutalement sous la coupe du grand empire qui se constitue alors. Suse sert apparemment de résidence impériale sassanide à certains moments au début de la période. Après la victoire de Shapur Ier contre l’empereur romain Valérien en 260, des prisonniers romains sont installés en Susiane, dont des chrétiens, qui constituent une communauté dans cette province, Suse devenant le siège d'un évêché. Les persécutions contre les communautés chrétiennes (surtout nestoriennes) de Susiane, sous le règne de Shapur II à partir de 339, sont rapportées dans les Actes des martyrs perses, qui constituent une source importante pour la reconstitution de l'histoire de la période. En particulier, une révolte de la communauté chrétienne de Suse survient face à cela, et est matée férocement par le roi perse avec une armée forte de 300 éléphants selon la tradition, faisant subir de nombreuses destructions à la ville. Une vingtaine d'années plus tard, Shapur fonde à une vingtaine de kilomètres au nord de Suse une ville nouvelle, Iwan-e Karkheh, fouillée par R. Ghirshman,.
La Susiane est une région importante de l’Empire, faisant partie de ses provinces centrales, les « pays d'Iran » (Ērānšahr), figurant parmi les premières provinces citées dans l'inscription de la Ka'ba-ye Zartosht laissée par Shapur Ier, qui est essentielle pour reconstituer l'organisation provinciale de l'empire sassanide. Les rois sassanides y conduisent des aménagements d'irrigation afin de dynamiser l'agriculture, fondent ou refondent plusieurs villes importantes où ils implantent des populations déportées de force (par exemple des artisans venant de l'Empire romain, spécialisés dans les soieries) : Ahwaz, Gundishapur, Shushtar, puis Iwan-e Karkheh après la destruction de Suse en 339. Ces fondations viennent concurrencer Suse, qui cesse de jouer un rôle important à l'échelle régionale après le IVe siècle, et sans doute accentuer son déclin, en même temps que la répression de la révolte, dont l'impact réel dans ce phénomène est difficile à évaluer.
L’espace urbanisé de Suse connaît une rétraction continue durant la période sassanide. Les trouvailles archéologiques pour cette période sont de fait moins nombreuses que pour les précédentes. Un « palais » (ou plutôt une sorte de villa) de petites dimensions a été mis au jour sur le tell de la Ville Royale par de Mecquenem. Dans le chantier A, au niveau IV, R. Ghirshman a dégagé plusieurs résidences, organisées autour d'une large avenue, et un important bâtiment organisé autour d'une salle de 14 mètres de côté, où se trouvaient six bases de colonnes reprises du palais de Darius. Le mur d'entrée de la cour était orné d'une fresque représentant une scène de chasse, représentant deux cavaliers au galop au milieu de leur gibier. Le fouilleur a interprété ce bâtiment comme un lieu de culte à Mithra (mithraeum), ce qui est douteux. Le niveau IV s'achèverait par une destruction, et a livré de nombreuses tombes manifestement creusées à la hâte, dont des jarres funéraires portant le symbole de la croix : témoignages de la destruction de la ville par Shapur II et de la persécution de sa communauté chrétienne ? Cela a semblé confirmé par le fait que les pièces de monnaie les plus récentes de ce niveau datent de son règne . Mais le niveau IV pourrait en fait être plus ancien, et s'achever au début de l'époque sassanide (vers 300), et les sépultures en question avoir été creusées plus tardivement. Les bâtiments du niveau III, manifestement érigés après la destruction sassanide, soit à cheval entre la fin de la période sassanide et le début de l'islamique, sont de qualité plus fruste.
Une grande quantité de pièces de monnaie de cette période a été mise au jour, mais avant tout dans deux trésors : un premier découvert en 1905, comportant 700 pièces datées du règne de Khosro II ; un second exhumé en 1976 au sud du tell de l’Apadana, comprenant 1 171 pièces datant presque toutes du même règne, sauf une au nom de Khosro Ier et deux à celui de Hormizd IV. S'il y a donc eu une accumulation de richesses pour certains, cela n’enlève rien à l’impression d’appauvrissement qu’indiquent les fouilles des niveaux sassanides du site.
Par ailleurs, un texte géographique moyen-perse intitulé Les capitales provinciales de l'Iran (Šahrestānīhā ī Ērānšahr), dont la version définitive est des alentours de 800, mais reprend essentiellement des éléments concernant le règne de Khosro II au début du VIIe siècle, rapporte une tradition selon laquelle Suse et Shushtar auraient été bâties par une reine perse nommée Shishindokht, épouse de Yazdgard Ier et fille du « roi des Juifs » (l'exilarque, Resh Galouta).

Art de la période sassanide.
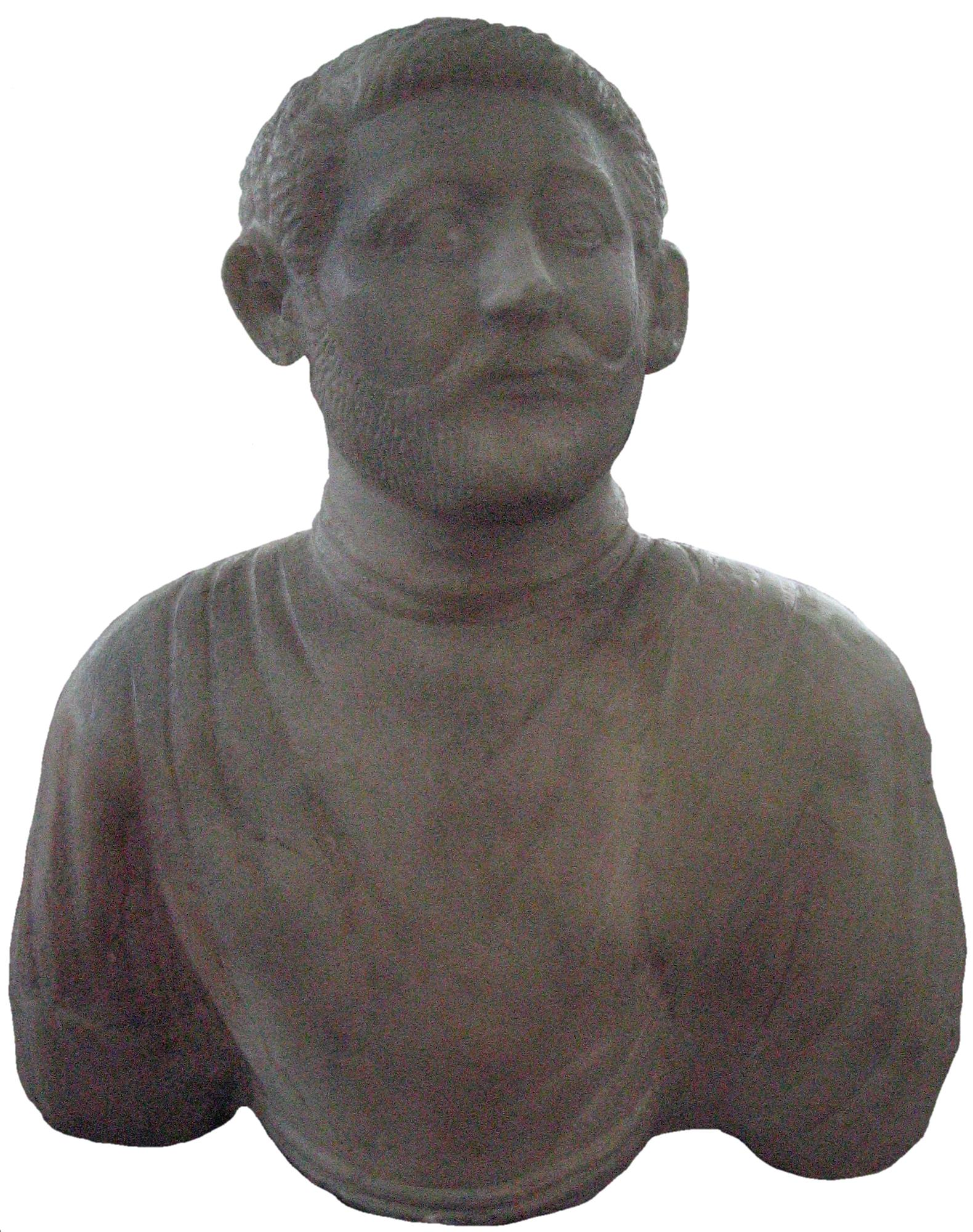
Buste en pierre d'un homme, musée national d'Iran.
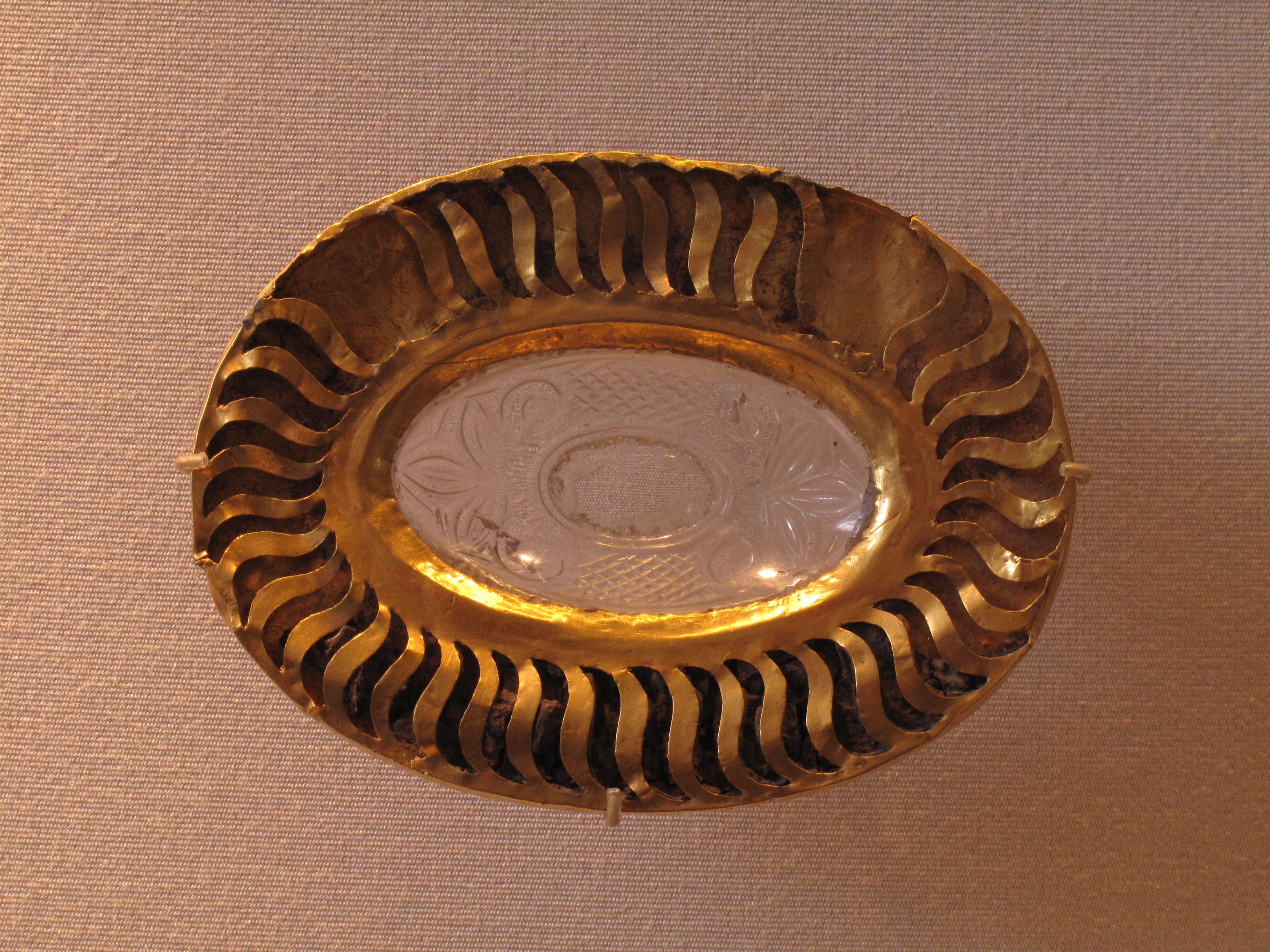
Coupelle en cristal de roche gravé, sertie d'une monture en or, VIIe siècle, musée du Louvre.
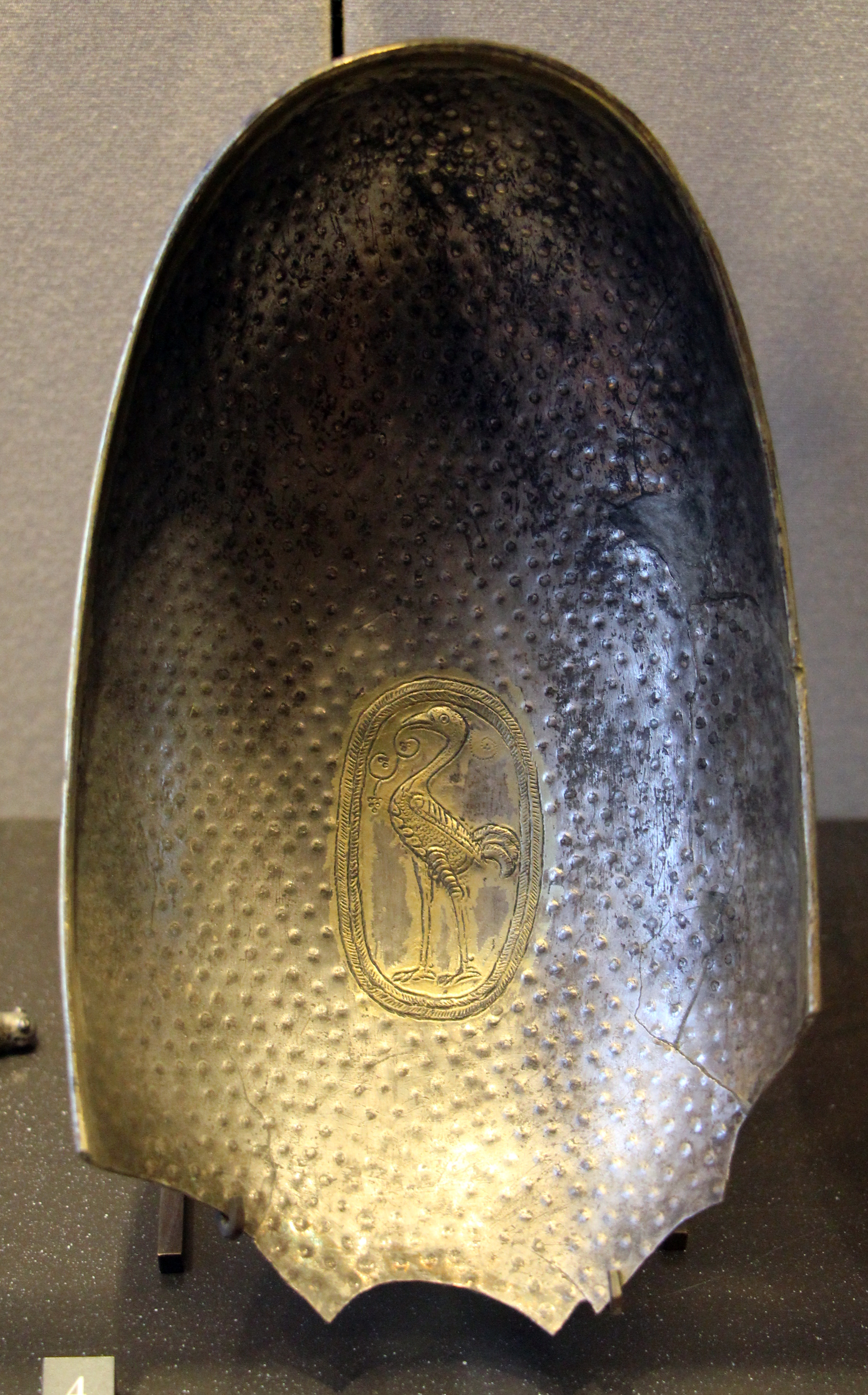
Nacelle en argent, avec médaillon central et rebords extérieurs dorés, musée du Louvre.
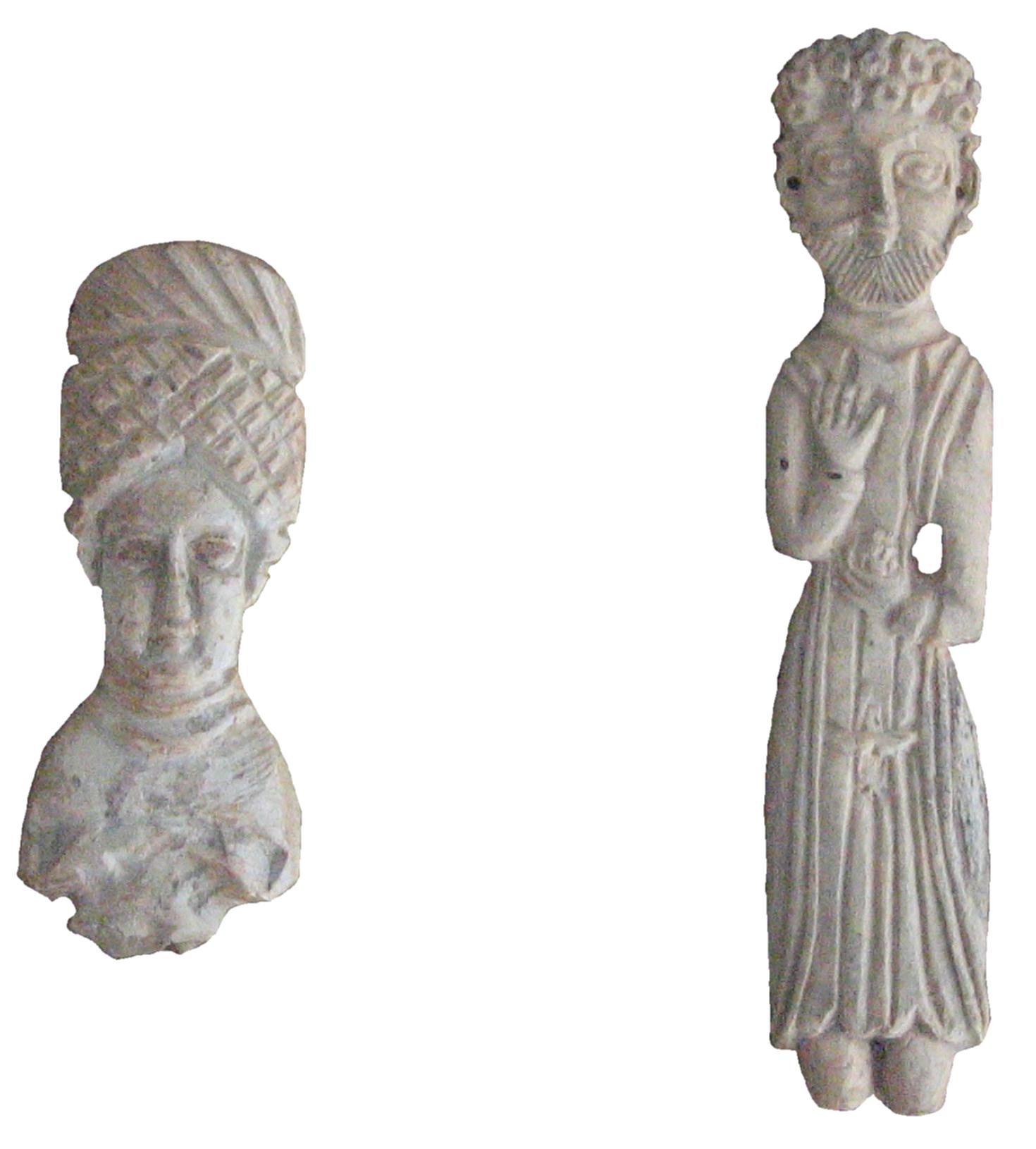
Figurines en os, musée national d'Iran.

### Époque islamique

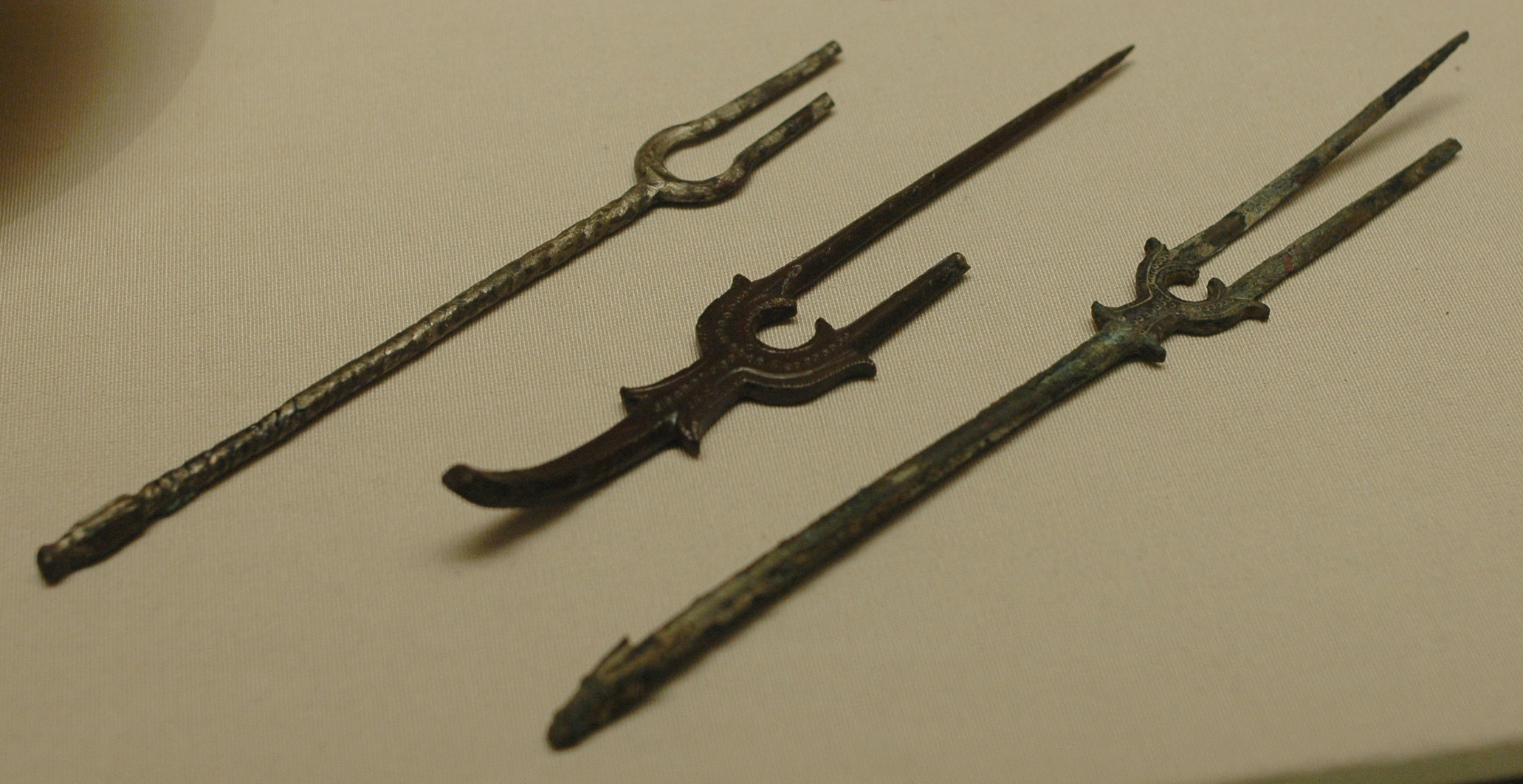
Fourchettes retrouvées à Suse, bronze moulé,, musée du Louvre

Le Khuzistan est difficilement enlevé par les troupes musulmanes à son gouverneur sassanide Hormuzan, qui se soumet en 642 après le siège de Shushtar. Suse n'a manifestement pas été un point d'étape important pour les conquérants, n'étant plus une ville importante, et elle ne joue pas de rôle politique significatif par la suite. La période islamique de la ville dure environ six siècles, du VIIe au XIIe siècle. Elle est documentée par les récits de plusieurs géographes et voyageurs médiévaux, dont Al-Maqdisi (Xe siècle), Al-Idrisi et Benjamin de Tudèle (XIIe siècle), qui s'attardent notamment sur la présence du tombeau de Daniel, et de ruines antiques. Les fouilles archéologiques ont par ailleurs dégagé plusieurs quartiers d'habitations, des monuments religieux et des installations artisanales de la période en différents points du site, essentiellement lors des fouilles récentes (missions Ghirshman et surtout Perrot), les plus anciennes ayant largement ignoré cette période.
Si les tells de la Ville Royale et de l'Apadana sont toujours peuplés, la ville de Suse connaît une nouvelle expansion dès après la conquête, avec la création d'une ville nouvelle sur le tell de la Ville des Artisans, disposant d'une enceinte de forme carrée d'environ 400 mètres de côté. Y ont été dégagés une grande mosquée, dont on a repéré deux niveaux archéologiques, ainsi qu'un « bâtiment B » identifié comme un couvent (khanqah), avec des cellules disposées autour d'une cour rectangulaire. L'habitat devait du reste rapidement déborder de l'enceinte. Pour la première partie de la période abbasside (à partir de la seconde moitié du VIIIe siècle), des espaces d'habitat ont été repérés entre le tell de l'Apadana et le nord de la Ville Royale, qui succèdent sans doute à des quartiers de la période précédente. Il s'agit d'un habitat tassé caractéristique des villes de la période islamique médiévale, avec des résidences de tailles diverses, où l'on ne trouve pas d'artères principale, celle-ci devant se trouver plus au sud des zones fouillées. Un hammam du Xe siècle a par ailleurs été identifié sur le tell de l'Apadana. Suse s'étend alors sur environ quatre kilomètres carrés, ce qui inclut quatre tells : celui de l’Acropole, celui de l'Apadana, celui de la Ville Royale et celui de la Ville des Artisans. Cette période semble être la plus prospère des phases islamiques. Pour l'époque tardive de la dynastie abbasside (XIIe siècle), une sucrerie a été mise au jour à l'emplacement de l'ancien palais achéménide situé sur la rive ouest de la Chaour (on y a retrouvé des moules servant à réaliser des pains de sucre). Selon ce que rapporte Benjamin de Tudèle, la ville est alors divisée en deux parties séparées par la rivière et reliées par un pont, une partie ancienne et pauvre et une autre riche et commerçante : il semble au regard des résultats des fouilles que la première corresponde à la Ville Royale et la seconde à la Ville des Artisans, ce qui reviendrait à admettre que la Chaour coulait alors dans la dépression les séparant. La ville nouvelle est donc devenue le nouveau cœur de Suse, et la vieille ville haute a décliné.
Bien qu'elle ne soit pas un centre politique important, Suse est donc sous les Abbassides une ville animée, située dans une région agricole prospère, réputée notamment pour ses citrons et sa production sucrière (à partir de canne à sucre). Comme d'autres villes du Khuzistan, on vante également la qualité de ses soieries, et elle dispose d'un atelier de frappe monétaire. Plusieurs communautés religieuses s'y trouvent aux côtés des musulmans : juifs (Benjamin de Tudèle mentionne la présence de quatorze synagogues dans la ville), chrétiens, zoroastriens. Le tombeau de Daniel est un point d'intérêt de la ville pour les géographes et voyageurs qui la décrivent. Il apparaîtrait au VIIe siècle, lors de la redécouverte de la sépulture après la conquête de la ville par les musulmans. Mais il ne s'agit pas du seul lieu revendiquant la présence de la sépulture du prophète (Shushtar par exemple en est un autre), et du reste il ne semble pas que ça ait été un lieu de pèlerinage particulièrement prisé.
Suse constitue également un site de première importance pour l'étude de la céramique des débuts de l'Islam, grâce à la découverte de nombreuses céramiques dès les premières campagnes de fouilles, plus de 2 000 exemplaires étant répertoriés au musée du Louvre (mais là encore sans mention du contexte de découverte), tandis que les fouilles plus récentes des niveaux islamiques ont permis d'affiner la chronologie. La céramique islamique de Suse peut être divisée en deux grandes catégories : céramiques non glaçurées et céramiques glaçurées. Les premières sont de loin les plus nombreuses. La vaisselle comprend une grande variété de formes : cruches, pichets, jarres, bols, couvercles, lampes, etc. Le décor peut être obtenu par peignage, incision, estampage, moulage, ou barbotine. Plusieurs couvercles de cruches ont par exemple un décor moulé représentant des motifs floraux et animaliers. D'autres modèles portent des inscriptions en araméen ou arabe (dont deux exemples de correspondance amoureuse) ou pseudo-inscriptions. Par ailleurs des figurines anthropomorphes ont été retrouvées, et des objets divers (jeux et jouets, moules à sucre, cage à mangouste, etc.). Quant à la céramique glaçurée, après une première phase reprenant les modèles sassanides, elle se subdivise entre les faïences, comme les types à décor bleu sur fond blanc, ou ceux à décor jaspé dans lesquels la glaçure colorée a coulé de telle sorte qu'elle forme un décor marbré, et les céramiques lustrées, souvent polychromes dans les premiers temps, puis de plus en plus monochromes, avec un décor qui tend à se simplifier.

Céramique non glaçurée (musée du Louvre).
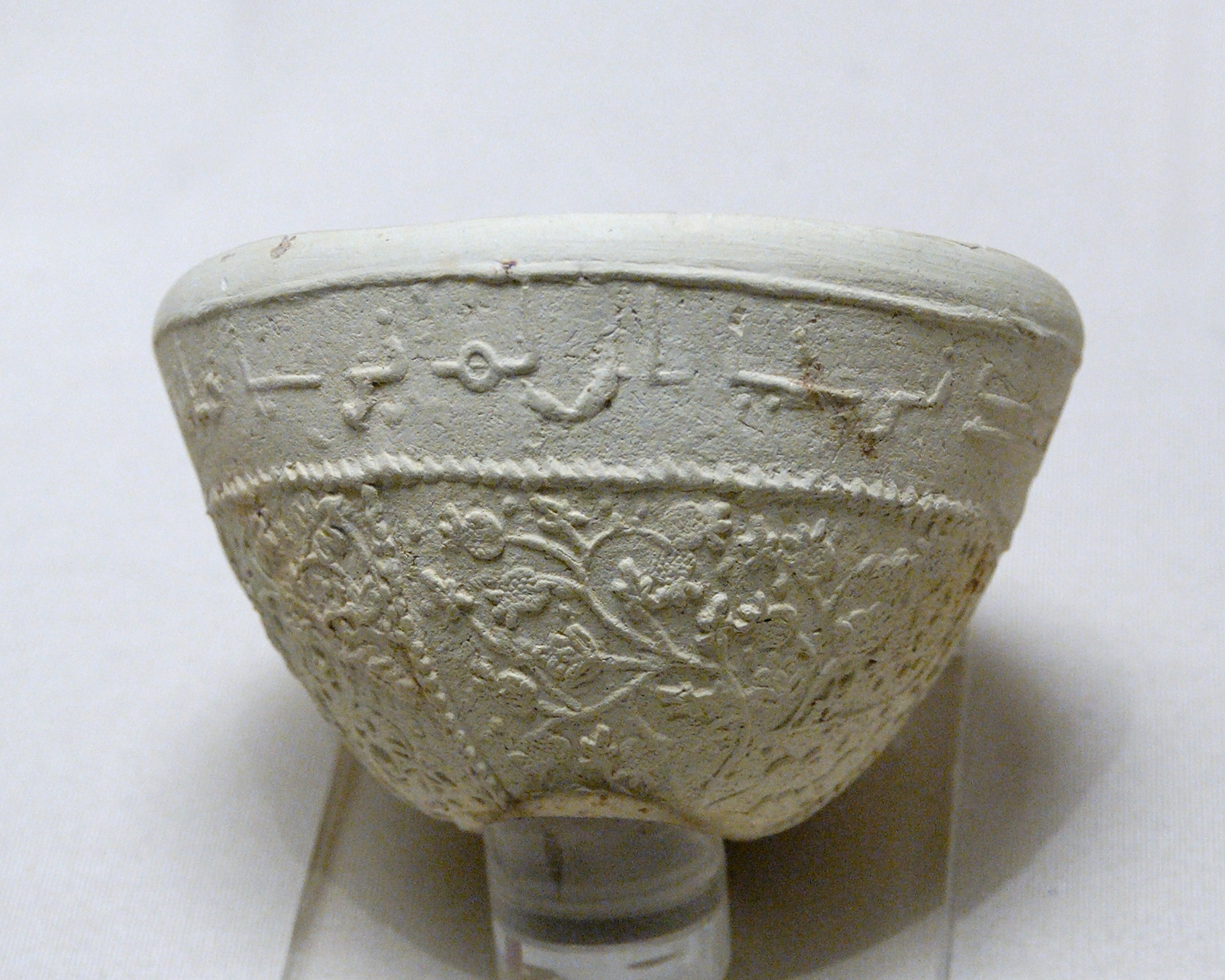
Bol à décor de pampres et de grenades, avec un vers en écriture arabe, VIIe – VIIIe siècle.
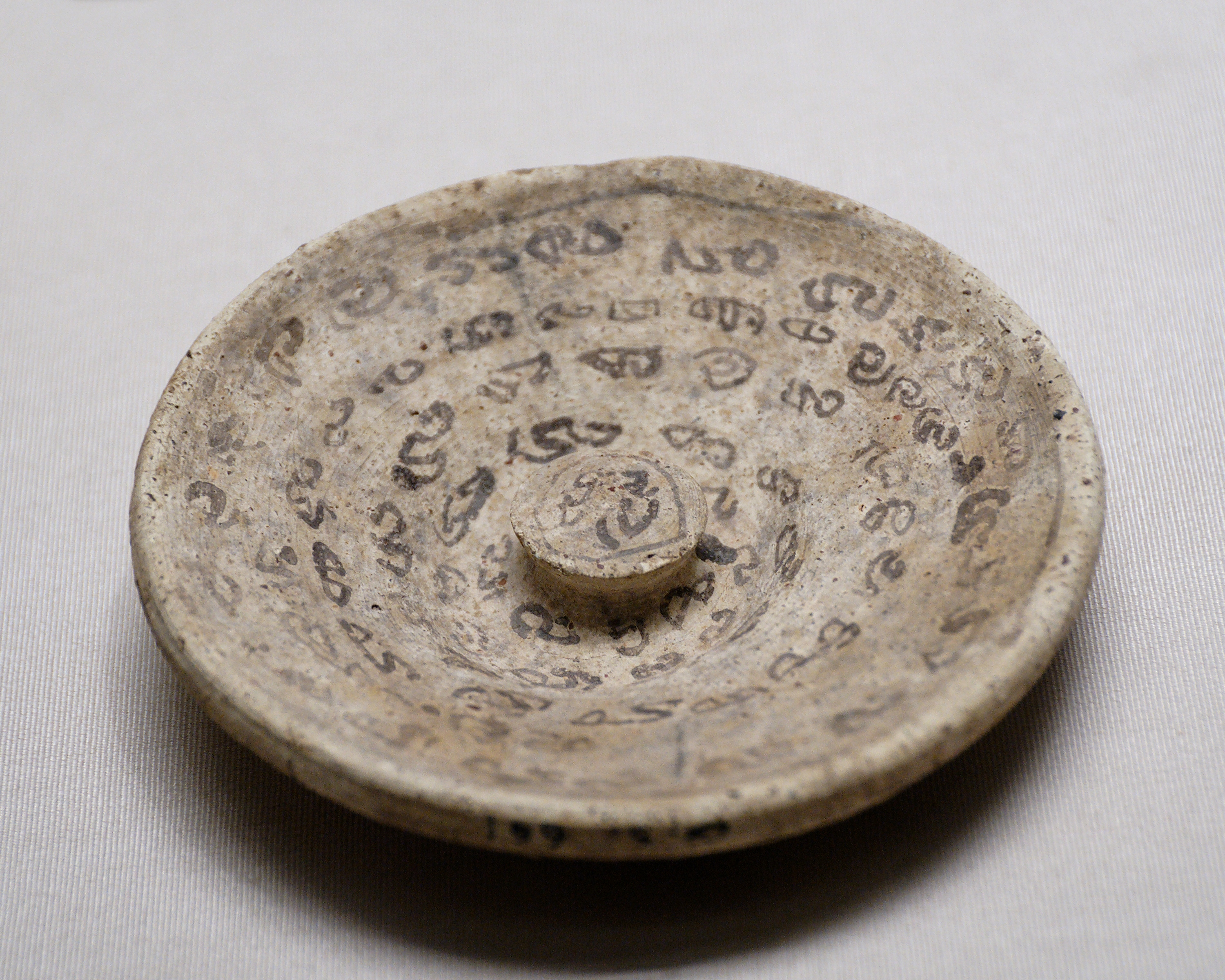
Couvercle à inscription magique en araméen, VIIIe – IXe siècle.
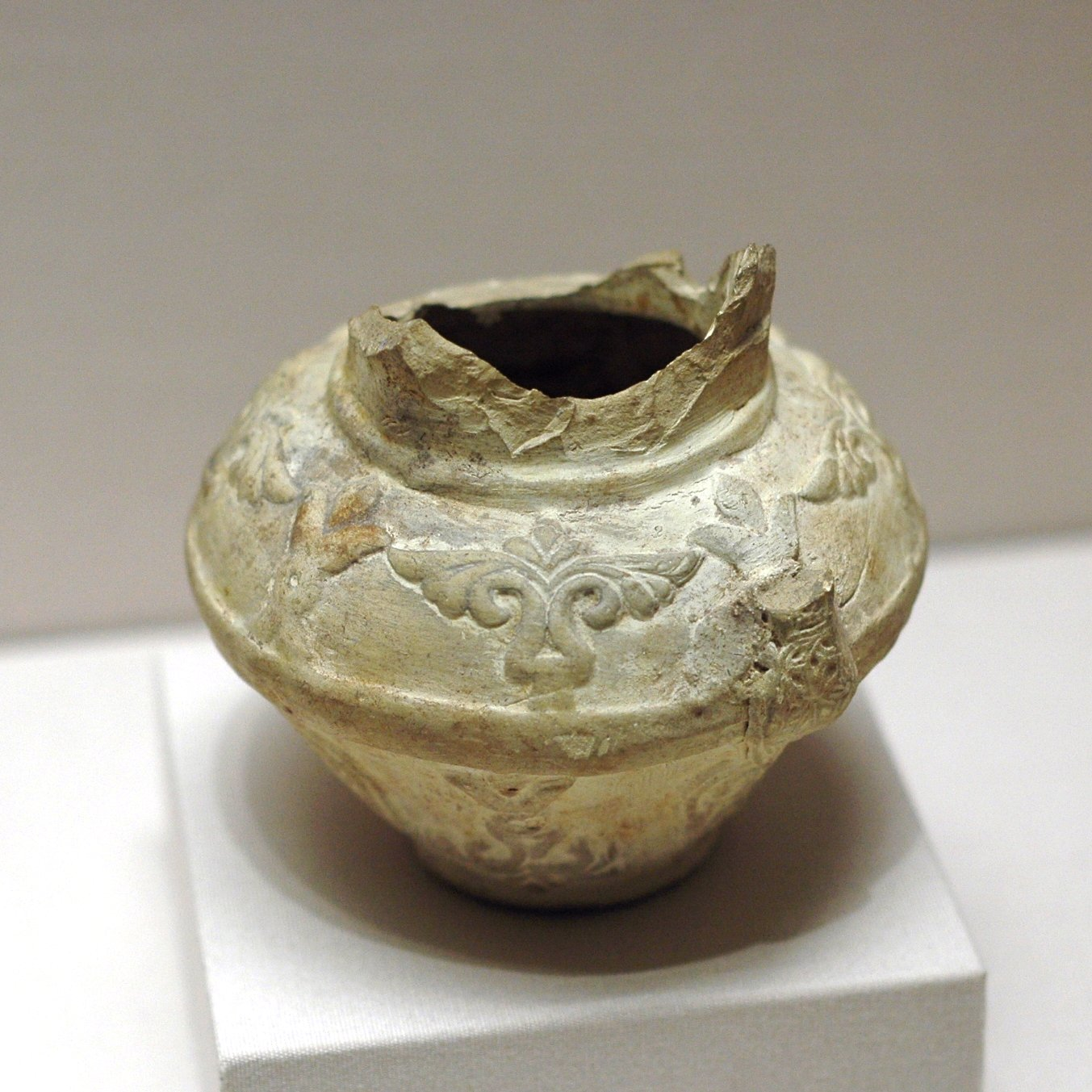
Pichet à décor moulé, VIIIe – IXe siècle.
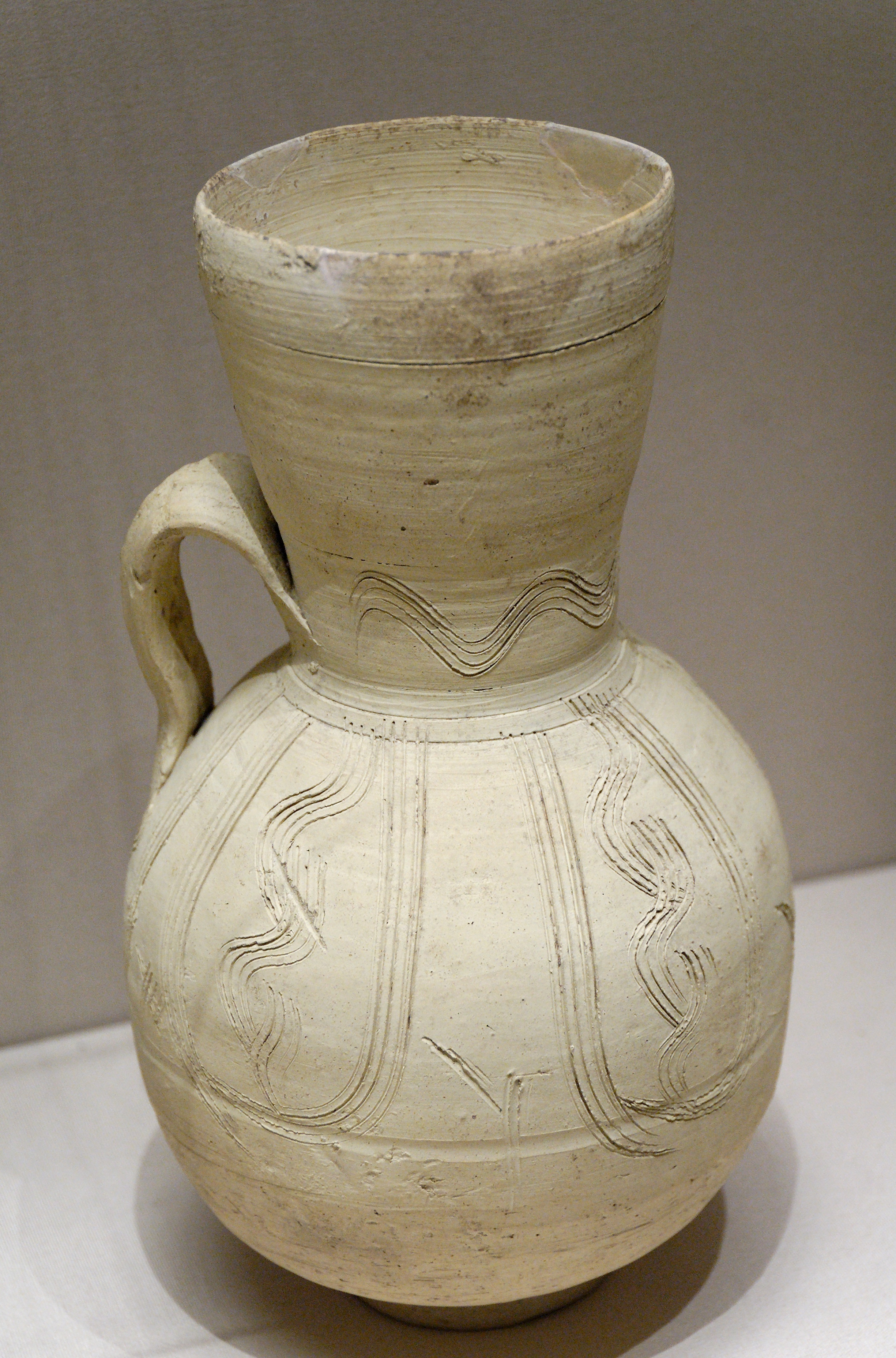
Cruche munie d’un filtre, décor peigné, fin VIIIe – IXe siècle.
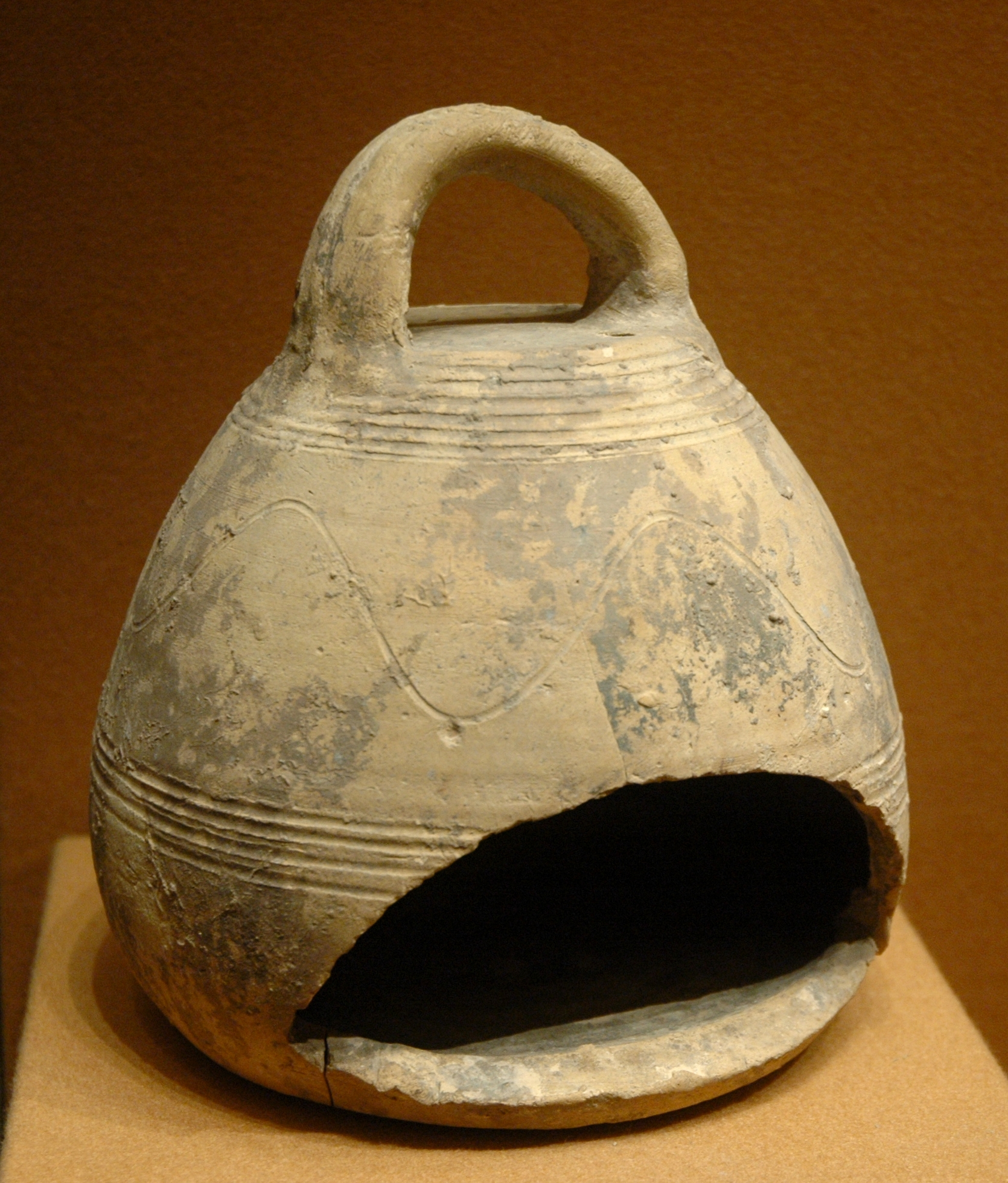
Lanterne à décor peigné et gravé.
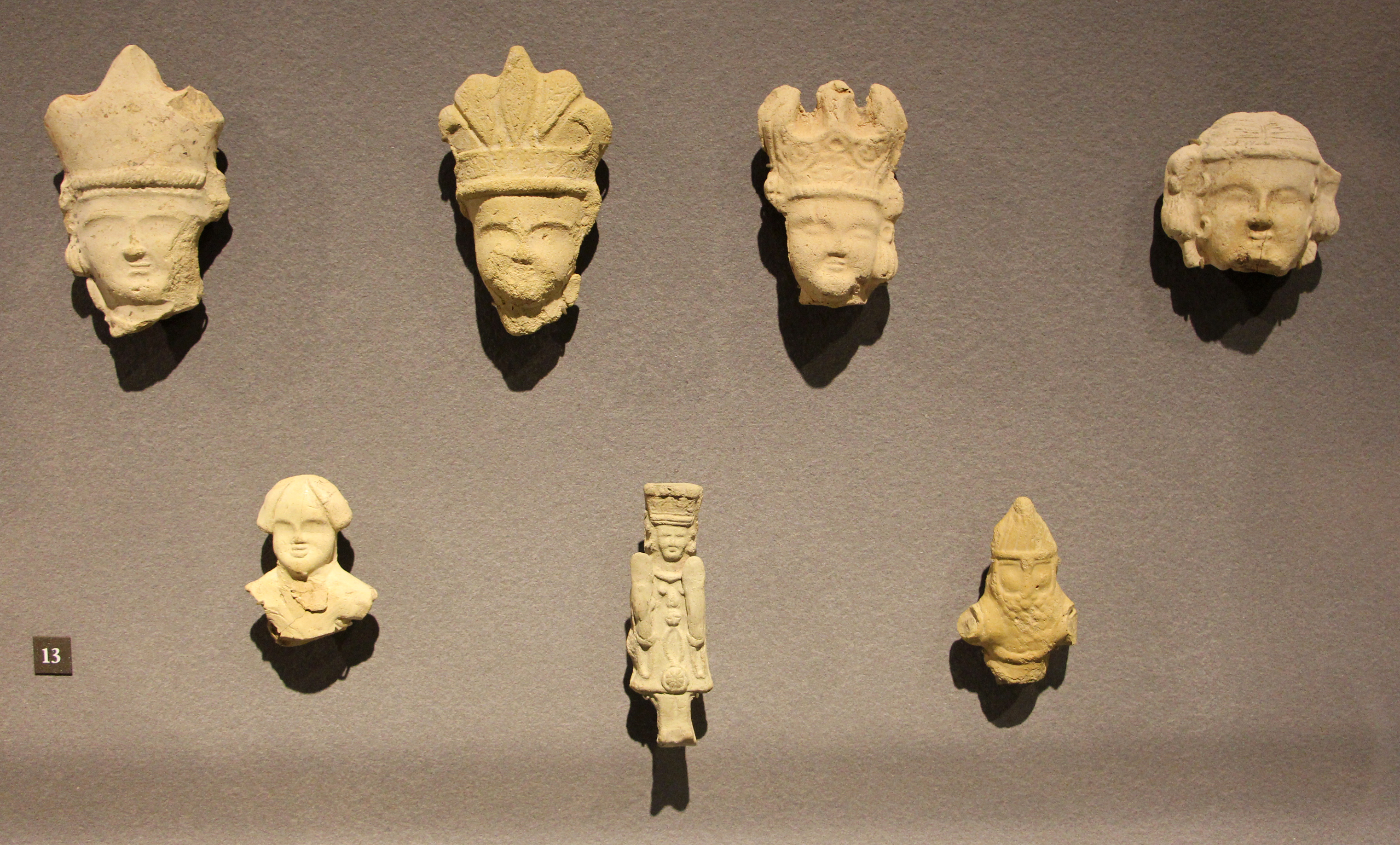
Figurines de personnages, XIe – XIIe siècle.

Céramique glaçurée (musée du Louvre).
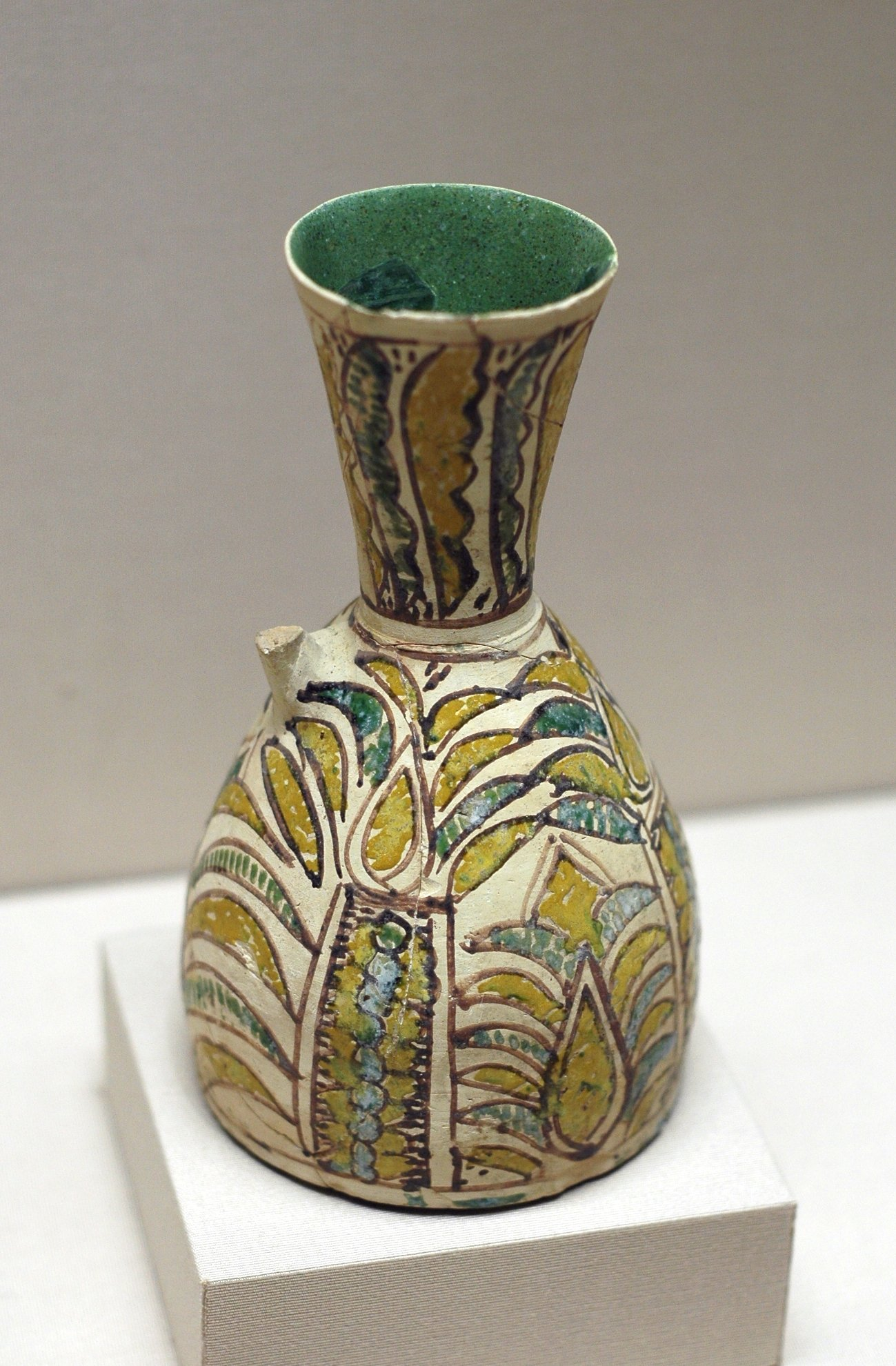
Pichet au palmier, décor de glaçures colorées à cru, VIIIe – IXe siècle.
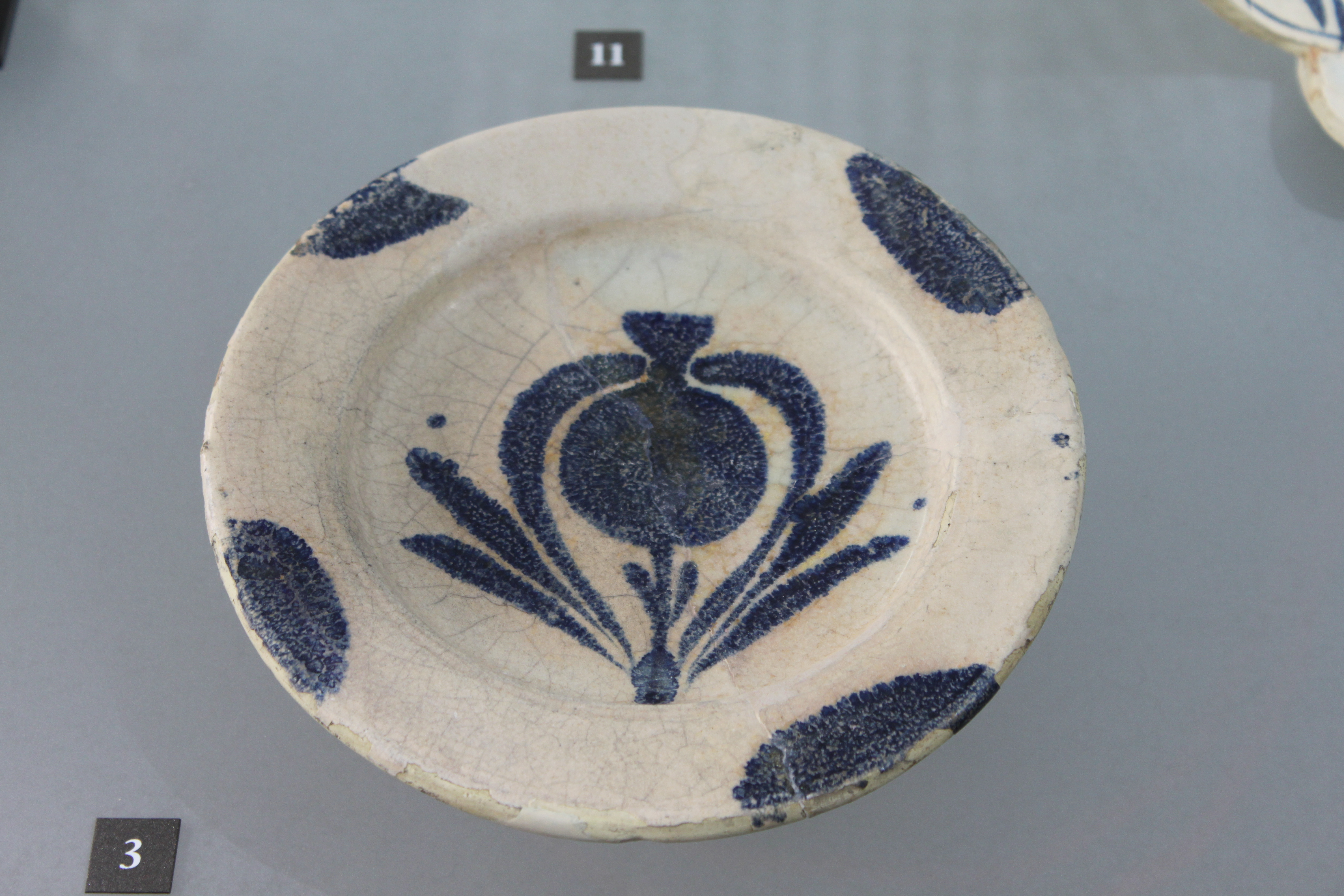
Plat tripode à la grenade, décor peint en bleu sur glaçure, fin VIIIe – IXe siècle.
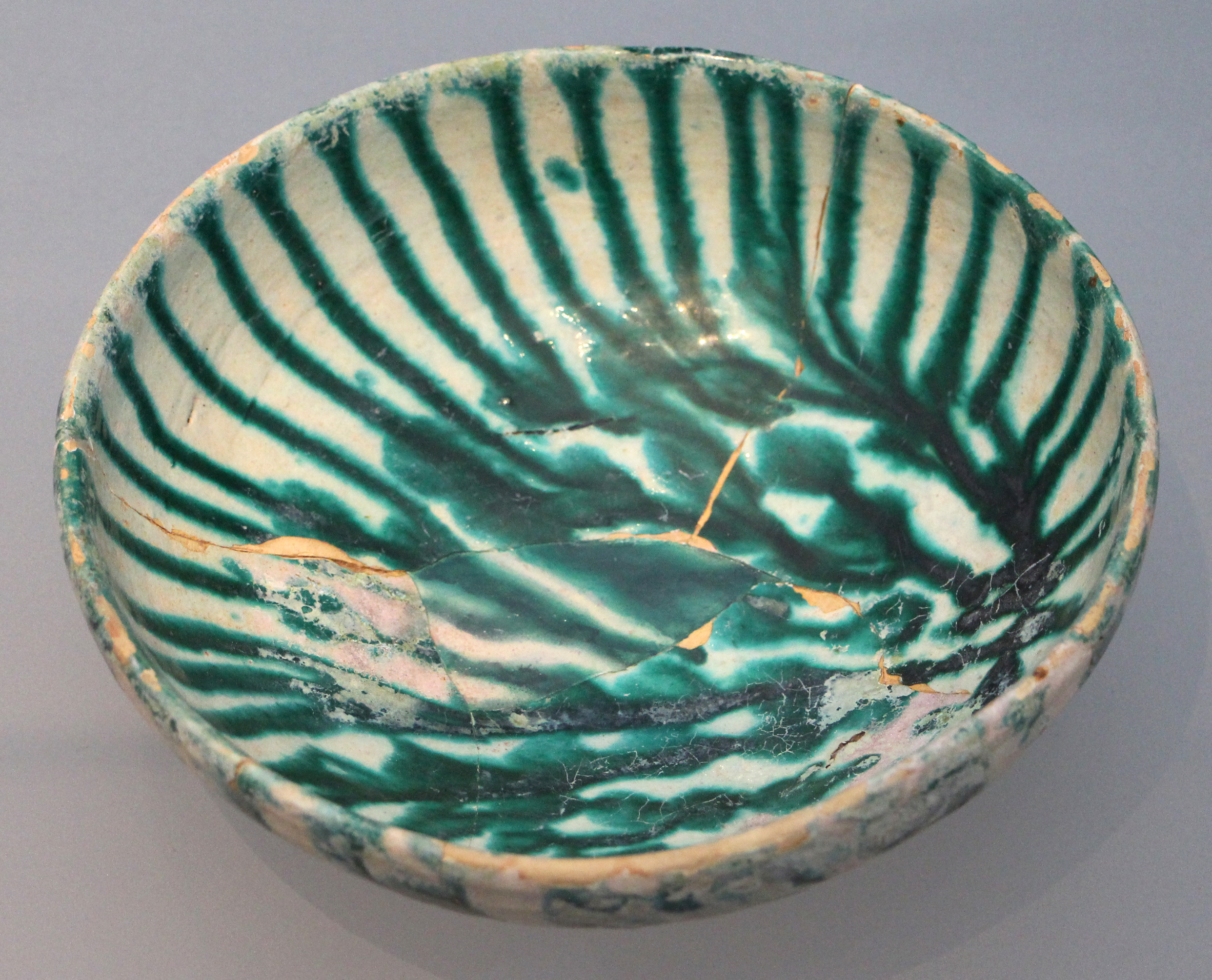
Plat avec décor glaçuré jaspé, IXe – Xe siècle.
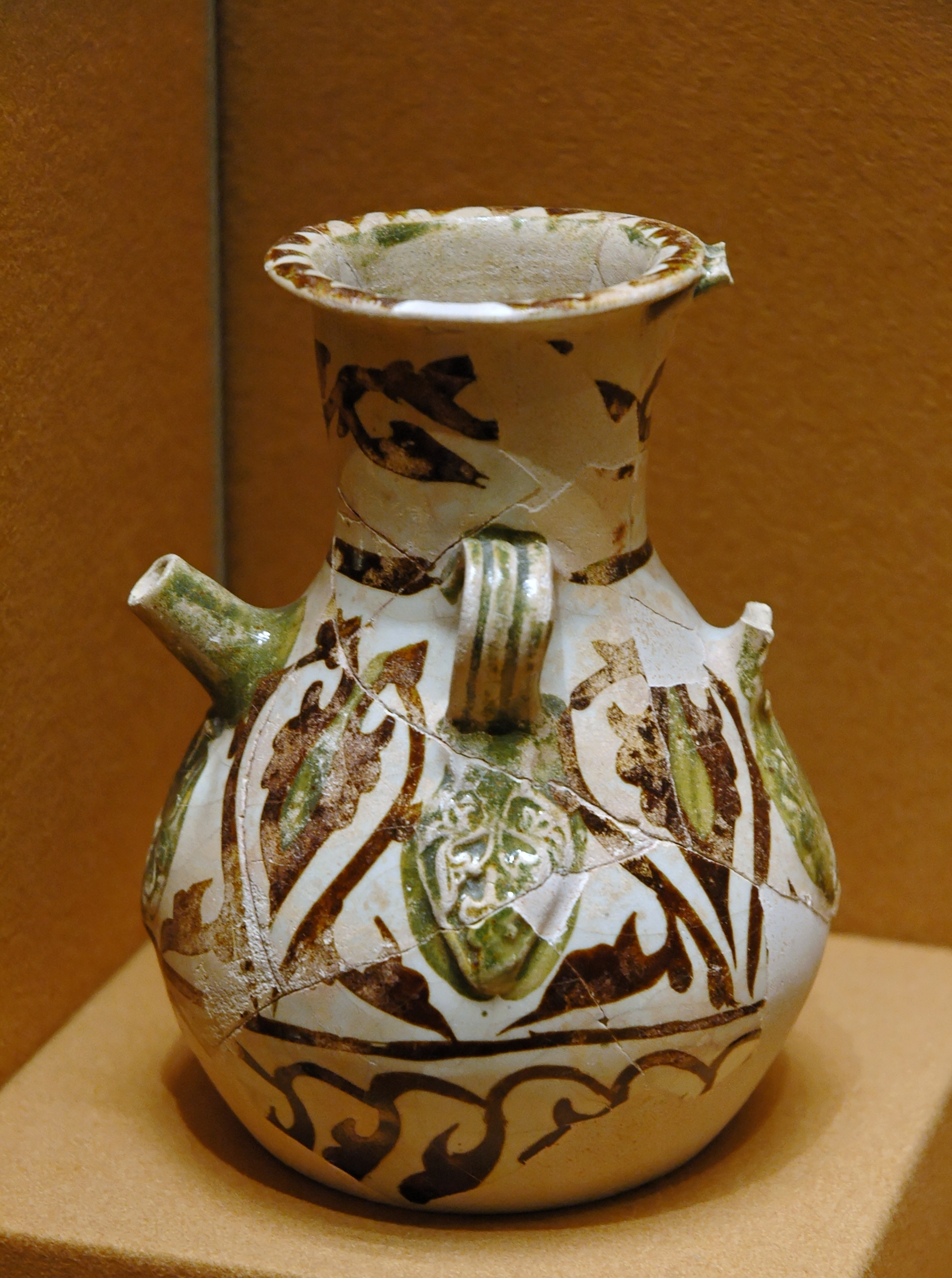
Cruche fragmentaire aux palmettes, décor lustré polychrome, IXe siècle.
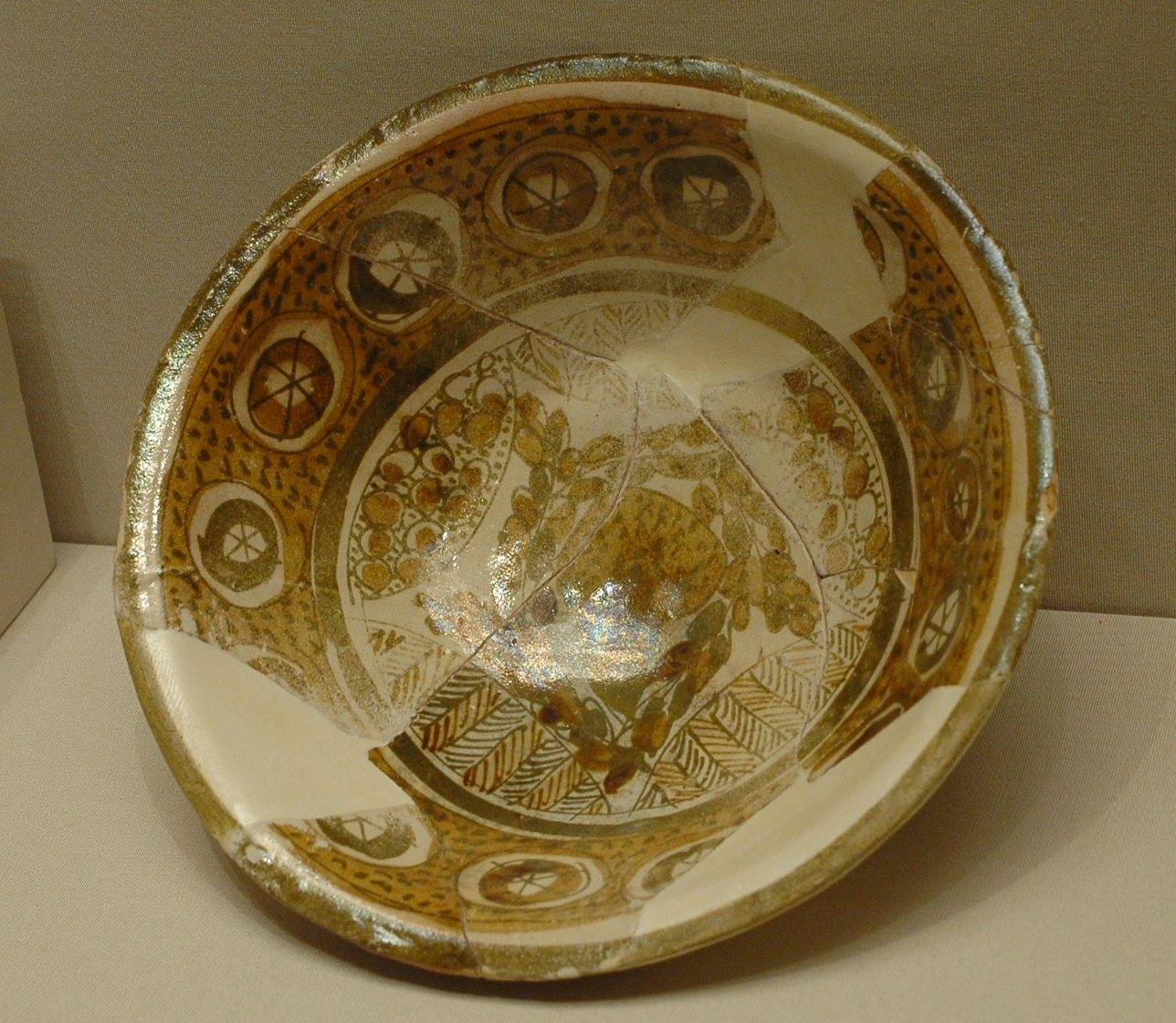
Coupe, décor de lustre métallique monochrome sur glaçure opacifiée, IXe siècle.
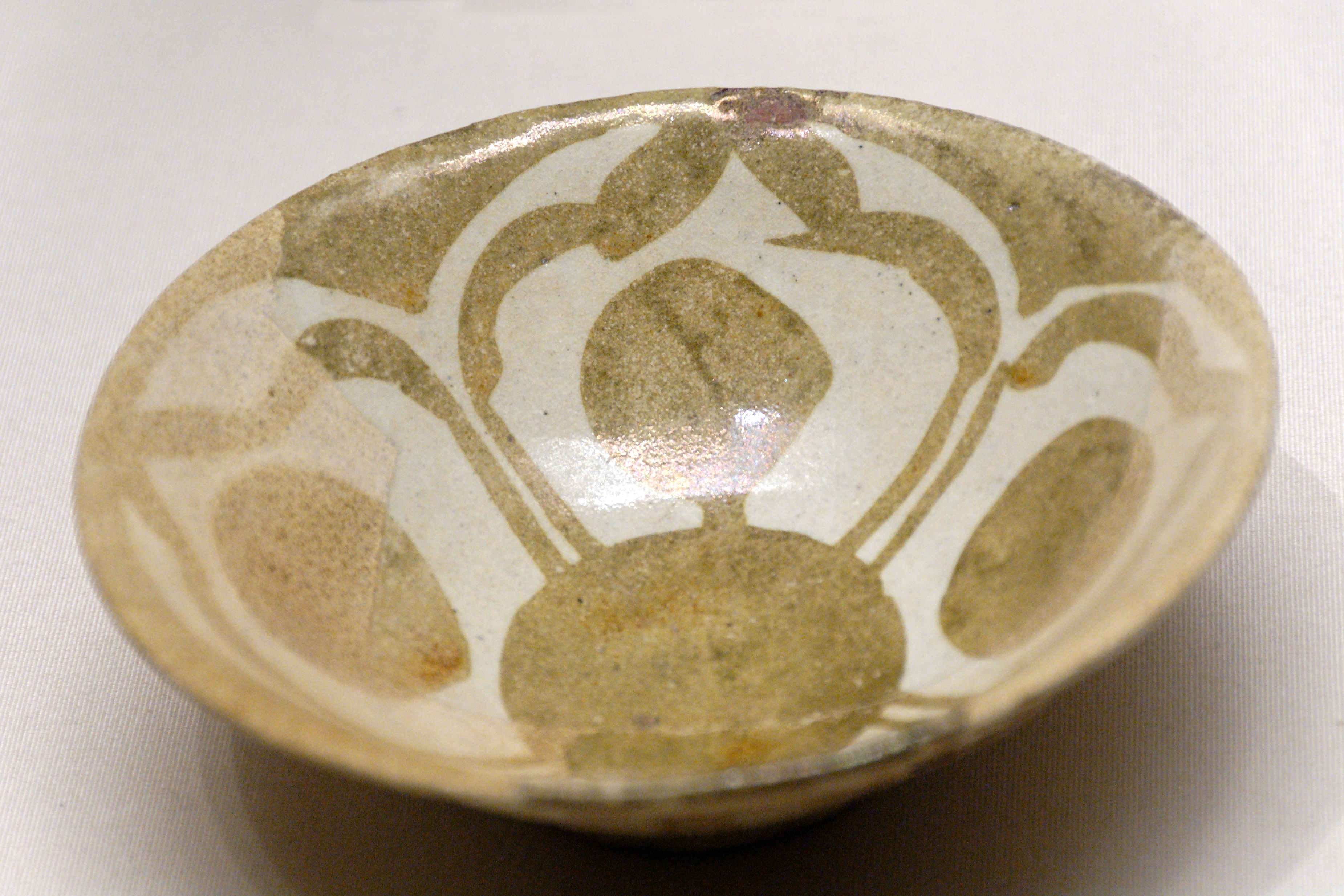
Coupe, décor de lustre métallique monochrome sur glaçure opacifiée, Xe siècle.

Suse connaît un déclin après le XIIIe siècle, mais les découvertes de céramiques du XVe siècle indiquent que des quartiers y sont encore occupés à cette époque. Les traces d'occupations disparaissent pour le début de l'époque safavide (début XVIe siècle), qui voit d'une manière générale un déclin des villes du Khuzistan.

### Époque contemporaine

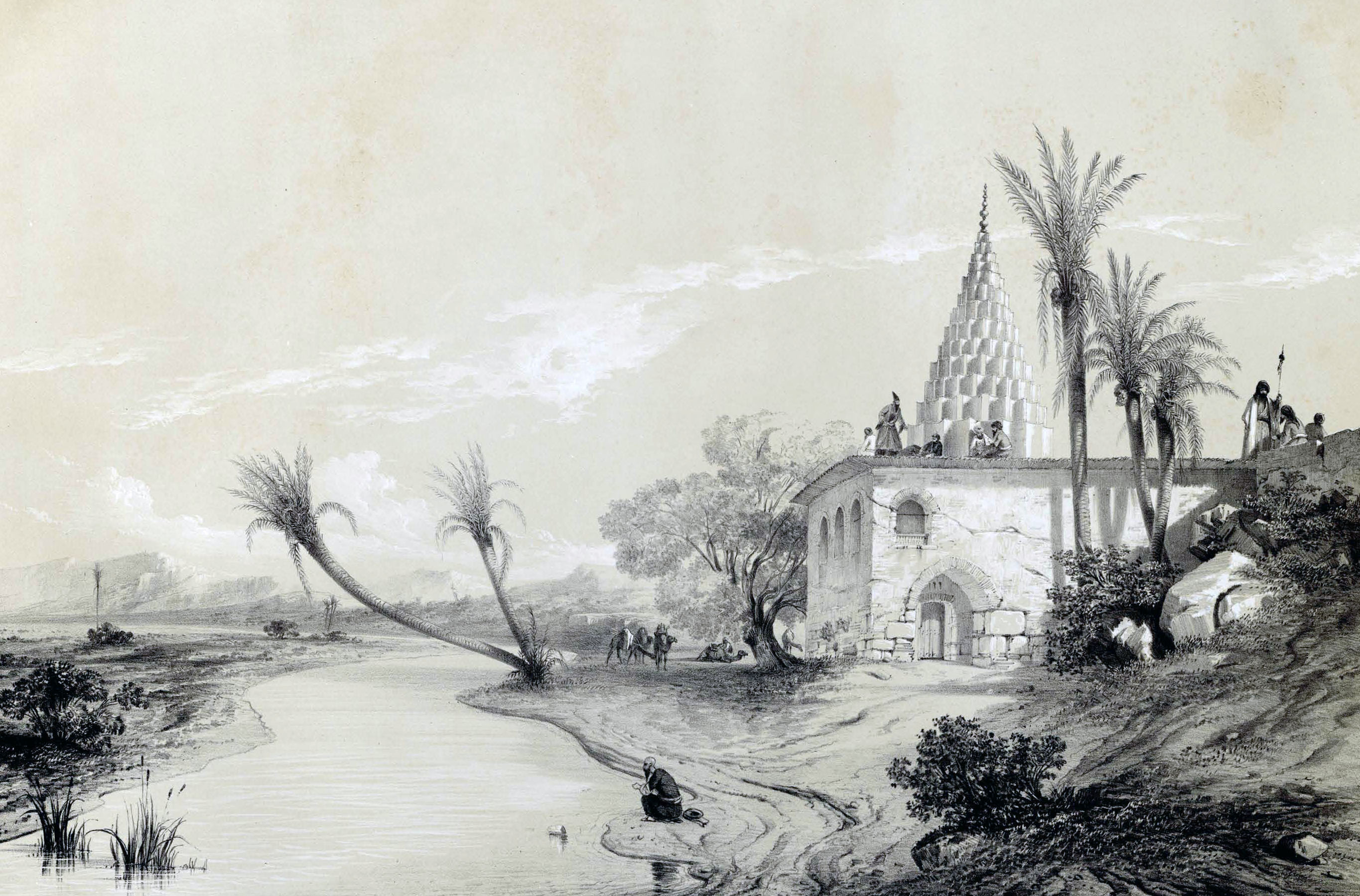
Représentation du tombeau de Daniel à Suse par Eugène Flandin, (Voyage en Perse Moderne), 1851.

Le site de Suse est déserté, et lorsque les britanniques Loftus et Layard le visitent dans la première moitié du XIXe siècle, ils le décrivent comme un lieu s'animant seulement lorsqu'il se couvre de prairies durant l'hiver et le printemps, ce qui attire des tribus arabes bédouines de la région (notamment les Bani Lam) qui y résident jusqu'à la saison chaude, quand le lieu devient inhabitable en raison de la chaleur. L'insécurité dans laquelle se déroulent les premières campagnes de fouilles indiquent que la région était mal tenue par le pouvoir perse. Dans les premières années des fouilles de la délégation française, au début du XXe siècle, on ne trouve à Suse que trois bâtiments : la tombe de Daniel avec son dôme en forme de pain à sucre, un mausolée (imamzadeh) un peu plus au nord, et le château de Morgan qui vient d'être érigé. Elle ne se repeuple que dans le courant de la seconde moitié du XXe siècle à partir du secteur du tombeau de Daniel, le long des rives de la Chaour car le site archéologique est non constructible. Sa population atteint les 5 000 habitants vers 1950, puis dépasse aujourd’hui les 60 000 habitants, et l'habitat encercle le site de la ville antique, couvrant la partie orientale de la Ville des Artisans.

### Iran antique
- Pierre Amiet, L'âge des échanges inter-iraniens : 3500-1700 av. J.-C., Paris, Réunion des musées nationaux, 1986
- Pierre Amiet, « Le monde de l'Iran », dans Bernard Holtzmann (dir.), L'Art de l'Antiquité, 2. l'Égypte et le Proche-Orient, Paris, Gallimard : Réunion des Musées Nationaux, coll. « Manuels d'histoire de l'art », 1997, p. 352-439
- (en) Daniel T. Potts, The Archaeology of Elam : Formation and Transformation of an Ancient Iranian State, Cambridge, Cambridge University Press, coll. « Cambridge World Archaeology », 1999

### Généralités sur Suse
- Pierre Amiet, Suse : 6000 ans d'histoire, Paris, Réunion des musées nationaux, 1988
- Suse : dernières découvertes, Dijon, coll. « Dossiers Histoire et Archéologie » (no 138), mai 1989
- (en) Prudence O. Harper, Joan Aruz et Françoise Tallon (dir.), The Royal City of Susa : Ancient Near Eastern Treasures in the Louvre, New York, The Metropolitan Museum of Art, 1992 (lire en ligne)
- Marie-Joseph Stève, François Vallat, Hermann Gasche, Christelle Jullien et Florence Jullien, « Suse », Supplément au Dictionnaire de la Bible, Letouzey & Ané, nos 73-74,‎ 2002-2003, col. 359-652
- (en) Hermann Gasche et al., « Susa », dans Encyclopædia Iranica Online, 2005-2015 (lire en ligne)
- Florence Malbran-Labat et Rémy Boucharlat, « Susa », dans Reallexicon der Assyriologie und Vorderasiatischen Archäologie, vol. XIII, Berlin, De Gruyter, 2011-2013, p. 347-359

### Fouilles
- (en) Hermann Gasche, « Susa i. Excavations », sur Encyclopaedia Iranica, 2009

### Période élamite
- (en) Elizabeth Carter, « Elam ii. The archeology of Elam », sur Encyclopaedia Iranica, 1998
- (en) François Vallat, « Susa ii. History of Susa during the Elamite Period », sur Encyclopaedia Iranica, 2008

### Période achéménide
- (en) Rémy Boucharlat, « Susa iii. The Achaemenid Period », sur Encyclopaedia Iranica, 2009
- Jean Perrot (dir.), Le palais de Darius à Suse : une résidence royale sur la route de Persépolis à Babylone, Paris, Presses de l'université Paris-Sorbonne, 2010, 520 p. (ISBN 978-2-84050-681-2)
- Jean Perrot, « Le palais de Darius. Nouvelles données archéologiques », Comptes rendus des séances de l'Académie des inscriptions et belles-lettres, vol. 154, no 1,‎ 2010, p. 391-432 (lire en ligne)

### Antiquité récente et tardive
- Rémy Boucharlat, « Suse, marché agricole ou relais du grand commerce. Suse et la Susiane à l'époque des grands empires », Paléorient, no 11,‎ 1985, p. 71-81 (lire en ligne)
- Laurianne Martinez-Sève, « La ville de Suse à l’époque hellénistique », Revue archéologique, no 33,‎ 2002, p. 31-53 (lire en ligne)
- (en) Laurianne Martinez-Sève, « Susa iv. The Hellenistic and Parthian Periods », sur Encyclopaedia Iranica, 2015
- (en) G. Gropp, « Susa v. The Sasanian Period », sur Encyclopaedia Iranica, 2005